# Personnages de Game of Thrones
Pour les personnages des romans, voir Personnages du Trône de fer
 (avril 2024).
Si vous disposez d'ouvrages ou d'articles de référence ou si vous connaissez des sites web de qualité traitant du thème abordé ici, merci de compléter l'article en donnant les références utiles à sa vérifiabilité et en les liant à la section « Notes et références ».
Cet article présente la liste des personnages de la série télévisée américaine Game of Thrones, adaptée des romans de fantasy médiévale écrits par George R. R. Martin. La série se déroule dans un univers fictif et narre les luttes de pouvoir pour le contrôle du Trône de fer sur les continents d'Essos et Westeros entre de nobles clans rivaux et leurs allégeances.
Pour des raisons scénaristiques, les noms, descriptions et personnalités des personnages peuvent différer sensiblement de ceux décrits dans les romans, certains ayant même été créés pour les besoins de la série alors que d'autres n'apparaissent que dans les romans.
La distribution est composée de plusieurs centaines d'acteurs — essentiellement britanniques ou irlandais —, et est considérée comme l'une des distributions les plus fournies de l'histoire de la télévision.

## Personnages
Note : Les tableaux ci-dessous récapitulent les biographies fictives des personnages de la série. Pour leur description dans les romans, cliquez sur les noms des personnages. Ils sont regroupés selon leur appartenance à l'un des nombreux clans de Westeros et d'Essos, ainsi que selon leur allégeance ou leur soutien à ce clan ou à l'un de ses membres. Entre parenthèses sont indiqués les noms, lieux et termes originaux (en anglais).
Certains personnages apparaissent dans la série dérivée House of the Dragon se déroulant plus de deux cents ans avant Game of Thrones.
Légende :
| - Maison Arryn - Maison Baratheon - Maison Bolton - Maison Frey | - Maison Greyjoy - Maison Lannister - Maison Martell - Maison Stark | - Maison Targaryen - Maison Tully - Maison Tyrell | - Garde de Nuit - Sauvageons |

Le symbole « ✝ » indique la mort du personnage

### Maison Arryn
Lieu-clé : Les Eyriés dans le Val d'Arryn.
La Maison Arryn était l'une des plus puissantes de Westeros. Basée dans les Eyrié, la maison est représentée à la fin de la série par Robin Arryn.

#### Famille
| Photo | Nom         | Acteur        | Doublage francophone                | Saisons       |  |
| --- | ----------- | ------------- | ----------------------------------- | ------------- |  |
| |             |               |                                     |               |  |
| | Jon Arryn   | John Standing |                                     | 1 (✝)         |  |
| Jon Arryn est la première Main du roi de Robert Baratheon. Il est empoisonné par son propre écuyer juste avant le début de la série et les Lannister sont accusés de son meurtre par sa veuve Lysa. Il s'avère que Lord Baelish est l'instigateur de ce crime avec la complicité de Lysa Arryn elle-même, de Cersei Lannister et du grand-mestre Pycelle, afin de contraindre le roi Robert à rappeler Ned Stark près de lui, et ainsi affaiblir le Nord tout en l'éloignant de sa femme Catelyn. |             |               |                                     |               |  |
| |             |               |                                     |               |  |
| |             |               |                                     |               |  |
| | Lysa Tully  | Kate Dickie   | VF : Natacha Muller                 | 1, 4 (✝)      |  |
| Lysa Arryn (née Tully), gouvernante des Eyriés (Mistress of the Eyrie), est la femme de feu Lord Jon Arryn, l'ancienne Main du roi, et la sœur de Catelyn Stark et d'Edmure Tully. Elle est devenue quelque peu démente depuis la mort de son mari, et demeure convaincue qu'elle et son fils ne sont en sécurité qu'à l'intérieur des frontières des Eyriés. Elle est très amoureuse de Petyr Baelish à l'inverse de celui-ci qui se sert d'elle. Lysa est sur-protectrice vis-à-vis de son fils, qu'elle allaite encore, le rendant faible et gâté. Lorsque sa sœur vient la voir pour lui demander de rejoindre les armées de son neveu Robb Stark, Lysa refuse, préférant se retrancher au Val, alors la seule région épargnée par la guerre. Elle saisit cependant l’occasion de se venger des Lannister, responsables selon elle de la mort de Jon Arryn, et souhaite faire exécuter Tyrion, fait prisonnier par Catelyn sur le chemin. Elle consent néanmoins à accorder au « gnome » un jugement par ordalie. Mais lors du combat, le champion de Lysa est vaincu par celui du cadet des Lannister. Elle doit donc le laisser repartir, à sa plus grande fureur. Dans les saisons 3 et 4, elle est promise à Lord Baelish par Tywin Lannister, la main du Roi ; officiellement afin de récompenser Littlefinger de ses services, officieusement afin de l'éloigner de Port-Réal et de soumettre le Val à la couronne. Baelish se rendra donc aux Eyriés, accompagné de Sansa Stark qu'il a aidé à s'enfuir, afin de l'y épouser. On apprend à ce moment-là que Lysa Arryn est co-responsable du meurtre de son mari Jon. Après avoir vu Petyr et Sansa échanger un baiser, Lysa, jalouse de l'intérêt que porte Littlefinger à sa nièce, menace de la jeter à travers la Porte de la Lune. Finalement, Petyr Baelish intervient et, simulant une étreinte, pousse sa nouvelle femme à travers ladite porte, devenant ainsi le lord-protecteur du Val. |             |               |                                     |               |  |
| |             |               |                                     |               |  |
| | Robin Arryn | Lino Facioli  | VF : Max Renaudin Victor Quilichini | 1, 4, 5, 6, 8 |  |
| Robin Arryn, Seigneur des Eyriés (Lord of the Eyrie) et Défenseur du Val (Defender of the Vale), est le fils unique de Jon et Lysa Arryn, un jeune garçon blafard collé à sa mère. Il est toujours allaité malgré son âge proche de l'adolescence et semble inadapté mentalement et socialement. Il aime par-dessus tout voir les gens exécutés par défenestration via la Porte de la Lune, qu'ils soient coupables ou non. Dans la saison 4, lorsque Sansa Stark arrive aux Eyriés, Lysa lui explique qu'il est promis à épouser sa cousine, mais son impatience crée de nombreuses tensions entre eux. Après la mort de sa mère à la fin de la saison 4, Lord Baelish propose à Robin un grand tour du Val, afin de le préparer à diriger un jour la région, bien que Littlefinger espère que ce voyage soit l'occasion de se débarrasser de Robin[réf. nécessaire]. Littlefinger confie la garde du jeune Robin à Yohn Royce afin que ce dernier lui fasse s'entraîner au combat, domaine dans lequel il ne sera vraisemblablement jamais bon. Dans la saison 6, Robin, influencé par Lord Baelish, donne l'ordre aux forces du Val de marcher sur Winterfell afin d'aider l'armée de Jon Snow à reprendre le fief ancestral des Stark. On s’aperçoit alors que Littlefinger a un contrôle total sur le jeune homme et donc sur le territoire du Val. Présent lors du conseil dans le dernier épisode, il votera pour l’accession de Bran Stark sur le trône. Dans les romans, Robin s'appelle Robert Arryn ; son nom a été changé pour éviter une confusion avec Robert Baratheon. |             |               |                                     |               |  |

#### Maisonnée et bannerets
| Photo | Nom                              | Acteur                | Doublage francophone | Saisons       |  |
| --- | -------------------------------- | --------------------- | -------------------- | ------------- |  |
| |                                  |                       |                      |               |  |
| | Hugh du Val (Hugh of the Vale)   | Jefferson Hall        |                      | 1 (✝)         |  |
| Hugh était l'écuyer de Jon Arryn à Port-Réal et il a joué un rôle dans son meurtre. Soupçonné par Ned Stark, il meurt avant que celui-ci n'ait pu l'interroger, tué au cours d'un tournoi par Ser Gregor Clegane, vraisemblablement sur l'ordre de Cersei Lannister. |                                  |                       |                      |               |  |
| |                                  |                       |                      |               |  |
| | Mord                             | Ciaran Bermingham     |                      | 1             |  |
| Mord est le geôlier des Eyriés chargé de surveiller Tyrion Lannister lorsqu'il est emprisonné. Il lui est d'abord très hostile, le maltraite dès que Tyrion fait trop de bruit, mais finit finalement par se faire acheter par le cadet des Lannister qui le charge de délivrer un message à Lysa Arryn. |                                  |                       |                      |               |  |
| |                                  |                       |                      |               |  |
| | Vardis Egen                      | Brendan McCormack     |                      | 1 (✝)         |  |
| Ser Vardis est un chevalier des Eyriés, considéré comme l'un des meilleurs guerriers du domaine. Désigné par Lady Arryn pour la représenter au cours du procès en duel de Tyrion Lannister, il est tué au cours du combat par le défenseur de Tyrion, Bronn. |                                  |                       |                      |               |  |
| |                                  |                       |                      |               |  |
| | Shagga                           | Mark Lewis Jones      |                      | 1             |  |
| Shagga est un guerrier des Eyriés, chef de la tribu des Freux. Il est engagé par Tyrion Lannister contre sa vie sauve, avant de rejoindre l'armée de Lord Tywin. |                                  |                       |                      |               |  |
| |                                  |                       |                      |               |  |
| | Timett                           | Tobias Winter         |                      | 1             |  |
| Timett est un guerrier Main-Rouge des Eyriés. Engagé par Tyrion Lannister contre sa vie, et rejoindra l'armée de Lord Tywin. |                                  |                       |                      |               |  |
| |                                  |                       |                      |               |  |
| | Anya Vanbois (Anya Waynwood)     | Paola Dionisotti (en) |                      | 4             |  |
| Lady Anya Vanbois est à la tête de la maison Vanbois (Waynwood), une puissante vassale de la maison Arryn. Elle suspecte Petyr du meurtre de Lysa, mais à la suite du témoignage de Sansa, elle convient finalement à attribuer sa mort à un suicide. |                                  |                       |                      |               |  |
| |                                  |                       |                      |               |  |
| | Donnel Vanbois (Donnel Waynwood) | Alidsair Simpson      |                      | 4             |  |
| Donnel Vanbois est le second fils de Lady Vanbois. |                                  |                       |                      |               |  |
| |                                  |                       |                      |               |  |
| | Yohn Royce                       | Rupert Vansittart     |                      | 4, 5, 6, 7, 8 |  |
| Yohn Royce, connu sous le nom de « Yohn le Bronzé » (Bronze Yohn), est à la tête de la maison Royce de Roches-aux-runes (Runestone), une puissante vassale de la maison Arryn. À l'instar de Lady Waynwood, il soupçonne Lord Baelish d'avoir organisé le meurtre de Lysa Arryn, et comme elle, il classe l'affaire en un suicide après avoir recueilli le témoignage de Sansa Stark. Une fois devenu Lord du Val, Littlefinger lui confie Robin Arryn qu'il est chargé de former au combat malgré l'évidente incapacité du jeune homme à se battre. Lorsque Petyr Baelish revient dans le Val, il manipule Robin Arryn afin d'obtenir le soutien des armées du Val dans la guerre à venir contre les Bolton, et que Yohn Royce prenne la charge de ces armées. Il est présent lorsque les chevaliers du Val sauvent l'armée de Jon Snow contre Ramsay Bolton. Après la bataille, il s'oppose ouvertement à Jon et refuse de s'allier avec les sauvageons mais demeure présent lors de sa proclamation en tant que roi du Nord. Lors du procès de Petyr Baelish, il refuse de ramener ce dernier au Val, étant responsable des assassinats de Robert et Lysa Arryn. Après la mise à mort de Baelish, il reste à Winterfell et devient un des conseillers les plus proches de Sansa Stark. |                                  |                       |                      |               |  |

### Maison Baratheon

#### Baratheon de Port-Réal
Lieu-clé : Port-Réal dans les Terres de la Couronne.
La Maison Baratheon faisait partie des plus grandes Maisons de Westeros. Basée ancestralement à Accalmie, la maison se sépare en trois branches avec l'accession au pouvoir de Robert : la branche de Robert à Port-Réal, Accalmie pour Renly et Peyredragon pour Stannis. Ces trois branches disparaissent au cours des guerres montrées dans la série. Daenerys Targaryen se rend compte qu'il n'y a plus aucun héritier pour être seigneur d'Accalmie ; elle légitime alors Gendry, bâtard de Robert, pour le rallier à elle. Gendry prend donc le nom de famille de son père et devient seigneur d'Accalmie.
| Photo | Nom | Acteur                                                                  | Doublage francophone                                                         | Saisons           |  |
| --- | --- | ----------------------------------------------------------------------- | ---------------------------------------------------------------------------- | ----------------- |  |
| | |                                                                         |                                                                              |                   |  |
| | |                                                                         |                                                                              |                   |  |
| Portrait, souriant | Robert Baratheon | Mark Addy                                                               | VF : Vincent Grass                                                           | 1 (✝)             |  |
| Portrait, souriant | Robert Baratheon, est un ancien et fier guerrier devenu roi des Sept Royaumes après avoir mené la rébellion contre l'ancien roi Aerys II Targaryen. Il était auparavant fiancé à la sœur d'Eddard Stark, Lyanna, dont il était passionnément amoureux, mais celle-ci fut kidnappée par Rhaegar Targaryen, le fils du roi. Le père et l'un des frères d'Eddard furent tués alors qu'ils tentaient de la récupérer, à la suite de quoi Robert et Ned s'allièrent pour se révolter. La Rébellion de Robert conduisit au massacre de la famille des Targaryen, les survivants étant contraints de quitter Westeros. Aîné des enfants de la lignée Baratheon, Robert monte sur le Trône de fer sans véritablement l’avoir voulu, grâce à ses liens ancestraux avec l'ancienne famille royale. Piètre gouvernant, n’ayant plus de guerres à mener, entouré de comploteurs et de flagorneurs, Robert sombre peu à peu dans la boisson et la débauche. Devenu gros et bouffi, la chasse, la boisson et le sexe sont les seuls plaisirs qui lui restent. Afin d’assurer la stabilité des Sept Couronnes, il doit se résoudre à épouser l'intrigante Cersei Lannister, qu'il n'a jamais aimé. Il ignore que ses trois enfants ne sont pas de lui, mais de son beau-frère Jaime. Il délaisse les affaires royales et le conseil restreint, qu’il laisse sous la responsabilité de son ami Jon Arryn, la Main du roi. Sous son règne, les dépenses du royaume explosent, obligeant le conseil à emprunter beaucoup d'or à la famille de sa femme ainsi qu'à la banque de fer de Braavos. Après la mort de Lord Arryn, Robert rappelle près de lui son vieil ami Ned Stark en tant que main du roi. Il se déplace d’ailleurs personnellement jusqu'à Winterfell afin de le convaincre. Cependant, leurs relations se détériorent peu à peu, Eddard reprochant à Robert son manque d’autorité, ce qui irrite le roi. Le conflit entre les deux hommes atteint son paroxysme lorsque Robert apprend que la dernière héritière des Targaryen, Daenerys, est toujours en vie et s'est mariée avec un Khal Dotraki dont elle attend un enfant. Estimant que son royaume ne pourra pas résister à une armée dotrakie, il charge Ned de la faire assassiner pour éviter cette menace. Mais celui-ci refuse et devant l’intransigeance du souverain, démissionne de sa fonction de main. Ulcéré, le roi accuse Ned de traîtrise et va jusqu'à le menacer d'exécution, mais finit par le rétablir dans ses fonctions après les altercations entre Stark et Lannister. Robert part chasser avec son frère Renly ainsi que le lord-commandant Barristan Selmy et son écuyer Lancel Lannister. Ce dernier incite Robert à boire plus que de raison, et le roi, ivre, finit mortellement blessé par un sanglier. Accablé par les regrets et sur le point de mourir, il fait rédiger à Ned son testament faisant de ce dernier le régent du royaume jusqu'à la majorité de son fils aîné Joffrey, puis meurt de ses blessures. Ned comprendra que Cersei est l'instigatrice de la mort du roi avec la complicité de Lancel, que Joffrey n'est pas son héritier légitime au trône, et que Robert a enfanté de nombreux bâtards, qui seront plus tard cruellement pourchassés et massacrés sur ordre de Joffrey, à l'exception de Gendry. |                                                                         |                                                                              |                   |  |
| | |                                                                         |                                                                              |                   |  |
| | |                                                                         |                                                                              |                   |  |
| Portrait ; photo prise dans la rue | Joffrey Baratheon | Jack Gleeson                                                            | VF : Thomas Sagols                                                           | 1, 2, 3, 4 (✝)    |  |
| Portrait ; photo prise dans la rue | Joffrey Baratheon est le prince de la Couronne des Sept Royaumes, fils aîné des trois enfants que Cersei Lannister a eu avec son frère jumeau Jaime, et héritier du Trône de fer par sa filiation officielle avec le roi Robert Baratheon. Cruel, sadique et vicieux, il est colérique et persuadé qu'il a le droit de faire ce qu'il veut, tout en s’avérant lâche lorsqu'il est confronté à ceux qui ne le craignent pas, ou face au danger physique. Ces traits de caractère se manifestent dès sa première rencontre avec les filles d’Eddard Stark, dont l’aînée, Sansa, lui est promise : lors d’un jeu qui dégénère, il s'en prend durement à Mycah, un jeune garçon boucher, et agresse Arya avant d'être mordu par la louve Nymeria. Blessé physiquement et dans son orgueil, Joffrey accuse Arya de l’avoir agressé et contraint son père, pressé par Cersei, d'ordonner la mort de Lady, la louve de Sansa, à la place de Nymeria qui s'est enfuie. Joffrey fait par ailleurs discrètement exécuter Mycah par Sandor Clegane, son homme de main. À la mort de Robert, Joffrey est couronné roi et Cersei, ayant détruit le testament de son époux, devient reine régente contre la volonté du défunt. Après avoir démis Ser Barristan Selmy de ses fonctions de chef de la garde royale en faveur de Jaime Lannister, le jeune roi ordonne la mise à mort d’Eddard Stark. Mais les suppliques de Sansa et l'avis de Cersei, qui comprend que cet acte déclenchera une guerre entre les royaumes du Nord et Port-Réal, convainquent Joffrey d'épargner Eddard. Celui-ci devra cependant avouer publiquement sa traîtrise avant d'être banni pour servir la Garde de Nuit. Eddard fait ses aveux devant la foule, mais Joffrey revient brutalement sur sa décision et fait décapiter Ned à l'effroi de tous. Cet acte empire une situation déjà explosive et conduit à la sécession des nordiens, ainsi qu'à la rébellion des deux frères cadets de Robert, Stannis et Renly Baratheon. Joffrey a vent des rumeurs d’inceste entre sa mère et son oncle. Craignant une remise en cause de sa légitimité, il décide de faire tuer tous les enfants bâtards de Robert. Cet acte augmente l’impopularité du roi, qui se montre par ailleurs de plus en plus cruel envers Sansa, la traitant comme son otage, la battant et l’humiliant régulièrement, de préférence en public. La nomination de son oncle Tyrion au poste de Main du roi en remplacement de Tywin, pris par la guerre au Nord, contrarie Joffrey qui n’ose s’opposer à son grand-père. Il doit de plus faire face à l’avancée de Stannis Baratheon, dont l’armée marche sur Port-Réal. En représailles, il laisse Tyrion organiser seul la défense de la ville et torture horriblement les prostituées que ce dernier lui envoie en signe de réconciliation. La lâcheté de Joffrey apparaît au grand jour pendant la bataille de la Néra, lorsqu'il choisit de se retrancher dans le château, laissant Tyrion et ses soldats partir seuls au combat. Après la victoire des Lannister sur Stannis, Joffrey discrédite délibérément Tyrion comme sauveur de Port-Réal avec l’aide de Tywin Lannister, de retour en ville, qui reprend ainsi ses fonctions de Main du roi. Tywin annule par ailleurs les fiançailles de Joffrey avec Sansa afin qu'il puisse épouser Margaery, l’héritière de la maison Tyrell, dont il juge l’alliance plus utile pour sa famille. Dès leur première rencontre, Joffrey tombe sous le charme de Margaery, qui parvient peu à peu à le détourner de l'influence de sa mère, et même à le rendre moins impopulaire vis-à-vis du peuple. À la demande de Joffrey, un somptueux mariage royal est organisé avec tout le faste possible. Lors de ces noces, Joffrey, avec la cruauté qui lui est propre, humilie publiquement et longuement Tyrion en l’obligeant à le servir tel un domestique. Mais, après avoir bu un verre de vin servi par son oncle, il est subitement pris de douleurs et meurt empoisonné sous les yeux des convives et dans les bras de sa mère et Jaime. Bien plus tard, Lady Olenna Tyrell avouera à Jaime que c'est elle qui versa le poison dans le verre de Joffrey lors du mariage. |                                                                         |                                                                              |                   |  |
| | |                                                                         |                                                                              |                   |  |
| | |                                                                         |                                                                              |                   |  |
| Portrait, souriant | Tommen Baratheon | Callum Wharry (saisons 1 et 2) Dean-Charles Chapman (saisons 4, 5 et 6) | VF ; Victor Quilichini (saisons 1 et 2), Benjamin Bollen (saisons 4, 5 et 6) | 1, 2, 4, 5, 6 (✝) |  |
| Portrait, souriant | Fils cadet du roi Robert Baratheon et de la reine Cersei, son père biologique est en réalité Jaime Lannister. Il devient le nouveau roi des Sept Couronnes à la mort de Joffrey et est pris en charge par Tywin Lannister afin d'apprendre à être un meilleur roi que son frère aîné. Contre l'avis de Cersei, il est vite promis par son grand-père à Margaery Tyrell, veuve de Joffrey. Durant son règne, il se laisse guider par les avis opposés de sa femme et de sa mère, et s'éloigne peu à peu de cette dernière. Mais quand la menace des Moineaux devient trop importante, entraînant l'emprisonnement de sa femme et de son beau-frère, il décide de tenter d'agir par lui-même et de la faire libérer par les armes. Mais son manque de notoriété, sa jeunesse et son inexpérience sont encore un trop gros handicap. Il suit donc Margaery dans son choix de se convertir au culte des Sept Dieux, au grand dam de sa mère, et choisit d'exiler Jaime Lannister en raison de son manque de respect envers la nouvelle Foi. À la suite de l'arrestation de Cersei pour faits d'adultère, il décide, influencé par le Grand Moineau, d'abolir les jugements par ordalie. Le jour du procès de sa mère, il est maintenu de force dans ses appartements par la Montagne, et assiste impuissant à la destruction du septuaire de Baelor où périra, entre autres, son épouse. Sous le choc et réalisant qu'il est le jouet de manœuvres depuis le début, il choisit la mort en se défenestrant quelques instants plus tard après avoir déposé sa couronne. |                                                                         |                                                                              |                   |  |
| | |                                                                         |                                                                              |                   |  |
| | |                                                                         |                                                                              |                   |  |
| | Myrcella Baratheon | Aimee Richardson (saisons 1 et 2) Nell Tiger Free (saisons 5 et 6)      | VF : Bénédicte Bosc puis Leslie Lipkins                                      | 1, 2, 5 (✝), 6    |  |
| Fille du roi Robert Baratheon et de la reine Cersei, son père biologique est en réalité Jaime Lannister. Dans la saison 2, Tyrion Lannister, nommé main du Roi, cherche à diminuer l’influence de sa sœur à la Cour. Pour cela, il décide, au grand dam de Cersei, d’envoyer Myrcella à Dorne pour la fiancer au fils du prince régnant. Supportant mal le fait d’être éloignée de sa famille, Myrcella parvient peu à peu à s’adapter à sa nouvelle vie, et finit même par tomber sincèrement amoureuse de Trystane, son promis. Lors de la saison 5, Cersei, accablée par la mort de Joffrey, envoie discrètement Jaime la chercher afin de la ramener à Port-Réal. Mais cette tentative échoue à la suite du refus de Myrcella de rentrer et il faut tout le talent de négociateur de Jaime pour convaincre Doran Martell, le seigneur de Dorne, de la laisser repartir, accompagnée de son fiancé. Pendant le voyage, Myrcella avouera à Jaime qu’elle sait depuis longtemps qu’il est son père, et qu’elle en est heureuse. Juste après cet aveu, elle s’effondre dans ses bras et meurt, empoisonnée à la suite d'un baiser donné par Ellaria Sand peu avant l’appareillage. | |                                                                         |                                                                              |                   |  |

#### Baratheon de Peyredragon
Lieu-clé : Peyredragon dans les Terres de la Couronne.

##### Famille
| Photo | Nom               | Acteur          | Doublage francophone | Saisons        |  |
| --- | ----------------- | --------------- | -------------------- | -------------- |  |
| |                   |                 |                      |                |  |
| | Stannis Baratheon | Stephen Dillane | VF : Michel Dodane   | 2, 3, 4, 5 (✝) |  |
| Stannis Baratheon, Seigneur de Peyredragon (Lord of Dragonstone), est l'aîné des deux frères cadets de Robert Baratheon. Soucieux et sans une trace d'humour, il est connu pour son sens inflexible de la justice et est obsédé par les affronts qui lui sont faits, réels ou imaginaires. Après la mort de Robert, Ned Stark le nomme héritier légitime du Trône de fer, au moment où son neveu Joffrey devient roi. Ses deux plus proches conseillers sont Ser Davos Mervault, un ex-contrebandier, et Mélisandre, une prêtresse venue d’Essos adepte de R'hllor, le Maître de la Lumière, et qui voit en Stannis l’Élu capable d’unifier les royaumes de Westeros. Mais alors que Stannis revendique officiellement la Couronne à la suite de la réception de la lettre de Ned qui le légitime, son petit frère Renly annonce également son intention de conquérir le Trône. Les bannerets des Baratheon se détournent alors de Stannis et soutiennent le charismatique Renly. Après une tentative infructueuse de conciliation entre les deux frères menée par Catelyn Stark, Stannis, influencé par la magie de Mélisandre et en dépit de son vœu de fidélité envers sa femme, couche avec la prêtresse ; de cette union naît une « ombre » que Mélisandre utilise pour éliminer Renly. À la suite de quoi, la plupart de ses vassaux jurent allégeance à Stannis. Mais ce dernier souhaite attaquer Port-Réal par les eaux, et envoie Davos négocier une alliance avec le pirate Salladhor Shan afin de posséder une flotte suffisante pour mener à bien ses projets. Stannis divise son armée en deux pour attaquer Port-Réal par la baie de la Néra, puis porter l’estocade avec ses fantassins à terre. Mais à cause du plan de défense de la ville orchestré par Tyrion Lannister, impliquant le feu grégeois, et les renforts combinés de l'armée de Tywin Lannister et de la maison Tyrell, ce plan est un échec total et Stannis doit battre en retraite. Son armée décimée, Stannis, usé par cette défaite, continue néanmoins sa lutte, influencé par Mélisandre : il se détourne de Davos Mervault qu’il fait emprisonner pour traîtrise avant de finalement changer d’avis, et utilise la magie pour jeter un sort aux autres rois déclarés, comme Joffrey Baratheon et Robb Stark. Grâce à Mélisandre, il retrouve Gendry, son neveu bâtard qui accompagnait la Fraternité sans Bannière. Conseillé par la prêtresse rouge, il envisagera de le sacrifier au Maître de la Lumière mais Davos permettra au jeune homme de s’enfuir, ce qui déclenche la colère de Stannis qui souhaite faire exécuter son conseiller, mais celui-ci le convainc de rejoindre le Mur négocier l’aide de la Garde de Nuit, ce à quoi consent le souverain. À la suite des morts de Robb Stark et de Joffrey Baratheon, Stannis, de plus en plus proche de Mélisandre, souhaite profiter de l'occasion pour reprendre le Trône, mais l'argent et les hommes manquent pour lancer une offensive. Après avoir réussi à se faire prêter de l’argent par la banque de fer de Braavos, il rejoint le Mur où la guerre contre les sauvageons est imminente. Il massacre l'armée de Mance Rayder, ce qui permet à la Garde de Nuit de tenir Chateaunoir, et fait prisonniers les survivants, dont Mance. Stannis sait qu’il ne peut marcher sur Port-Réal tant que le Nord, contrôlé par les Bolton, fidèles aux Lannister depuis le massacre des Noces Pourpres, n’est pas unifié. Par l'intermédiaire de Jon Snow, il propose un marché à Mance Rayder : soit ce dernier et son armée le rejoignent dans l'offensive contre Winterfell, où sont installés les Bolton, soit ils meurent. Mance refusant, Stannis le fait brûler vif. Il essaye de convaincre Jon, fraîchement élu Lord Commandant de la Garde de Nuit, de le rejoindre en faisant officiellement de lui un Stark par décret royal, mais celui-ci souhaite se consacrer à la guerre à venir contre les Marcheurs Blancs, et à l’alliance avec les peuples sauvageons. Admiratif de l’abnégation du jeune homme, Stannis lui cède quelques bateaux pour l’aider dans son entreprise, puis se met en marche vers Winterfell. Mais son armée n’est pas préparée à affronter le rude climat du Nord et Stannis perd de nombreux hommes et chevaux en chemin. Alors que Davos lui conseille de retourner au Mur en attendant des jours meilleurs, Stannis refuse de faire demi-tour et l’envoie demander à Jon Snow des hommes et des vivres. Influencé par Mélisandre qui lui explique que le seul moyen de s’assurer la victoire est de sacrifier une personne de sang royal, et ayant perdu la trace de Gendry, il décide d’offrir sa fille Shireen en sacrifice au dieu R’hllor : la jeune fille est brûlée vive sur un bûcher. Stannis arrive finalement à Winterfell mais son armée, affamée et affaiblie, est massacrée par celle des Bolton. Gravement blessé dans la bataille, Stannis parvient à s’échapper et se cache dans la forêt où il est retrouvé par Brienne de Torth qui l'achève, afin de venger la mort de Renly. |                   |                 |                      |                |  |
| |                   |                 |                      |                |  |
| | Selyse Florent    | Tara Fitzgerald | VF : Ivana Coppola   | 2, 3, 4, 5 (✝) |  |
| Selyse Baratheon (née Florent) est la femme de Stannis Baratheon. Elle est gardée enfermée dans une tour de Peyredragon. Elle garde dans sa chambre les corps des trois fils mort-nés qu'elle a eus avec son mari. Ayant depuis ce traumatisme quelque peu perdu le sens commun, elle se convertit au culte du Dieu Rouge et c’est elle qui est à l’origine de la venue à Peyredragon de Mélisandre, qu’elle voit comme la réponse à ses malheurs et à ceux de son mari. Elle encourage d’ailleurs ce dernier à suivre aveuglément les conseils de la prêtresse. Mais contrairement à son époux, elle méprise sa fille Shireen, car elle la considère faible et impure à cause de sa maladie. Durant la saison 5, lorsque Stannis décide de se rendre au Mur avec son armée, il choisit, contre l’avis de Ser Davos, d’emmener sa femme et sa fille avec lui. Lorsque Mélisandre suggère de sacrifier Shireen au Maitre de la Lumière, elle ne fait rien pour l’en dissuader. Se rendant compte au dernier moment de son erreur, elle tente désespérément d’empêcher ce sacrifice mais est retenue par la garde de Stannis, et assiste impuissante aux appels à l’aide de sa fille qui est brûlée vive sur un bûcher. Complètement désemparée, elle se pend à un arbre peu après. |                   |                 |                      |                |  |
| |                   |                 |                      |                |  |
| | Shireen Baratheon | Kerry Ingram    | VF : Lisa Caruso     | 3, 4, 5 (✝)    |  |
| Shireen est la fille de Stannis et Selyse Baratheon. Contaminée très jeune par la Grise-Écaille, une sorte de léprose irréversible, elle en guérit mystérieusement mais garde le visage défiguré par de nombreuses cicatrices. Elle vit cachée à Pereydragon, séquestrée dans sa chambre par sa mère qui la méprise, mais entretient un lien étroit avec son père, qu’elle est la seule à pouvoir faire sourire. Très intelligente, elle développe une grande amitié avec Ser Davos Mervault pendant la détention de ce dernier, et elle lui apprend à lire par la suite. Elle ne s’entend pas avec Mélisandre à qui elle reproche une mauvaise influence sur son père. Durant la saison 5, lorsque Stannis décide de se rendre au Mur avec son armée pour venir en aide à la Garde de Nuit, il choisit, contre l’avis de Davos, d’emmener sa femme et sa fille avec lui. À Châteaunoir, Shireen se lie d’amitié avec Vère, la jeune sauvageonne recueillie par Samwell Tarly, et lui apprend également à lire jusqu’à ce que Selyse le découvre et mette un terme à cette relation. Pour préparer l'attaque de Winterfell et après avoir renvoyé son conseiller vers le Mur, Stannis, sous la pression de Mélisandre, décide, à contrecœur, de donner sa fille en sacrifice au Maître de la Lumière, afin de sauver ses hommes du froid et de la faim. Shireen meurt alors brûlée vive sur un bûcher. Sa mère tente de la sauver au dernier moment, mais elle en est empêchée par les soldats de Stannis. |                   |                 |                      |                |  |

##### Maisonnée et bannerets
| Photo | Nom | Acteur             | Doublage francophone  | Saisons                 |  |
| --- | --- | ------------------ | --------------------- | ----------------------- |  |
| | |                    |                       |                         |  |
| Portrait en extérieur | Davos Mervault (Davos Seaworth) | Liam Cunningham    | VF : Jean-Louis Faure | 2, 3, 4, 5, 6, 7, 8     |  |
| Portrait en extérieur | Ser Davos, surnommé « le Chevalier Oignon » (The Onion Knight), est un ancien contrebandier devenu chevalier au service de Stannis Baratheon dont il est l'un des plus fidèles conseillers. Avant le début de la série, il vend poissons et oignons à Stannis et son armée, assiégée pendant la Rébellion de Robert ; avant de l'adouber pour ses services, Stannis lui coupe les premières phalanges pour punir ses activités de contrebande. Depuis, il soutient loyalement Stannis et l'encourage dans sa revendication du Trône. Agnostique, il rejette dès le début les idées et activités de la prêtresse Mélisandre et de son Dieu Rouge, mais ses réserves n'ont que peu d'influence sur Stannis, qui se convertit au culte de R'hllor après la mort de Mestre Cressen. Il recommande à Stannis de s’allier avec Renly et désapprouve son choix de le faire éliminer. Il assiste effrayé à la naissance de « l’ombre » engendrée par Mélisandre, après avoir résisté à ses avances. Il est ensuite envoyé par Stannis dans le détroit négocier avec le pirate Salladhor Saan, une vieille connaissance de Davos, afin que celui-ci leur fasse profiter de sa puissante flotte maritime lors de l’attaque de Port-Réal. À son retour, sa mission ayant été un succès, il persuade son souverain de ne pas emmener Mélisandre avec eux lors de l’assaut de la capitale et Stannis lui donne le commandement de sa flotte. Lors de la bataille de la Néra, où leurs navires sont anéantis par le feu grégeois des Lannister, Davos est jeté à la mer alors que son fils Matthos, le commandant second, est tué par les explosions. Après avoir échappé de peu à des trafiquants d’esclaves, il est recueilli par Salladhor Saan, qui le ramène auprès de Stannis, mais refuse de l’accompagner à nouveau. Dans la saison 3, Stannis l'emprisonne pour avoir émis des objections sur les intentions de Mélisandre et avoir tenté de l'agresser. Pendant sa captivité, il se lie d’amitié avec Shireen, la fille de Stannis, qui lui apporte des vivres et de la lecture. Davos ne sachant pas lire, Shireen décide de lui apprendre en cachette. Stannis, pris de remords, finit par le libérer, et il est présent au moment où Mélisandre suggère à ce dernier de sacrifier Gendry, son neveu bâtard vendu par la Fraternité sans Bannière. Hanté par la mort de son fils et ne pouvant se résoudre à voir périr un nouvel innocent, Davos aide Gendry à s’enfuir et lui explique comment rejoindre Port-Réal en barque. Démasqué, il est sur le point d’être exécuté par Stannis mais, curieusement soutenu par Mélisandre, il parvient à le convaincre de l’épargner et de rejoindre le Mur. Il s’oppose à lui dans sa décision d’emmener avec eux Selyse et Shireen, en vain. Il accompagne Stannis jusqu’à Braavos afin de négocier avec la banque de fer, puis le suit jusqu’au Mur où il participe à la victoire de son armée sur les sauvageons. Sur place, il conteste les décisions – appuyées par Mélisandre – de son roi, notamment celle d’exécuter Mance Rayder et également celle de marcher sur Winterfell, jugeant l’armée insuffisamment préparée. Il se lie d'amitié avec Jon Snow mais, par loyauté envers son roi, doit se résoudre à partir pour Winterfell avec lui. Avant le sacrifice de Shireen, il est renvoyé par Stannis au Mur pour demander des vivres à la Garde de nuit et, inquiet pour la jeune fille, demande qu’elle l’accompagne, sans succès. Il est donc présent à Châteaunoir lors de l'assassinat de Jon Snow. Il est alerté par les cris de son loup et c'est lui qui prend l'initiative de mettre le corps du Lord Commandant à l'abri avec les frères de la Garde de Nuit encore fidèles à Jon. Ils défendent ensuite le corps contre l'offensive d'Alliser Thorne et sont sauvés de justesse par les Sauvageons de Tormund « Fléau-d'Ogres ». Lorsque Mélisandre revient seule au Mur, Davos comprend que l’armée de Stannis a été vaincue et que son roi est mort. Ne sachant plus vers qui se tourner et malgré ses réticences, il la persuade de tenter de ramener Jon à la vie. Après sa résurrection, il remet en place le Lord Commandant et cherche à savoir auprès de Mélisandre ce qui s'est réellement passé à Winterfell, sans véritablement obtenir de réponse. Quand Jon décide de quitter la Garde de Nuit pour accomplir son destin, Davos choisit de le suivre et de se mettre à son service. Il est envoyé par Jon pour tenter de rallier à leur cause les partisans ancestraux des Stark ; il obtient le soutien de la maison Mormont de l’Île aux Ours mais essuie le refus de la maison Glover de Motte-la-Forêt. Arrivés devant Winterfell, Davos aide Jon à établir une stratégie et, lors d’une promenade à proximité du camp, découvre les restes du bûcher de Shireen, ainsi que le petit cerf en bois sculpté qu’il lui avait offert ; il réalise alors avec horreur ce qui est arrivé à la jeune fille. Après la victoire contre les forces de Ramsay Bolton, Davos confond Mélisandre en lui faisant avouer devant Jon ce qu’elle a fait subir à Shireen. Fou de rage et de tristesse, il lui demande l’autorisation d’exécuter la Femme Rouge, qui est seulement bannie par Jon. Davos lui conseille alors d’éviter que leurs chemins ne se recroisent un jour. Lors de la proclamation de Jon Snow en tant que Roi du Nord, Davos fait partie de l’assistance et prête allégeance à son nouveau roi. Il accompagne par la suite Jon lorsque ce dernier se rend à Peyredragon pour rencontrer Daenerys Targaryen. Afin d'organiser une rencontre entre les frères Lannister, il s'infiltre avec Tyrion à Port-Réal. À Culpucier, il retrouve Gendry dans la rue de l'acier et le ramène avec Tyrion à Peyredragon. À peine arrivé, il se joint à Jon pour aller à Fort-Levant. Il y reste tandis qu'une troupe dirigée par Jon part au-delà du mur capturer un marcheur blanc. Une fois la troupe accompagnée de la reine Daenerys venue les sauver, revenue avec le marcheur blanc, Davos les suit à Fossedragon pour la rencontre avec la reine Cersei. Après la réunion, il remonte avec Daenerys et Jon à Winterfell. Il est présent lors de la Bataille de la Longue nuit et celle-ci remportée, est le témoin de la mort de Mélisandre quand elle retire son collier. Avant l'assaut sur Port-Réal, Davos assure à la demande de Tyrion Lannister d'amener une barque dans une petite baie cachée pour la fuite de Jaime et Cersei, qui seront coincés par des éboulis et mourront. Après la mort de Daenerys, Davos devient le maître de la marine du roi Bran le Rompu.                                                             |                    |                       |                         |  |
| | |                    |                       |                         |  |
| Portrait posé au cours d'un photoshot (extérieur) | Mélisandre | Carice van Houten  | VF : Annie Milon      | 2, 3, 4, 5, 6, 7, 8 (✝) |  |
| Portrait posé au cours d'un photoshot (extérieur) | Mélisandre d'Ashaï est une prêtresse de R'hllor, le Maître de la Lumière. Surnommée « la femme rouge » (The Red Woman) ou « la prêtresse rouge », elle a des pouvoirs prophétiques qui lui donnent une connaissance partielle des évènements futurs. Mais contrairement à d'autres personnes de Westeros qui ont également accès aux prophéties, Mélisandre a une foi absolue dans sa propre interprétation. Elle se met au service de Stannis Baratheon qu’elle voit comme « l’Élu » du Dieu Rouge, à même de convertir le peuple des Sept Couronnes à sa religion. Le faire monter sur le Trône de fer en serait ainsi un moyen efficace. Cependant, plusieurs conseillers de Stannis, notamment Ser Davos Mervault et Mestre Cressen, pensent qu'elle a une mauvaise influence sur leur Roi, et qu'elle lui fait quitter le droit chemin. Elle réussit néanmoins à convertir Stannis après avoir démontré à l’assemblée l’étendue de ses pouvoirs magiques qui l'immunisent contre le poison du Mestre, et provoque la mort du vieil homme. Habile séductrice, elle convainc son roi de céder à ses avances après lui avoir promis un « héritier » susceptible de l’aider à éliminer Renly Baratheon, son frère cadet qui convoite lui aussi le Trône de fer. Elle tente également de séduire Davos mais échoue. Elle donne naissance à l'ombre démoniaque à l’effigie de Stannis, et l’utilise pour tuer Renly, mais est contrainte par son roi, convaincu par Davos, de rester à Peyredragon lors de l’attaque de Port-Réal. Elle l’avertit cependant que cette décision pourrait lui coûter cher. Après la défaite de Stannis à la baie de la Néra, ce dernier presse Mélisandre d’engendrer une nouvelle ombre pour tuer Joffrey Lannister mais elle refuse, craignant que cela ne coûte la vie à son roi. Elle se confronte au retour de Davos qui l’accuse de mensonge, mais elle rétorque qu’elle les avait prévenus, et lui reproche son manque de foi qui a entrainé la mort de son fils dans la bataille. Davos l’agresse alors et elle est protégée par la garde royale, Stannis décidant d’emprisonner son conseiller. Elle prophétise à son roi de futures batailles « dans la neige et le froid » et lui suggère de sacrifier une personne de sang royal pour lui assurer la victoire. Elle décide alors de partir à la recherche de Gendry, le dernier fils bâtard encore en vie de Robert Baratheon. Elle le trouve auprès de la Fraternité sans Bannière et le leur achète en échange de deux sacs d’or. C'est à ce moment-là qu'elle fait la connaissance d'Arya Stark à qui elle prédit qu'elle fermera des yeux bruns, vert et bleus à tout jamais et se reverront. Elle révèle alors au jeune homme le secret de ses origines et le ramène auprès de Stannis. Après avoir expliqué à son roi qu’ « un agneau sur le point d’être sacrifié est plus docile s’il est sans méfiance », elle use de ses charmes pour coucher avec Gendry et profite de ce moment pour prélever avec des sangsues un peu de sang du jeune homme, qu’elle utilise ensuite pour jeter un sort aux trois autres rois déclarés, Joffrey Baratheon, Robb Stark et Balon Greyjoy. Mais elle ne pourra pas aller au bout de ses intentions, Gendry parvenant à fuir avec l’aide de Davos, entre-temps libéré par Stannis. Mélisandre intervient alors auprès du souverain pour le convaincre de laisser la vie à son conseiller, car elle a vu dans les flammes la guerre à venir dans le Nord et pense qu’il lui sera encore utile lors de cette bataille. Elle le persuade également de se rendre à Châteaunoir et d’emmener toute sa famille avec lui. Stannis y consent et Mélisandre se joint au voyage. Arrivée au Mur, elle rencontre Jon Snow et est immédiatement séduite par le jeune homme, se demandant si finalement il ne serait pas « l’Élu » du Dieu rouge à la place de Stannis. Elle tente d’utiliser ses charmes pour convaincre Jon de rejoindre la cause de son roi, mais le jeune homme résiste. Elle commence alors à douter de ses visions mais soutient Stannis dans sa décision de marcher sur Winterfell. Devant les difficultés rencontrées par l’armée sur le chemin, elle lui suggère à nouveau de sacrifier une personne de sang royal à R’hllor et est donc directement responsable de la mort atroce de Shireen Baratheon, brûlée vive sur le bûcher. Malgré cela, l’armée de Stannis est vaincue par celle des Bolton et le roi est exécuté par Brienne de Torth. Devant ces échecs accumulés, Mélisandre s'enfuit et retourne au Mur, où elle retrouve Davos. Elle ne répond pas à ses questions sur les circonstances exactes de la défaite de Stannis et sur le sort réservé à Shireen, et apprend la nouvelle de la mort de Jon Snow. Effondrée, elle ne croit plus en elle, en ses pouvoirs et doute du Dieu du Feu. Nous découvrons alors sa véritable apparence : celle d’une femme très âgée, probablement centenaire, qui dissimule au monde ses traits grâce à la magie d’un collier qu’elle porte constamment autour du cou. Cependant, Davos compte toujours sur elle pour ressusciter Jon, ce qu'elle parvient à faire à sa propre surprise. À partir de ce moment, Mélisandre considère le jeune homme comme le vrai élu et décide de rester à son service. Elle le suit donc lorsqu’il choisit de quitter la garde de nuit pour reprendre aux Bolton le fief ancestral des Stark, mais reste curieusement en retrait pendant toute la campagne. Elle ne peut également empêcher la mort du jeune Rickon Stark devant Winterfell. Après la « Bataille des Bâtards » (Battle of the Bastards) et la victoire de Jon, Mélisandre est confondue par Davos qui a découvert la vérité au sujet de Shireen, et doit avouer ses actions au jeune homme, qui choisit de la bannir alors que l’ex-contrebandier souhaitait la voir condamnée à mort. Elle quitte Winterfell à dos de cheval et n’est donc pas présente lors de la proclamation de Jon Snow en tant que roi du Nord. Mélisandre décide de retourner à Peyredragon et y rencontre Daenerys Targaryen. C'est elle qui informe cette dernière et ses alliés que Jon Snow est devenu le roi du Nord. Après, elle s'en va rejoindre Valantis, là d'où elle est originaire. Mélisandre retourne à Winterfell juste avant la bataille contre l'armée des morts et jouera un rôle actif dans cette dernière en enflammant les armes et les tranchées. Elle fait comprendre à Arya qui a assisté au sacrifice définitif de Berric Dondarrion qu'elle est destinée à tuer le Roi de la Nuit. Une fois la bataille terminée, elle retourne à l'extérieur et retire son collier, révélant son véritable âge, pour se laisser mourir. |                    |                       |                         |  |
| | |                    |                       |                         |  |
| | Matthos Mervault (Matthos Seaworth) | Kerr Logan         |                       | 2 (✝)                   |  |
| Matthos est le fils unique et premier lieutenant de Davos Mervault, officiant sur le navire de son père, la Black Betha. Matthos est un adepte du Maître de la Lumière et tente durant toute la saison 2 de convertir son père, sans succès. Pendant la bataille de la Néra, durant laquelle la flotte de Stannis Baratheon est réduite en cendres par le feu grégeois des Lannister, Matthos périt dans l’explosion du navire de Davos. | |                    |                       |                         |  |
| | |                    |                       |                         |  |
| | Mestre Cressen | Oliver Ford Davies |                       | 2 (✝)                   |  |
| Cressen est le mestre de Peyredragon. Proche conseiller de Stannis Baratheon, il perçoit d’un très mauvais œil l’arrivée auprès de son roi de Mélisandre et de son culte du Maître de la Lumière. Très sceptique vis-à-vis des prédictions de la Femme rouge, il tente de l'empoisonner lors d’une réunion en lui proposant de partager avec lui une coupe de vin. Mais après que Mélisandre eut bu une gorgée sans en être affectée le moins du monde, Cressen, pris à son propre piège, est contraint de boire à son tour et succombe sous l’effet du poison. | |                    |                       |                         |  |

#### Baratheon d'Accalmie
Lieu-clé : Accalmie dans les Terres de l'Orage.
| Photo | Nom             | Acteur         | Doublage francophone   | Saisons  |  |
| --- | --------------- | -------------- | ---------------------- | -------- |  |
| |                 |                |                        |          |  |
| | Renly Baratheon | Gethin Anthony | VF : Stéphane Pouplard | 1, 2 (✝) |  |
| Renly Baratheon, Seigneur d'Accalmie (Lord of Storm's End), est le plus jeune des trois frères Baratheon. Populaire en raison de sa beauté, il est jovial et malgré ses talents de bretteur, il n'est pas intéressé par la guerre ou les duels, mais plutôt par la politique. À la suite de l’accession au trône de son frère Robert, Renly est d’ailleurs choisi comme Maître des Lois (Master of Laws) du Conseil restreint de Port-Réal, fonction qu’il occupe au début de la série. En dépit de son succès auprès des femmes, il les dédaigne au profit de Loras Tyrell, l’héritier de Hautjardin, dont il est l’amant, et ne semble nullement gêné par les nombreux bruits qui courent dans le royaume à ce sujet. Guère intéressé par le Trône de fer au début de la série, il se laisse peu à peu influencer par Loras, qui le convainc que ses qualités de politicien en font un meilleur dirigeant que ses deux frères aînés, Robert et Stannis. À la suite de l’accident de chasse de son frère, c’est Renly qui annonce la nouvelle à Eddard Stark, la Main du roi. Robert sur le point de mourir, Renly tente de convaincre Ned que la couronne lui revient, et qu'ils doivent s'allier pour faire face aux intrigues de Cersei Lannister et empêcher Joffrey de succéder à son père. Mais alors que Ned refuse, désignant son frère aîné Stannis Baratheon comme héritier légitime du Trône de fer, Renly, prudent, choisit de fuir Port-Réal avec Loras et leurs alliés pour rentrer en Accalmie. Après le couronnement de Joffrey et l’exécution de Ned, Renly déclare publiquement que son neveu est un usurpateur et réclame son éviction. Il se déclare Roi des Sept Couronnes et gagne le soutien de la majorité des bannerets de la maison Baratheon, qui se détournent ainsi de Stannis malgré le fait que ce dernier revendique également le Trône. Sur les conseils de Loras et malgré ses réticences, il s'allie avec la maison Tyrell en se mariant avec la sœur de ce dernier, Margaery. À partir de ce moment-là, Renly dispose d’une armée suffisamment puissante pour marcher sur Port-Réal. Afin de consolider encore sa position et de s’affirmer auprès de ses vassaux, Loras suggère à Renly de concevoir un héritier avant de partir en guerre ; cependant celui-ci s’avèrera incapable d’y parvenir, malgré la grande ouverture d’esprit de Margaery, qui connait les penchants de son époux et lui propose même que son frère se joigne à eux pendant leurs ébats. Peu avant, Renly avait à nouveau défrayé la chronique en étant le premier souverain de l’histoire de Westeros à adouber une femme, Brienne de Torth, à la suite d'une joute victorieuse face à Loras, et à l’intégrer dans sa garde personnelle. Il reçoit la visite de Catelyn Stark qui lui propose d’allier ses forces avec celles de son fils Robb, dont l’armée fait face à celle de Tywin Lannister dans le Conflans, en prévision de l’assaut sur Port-Réal. Mais Renly refuse de patienter et même de porter assistance au roi du Nord. Il reçoit également la visite de Petyr Baelish qui lui suggère d’attaquer la capitale « de l’intérieur » grâce à leurs positions respectives au Conseil restreint, mais Renly, qui ne fait pas confiance à Littlefinger, refuse à nouveau tout compromis. Par la suite, lorsque Stannis marche contre lui, Renly, sur les conseils de Catelyn, accepte de rencontrer son frère mais, confiant en son armée, largement supérieure en nombre, refuse de lui céder la couronne et en vient même à le menacer de mort. Les deux frères décident alors de se retrouver le lendemain sur le champ de bataille. Mais le soir même, alors que Renly se prépare pour le combat en compagnie de Brienne et Catelyn, il est brutalement assassiné sous leurs yeux par une mystérieuse ombre à l’effigie de son frère Stannis. Brienne, accusée, prend la fuite avec Catelyn et vengera la mort de son roi bien plus tard. Après la mort de Renly, l'armée des Tyrell prend la fuite et formera une nouvelle alliance avec les Lannister. |                 |                |                        |          |  |

### Maison Bolton
Lieu-clé : Fort-Terreur dans le Nord.
La Maison Bolton était un banneret de la Maison Stark au Nord de Westeros jusqu'aux Noces Pourpres. Par la suite, elle devient l'une des plus puissantes et des plus sanguinaires de Westeros. Basée à l'origine à Fort-Terreur, elle déménage à Winterfell une fois qu'elle est devenue maître du Nord et a chassé ses ennemis. Son blason est un écorché vif crucifié sur une croix en "X" à l'envers. La Maison disparait définitivement avec la mort de Ramsay Bolton.
| Photo | Nom | Acteur             | Doublage francophone                   | Saisons           |  |
| --- | --- | ------------------ | -------------------------------------- | ----------------- |  |
| | |                    |                                        |                   |  |
| | Roose Bolton | Michael McElhatton | VF : Olivier Rodier puis Stephan Godin | 2, 3, 4, 5, 6 (✝) |  |
| Roose Bolton est le Seigneur de Fort-Terreur (Lord of the Dreadfort), banneret du Nord et vassal des Stark. Perpétuant la tradition familiale de cruauté envers leurs ennemis sur le champ de bataille, Lord Bolton ne fait pas exception en écorchant ses adversaires. Sous une apparente bienveillance et politesse, il est rusé et imprévisible, faisant de lui un homme particulièrement dangereux. Dans la saison 2, il fait partie des proches conseillers de Robb Stark, joignant son armée à celle du roi du Nord, à qui il suggère de faire preuve de plus de cruauté envers leurs ennemis ; mais Robb, fidèle à son sens de l’honneur, refuse. C’est également Roose Bolton qui lui apprend la nouvelle de la trahison de Theon Greyjoy. Il lui propose d’envoyer son fils bâtard Ramsey Snow reprendre Winterfell, ce que le roi du Nord accepte. Durant la saison 3, alors que des dissensions apparaissent dans l’armée de l’héritier des Stark, Roose Bolton lui apprend que son grand-père est décédé, et que Winterfell a été conquise par les Fer-Nés (en réalité, il s’agit de Ramsay), sans lui indiquer ce qu’il est advenu de Bran, Rickon ou encore Theon Greyjoy. Robb décide alors de quitter Harrenhal où son armée était campée, pour Vivesaigues et laisse à Lord Bolton la responsabilité de la place forte du Conflans. Mais Roose, qui supporte de moins en moins le comportement de son roi, qu’il juge arrogant, et ses mauvaises décisions, décide alors de se tourner vers Port-Réal : il propose à Tywin Lannister une alliance et, pour prouver sa bonne foi, s’engage à ramener Jaime Lannister sain et sauf à son père. Il envoie l’un de ses mercenaires, Locke, en mission pour le récupérer mais lorsque celui-ci le ramène à Harrenhal, Lord Bolton le blâme pour ce qu’il a fait subir à l’aîné des Lannister. Il décide de garder prisonnière Brienne de Torth, qui accompagnait Jaime, renvoie ce dernier à Port-Réal et part pour les Jumeaux, laissant à Locke la responsabilité d’Harrenhal. Roose conclut ainsi une alliance secrète avec Tywin Lannister, mais également avec Walder Frey, le Seigneur des Jumeaux (Lord of the Twins), afin d’anéantir les forces du roi du Nord. Cette alliance apparaitra au grand jour lors du massacre des Noces Pourpres, où les Stark – Robb, Catelyn et tous leurs alliés – sont cruellement assassinés par les soldats des maisons Frey et Bolton pour le compte des Lannister, Roose se chargeant lui-même de donner le coup de grâce au roi du Nord. Il confessera peu après à Lord Frey qu’il fomente cet acte depuis bien longtemps, lassé de n’être qu’un « soldat aux ordres d’un roi incompétent ». Pour le récompenser de ses services, le roi Joffrey, par l’intermédiaire de Tywin Lannister, nomme Roose Bolton gouverneur du Nord et lui adjuge Winterfell. Walder Frey lui propose également de sceller leur alliance par un mariage avec l’une de ses filles, et lui promet une dot correspondant à son poids en argent : Roose choisit la plus grosse, Walda, et devient ainsi extrêmement riche et puissant. À partir de la saison 4, Lord Bolton s’installe à Winterfell avec sa nouvelle femme, où il retrouve Ramsay. Il désapprouve sa façon de traiter Theon Greyjoy et lui indique que pour regagner sa confiance, il devra s’emparer de la forteresse de Moat Cailin, dernier bastion détenu par les Fer-nés sur la route vers le Conflans. Il apprend par ailleurs que les héritiers Stark, Bran et Rickon, sont toujours en vie et probablement en route vers le Mur. Il y envoie alors Locke pour tenter de les retrouver et en finir avec eux. Au retour de Ramsay, celui-ci ayant accompli sa mission, Roose le récompense en faisant officiellement de lui un Bolton par l’intermédiaire d’un décret royal. Dans la saison 5, Lord Bolton reçoit une proposition de Petyr Baelish, désormais seigneur du Val (Lord of the Vale), de marier son fils à Sansa Stark afin d’assoir définitivement sa domination sur le Nord. Roose, après quelques hésitations, finit par accepter l’offre et le mariage a lieu peu après à Winterfell. Mais il doit faire face à l’avancée des forces de Stannis Baratheon, dont l’armée marche vers lui depuis le Mur. Roose accepte la proposition de son fils d’aller saper le camp du Seigneur de Peyredragon et à son retour, il lui annonce que Walda est enceinte. À l’arrivée des forces de Stannis devant Winterfell, l’armée de Lord Bolton, plus nombreuse et mieux préparée que celle de son adversaire, remporte facilement la victoire mais Stannis disparaît et Roose Bolton cherche à savoir ce qu’il est advenu de lui. Dans la saison 6, Roose s’agace de plus en plus des manières sadiques de Ramsay, lui reprochant d’avoir laissé échapper sa femme, de n’avoir pas conçu d’héritier, et va jusqu’à menacer de le déshériter si son enfant s’avère être un garçon, ce qui sera le cas. Mais Roose n’aura pas le temps de profiter de son fils nouveau-né : lors d’un diner avec ses principaux bannerets, il est froidement assassiné par Ramsay, qui lui plante un poignard dans le cœur afin d’hériter prématurément du titre de Gouverneur du Nord. | |                    |                                        |                   |  |
| | |                    |                                        |                   |  |
| Portrait au cours d'un photoshot, souriant, de profil (droit) | Ramsay Bolton (ex-Snow) | Iwan Rheon         | VF : Olivier Augrond                   | 3, 4, 5, 6 (✝)    |  |
| Portrait au cours d'un photoshot, souriant, de profil (droit) | Ramsay Snow est le fils bâtard de Roose Bolton. Sous une apparence juvénile et bienveillante, il s’agit en fait d’un jeune homme particulièrement sadique et fidèle aux traditions ancestrales de violence et de cruauté de la maison Bolton de Fort-Terreur. Mais contrairement à son père, Ramsay n’agit pas par nécessité mais par pur plaisir. Roose souligne d’ailleurs souvent que son fils a une « façon bien à lui de faire les choses ». Son goût prononcé pour les jeux macabres et la torture, à la fois physique et psychologique, en font un homme particulièrement dangereux. Il ne connaît pas la pitié et aime par-dessus tout être craint, que ce soit par ses ennemis, qu’il prend plaisir à écorcher vifs ou bien à donner en pâture à sa meute de chiens de chasse, mais également par les bannerets de son père. Dans la saison 2, il est envoyé avec une petite armée par Roose Bolton à Winterfell, sur ordre de Robb Stark, afin de reprendre la cité à la suite de la trahison de Theon Greyjoy. Il remplit sans difficulté sa mission en profitant de la mutinerie des soldats de Theon et capture le jeune homme après avoir fait massacrer tous ses hommes, puis l’emprisonne à Fort-Terreur. Ayant pris soin de dissimuler à Theon son identité, Ramsay va alors s’acharner sur le jeune Greyjoy : il commence par le faire crucifier, avant de se dévoiler à lui en feignant vouloir l’aider, affirmant être au service de Yara, la sœur de ce dernier. Il lui explique qu’il est retenu à Karhold, le libère et l’aide à s’enfuir. Il lui vient même en aide lorsque Theon, poursuivi, s’égare dans les bois et lui propose de le raccompagner à Winterfell. Mais en fait, profitant de l’obscurité de la nuit, il ne fait que le reconduire à l’endroit où Theon était enfermé. Il devient ensuite son bourreau personnel, lui expliquant qu’il a été chargé par les Stark de venger le sac de Winterfell : il torture le jeune homme et lui coupe plusieurs phalanges. Plus tard, à l’aide de ses propres maitresses, dont Myranda, son amie d’enfance, il provoque Theon avant de lui couper les parties génitales et de les envoyer à Balon Greyjoy. Ramsay explique alors à Theon qu’il agit sans raison particulière, et continue son « travail » jusqu'à l'abrutir complètement et le réduire à l'état d'esclave écervelé nommé « Schlingue », surnom que Ramsay, inspiré par l’odeur fétide que dégage son otage, lui ordonne de prendre. Ce n'est qu'en fin de saison 3 que le spectateur découvre l'identité de Ramsay Snow. Plus tard, lorsque Yara Greyjoy tente de libérer son frère, Ramsay fait une nouvelle fois preuve de sa cruauté en donnant en pâture à ses chiens les hommes capturés, mais se montre clément envers Schlingue, qu’il félicite d’avoir « résisté », l’autorise à prendre un bain et, convaincu de la fidélité de sa « créature », le libère et le prend comme serviteur. Lorsque son père, nommé Gouverneur du Nord par le roi Joffrey à la suite des Noces Pourpres, le rejoint au Fort-Terreur, il blâme Ramsay sur sa façon de traiter une « prise de guerre », mais ce dernier lui rétorque que Schlingue est désormais docile et qu’il « ne les trahira jamais ». Il fait également la connaissance de Walda Frey, sa nouvelle belle-mère. Roose lui assigne la mission de s'emparer de Moat Cailin, dernier bastion du Nord pris par les Fer-nés sur la route vers le Conflans. Ramsay démontre alors pour la première fois ses qualités de stratège : à l’aide de Schlingue, qu’il autorise pour l’occasion à reprendre son nom de Theon Greyjoy, il s’empare de la cité sans combat, et, une fois sur place, massacre tous les Fer-nés, les faisant écorcher vifs. Pour le récompenser, son père lui tend le décret royal faisant de Ramsay son héritier légitime et il prend le nom de Bolton. Dans la saison 5, Ramsay, désormais de rang noble, se voit promettre par son père la jeune héritière des Stark, Sansa, afin de consolider la position des Bolton dans le Nord. Se montrant tout d’abord aimable et respectueux envers la jeune femme, Ramsay lui dévoile sa vraie nature lors de la nuit de noces, où il viole sadiquement Sansa sous les yeux horrifiés de Schlingue. Il se montre ensuite régulièrement brutal envers elle, parfois même avec le concours de Myranda, qu’il garde comme maitresse. Lorsque Sansa tente de chercher de l’aide à l’extérieur de Winterfell, Ramsay ne la punit pas mais en représailles, torture jusqu’à la mort la vieille servante de la jeune femme. Il la fait également souffrir psychologiquement, comme lorsqu’il oblige Schlingue à avouer devant elle le meurtre de ses deux frères Bran et Rickon (ce qui est en fait un mensonge). Lorsque les Bolton apprennent que Stannis Baratheon a l’intention de marcher sur Winterfell, c’est Ramsay qui propose à son père de mener une expédition vers le Mur pour saper les forces du seigneur de Peyredragon. Ce plan réussira au-delà de leurs espérances et conduira à la défaite de Stannis face aux Bolton devant Winterfell. Mais Ramsay doit faire face à plusieurs contrariétés : la grossesse annoncée de Walda, sa belle-mère, et la fuite conjointe de Sansa et Theon pendant la bataille contre Stannis, ayant entraîné la mort de Myranda. Désemparé par cette nouvelle, Ramsay commence à craindre une remise en cause de son statut d’héritier de la maison Bolton. Des dissensions commencent d’ailleurs à apparaître entre le jeune homme et son père, qui l’accuse de se comporter comme « un chien enragé » lorsqu’il suggère de faire assassiner Jon Snow, le lord-commandant de la Garde de nuit, pour éviter qu’il ne s’allie avec Sansa contre eux. Lorsque Ramsay apprend que Walda a accouché d’un fils, il doute plus que jamais de sa légitimité, et décide alors de tuer toute sa famille afin de devenir l'unique Lord Bolton et gouverner le Nord seul : profitant d’un repas officiel avec leurs principaux bannerets, il poignarde froidement son père puis attire sa belle-mère et son enfant dans le chenil où il les laisse à la merci de ses chiens. Il projette d’attaquer Châteaunoir mais revoit ses plans lorsqu’il reçoit Rickon Stark de la main de « P’tit Jon » Omble, et tue la sauvageonne qui l'accompagnait, Osha, alors qu’elle tentait de le séduire. Quand Jon Snow et Sansa commencent à rassembler des forces contre lui, Ramsay sait qu'il a l'avantage du nombre. Il décide donc de les attendre à Winterfell. À leur arrivée, Ramsay, cynique, remercie Jon de lui avoir ramené « Lady Bolton » et ajoute qu’il affame ses chiens depuis sept jours en prévision de la bataille à venir. Il refuse également la proposition de duel qui lui est faite par Jon afin de régler le conflit. Le lendemain, lors de l’affrontement, Ramsay démontre à nouveau ses qualités de stratège sur le champ de bataille : il utilise Rickon (qu'il tue d'une flèche) pour isoler Jon Snow de ses hommes et, par une manœuvre habile de tenaille, prend l’avantage. Son armée, mieux organisée, massacre sans vergogne celle de Jon jusqu'à l'arrivée inopinée des chevaliers du Val, appelés en renfort par Sansa, ce qui inverse complètement le rapport de force. Ramsay choisit alors de se retrancher dans Winterfell mais il ne peut tenir la cité bien longtemps et fait finalement face à Jon, qui l’assomme. Le jeune Bolton est capturé et enfermé dans le chenil où il reçoit la visite de Sansa. Après une dernière confrontation où il provoque à nouveau la jeune femme, celle-ci ouvre les boxes où se trouvent les chiens affamés et Ramsay se fait dévorer par sa propre meute. Ainsi disparait la Maison Bolton. |                    |                                        |                   |  |
| | |                    |                                        |                   |  |
| | Locke | Noah Taylor        |                                        | 3, 4 (✝)          |  |
| Locke est un vassal de la Maison Bolton, faisant office de chasseur de primes et de mercenaire pour Roose Bolton. Lorsque dans la saison 3, ce dernier décide de trahir Robb Stark pour rejoindre le camp de Tywin Lannister, Bolton promet de lui ramener son fils Jaime, libéré par Catelyn Stark. Il envoie alors Locke et quelques soldats le récupérer. Ce dernier trouve Jaime, accompagné par Brienne de Torth, dans le Conflans. Il les capture et emprisonne Brienne, qu’il souhaite utiliser comme « distraction » pour lui-même et ses hommes mais Jaime, par son argumentaire, l’en dissuade. Trop confiant, le Régicide tente aussi de négocier sa propre libération mais Locke finit par lui trancher soudainement la main droite. Il oblige ensuite Jaime à la porter autour du cou en guise de collier, et le brime régulièrement jusqu'à Harrenhal. Arrivé sur place, il est réprimandé par Roose Bolton pour ses agissements, mais ce dernier lui laisse quand même la responsabilité de la place forte lorsqu’il part pour les Jumeaux. Suivant les ordres de son seigneur, Locke garde Brienne captive et renvoie Jaime à Port-Réal. Mais celui-ci revient chercher sa compagne d’infortune et fait de nouveau face au mercenaire qui, ayant juré à Lord Bolton de ne plus faire de mal à Jaime, est contraint de le laisser emmener Brienne. Lors de la saison 4, Roose Bolton, nommé Gouverneur du Nord par Joffrey Baratheon, apprend que Bran et Rickon Stark sont toujours en vie, et qu’ils cherchent probablement à rejoindre Jon Snow au Mur. Bolton décide d’envoyer Locke à leur poursuite. Locke rejoint Châteaunoir et fait connaissance avec Jon, à qui il raconte qu’il vient des terres de l’Orage et qu’il a choisi de s’engager pour protéger le royaume. Lorsque le jeune homme propose d’organiser une expédition punitive contre les mutins présents au manoir de Craster, Locke demande à partir aussi, prétextant son habileté au combat. Avec l’accord d’Alisser Thorne, il prononce ses vœux par anticipation et se joint au groupe. Une fois au manoir, il est envoyé en éclaireur et découvre Bran et ses compagnons sans en dire un mot à Jon à son retour. La Garde de nuit passe à l'attaque le soir venu et Locke profite de l’agitation générale pour s’éclipser discrètement pour accomplir sa mission. Mais alors qu'il emporte Bran avec lui, celui-ci utilise sa capacité de zoman pour entrer dans l'esprit de Hodor et lui briser le cou. | |                    |                                        |                   |  |
| | |                    |                                        |                   |  |
| | Myranda | Charlotte Hope     |                                        | 3, 4, 5 (✝)       |  |
| Myranda est une servante de la maison Bolton. Maitresse de Ramsay Snow, elle le connaît depuis l’âge de 11 ans ; ils se sont rencontrés dans le chenil de Fort-Terreur et le jeune homme dit d’elle qu’à l’époque elle « sentait le chien ». Il s’agit de la seule personne que Ramsay n’a jamais réussi à impressionner et ils sont depuis longtemps amoureux, Myranda lui ayant fait promettre de l’épouser quand le moment serait venu. Partageant ses goûts pour le sadisme et la violence, elle aide Ramsay dans ses différentes mises en scène, notamment pour torturer Theon Greyjoy dans la saison 3. Lors du retour de Sansa Stark à Winterfell dans la saison 5, Myranda lui fait prendre son premier bain. Elle tente de la dissuader d’épouser Ramsay en lui racontant ce que ce dernier fait subir aux filles dont il se lasse, mais la jeune femme ne se laisse pas impressionner. Ramsay lui ayant annoncé peu avant que maintenant qu’il est officiellement un Bolton, il ne peut plus se marier avec elle, Myranda se met à développer une grande jalousie envers Sansa, et la tourmente régulièrement par la suite. Lors de la bataille opposant les Bolton et les Baratheon qui s'est terminée par le massacre de ces derniers, Sansa, souhaitant échapper à la brutalité de Ramsay, tente de s'enfuir en profitant de l’absence de surveillance mais est arrêtée sur le chemin de ronde par Myranda, suivie de « Schlingue », qui menace de la transpercer avec son arc. Mais le jeune homme, prostré jusque-là, reprend tout d’un coup ses esprits et tue Myranda en la projetant dans le vide depuis le haut des remparts. | |                    |                                        |                   |  |
| | |                    |                                        |                   |  |
| | |                    |                                        |                   |  |
| | Walda Frey | Elizabeth Webster  | VF : Julia Boutteville                 | 4, 5, 6 (✝)       |  |
| Walda Bolton (née Frey), surnommée « Walda la Grosse » (Fat Walda), est l’une des nombreuses petites-filles de Lord Walder Frey et la nouvelle épouse de Roose Bolton. Celui-ci l'a choisie à la suite des Noces Pourpres, après que Lord Frey lui a promis la main d'une de ses descendantes et offert pour dot son poids en argent. Bolton a donc sélectionné la plus grosse de toutes, ce qui l'a rendu extrêmement riche. Lorsque Ramsay Snow la rencontre, il l'accueille chaleureusement et l'appelle « mère », mais déchante durant la saison 5 au moment où il apprend de la bouche de Roose Bolton que Walda attend un bébé. Celui-ci nait au début de la saison 6 et est de sexe masculin. Ramsay, contrarié par cet enfant qui risque de mettre à mal son nouveau statut d’héritier de la maison Bolton, décide alors de le faire tuer, tout comme sa mère : le jour même de la naissance, prétextant un rendez-vous avec « Lord Bolton », il les attire dans le chenil et les livre en pâture à sa meute de chiens de chasse. | |                    |                                        |                   |  |

### Maison Frey
Lieu-clé : Les Jumeaux dans le Conflans.
La Maison était un banneret de la Maison Tully dans le Conflans jusqu'aux Noces Pourpres. Basée aux Jumeaux, la Maison qui souffre d'une mauvaise réputation est célèbre pour avoir organisée les Noces Pourpres qui change la géopolitique du Nord et du Conflans de Westeros. Par la suite, elle devient la principale Maison du Conflans à la place des Tully. Elle disparait définitivement après le massacre de l'intégralité des membres qui la composent par Arya Stark pour venger des Noces Pourpres.
| Photo | Nom                       | Acteur                      | Doublage francophone                 | Saisons                                  |  |
| --- | ------------------------- | --------------------------- | ------------------------------------ | ---------------------------------------- |  |
| |                           |                             |                                      |                                          |  |
| | Walder Frey               | David Bradley               | VF : Richard Leblond Georges Claisse | 1, 3, 6 (✝), 7 (Arya utilise son visage) |  |
| Lord Walder Frey, surnommé « le Tardif » (The Late), est le chef de la maison Frey, seigneur des Jumeaux (Lord of The Twins) et banneret de la maison Tully. Vieil homme vaniteux, irascible et vulgaire, il est connu pour survivre à ses épouses (il en est à la 8e au début de la série) et aurait plus de 100 enfants (légitimes ou bâtards). Lorsque le Nord se soulève contre Joffrey Baratheon à la suite de la mort d’Eddard Stark à la fin de la saison 1, l’armée de son fils Robb cherche à avancer vers le sud pour faire face à celle de Tywin Lannister, le grand-père de Joffrey. Pour ce faire, elle doit s’allier la région des Jumeaux qui constitue un point de passage stratégique sur la route vers le Conflans ; grâce à cette situation géographique particulière qui lui confère un avantage, Walder Frey a pu négocier avec Catelyn Tully, la veuve de Ned, une promesse de mariage entre deux de ses enfants, Robb et Arya Stark. Mais au cours de la guerre, Robb rompt sa promesse en se mariant à Talisa Maegyr, une guérisseuse rencontrée sur le champ de bataille. Profondément humilié par cet affront, Walder Frey jure de se venger : il décide de conspirer avec Tywin Lannister, l’ennemi des Stark, mais aussi avec Roose Bolton, banneret de Robb en désaccord avec ses décisions, afin d’anéantir les forces du roi du Nord. Pour ce faire, Lord Frey tend un piège au Jeune Loup : il feint d’accepter ses excuses pour ne pas avoir tenu sa promesse, et accepte même la proposition qui lui est faite par Robb de donner sa fille Roslin en mariage à son oncle Edmure Tully. Walder Frey accueille donc aux Jumeaux toute l’armée de Robb Stark, sa mère Catelyn, ses oncles Brynden et Edmure Tully, ainsi que tous leurs alliés — y compris Roose Bolton — pour célébrer en grande pompe la cérémonie. Le mariage a lieu, mais lors du banquet qui s’ensuit, le piège se referme : tous les partisans et soldats de Robb, mais également sa femme — enceinte — sa mère et son loup sont soudainement assassinés par les hommes de Lord Frey et de Lord Bolton, qui se charge lui-même d’exécuter le roi du Nord. Edmure Tully est emprisonné et seul Brynden parvient à s’enfuir. Ce funeste moment sera retenu dans l'histoire sous le nom de « massacre des Noces pourpres » (Red Wedding Massacre). À la suite de cet événement, Lord Frey est proclamé seigneur de Vivesaigues par le roi Joffrey, et devient un banneret des maisons Lannister de Castral-Roc et Baratheon de Port-Réal. Mais, étant un piètre stratège, il s’avère incapable de conserver le château qui lui est repris par Brynden Tully, dit « le Silure ». Dans la saison 6, il demande ainsi l'aide du roi Tommen, le successeur de Joffrey, pour le reprendre, et tente de faire plier Brynden en menaçant d’exécuter son neveu Edmure, qu’il retient en otage depuis les Noces Pourpres, et en orchestrant maladroitement un siège de la cité, sans succès. Seule l’arrivée à Vivesaigues de l’armée Lannister conduite par Jaime, l’oncle du roi, permet à Lord Frey de venir à bout de son ennemi et de récupérer son bien. Une fois cela fait, Walder, euphorique, organise un grand banquet de remerciements lors duquel il se présente à l’assemblée comme l’égal des Lannister, et s’autoproclame « régicide » en référence au passé de Jaime. Mais ce dernier le remet immédiatement en place en lui reprochant d’être plus un fardeau encombrant qu’un vassal efficace. Après la fin du banquet et le départ de Jaime et son armée, Walder reste seul dans la salle avec une jeune servante, qui lui amène deux tourtes à la viande que Lord Frey entame en réclamant la présence de ses fils Lothar et Walder « le Noir ». La servante lui explique que ces derniers sont ici avec lui, et lui montre les plats. Walder, interdit, examine alors les tourtes et découvre horrifié que celles-ci contiennent les « restes » de ses fils. Écœuré et sous le choc, il meurt finalement égorgé par la jeune servante, qui se dévoile comme étant Arya Stark venue venger les Noces Pourpres. Cette dernière utilisera son apparence pour assassiner le reste de la maison Frey dans un massacre sanglant. Avec ce massacre, la Maison Frey disparait. |                           |                             |                                      |                                          |  |
| |                           |                             |                                      |                                          |  |
| | Lothar Frey Walder Rivers | Tom Brooke Tim Plester (en) |                                      | 3, 6 (✝)                                 |  |
| Lothar Frey et Walder Rivers sont les fils de Lord Frey. Le premier est surnommé « Lame Lothar » à cause de sa jambe tordue ; le second, Walder « le Noir » (“Black” Walder) est connu pour son fort tempérament et ses manières effrayantes. Lors du massacre des Noces Pourpres à la fin de la saison 3, où tous les partisans des Stark sont assassinés, ils sont présents aux côtés de leur père et participent activement au carnage : Lothar déclenche les hostilités en poignardant traitreusement et sauvagement au ventre Talisa Maegyr, alors enceinte ; Walder Rivers se chargeant d’égorger Catelyn Stark. Nous les retrouvons lors de la saison 6 où ils sont envoyés par Walder Frey assiéger le château de Vivesaigues, reconquis par Brynden Tully, dit « le Silure ». Leur incompétence en matière de stratégie militaire apparaît alors au grand jour : le siège est totalement désorganisé, et ils s’avèrent même incapables de pendre pour l’exemple Edmure Tully, leur beau-frère otage des Frey depuis les Noces Pourpres. Cet enlisement oblige leur père à faire appel à Port-Réal pour régler le conflit. Lothar et Walder Rivers passent ainsi pour de sombres idiots auprès de Jaime Lannister, envoyé en renfort avec l’armée royale, Walder se faisant même publiquement corriger par Jaime en personne. Les deux frères doivent se résoudre à laisser la responsabilité de l’assaut à l’ainé des Lannister, et grâce à son armée, parviennent finalement à tuer le Silure et reprendre Vivesaigues. Mais ils n’auront pas le temps de profiter de leur victoire : sitôt rentrés aux Jumeaux, ils sont froidement tués par Arya Stark venue venger les Noces Pourpres. Celle-ci découpe alors leurs dépouilles, et dissimule leurs « restes » dans des tourtes à la viande qu'elle fait manger peu après à Lord Walder Frey. |                           |                             |                                      |                                          |  |

### Maison Greyjoy
Lieu-clé : Pyk dans les Îles de Fer.
La Maison Greyjoy est une ancienne grande Maison du Royaume basée à Pyk dans les Îles de Fer jusqu'à la rébellion contre le roi Robert Baratheon. Par la suite, elle devenait un banneret de la Maison Stark qui élève un des leurs, Theon Greyjoy. Ils sont connus comme étant des marins et des pilleurs. Durant la saison 2, la Maison se rebelle à nouveau contre les Stark en s'en prenant à Winterfell, qui est récupérée par les Bolton. Dans la saison 6, avec l'arrivée d'Euron Greyjoy à la tête, la maison se divise en deux et participent toutes deux aux guerres entre Daenerys et Cersei. Les Fer-Nés menés par Yara et Theon Greyjoy rallient Daenerys et Jon Snow tandis qu'Euron rejoint Cersei. Après la mort d'Euron et de Theon, Yara est la dernière représentant de sa Maison qui est depuis devenue l'une des plus puissante de Westeros.
| Photo | Nom | Acteur                 | Doublage francophone     | Saisons                    |  |
| --- | --- | ---------------------- | ------------------------ | -------------------------- |  |
| | |                        |                          |                            |  |
| | |                        |                          |                            |  |
| Portrait, souriant | Theon Greyjoy | Alfie Allen            | VF : Damien Ferrette     | 1, 2, 3, 4, 5, 6, 7, 8 (✝) |  |
| Portrait, souriant | Theon Greyjoy est le fils cadet de Balon Greyjoy, seigneur des Îles de Fer (Lord of the Iron Islands). Jeune homme plutôt fier, séducteur et arrogant, il est le pupille de Ned Stark, otage à la suite de la rébellion manquée des Greyjoy avant le début de la série, il ne possède donc pas de loup. En dépit de sa position, il est loyal envers Eddard qui l'a élevé comme un de ses fils, et il s'entend bien avec Robb Stark et Jon Snow. Amateur de jolies femmes, il fréquente régulièrement le bordel où il possède quelques « favorites ». Mais il commence à se demander quelle est réellement sa place dans le monde lorsque Tyrion Lannister, de passage à Winterfell en revenant du Mur, lui dit qu'il n'est rien de plus qu'un serviteur des Stark et que personne ne le respecte. Cela se vérifie d'ailleurs rapidement lorsque le jeune homme demande à Osha, une sauvageonne qu'il a capturée à proximité, de l'appeler « monseigneur », ce qu'elle refuse, argumentant qu'il n'est, comme elle, qu'un otage. Malgré ses doutes naissants, Théon soutient Robb Stark lorsqu'il part en guerre contre les Lannister à la suite du décès de Ned, et l'approuve quand il déclare le Nord indépendant de la Couronne. Afin de s’assurer le soutien de l’ensemble de ses bannerets, et de disposer d’une armée suffisamment puissante pour marcher contre celle des Lannister, Robb envoie Theon dans son pays natal pour former une alliance avec les Greyjoy. Une fois arrivé, le jeune homme, qui s’attendait à être reçu dignement, s’étonne de l’absence d’un comité d’accueil ; il est alors abordé par une femme qui le conduit à cheval jusqu’à Pyk, ou réside son père. Durant le trajet, Theon essaie de séduire la jeune fille, sans succès. Arrivé à destination, il reçoit un accueil glacial de Balon, qui lui reproche d’avoir renié sa vraie famille en adoptant les coutumes des Stark. Le jeune homme retrouve également sa sœur ainée Yara, et, embarrassé, se rend compte qu’il s’agit de la personne qu’il a essayé de séduire sur le chemin. Néanmoins, Theon s’efforce d’agir en bon médiateur et tente de convaincre son père de rallier la cause de Robb, mais ce dernier refuse catégoriquement en lui expliquant qu’il projette de regagner sa souveraineté en attaquant le Nord par surprise, et qu’il confie à Yara le gros de sa flotte pour accomplir cette tâche. Profondément vexé de ne plus être considéré par les siens comme un vrai Fer-né, Théon prend alors une décision qui va bouleverser son existence : sur le point d’avertir Robb des intentions de son père, il change brusquement d’avis et décide de l’aider dans ses projets. Il se fait baptiser selon la coutume des îles de Fer mais Balon, méprisant, lui confie seulement la mission d’attaquer des villages côtiers et il ne donne à son fils qu’un seul navire, contre 30 pour Yara. Pour prouver sa valeur et obtenir le respect de ses hommes — des brigands pour la plupart —, Théon ignore les ordres de son père et attaque alors directement Winterfell, où le jeune Greyjoy a lui-même grandi. La cité, laissée sous la responsabilité du jeune Bran Stark et sans défense depuis le départ de l’armée de Robb, tombe rapidement. Mais contrairement à ses plans, Theon ne parvient pas à s’imposer comme un vrai chef, et se heurte à l’hostilité de ses anciens amis. Doutant de plus en plus de ses décisions, il se réfugie derrière une cruauté de façade qui le conduira à des actions terribles, comme l’exécution — maladroite — de Ser Rodrick Cassel, son ancien mentor, et la condamnation à mort de Bran et Rickon Stark, qui réussiront pourtant à s’enfuir. Pour ne pas perdre la face devant ses hommes, Théon falsifie la mort des jeunes garçons en tuant deux orphelins. Lorsque Yara lui rend visite peu après, Théon l’accueille avec arrogance, n’écoutant pas sa sœur qui lui explique qu’il n’aurait pas dû désobéir à leur père et qu’aucun Fer-Né ne prendra le risque de lui venir en aide, la cité, trop loin des côtes, n’étant pas tenable avec si peu de forces. Elle abandonne finalement Theon et le laisse défendre seul Winterfell face à l’armée des Bolton, envoyée par Robb pour la reprendre. Regrettant ses actions passées, le jeune Greyjoy s'apprête ainsi à mourir avec ses hommes en combattant, mais ceux-ci choisissent de se mutiner, assomment Theon et le livrent aux assaillants. Le jeune homme se réveille prisonnier dans un lieu inconnu. Débute alors pour lui une longue série de tortures, infligées par un mystérieux bourreau, silencieux et sourd aux nombreuses suppliques de Theon. Ce dernier réussira pourtant à s’évader, secouru par un certain Ramsay qui lui explique être envoyé par Yara. Il raconte à Theon qu’il se trouve à Karhold, le fief des Kastark, bannerets de Robb, et qu’il doit sans délai retourner à Winterfell. Mais le jeune Greyjoy, ralenti par la nuit, à pied et affaibli, se retrouve vite pourchassé et il ne doit son salut qu’à une nouvelle intervention de Ramsay, qui lui propose de le guider. Mais en réalité, il ramène Théon à l’endroit où il était enfermé et le renchaine. Theon découvre alors avec effroi que son sauveur et son mystérieux bourreau ne font qu’un, et qu’il s’agit de Ramsay Snow, le fils bâtard de Roose Bolton. Celui-ci, à visage découvert cette fois, se remet à torturer Theon, à la fois physiquement et psychologiquement, pendant des jours, expliquant ainsi venger l'invasion de Winterfell. Le jeune homme subit alors des sévices toujours plus atroces : Ramsay lui coupe plusieurs phalanges ; peu après, il lui coupe le pénis qu'il envoie à Balon Greyjoy… Tant et si bien que Théon finit par être réduit à l’état de « créature » écervelée et totalement dénuée de volonté. Ramsay, inspiré par l’odeur fétide que dégage son otage, lui ordonne de prendre le surnom de « Schlingue » et d’abandonner son nom de naissance. Peu de temps après Théon, toujours emprisonné, fait l’objet d’une tentative de libération menée par un commando de Fer-nés conduits par Yara. Mais le frère qu'elle retrouve n'est plus le même : il refuse de se laisser emmener et alerte par ses cris les hommes de Ramsay. Il est alors abandonné par sa sœur, celle-ci considérant son frère comme mort. Mais curieusement, Théon ne subira pas le courroux de Ramsay, qui le félicite d’avoir « résisté », l’autorise à se laver, et va même jusqu’à le libérer et le prendre comme esclave. Schlingue, accablé de souffrances, est à ce moment-là totalement fidèle à son maître. C’est d’ailleurs sous cette condition qu’il aidera Ramsay à s’emparer de la forteresse de Moat Cailin, dernier bastion fidèle aux Stark sur la route vers le Conflans : autorisé pour l’occasion à reprendre son vrai nom, Theon pénètre seul dans le bastion et, suivant les ordres de Ramsay, il use de son statut de pupille de Ned Stark pour convaincre la cité de se rendre sans se battre, permettant ainsi aux Bolton de contrôler pleinement le Nord. Après la reconstruction de Winterfell dans la saison 5, Roose Bolton, devenu gouverneur du Nord, y emménage avec sa femme, Ramsay et Schlingue. Ce dernier y retrouve Sansa Stark, qui est promise au jeune Bolton. La jeune femme le reconnaît et tente de le raisonner mais il persiste à croire d'être juste Schlingue et, terrifié par la possible réaction de Ramsay, reste distant envers elle. Même lorsque Sansa se fait violer par son époux à la suite de la célébration des noces, « Schlingue », resté dans la chambre sur ordre de son maitre, ne réagit pas. Il ira même jusqu’à la trahir alors que Sansa lui avait dévoilé son intention de fuir, et raconte tout à Ramsay. L'homme sadique force « Schlingue » à avouer le meurtre des deux frères Bran et Rickon afin de tourmenter psychologiquement sa femme. Mais Sansa, malgré son aversion pour les actes commis par le jeune esclave, essaie néanmoins de l’aider : elle parvient à lui faire confesser ses crimes contre le Nord, et apprend la vérité au sujet de ses frères. Lors de la bataille entre les forces de Roose Bolton et Stannis Baratheon devant Winterfell, Schlingue accompagne Myranda, la maitresse sadique de Ramsay, sur le chemin de ronde et barre la route à Sansa qui tentait à nouveau de s’enfuir. Au départ complètement prostré, il finit par se ressaisir devant l’attitude menaçante de Myranda, l’empoigne et la jette dans le vide, la tuant sur le coup. Il aide ensuite Sansa à s’échapper en sautant des murailles du château et s’enfuit avec elle. Malheureusement, les deux jeunes gens sont vite rattrapés par les hommes de Ramsay. Theon décide de se sacrifier pour la jeune Stark en allant au-devant de la meute de chiens lancés à leur poursuite, mais ils sont heureusement sauvés par l’intervention de Brienne de Torth et Podrick Payne, dont Theon sauve la vie. Mais le jeune Greyjoy refuse d’accompagner Sansa au Mur rejoindre Jon Snow, sachant pertinemment que le Lord Commandant ne lui pardonnera jamais sa trahison. Au grand désarroi de la jeune fille, Theon décide de la laisser sous la protection de Brienne et Podrick et choisit de rentrer sur sa terre natale, aux Îles de Fer. Il y parvient lors de la saison 6 et retrouve sa sœur Yara à Pyk, qui le reçoit froidement car elle avait risqué sa vie pour le sauver au Fort-Terreur, et lui demande des explications. Theon lui raconte toute son histoire et apprend que ses parties génitales ont été envoyées par Ramsay Snow à son père, ce qui a motivé Yara à tenter de le secourir. Theon explique alors à sa sœur qu’étant devenu infirme, il n’a plus aucune intention de revendiquer le Trône de Sel et lui propose son soutien pour qu'elle gouverne les Fer-Nés. Cependant, alors que Balon Greyjoy décède soudainement et brutalement, deux évènements vont contrarier leurs plans : le refus des guerriers Fer-nés — dont Aeron, le plus jeune frère de Balon — de voir une femme monter sur le trône, et le retour inattendu d’Euron Greyjoy, le frère aîné d’Aeron et cadet de Balon, que tout le monde croyait mort depuis des années et qui revendique également la couronne. Malgré un argumentaire convaincant du jeune Greyjoy en faveur de sa sœur, c’est finalement Euron qui est choisi par l’assemblée. Theon accompagne alors Yara et profite du « baptême » du nouveau roi pour fuir les îles de Fer, emmenant une grande partie de la flotte Fer-née dans leur sillage. Mais Theon, accablé de douleur et de regrets, se laisse peu à peu dépérir jusqu’à ce que Yara lui expose son plan : aller demander l’aide de la « Reine-Dragon » afin de reprendre le Trône de sel. Theon consent à soutenir sa sœur dans ce projet et l’accompagne jusqu’à Meereen, où les deux Fer-nés sont reçus par Daenerys Targaryen. Ils forment ainsi une alliance avec la Mère des dragons, joignant leurs navires aux siens au moment où Daenerys choisit de partir pour Westeros. Théon accompagne sa sœur Yara, mais lorsque leur flotte est anéantie par celle d'Euron, il prend la fuite au lieu de sauver Yara, sous les rires de son oncle. Il est alors repêché et sauvé par des hommes de Yara qui ont survécu à l'attaque d'Euron. Il rejoint Peyredragon où il est accueilli froidement par Jon, ne devant son salut qu'au sauvetage de Sansa. Après avoir assisté à la rencontre au sommet de Fossedragon entre Daenerys Targaryen, Jon Snow et Cersei Lannister, il se décide à confronter son oncle Euron et convainc par la force quelques hommes de le suivre pour libérer Yara. Après avoir réussi à sauver Yara, Théon retourne à Winterfell pour aider les défenses. Il décide de défendre Bran qui est la cible du Roi de la nuit et tiendra son poste durant la bataille. Alors qu'il ne reste plus que lui pour protéger Bran, il se rue sur le Roi de la nuit qui le transperce avec sa propre lance. Avant de mourir, Bran lui montre sa reconnaissance et son pardon, affirmant solennellement qu'il est « un homme bon ». |                        |                          |                            |  |
| | |                        |                          |                            |  |
| | Balon Greyjoy | Patrick Malahide       |                          | 2, 3, 6 (✝)                |  |
| Balon Greyjoy, seigneur des îles de Fer (Lord of the Iron Islands), est le père de Yara et Theon Greyjoy. Neuf ans avant le début de la série, il s'est rebellé contre la Couronne pour obtenir l'indépendance des Îles de fer. Vaincu par les hommes menés par Eddard Stark, il est contraint de lui céder son fils cadet — et héritier — comme pupille, évitant ainsi une autre rébellion. Il retrouve son fils dans la saison 2, lorsque Theon, missionné par Robb Stark, revient à Pyk pour proposer à son père de former une alliance contre les Lannister en échange de l'indépendance des îles. Mais Balon renie son héritier, lui reprochant d’avoir adopté les coutumes des Stark qu’il considère comme des ennemis, au même titre que les Lannister au sud. Le fier Balon refuse toute alliance et annonce à Theon son intention de profiter de la guerre sur le continent pour lancer une attaque contre le Nord, tache qu’il choisit de confier à sa fille. Et quand Theon lui annonce peu après qu’il a finalement décidé de le rejoindre dans son combat, Balon le méprise et ne lui confie que la mission secondaire d’attaquer des villages côtiers de pêcheurs. Il ne confie pour cela qu’un seul navire à son fils, contre 30 pour Yara, et lui adjuge un équipage composé de brigands et de mercenaires. Ayant appris plus tard que Theon a désobéi à ses ordres en se lançant à l’assaut de Winterfell, il ne fait rien pour lui venir en aide lorsque son fils se fait capturer par Ramsay Snow, le fils bâtard de Roose Bolton, dans la saison 3. Ce dernier envoie à Balon un coffret contenant les parties génitales de Theon, ainsi qu’une lettre menaçant de tuer tous les Fer-Nés restant dans le Nord si Lord Greyjoy ne retire pas ses troupes du continent. Écœuré, il décide malgré tout de laisser son fils aux mains de Ramsay, contre l’avis de Yara qui refuse de l’abandonner, mais Balon reste intraitable et laisse sa fille partir seule pour tenter de sauver Theon. Nous retrouvons Balon au début de la saison 6. La guerre sur le continent étant terminée, Lord Greyjoy en subit les conséquences en constatant que toutes les places fortes conquises par les Fer-Nés sont perdues les unes après les autres, ce que ne manque pas de lui rappeler Yara, de retour à Pyk après sa tentative infructueuse pour secourir Theon. Elle suggère à son père de rendre les armes mais celui-ci, orgueilleux, refuse et s’agace du comportement de sa fille, la menaçant de la déshériter si elle persiste dans cette voie. Peu après, Balon, en chemin vers ses appartements, se confronte au retour de son frère cadet Euron, qu’il pensait mort depuis des années. Après une brève discussion, Lord Greyjoy comprend que son frère est revenu pour lui prendre son trône. Il tente alors de le poignarder, mais ce dernier le tue en le faisant basculer du haut du pont suspendu et en l'envoyant s'écraser dans la rivière en contrebas. | |                        |                          |                            |  |
| | |                        |                          |                            |  |
| | Yara Greyjoy | Gemma Whelan           | VF : Chantal Baroin      | 2, 3, 4, 6, 7, 8           |  |
| Yara est la fille de Balon et Alannys Greyjoy et la sœur aînée de Theon. Elle n’a plus revu son frère depuis qu’il a été pris en otage par Eddard Stark, neuf ans avant le début de la série. Fière et féroce, elle défie les traditions de genre de sa Maison en commandant son propre navire, le Black Wind. Lorsque Theon revient aux îles de Fer dans la saison 2, Yara est présente lors du débarquement. Voyant qu’il ne la reconnait pas, elle décide de le tester : elle lui propose de le conduire à Pyk tout en lui dissimulant son identité. Sur le chemin, Theon essaie de la séduire. Yara comprend alors quel genre d’homme est devenu son frère, et se dévoile à lui pendant qu’il est reçu par Balon Greyjoy au château. Constatant son embarras, elle lui parle avec mépris, lui reprochant son attitude et de renier son propre sang. Balon, de son côté, annonce à Theon son intention d’envahir le Nord et lui précise qu’il confie cette tâche à Yara, qu’il considère désormais comme son héritière légitime. Balon donne alors à sa fille 30 navires pour mener à bien sa mission, ce qu’elle parvient à faire sans grande difficulté, profitant du conflit en cours sur le continent. Lorsque son frère décide de s’emparer de Winterfell, Yara s’y rend personnellement afin de le convaincre que la cité, trop éloignée des côtes, n’est pas défendable pour les Fer-nés. Devant le refus de Theon de partir, elle rentre seule aux Îles de Fer, où elle apprend dans la saison 3 qu’il a été fait prisonnier par Ramsay Snow, le fils bâtard de Roose Bolton, qui inflige au jeune homme les pires tortures. C’est d’ailleurs Yara qui remet à son père le coffret contenant les parties génitales de Theon. S’opposant à Balon, elle décide alors d’aller le secourir et appareille pour le Fort-Terreur (Dreadfort). Dans la saison 4, arrivée sur place avec quelques hommes, Yara parvient à s’infiltrer dans le bastion et retrouve Theon dans les cachots. Elle réalise alors avec stupéfaction que Ramsay a lavé le cerveau du jeune homme, qui refuse de l’accompagner, prétend qu’il s’appelle « Schlingue », et la mord lorsqu’elle tente de le forcer. Elle sera finalement contrainte de s’enfuir sans son frère, déclarant à ses guerriers qu'il est « mort » à ses yeux. Nous la retrouvons dans la saison 6 où, revenue à Pyk, elle s’oppose une nouvelle fois à son père en lui suggérant de cesser le combat, à la suite de la perte des cités du Nord précédemment conquises, sans succès. Elle retrouve également Theon, après que ce dernier ait réussi à s’échapper de Winterfell pour rentrer aux Îles de Fer. Elle lui fait un accueil glacial, lui reprochant son attitude qui a couté la vie à de nombreux hommes, et le soupçonne d’être revenu pour revendiquer le Trône de sel. Theon lui explique alors qu’étant devenu infirme, il n’en a plus aucune intention, et lui propose son soutien pour qu'elle gouverne les Fer-Nés, ce que la jeune femme accepte. La mort brutale de Balon Greyjoy va précipiter les évènements : avec l’appui de Theon, Yara essaie de convaincre la Cour de l’élire en tant que reine, sans succès. Elle se heurte de plus au retour inattendu de son oncle Euron Greyjoy, que tout le monde croyait mort depuis des années, et qui revendique également la couronne. Au grand dam de Yara, c’est Euron qui est élu comme nouveau roi des Îles de Fer. Craignant pour sa vie et celle de son frère, la jeune femme décide alors de quitter sa terre natale et emmène Theon dans son sillage, ainsi qu’une majeure partie de la flotte Fer-Née. Durant le voyage, inquiète de le voir dépérir, Yara profite d’une escale à Volantis, sur le contient d’Essos, pour révéler à son frère ses intentions : solliciter l’aide de la « Reine-Dragon » de Meereen pour les aider à reconquérir le Trône de Sel. Nous découvrons d’ailleurs clairement à cette occasion le penchant de Yara pour les femmes. Les deux jeunes gens arrivent finalement à destination et sont reçus par Daenerys Targaryen, qui accorde à Yara son appui, à condition qu’elle-même l’aide à reconquérir les Sept Couronnes et que les Fer-Nés cessent les pillages sur le continent, ce que la jeune Greyjoy accepte. Elle noue ainsi une alliance avec la Mère des Dragons, joignant ses navires aux siens au moment où Daenerys choisit de partir pour Westeros. Dans le plan de Tyrion pour conquérir Westeros, Yara et sa flotte emmène les armées de Dorne pour assiéger la capitale. Mais en chemin, ils se font attaquer par la flotte d'Euron Greyjoy. Sa flotte est vaincue et Yara est faite prisonnière par Euron comme Ellaria et Tyene Sand. À Port-Réal, Theon profite de l'absence d'Euron pour s'introduire sur son bateau et libérer Yara. Elle part alors reconquérir les Îles de Fer afin que Daenerys ait un lieu de repli en cas de défaite. Elle participe à l'élection du roi Bran le Brisé après la mort de Daenerys en tant que seigneur des Îles de Fer. Dans les romans, la sœur de Theon s'appelle Asha Greyjoy. Le personnage a été renommé en Yara pour éviter une confusion avec Osha. | |                        |                          |                            |  |
| | |                        |                          |                            |  |
| Portrait en extérieur pendant une première | Euron Greyjoy | Pilou Asbæk            | VF : Frédéric Souterelle | 6, 7, 8 (✝)                |  |
| Portrait en extérieur pendant une première | Frère de Balon et d’Aeron, Euron Greyjoy est également l’oncle de Theon et Yara. Il se place en seconde position dans la fratrie Greyjoy, devant Aeron. Absent depuis plusieurs années et alors que tout le monde le croyait mort à la suite d'une tempête en mer, il revient aux Îles de Fer lors de la saison 6 où il fait face à son ainé, alors que celui-ci se trouve sur le pont suspendu qui conduit à ses appartements. S’ensuit une brève mais violente discussion, où Euron explique à Balon qu’il revient dans l'intention de prendre la gouvernance des Îles de Fer, afin de redonner à la flotte Fer-Née sa splendeur d'antan. Lord Greyjoy essaie alors de le poignarder mais Euron, plus vif, tue son frère en le précipitant dans le vide. Le lendemain, Euron se dévoile au grand jour pendant l’assemblée qui doit couronner le successeur de Balon. Il fait alors face à sa nièce et son neveu et avec une grande assurance, revendique ouvertement la couronne. En dépit de sa très longue absence et de son côté expansif, il est finalement choisi comme roi aux dépens de Yara, pourtant soutenue par son frère Theon mais qui présente le « défaut » d’être une femme. Après avoir été « baptisé » selon la coutume ancestrale Fer-née — la personne est plongée dans l’eau de mer et y est maintenue jusqu’au bord de la noyade ; si, grâce à sa volonté, elle parvient à survivre, elle doit alors prononcer la devise du royaume « Ce qui est mort ne saurait mourir » —, Euron est couronné nouveau seigneur des îles de Fer. Le premier acte du souverain est d’ordonner l’exécution des enfants de Balon. Mais ceux-ci, profitant du répit laissé par le baptême, ont déjà quitté la place, emmenant avec eux une grande partie des navires Fer-Nés. Fou de rage, Euron ordonne alors à l’assemblée de faire abattre autant d’arbres que nécessaire, et de mobiliser tous les sujets du royaume afin de lui construire une flotte gigantesque « de mille bateaux » en vue de partir à leur poursuite. Une fois la flotte construite, Euron se tourne alors vers Cersei Lannister, et lui propose une alliance pour affronter leurs ennemis communs. Cette dernière étant méfiante, il quitte Port-Réal en lui promettant un cadeau. Euron attaque par la suite la flotte de Yara, transportant les armées de Dorne. Il tue Obara et Nymeria Sand, avant de faire prisonnières Yara, Ellaria Sand et Tyene Sand. Il revient alors en héros à Port-Réal, donnant à Cersei Ellaria et Tyene Sand, et gardant Yara prisonnière pour lui. À la suite de ce cadeau, Cersei lui promet que son vœu sera exaucé une fois la guerre terminée. Euron se rend par la suite à Castral Rock. Il piège alors les Immaculés qui se sont emparés du château en détruisant leurs navires et les greniers. En récompense, Cersei Lannister le nomme à la tête de la flotte royale. Euron assiste à la rencontre de Fossedragon où il voit de ses yeux un mort-vivant. Devant la menace, il affirme retourner dans les Îles de Fer pour être protégé de l'armée des morts par la mer mais, en réalité, Cersei lui a confié pour mission de récupérer une armée de mercenaires, financée par la Banque de Fer, en prévision de l’affrontement futur contre les forces de Daenerys Targaryen. Revenu d'Essos avec la Compagnie Dorée, il obtient les faveurs de Cersei qui consent à coucher avec lui. Elle en profitera pour lui faire croire que l'enfant qu'elle porte est le sien. Après, il tend une embuscade à Daenerys à Peyredragon et tue Rhaegal avec une des balistes géantes disposés sur son navire-amiral, après quoi il retourne dans la capitale pour préparer le siège de la ville. Sa flotte est vite mise en pièces par Drogon qui utilise le soleil pour aveugler les tireurs. Euron survit à la destruction de son navire et retrouve Jaime. Il se bat contre lui et se fait alors tuer, mais meurt satisfait d'avoir pu porter des blessures mortelles au Régicide. Il ignore cependant que son adversaire mourra enseveli un peu plus tard. |                        |                          |                            |  |
| | |                        |                          |                            |  |
| Portrait en intérieur, Ineson est en train de parler | Dagmer Lorren | Ralph Ineson Forbes KB |                          | 2 (✝)                      |  |
| Portrait en intérieur, Ineson est en train de parler | Dagmer Cleftjaw et Lorren sont des guerriers Fer-nés (Ironborn Raiders). Ils font partie de l’équipage de brigands et de mercenaires que Balon Greyjoy met à disposition de son fils Theon, lorsque ce dernier décide de trahir Robb Stark dans la saison 2. Dagmer est nommé premier lieutenant de Theon sur le navire que lui octroie son père. Lorren, surnommé « Lorren le Noir » (Black Lorren) et considéré comme le plus féroce guerrier du royaume, est son second. Relativement fidèles à Balon, ils ne montrent aucun respect pour Theon qu’ils considèrent comme un traitre et un moins que rien, et sont profondément contrariés de devoir le servir. Pour leur prouver sa valeur, le jeune Greyjoy décide d’aller attaquer Winterfell, laissée sans défense par Robb Stark, au lieu des villages de pêcheurs comme Balon le lui avait ordonné. Dagmer montre alors un peu plus de respect à Theon. Une fois la cité prise, il lui suggère d’assoir son autorité devant ses hommes par des actions fortes ; avec Lorren, il pousse Theon à décapiter Rodrick Cassel, et également à faire tuer Bran et Rickon Stark, mais ceux-ci parviennent à s’échapper. Pour ne pas perdre la face, Theon est contraint d’assassiner deux orphelins et de les brûler, afin de les faire passer pour les jeunes fuyards. Mais tout ceci n’a finalement que peu d’influence sur ses hommes, y compris Dagmer et Lorren, qui peu à peu commencent à s’agacer de leur situation. Lorsque Yara rend visite à son frère pour le convaincre de rentrer aux Îles de Fer, celui-ci refuse, ce qui provoque la colère de ses hommes, en particulier Lorren. Theon tente de les apaiser en leur promettant gloire et fortune, sans grand succès. La situation finit par dégénérer lorsque les forces de la Maison Bolton, envoyées par Robb Stark, viennent assiéger Winterfell : alors que Theon, résolu à mourir au combat, exhorte ses hommes à le suivre, ceux-ci décident de se mutiner et il est brusquement assommé par Lorren, sous le regard complaisant et moqueur de Dagmer. Les mutins, persuadés de rentrer chez eux sains et saufs, livrent alors le jeune homme aux assaillants. Plus tard, Winterfell est incendiée. Theon apprendra plus tard de la bouche de Ramsay Snow qu'en guise de récompense, ils ont en fait tous été massacrés par les soldats des Bolton. |                        |                          |                            |  |

### Maison Lannister
Lieux-clés : Castral-Roc dans les Terres de l'Ouest ; Port-Réal dans les Terres de la Couronne.
La Maison Lannister était la plus puissante Maison de Westeros. Basée à Castral-Roc sur les Terres de l'Ouest, la Maison a longtemps été la plus riche de Westeros grâce à ses nombreuses ressources (dont minières) et a longtemps été proche du pouvoir et des Targaryen. Après la prise de pouvoir par Robert Baratheon, la Maison devient encore plus puissante puisqu'elle s'est encore plus rapprochée du pouvoir avec le mariage de Cersei Lannister avec le roi. Après la disparition de ce dernier, la Maison Lannister est à la tête de Westeros de façon non officiel (les rois Joffrey et Tommen Baratheon, fils de Cersei ne sont pas les enfants de son mari Robert, mais de son frère Jaime) et dirige d'une main de fer le royaume (sauf le Nord) aidée par la violente armée de Tywin Lannister. De par sa violence et son appétit vorace pour le pouvoir, c'est l'une des Maisons les plus détestée de Westeros. Après la disparition de ce dernier et de son fils Tommen, Cersei prend les rênes de la famille et du royaume jusqu'à sa mort lors de la destruction de Port-Réal. Par la suite, le nain Tyrion Lannister, rejeté par une partie de sa famille, est le dernier représentant de la Maison à reconstruire.

#### Famille
| Photo | Nom | Acteur                                                     | Doublage francophone    | Saisons                    |  |
| --- | --- | ---------------------------------------------------------- | ----------------------- | -------------------------- |  |
| | |                                                            |                         |                            |  |
| | Tywin Lannister | Charles Dance                                              | VF : Philippe Catoire   | 1, 2, 3, 4 (✝), 5 (caméo)  |  |
| Seigneur de Castral Rock (Lord of Casterly Rock), protecteur de Lannisport (Shield of Lannisport) et Gouverneur de l'Ouest (Warden of the West), Tywin est un homme manipulateur, impitoyable et autoritaire. Ancienne Main du Roi Aerys, il est le père de Cersei, Jaime et Tyrion, abhorrant ce dernier pour la mort de son épouse lors de l'accouchement. Durant la saison 1, il engage ses armées contre les Stark après que Catelyn ait capturé Tyrion. Après l'arrestation d'Eddard Stark, son petit-fils Joffrey le nomme Main du Roi, mais Tywin confère à Tyrion la fonction effective pendant qu'il combat les forces de Robb Stark. Dans la saison 2, il dirige toujours la lutte contre les armées des Stark de depuis Harrenhall, où il est servi par Arya Stark sans connaître son identité. Puis, il vient en aide, assisté des Tyrell, aux défenseurs de Port-Réal, assiégée par Stannis Baratheon et entre à la capitale en libérateur. Il reprend le poste de Main du Roi et, pour renforcer le pouvoir des Lannister, il arrange le mariage entre Joffrey et Margaery Tyrell, ainsi que celui de Tyrion avec Sansa Stark et de Cersei avec Loras Tyrell. Il organise l'assassinat de Robb et le massacre de son armée aux Jumeaux. Pour récompenser Walder Frey et Roose Bolton d'avoir trahi le feu Roi du Nord, il fait de Walder Frey le seigneur de Vivesaigues et Roose Bolton le gouverneur du Nord. Il fond ensuite l'épée de Lord Eddard Stark, seule épée en acier valyrien de Westeros, pour forger deux nouvelles épées, qu'il donnera à son fils Jaime et au Roi Joffrey lors du mariage de ce dernier. Immédiatement après l'assassinat de Joffrey, il devient Protecteur du Royaume et prend en charge Tommen Baratheon, qui succède à Joffrey, convaincu qu'il sera un meilleur Roi que son aîné. Le procès de Tyrion, suspecté du meurtre de Joffrey, approchant, Tywin l'organise au mieux afin de faire condamner Tyrion. Il décide de présider le procès et demande à Mace Tyrell, à qui il a offert la fonction de Grand Amiral, d'être le second juge. Il réussit à convaincre Oberyn Martell d'être le troisième juge, en échange d'une rencontre avec la Montagne, ayant assassiné la sœur d'Oberyn, ainsi qu'une place au Conseil Restreint. Lors du procès de Tyrion suspecté du meurtre de Joffrey, Tywin propose à Jaime d'envoyer Tyrion au Mur plutôt que de le faire exécuter en échange du renoncement de Jaime à sa fonction de garde royal, ce qui permettrait de faire de ce dernier son successeur comme seigneur de Castral Roc. Mais, Tyrion demande un duel judiciaire et choisit Oberyn comme champion contre la Montagne. Oberyn est tué et Tywin condamne Tyrion à mort. Jaime le libère néanmoins et, découvrant que Tywin forniquait avec la femme qu'il aimait, Shae, une prostituée, Tyrion tue celle-ci et assassine son père de deux coups d'arbalètes alors que ce dernier est aux toilettes. La mort du "Vieux Lion" cause le début du déclin de la Maion Lannister. | |                                                            |                         |                            |  |
| | |                                                            |                         |                            |  |
| Portrait au cours d'un photoshot | Cersei Lannister | Lena Headey                                                | VF : Laurence Bréheret  | 1, 2, 3, 4, 5, 6, 7, 8 (✝) |  |
| Portrait au cours d'un photoshot | Cersei Baratheon (née Lannister), est la fille de Tywin Lannister, le seigneur de Castral Roc (Lord of Casterly Rock), la sœur jumelle de Jaime et l’ainée de Tyrion, qu’elle déteste par-dessus tout car elle le considère – tout comme Tywin – responsable de la mort de leur mère. Elle est en revanche profondément attachée à Jaime, et développe dès l’enfance avec lui une relation secrète et incestueuse, que Tyrion est le seul à connaitre. Populaire en raison de sa très grande beauté, et appartenant à l’une des plus riches familles de Westeros, elle est très prétentieuse et ambitieuse : ces traits de caractère se manifestent dès son plus jeune âge lorsqu’elle demande à une sorcière vivant à proximité de lui prédire l’avenir, espérant épouser un riche prince. La sorcière lui annonce alors qu’elle épousera un roi et aura trois enfants, mais lui prédit également un destin funeste. Au début de la série, elle est la femme du roi Robert Baratheon, Seigneur des Sept Couronnes, mariée à lui sur ordre de son père Tywin alors qu’elle était encore adolescente. Ce mariage permet aux Lannister de s’immiscer dans la politique de la Couronne. Cersei entretient cependant toujours sa relation secrète avec Jaime, lui ayant donné trois enfants officiellement présentés comme ceux de Robert. Enfermée dans un mariage sans amour – son mari ne l’ayant jamais aimée – Cersei devient ainsi une redoutable manipulatrice qui n’a de loyauté que pour son père, pour Jaime et pour ses enfants. Elle n’hésite pas à éliminer tous ceux qui menacent son secret, à commencer par Jon Arryn, l’ancienne main du roi Robert, avant le début de la série. Elle fait partie, dans la saison 1, de la suite qui accompagne le roi à Winterfell afin de ramener Eddard Stark à Port-Réal. Surprise en pleins ébats avec Jaime dans l’un des donjons du château, elle est donc co-responsable de l’infirmité du jeune Bran Stark. Sur le chemin du retour, Cersei exigera de Robert la plus grande fermeté face à l’agression dont a été victime Joffrey, son fils ainé, attaqué par Nymeria, la louve d’Arya Stark. Cette attitude conduira à la mort de Lady, la louve de Sansa Stark, décapitée par Ned à la place de Nymeria qui a disparu. De retour à la capitale, Cersei apprend que Bran Stark a survécu à son accident mais n’en garde aucun souvenir, elle fait donc discrètement en sorte que ce soit son frère Tyrion qui soit accusé à la place de Jaime. Elle est par ailleurs confrontée aux soupçons de plus en plus grands de Ned, nommé main du Roi, au sujet de la légitimité de ses enfants. Craignant une remise en cause de leur statut, elle utilise sa position au sein du Conseil Restreint de la capitale, où elle siège, afin de provoquer l’accident de chasse de Robert qui causera sa perte, et permettre à Joffrey d’hériter prématurément de la Couronne. Avec l’aide de Petyr Baelish, grand argentier du Royaume, et de Pycelle, Grand Mestre de Port-Réal, elle parvient à détruire le testament de Robert et à déjouer le projet de Ned d’installer Stannis Baratheon, frère cadet du roi, sur le trône. Une fois Joffrey couronné roi, Cersei devient reine régente. Elle fait ainsi office de conseillère politique privilégiée auprès de son fils. Elle fait nommer Jaime au poste de chef de la garde royale et intègre Meryn Trant dans la garde personnelle du roi. Elle ne peut cependant empêcher Joffrey de faire exécuter Ned, ce qui conduit à la rébellion des Nordiens. Afin de tenter de rétablir la situation, elle manipule Sansa Stark, promise à Joffrey durant la saison 1, afin d’amadouer Robb, le fils ainé de Ned proclamé Roi du Nord à la suite de la sécession, sans succès. Cependant Cersei ne parvient pas à contrôler totalement Joffrey, qui s’affranchit des conseils de sa mère dès le début de la saison 2. Tywin Lannister, pris par la guerre dans le Conflans, envoie Tyrion, nommé Main du Roi par intérim, dans la capitale afin de l’aider. Cersei et son frère se livrent alors une lutte sans merci, chacun rivalisant d’ingéniosité pour saper l’autorité de l’autre. Néanmoins, Cersei perd petit à petit ses soutiens : Jaime parti rejoindre Tywin à la guerre, elle le « remplace » par son cousin Lancel Lannister, mais celui-ci se fait confondre par Tyrion. Cersei perd également sa fille Myrcella, envoyée à Dorne par la nouvelle Main, et enfin Pycelle, démasqué par Tyrion comme étant l’espion de sa sœur au Conseil Restreint et emprisonné. Désabusée et de plus en plus isolée, c’est presque avec résignation que Cersei voit arriver sur Port-Réal l’armée de Stannis Baratheon, qui marche sur la capitale afin de reprendre le Trône de Fer. Elle utilise alors le peu d’influence qu’il lui reste pour mettre à l’abri ses deux fils dans le Donjon Rouge, et laisse Tyrion organiser seul la défense de la ville. Lors de l’assaut, Cersei choisit d’abord de se saouler en compagnie de Sansa Stark, qu’elle force à boire. La cité sur le point de tomber, elle s’en va retrouver son fils cadet Tommen afin de passer le siège avec lui. Elle est sur le point de lui faire avaler du poison lorsqu’elle apprend l’arrivée in extremis de l’armée Lannister, conduite par Tywin, qui met Stannis en déroute. Dans la saison 3, le calme étant revenu, Cersei voit sa position renforcée par le retour de son père, qui reprend la fonction de Main du Roi. Mais elle déchante vite lorsque Tywin lui expose ses projets de s’allier à la Maison Tyrell afin de remplir les caisses du royaume, au bord de la banqueroute : Tywin lui ordonne de se marier avec Loras, l’héritier mâle – et homosexuel notoire – des Tyrell, afin de tordre le cou aux rumeurs malsaines la concernant, circulant en ville. Cersei voit également d’un très mauvais œil l’arrivée de Margaery Tyrell, la sœur de Loras, que Tywin décide de promettre à Joffrey à la place de Sansa Stark. Constatant d’emblée la capacité de Margaery à amadouer Joffrey, Cersei se met à développer une grande jalousie envers sa nouvelle « rivale ». Elle se confronte de plus au retour de Jaime, amputé d’une main et profondément changé par ses aventures récentes. Cersei a du mal à accepter ce retour, reproche à son frère de l’avoir « abandonnée », et le suspecte également d’avoir développé des sentiments envers Brienne de Torth, sa compagne de route. Elle entretiendra tout au long de la saison une relation glaciale avec Jaime, mais sympathise avec Qyburn, un mestre déchu rentré avec lui, à qui Cersei manifeste de l’intérêt en raison de ses capacités médicales (Qyburn a soigné Jaime pendant sa captivité). La mort de Joffrey lors du « Mariage Violet » (Purple Wedding) dès le début de la saison 4 va complètement bouleverser Cersei : folle de rage et convaincue de la culpabilité de Tyrion, elle le fait immédiatement emprisonner, avec la complaisance de Tywin et contre l’avis de Jaime. Mais loin de l’affaiblir, cet épisode va endurcir le cœur de Cersei, qui souhaite par-dessus tout voir son frère cadet être exécuté. Sentant les hésitations de Jaime à ce sujet, Cersei va alors renouer avec son jumeau et ils reprennent leur relation ; elle ne parviendra en revanche jamais à le faire changer d’opinion vis-à-vis de Tyrion. Lors du duel judiciaire visant à établir la culpabilité du nain, elle demande à Ser Gregor Clegane, dit « La Montagne », un chevalier brutal, surpuissant et sanguinaire au service des Lannister, d’être le champion de l’accusation afin de réduire les chances de survie de Tyrion. Elle devient également surprotectrice envers Tommen, son dernier fils couronné Roi par la suite, et vit mal la poursuite du plan de Tywin, qui souhaite toujours allier sa famille aux Tyrell et maintient ses projets de mariage. N’hésitant plus désormais à « affronter » son père, Cersei lui reproche de manipuler Tommen et Margaery pour ses ambitions personnelles, et va même jusqu’à lui avouer sa relation incestueuse avec Jaime, en menaçant de la rendre publique, ce qui entraînerait probablement une révolte populaire. Mais Cersei n’aura pas à aller au bout de ses intentions : la mort de Tywin, lors de l’évasion de Tyrion, réduit à néant le projet de mariage avec Loras Tyrell, mais pas celui de Tommen et Margaery, qui a lieu au début de la saison 5. Désemparée par ce nouveau drame familial, Cersei reproche à Jaime d’avoir été trop bienveillant envers Tyrion. Elle le considère ainsi comme l’assassin indirect de leur père et lui fait comprendre que pour se racheter, il devra leur ramener leur fille Myrcella, exilée à Dorne depuis la saison 2. Toute à sa tristesse, Cersei garde cependant la mainmise sur le Conseil Restreint : elle envoie Mace Tyrell, le père de Loras et Margaery, en mission à Braavos. Elle se heurte néanmoins à Kevan Lannister, frère de Tywin rappelé à Port-Réal par Tommen, qui refuse de la soutenir. Elle s’éloigne également de Pycelle, ce dernier voyant d’un mauvais œil le rapprochement de Cersei avec Qyburn ; celle-ci demande d’ailleurs au mestre déchu de soigner lui-même La Montagne, grièvement blessé lors de son duel judiciaire. Se retrouvant à nouveau isolée, Cersei profite de l’arrivée en ville des Moineaux, un groupe de religieux fanatiques, pour retrouver son pouvoir : par l’intermédiaire de son cousin Lancel, disparu après la bataille de la Néra dans la saison 2 et qui a entre-temps intégré le groupuscule, elle rentre en contact avec leur leader spirituel, nommé le Grand Moineau. Cersei fait un pacte avec lui : elle lui donnera les moyens de rétablir la foi des Sept Dieux dans la capitale, et traquera et punira pour lui tous les « hérétiques » de la cité. Ce plan réussira au-delà des espérances de Cersei et conduira à l’emprisonnement de Loras, mais également de Margaery, accusée de parjure. Ayant désormais à nouveau les mains libres pour régner comme régente, Cersei maitrise sans difficulté Tommen, faisant en sorte qu’il reste inactif face à la situation, et va même jusqu’à rendre visite à Margaery dans sa cellule. Cependant, cette situation finit par se retourner contre elle lorsqu’elle est également mise en cause par le Grand Moineau pour sa relation avec Lancel, à la suite des aveux de ce dernier. Cersei est donc elle aussi arrêtée par la Foi Militante et emprisonnée. Tout d’abord combative face à la situation, Cersei s’affaiblit peu à peu et finit par craquer lorsque Qyburn, le seul à lui rendre visite, lui apprend que Tommen se laisse dépérir. Elle décide alors d’avouer ses fautes au Grand Moineau pour se libérer en attendant son procès. Mais celui-ci lui apprend que pour expier, elle devra effectuer une « marche de la honte », depuis le septuaire de Baelor jusqu’au Donjon Rouge, à travers la cité. Cette épreuve est sans doute la pire vécue par Cersei : nue, les cheveux coupés, huée par une foule en colère, humiliée, recouverte d’excréments et de légumes avariés, les pieds ensanglantés, elle parvient au forceps jusqu’à destination où elle est recueillie par Qyburn, et découvre le nouvel aspect de Gregor Clegane, qui lui est désormais totalement dévoué. Lors de la saison 6, le malheur continue à s’abattre sur Cersei qui apprend par Jaime, revenu de Dorne, la nouvelle de la mort de Myrcella. Elle se retrouve par ailleurs expulsée du Conseil Restreint par Kevan Lannister, nouvelle main du Roi, et malgré ses tentatives pour renouer avec son fils, ne peut que constater l’emprise du Grand Moineau sur Tommen lorsque celui-ci, souhaitant faire libérer sa femme, se convertit à la cause de la Foi des Sept. Ne pouvant désormais plus approcher son fils, Cersei cherche à nouer une nouvelle alliance avec Olenna Tyrell, la grand-mère de Margaery, de retour à Port-Réal depuis le début de la saison 5, mais cette-dernière la rejette et préfère fuir la ville. Cersei se voit également à nouveau privée de Jaime, envoyé à Vivesaigues (Riverrun) par la couronne. Basculant petit à petit dans la folie, Cersei décide alors de se terrer dans le Donjon Rouge en compagnie de La Montagne, n’hésitant pas à faire tuer par son chevalier tous les Moineaux s’aventurant à l’intérieur. Elle prépare ainsi sa vengeance avec l’aide de Qyburn, qui a repris pour son compte le réseau d’espions de la cité. Cette vengeance se manifestera de manière éclatante et terrifiante le jour de son procès : attendue au Septuaire de Baelor par le Grand Moineau et toute la Cour réunie pour l’occasion, Cersei ne s’y présente pas et s’arrange pour que Tommen n’y soit pas non plus. Elle fait exploser des dizaines de barils de feu grégeois, un liquide fluorescent hautement inflammable, sous le bâtiment, ce qui le réduit en cendres ainsi que tous ses occupants, dont les Moineaux et les Tyrell, plus une bonne partie de la ville. N’ayant désormais plus de rivaux, elle doit néanmoins se confronter à la nouvelle de la mort de Tommen, qui s’est suicidé juste après l’explosion. Elle ordonne à Qyburn de brûler sa dépouille et de déverser ses cendres sur les ruines du septuaire. Elle se fait couronner par la suite Seigneur des Sept Couronnes par le mestre déchu et assoit définitivement son pouvoir sur Port-Réal. Lors de la saison 7, Cersei, fraichement couronnée, nomme Qyburn Main de la Reine, et Jaime, de retour de Vivesaigues, commandant en chef des armées Lannister. Elle apprend la nouvelle de l’arrivée à Westeros de Daenerys Targaryen, de son armée et de ses dragons, afin de lui reprendre le Trône de Fer. Cersei répond alors, contre l’avis de Jaime, à la demande d’Euron Greyjoy, le nouveau roi des Îles de Fer (Iron Islands), qui souhaite former avec elle une alliance contre l’envahisseur. Méfiante, elle l’invite à prouver son allégeance par un acte fort. Euron repart alors en lui promettant un « cadeau ». Cersei convoque ensuite tous les seigneurs du Conflans et du Bief pour tenter de les rallier à sa cause, obtenant notamment le ralliement de la maison Tarly. Elle accueille avec délectation le retour triomphal d’Euron Greyjoy, celui-ci lui ramène le cadeau promis : Ellaria Sand, la princesse de Dorne, responsable de la mort de Myrcella, et sa fille Tyene Sand. Cersei ne les tue pas tout de suite mais en représailles, donne un baiser empoisonné à Tyene (le même poison que celui utilisé par Ellaria pour tuer Myrcella) et la laisse mourir à petit feu dans une cellule sous les yeux de sa mère. Reconnaissante envers Euron, Cersei lui promet sa main une fois la guerre remportée, au grand dam de Jaime. Elle n’oublie cependant pas son frère et ils poursuivent leur relation incestueuse, au grand jour désormais. La reine doit cependant faire face à une contrariété de taille : le manque de moyens financiers pour lancer son offensive. La couronne est en effet criblée de dettes, notamment à la Banque de Fer de Braavos. Lors de la visite d’un de ses émissaires, Cersei s’engage alors à tout rembourser en l’espace de 15 jours. Pour ce faire, elle tend un piège à Olenna Tyrell, désormais alliée à Daenerys : Cersei feint d’abandonner Castral Roc afin d’y attirer les armées de la reine des dragons, alors que dans le même temps Jaime attaque Hautjardin (Highgarden), le fief d’Olenna. Le château est mis à sac et tout l’or des Tyrell récupéré par l’armée Lannister, la Reine des Épines trouvant la mort à cette occasion, non sans avoir avoué à Jaime son implication dans le meurtre de Joffrey. Cette victoire permet à Cersei de tenir ses engagements vis-à-vis de la Banque de Fer, l’or étant acheminé jusqu’à la capitale. L’armée Lannister, elle, ne parviendra jamais à destination, réduite à néant par une contre-attaque impitoyable menée par Daenerys Targaryen en personne. Privée d’armée, Cersei retrouve néanmoins Jaime, rescapé par miracle du carnage. Celui-ci l’avertit de l’impossibilité de vaincre la jeune femme mais Cersei refuse d’entendre raison. Elle accepte cependant un compromis. Cela explique pourquoi la reine, avertie par Qyburn, n’empêche pas Jaime de revoir Tyrion lors d’une entrevue secrète organisée par le nain dans les sous-sols du Donjon Rouge. À la suite de cette rencontre, et bien qu’incrédule face à la menace que constitue l’armée des morts, Cersei indique à Jaime qu’elle accepte la trêve proposée, ce qui lui lassera le temps de reconstituer ses troupes avec le soutien de la Banque de Fer, et annonce à son frère sa nouvelle grossesse, en lui précisant vouloir le désigner officiellement en tant que père, au mépris de la conscience morale collective. Elle l’avertit cependant de ne plus jamais la trahir. Cersei rencontre donc pour la première fois Daenerys lors de cette saison, lors d’une entrevue organisée à Fossedragon, l’ancien sanctuaire des dragons de Port-Réal. Elle retrouve également Tyrion, et découvre l’existence de l’armée des morts. Elle perd Euron Greyjoy qui choisit de fuir la menace et de rentrer aux Îles de Fer. Elle accepte alors la proposition d’alliance de Jon Snow, récemment élu Roi du Nord, sous réserve de neutralité du jeune homme. Devant son refus, Cersei rompt les négociations et se retire. Tyrion prend alors le risque de se rendre seul au Donjon Rouge pour la convaincre. La confrontation est très tendue, Cersei ne supportant pas de voir son frère, ni de l’entendre se justifier de ses actes passés. Consciente des enjeux, elle se refuse néanmoins à l’exécuter et parvient à passer un pacte avec lui. Elle ne peut en revanche lui dissimuler sa grossesse, alors même qu’il lui tend un verre de vin qu’elle refuse. La reine décide finalement de revenir à la table des négociations. Elle retourne avec Tyrion à Fossedragon et annonce sa décision au grand soulagement de Jon Snow et à la satisfaction de Jaime. Cependant, une fois la rencontre terminée, Cersei dévoile à son frère ses véritables intentions : elle n’enverra pas de forces dans le Nord. En effet, elle compte utiliser le soutien de la banque de Fer pour recruter une puissante armée de mercenaires basée à Essos, la Compagnie Dorée, qu’Euron Greyjoy est chargé de ramener à Westeros, ce qui explique sa prétendue « fuite ». Elle perd alors totalement le soutien de Jaime qui décide de partir seul pour Winterfell, indifférent aux menaces à peine voilées de sa sœur. Une fois la bataille contre les morts terminée, elle parvient à tendre une embuscade à Deanerys à Peyredragon, tuant son dragon Reghal et capturant Missandei. Sûre d'elle, elle fait exécuter cette dernière devant les portes de Port-Réal malgré la tentative de négociation de Tyrion, enlevant le reste d'humanité à Daenerys. Lors de la bataille finale, elle se retrouvera dos au mur après que Daenerys ait brûlé ses balises Scorpions, son armée, Port-Réal et sa population. Se retrouvant seule après la mort de Qyburn et l'abandon de la Montagne, elle retrouve son frère Jaime blessé et tente de quitter la ville par les souterrains du Donjon Rouge, mais la sortie est bloquée par des gravats de pierre et meurt dans les bras de son frère sous l'écroulement du Donjon Rouge. |                                                            |                         |                            |  |
| | |                                                            |                         |                            |  |
| Portrait, souriant | Jaime Lannister | Nikolaj Coster-Waldau                                      | VF : Damien Boisseau    | 1, 2, 3, 4, 5, 6, 7, 8 (✝) |  |
| Portrait, souriant | Ser Jaime Lannister est le frère jumeau de Cersei et ainé de Tyrion, qu’il est le seul dans sa famille à apprécier. Enfant favori de Tywin Lannister, le Seigneur de Castral Roc (Lord of Casterly Rock), il est très prétentieux, et s’engage contre l’avis de son père dans la Garde Royale d’Aerys II Targaryen « le Roi Fou », où il est rapidement adoubé en raison de ses qualités exceptionnelles de bretteur. Ce faisant, il ne peut plus hériter de Castral Roc, à la grande déception de Tywin qui le lui reproche souvent. Amoureux de sa sœur depuis leur plus tendre enfance, il entretient avec elle une relation incestueuse, devenant le père des trois enfants de Cersei, secret que leur frère cadet Tyrion est le seul à connaitre. Afin de les protéger, ils prennent la décision de cacher aux enfants leur filiation et les présenter officiellement comme ceux de Robert Baratheon, le mari de Cersei. Jaime est cependant prêt à toutes les actions, même les plus insensées, pour rester auprès de sa sœur. Lors de la « Rébellion de Robert » (Robert’s Rebellion), au cours de laquelle les Targaryen sont massacrés, Jaime, resté seul avec le roi qu’il avait pourtant juré de protéger, l’empêche de détruire Port-Réal avec le feu grégeois en le poignardant dans le dos. En raison de cet acte, il est surnommé « le Régicide » (the Kingslayer) à la suite de l’accession au Trône de Robert, terme que Jaime déteste. Cependant il réussit à conserver son poste malgré les réserves de l'ami du roi, Eddard Stark. Jaime occupe encore cette fonction au début de la série ; il fait partie, ainsi que son frère et sa sœur, de la suite qui accompagne le roi à Winterfell pour convaincre Lord Stark de venir à Port-Réal occuper la fonction de Main. Sur place, il montre du mépris envers ses hôtes, sauf pour Ned, qu’il respecte car il le considère comme son égal au combat. Peu après, en plein ébat avec sa sœur dans le donjon, il est surpris par Brandon Stark et pour préserver leur secret, pousse le garçon par une des fenêtres, pensant à tort l’avoir tué. De retour à Port-Réal, Jaime apprend que le fils de Ned est toujours en vie mais handicapé, et ne garde aucun souvenir de l’accident. Cersei s’arrange alors pour que ce soit Tyrion Lannister qui soit suspecté à la place de Jaime, sans que ce dernier soit au courant. Son frère capturé par Catelyn Stark, Jaime décide de se venger sur Eddard, qu’il provoque en duel après avoir fait tuer la plupart de ses hommes, et le blesse grièvement à la jambe. Il fuit ensuite Port-Réal pour rejoindre son père. Une fois arrivé, Tywin a alors déjà levé le ban. Il ne veut surtout pas que les Stark, qui ont capturé Tyrion, restent impunis. À la suite du couronnement de Joffrey Barathon, Jaime est promu et devient lord-commandant de la Garde royale en remplacement de Ser Barristan Selmy, congédié par Cersei. En prévision du conflit à venir, il part au front avec Tywin dans le Conflans avec l’armée Lannister, pour faire face aux forces du Nord, révoltées depuis l’arrestation de Lord Stark. Sur place, Tywin décide d’envoyer Jaime assiéger Vivesaigues afin de couper la retraite de ses ennemis. Mais tout ceci n’était qu’un piège orchestré par Robb Stark, le fils ainé de Ned, et Jaime, ainsi que son cousin Alton, est fait prisonnier. Désormais captif, Jaime tourne en dérision la nouvelle de la mort d’Eddard, et provoque sa veuve, en lui enjoignant de ne pas lui faire de mal si elle veut revoir ses filles, otages à Port-Réal. Très combatif malgré son état, il essaie de s’évader en étranglant Alton, emprisonné avec lui après avoir été envoyé négocier dans la capitale, et tue ses geôliers, dont l’héritier des Kastark, bannerets de Robb, avant d’être finalement repris. Mais cette tentative manquée aura des conséquences sur ses ennemis, qui s’entre-déchirent sur le sort à réserver au prisonnier. Jaime profite de cette confusion et convainc Catelyn Stark de le libérer, en échange de la promesse de lui rendre ses filles une fois qu’il sera rentré à Port-Réal. Cette-dernière accepte et charge Brienne de Torth de le conduire à destination. Les rapports entre les deux chevaliers sont d’abord très tendus, Jaime ne cessant de provoquer Brienne : il se moque d’elle, de son physique, de sa condition féminine, et du fait qu’elle ait été adoubée par un homosexuel, Renly Baratheon. Il la sauve néanmoins à plusieurs reprises : lorsque les deux compagnons sont attaqués par des bandits de grand chemin, puis lorsqu’ils sont capturés par Locke, un vassal de la maison Bolton, chargé de les retrouver. Jaime, par son argumentaire, le persuade de ne pas faire de mal à Brienne, lui faisant miroiter une énorme récompense. Convaincu de son influence sur le mercenaire, il tente de négocier sa propre libération mais ce dernier, pour toute réponse, lui tranche brusquement la main droite, puis l’emmène, toujours captif, à la forteresse d’Harrenhal. Fou de douleur et considérant être privé de « ce qui faisait sa force », Jamie va alors radicalement changer de comportement : il perd toute forme de prétention, persuadé d’être désormais misérable, et subit les remontrances de Brienne qui tente en vain de le faire réagir. Arrivés au bastion, Jaime est reçu dignement par Roose Bolton, qui le confie aux soins de Qyburn, un mestre déchu qui lui soigne son moignon. Ses rapports avec Brienne évoluent également : lors d’un bain pris en commun, Jaime s’excuse de son comportement envers elle et lui raconte toute son histoire. Pris d’un malaise, il manque de se noyer mais elle le sauve. Il est ensuite renvoyé par Lord Bolton à Port-Réal avec Qyburn, mais est contraint de laisser Brienne à Harrenhal. Ne pouvant s’y résoudre, il revient finalement la chercher et refait face à Locke, qui cette fois ne peut l’empêcher de sauver la jeune femme, et laisse Jaime l’emmener. De retour dans la capitale, il est très froidement accueilli par Cersei, qui lui reproche sa longue absence et son rapprochement avec Brienne. Grâce à son père, Jaime parvient à reprendre son poste de Lord Commandant de la Garde Royale, malgré les doutes de Joffrey sur ses capacités, maintenant qu’il est manchot. Tywin lui fait forger une fausse main en or, et lui offre une épée en acier valyrien, forgée à partir de celle de Ned Stark. Il retrouve également Tyrion, désormais Grand Argentier du royaume. Ce dernier compatit au sort de son frère et pour l’aider, lui organise des leçons privées et discrètes avec Bronn, le mercenaire qu’il emploie. Jaime, d’abord réticent à l’idée, finit par accepter mais a du mal à se battre avec la main gauche. Mais petit à petit, grâce aux méthodes « peu conventionnelles » de son professeur, il progresse et se lie d’amitié avec le mercenaire. Il renoue également avec sa sœur et ils reprennent leur relation. Après la mort de Joffrey, Jaime tente de convaincre son père de ne pas exécuter Tyrion, soupçonné du meurtre et emprisonné. Devant son refus, il lui indique être prêt à renoncer à son poste et remplir son rôle d’héritier des Lannister – ce que le vieil homme a toujours voulu – s’il consent à épargner son frère. Tywin lui indique alors qu’il s’arrangera pour envoyer discrètement Tyrion au Mur, et Jaime apporte la nouvelle à son cadet, lui suggérant de plaider coupable lors du procès. Pressé par Brienne qui lui demande de tenir sa parole envers Catelyn Stark – bien que cette-dernière soit décédée – il décide de l’envoyer à la recherche de ses filles Arya et Sansa, portées disparues, et lui offre une armure sur mesure, ainsi que son épée en acier valyrien. Mais lors du procès de Tyrion, auquel assiste Jaime, rien ne se passera comme prévu, le nain étant finalement condamné à mort à la suite d'un jugement par ordalie. Ne pouvant se résoudre à abandonner son frère, il le fait évader et avec l’aide de Varys, le « Maitre des Chuchoteurs » du Conseil Restreint, lui permet de quitter la ville par bateau. Durant sa fuite, Tyrion tue Tywin Lannister. Cersei considère par la suite Jaime comme l'assassin indirect de leur père, et lui déclare que pour se racheter, il devra lui ramener leur fille Myrcella, exilée à Dorne depuis la saison 2. Suivi par Bronn qu’il persuade de l’accompagner, il se rend incognito sur place et retrouve la jeune femme. Mais celle-ci, heureuse, refuse de rentrer et ils sont finalement repérés par les Aspics des Sables, puis arrêtés par les soldats de Doran Martell, le Seigneur de Lancehélion (Lord of Sunspear). Jaime use alors de toute son influence pour persuader Doran de la laisser repartir avec eux. Il parvient à ses fins et pendant le voyage de retour, Myrcella lui apprend qu’elle sait depuis longtemps qui est son vrai père, et qu’elle en est heureuse. Juste après cet aveu, elle s’effondre, et meurt dans ses bras, vraisemblablement empoisonnée. Désemparé, Jaime rapporte le corps de sa fille à Cersei, et découvre stupéfait ce que les Moineaux, des religieux fanatiques, ont fait subir à sa sœur. Il jure alors de la venger. Mais à la suite d'un entretien tumultueux au Septuaire de Baelor avec le Grand Moineau, où Jaime lui confesse certains de ses crimes, il prend conscience de l'ampleur de la menace des Moineaux. Par manque de moyens, il est contraint d'attendre la marche de la honte de Margaery Tyrell, la femme de Tommen, le successeur de Joffrey sur le Trône de Fer, pour en avoir la possibilité : il unit ses forces avec celles de Mace Tyrell, le Seigneur de Hautjardin (Lord of Highgarden), pour la libérer. Mais le roi se convertit au culte des Moineaux, ce qui brise les intentions de Jaime qui refuse publiquement de prêter allégeance aux Sept Dieux. Il est alors déchu de sa fonction de Lord Commandant de la Garde Royale, et donc écarté du pouvoir par Tommen, qui l’envoie à Vivesaigues à la tête de l'armée Lannister pour aider Walder Frey, le Seigneur des Jumeaux (Lord of the Twins), à reprendre le château à Brynden Tully, dit « le Silure ». Arrivé sur place avec Bronn et leurs soldats, il constate la médiocrité du siège et blâme durement les fils de Lord Frey. Jaime reprend alors les choses en main, notamment en reprenant Edmure Tully, le seigneur légitime de Vivesaigues, qui était depuis les Noces Pourpres emprisonné par les Frey. Il rencontre le Silure pour essayer de parvenir à un accord de reddition, sans succès. Quelques jours plus tard, Brienne de Torth arrive accompagnée par son écuyer, Podrick Payne. Elle lui apprend alors qu'elle a accompli son serment de retrouver Sansa Stark pour la protéger, ce qui ravi Jaime. Brienne lui propose alors d'essayer de convaincre avant la nuit Bryndren Tully de rendre le château mais en échange, Jaime doit laisser l'armée Tully partir pour le Nord afin d'aider Sansa à reprendre son fief. Il accepte. Brienne lui rend alors son épée en acier valyrien, Féale, ce que Jaime ne peut accepter. Après un échange de regards plein d'émotions, ils se quittent. La nuit arrivée, Jaime comprend que Brienne n'a pas réussi à convaincre le Silure. Il rend alors visite à son otage, Edmure Tully.et essaie de discuter avec lui afin qu'il puisse l'aider. Ce dernier, lui crachant à la figure en lui rappelant sa bien mauvaise réputation de Régicide, lui fait bien comprendre que ce n'est pas ainsi qu'il pourra reprendre le château. Jaime se voit contraint d'utiliser sa sale réputation pour le menacer et le persuader de l'aider. Edmure, en tant que seigneur de Vivesaigues, convainc ses hommes de le laisser rentrer chez lui puis leur ordonne d'abaisser le pont-levis afin de laisser les Lannister et les Frey prendre le château et arrêter le Silure. Ce dernier, refusant de se rendre, meurt en combattant. Jaime est donc parvenu par la ruse à accomplir sa mission, ce qui le dégoûte. En montant sur les remparts, il aperçoit Brienne et Podrick fuyant en barque. Après avoir vérifié que personne ne le regardait, il fit un signe de main à son amie, qu'elle lui rend. Jaime et son compère Bronn participent ensuite au banquet donné par Walder Frey aux Jumeaux. Agacé par l’arrogance de son hôte, Jaime le remet fermement en place en lui expliquant qu’il est plus un fardeau encombrant qu’un vassal efficace. Il retourne ensuite à Port-Réal avec Bronn et leurs soldats, et constate abasourdi que la ville a été à moitié détruite par une explosion, à l’image de ce que le « Roi Fou » Aerys II Targaryen avait imaginé et que le « Régicide » avait réussi à empêcher à l’époque. Il se précipite jusqu’à la salle du trône et aperçoit Cersei, accompagnée de Qyburn, au centre de la Cour réunie pour l’occasion. Jaime comprend ainsi que Tommen est mort et, l’œil noir, il assiste au couronnement de sa sœur, proclamée « Seigneur des Sept Couronnes » par le mestre déchu. Cersei nomme par la suite Jaime commandant des armées Lannister à la suite du grand nombre d'ennemis qui approchent. Il suggère de s'attaquer d'abord à Hautjardin pour s'emparer de leurs provisions. Lorsque Cersei convoque les seigneurs de Westeros pour qu'ils se rangent à leurs côtés, Jaime convainc Randyll Tarly de se retourner contre Olenna Tyrell pour aider la couronne. Aidé désormais par les Tarly, Jaime et l'armée Lannister attaquent et parviennent à prendre Haut-Jardin. Il retrouve Olenna Tyrell et lui donne un poison pour qu'elle puisse elle-même mettre fin à ses jours, au lieu de subir la colère de Cersei. Pendant le retour vers Port-Réal, l'armée des Lannister est attaquée par Daenerys, commandant les Dothrakis et Drogon. L'armée de Jaime est défaite par la puissance du dragon et des Dothrakis ; il essaye malgré tout de tuer Daenerys alors qu'elle est occupée à soigner au sol Drogon touché par un harpon. Il est sauvé de justesse par Bronn. Les deux reviennent à Port-Réal. Cersei lui apprend qu'elle est à nouveau enceinte de lui et qu'elle veut déclarer publiquement la paternité de Jaime. Il rencontre plus tard secrètement Tyrion qui propose une trêve afin de prouver l'existence de l'armée des morts (Jon Snow est parti chercher un marcheur blanc). Cersei ayant appris la rencontre approuve le combat de la reine des dragons contre l'armée des morts mais ordonne à Jaime de ne plus la trahir. Jaime est présent lors de la rencontre avec les Targaryen et les Starks à Fossedragon. Il retrouve par la même occasion Brienne. Alors que Cersei refuse d'aider les autres à lutter contre les morts, Brienne lui demande de parler à la Reine. Il organise les armées Lannister pour partir vers Nord. Finalement, Cersei se retourne contre ces ennemis et refuse d'envoyer son armée au Nord. Il essaye de lui faire entendre raison et lui dit qu'il tiendra sa promesse et qu'il ira au Nord. Elle prend cela pour de la trahison, le bluffe et ordonne à La Montagne de l'exécuter. Il n'y croit pas et part, laissant Cersei, seule. Il se dirige vers le Nord quand la neige commence à tomber à Port-Réal. Arrivé à Winterfell, il doit convaincre les Seigneurs du Nord de le laisser se battre à leurs côtés. Il sera défendu par son amie Brienne de Torth, et soutenu par Brandon Stark qui ne révèlera pas avoir perdu l'usage de ses jambes après que Jaime l'avait jeté du haut de la tourelle de Winterfell des années plus tôt. Plus tard, Jaime adoube son amie Brienne en tant que chevalier, avant de combattre ensemble les Morts sur les remparts lors de la bataille de la Nuit. Lors du banquet de Winterfell, à la suite de la victoire contre le Roi de la Nuit, il couche avec Brienne. Après le départ de Daenerys pour Port-Réal, il quitte Winterfell, ne pouvant se résoudre à abandonner sa sœur. Il se fait capturer par les hommes de Daenerys sur le chemin, mais se fait libérer par Tyrion qui le persuade de sauver sa sœur en quittant Port-Réal avec elle. Arrivé à Port-Réal, il est témoin du génocide de Daenerys sur la population de la capitale. Le Donjon Rouge étant bloqué, il tente de rejoindre Cersei par Fossedragon, mais Euron Greyjoy l'intercepte et le blesse grièvement avant que Jaime ne le tue. Arrivé devant sa sœur, ils tentent tous les deux de fuir par Fossedragon, mais la sortie est bloquée par des gravas de pierre, condamnant Jaime et Cersei à mourir sous la destruction des ruines par Daenerys. S'il était méprisé de son vivant, Jaime sera réhabilité à titre posthume par Brienne en décrivant ses exploits au cours des années après avoir perdu sa main. |                                                            |                         |                            |  |
| | |                                                            |                         |                            |  |
| Portrait en conférence de presse | Tyrion Lannister | Peter Dinklage                                             | VF : Constantin Pappas  | 1, 2, 3, 4, 5, 6, 7, 8     |  |
| Portrait en conférence de presse | Surnommé « le Lutin » (The Imp), « le Gnome » (The Gnome) ou encore « le Nain » (The Dwarf) selon les circonstances, Tyrion Lannister est le cadet de la famille Lannister, petit frère de Cersei et Jaime. Il est atteint de nanisme et sa mère est morte en le mettant au monde. Pour cette raison, il est méprisé par son père et littéralement haï par sa sœur, qui le tourmente depuis son plus jeune âge. Seul son frère le considère avec respect et affection, des sentiments partagés par Tyrion. Il est au courant du lourd secret que partagent Cersei et Jaime. Bien qu'il ne soit pas physiquement très puissant, ce qui l’empêche d’être un bon combattant, il a l'esprit malin et cynique, et utilise souvent à son avantage le fait que les autres le sous-estiment. Il fait preuve d’une très grande faculté d’analyse psychologique de son entourage, ce qui lui permet d’être un assez bon manipulateur, mais également un négociateur de talent. Amateur de bon vin et de jolies femmes, il fréquente régulièrement les bordels et, en bon Lannister, voyage toujours avec une solide bourse pleine d’argent, qu’il utilise volontiers pour se sortir de situations embarrassantes. Lorsque Robert Baratheon se déplace à Winterfell pour convaincre Ned Stark de le suivre à Port-Réal, Tyrion fait partie de la suite royale. Mais contrairement à tous les membres de sa famille, il ne partage pas leur aversion pour les Stark. Il fait la connaissance de Jon Snow qu’il décide d’accompagner jusqu’au Mur pour « voir le bout du monde », et c’est lui qui conseille à Jon de se montrer moins arrogant pour se faire accepter par ses nouveaux frères. Sur le chemin du retour, il repasse par Winterfell où à sa grande surprise, il est très froidement accueilli par Robb Stark. Il apprend ce qui est arrivé au jeune Bran et avant de repartir, il lui construit une selle adaptée, ce qui permet au jeune garçon de monter à cheval malgré son handicap. Il se montre en revanche très sarcastique vis-à-vis de Theon Greyjoy, qu’il considère comme « l’otage des Stark ». Sur le chemin du retour vers Port-Réal, Tyrion croise par hasard dans une auberge Catelyn Stark, qui fait le chemin inverse. Celle-ci le reconnait et le fait capturer par ses hommes. Tyrion apprend alors qu’il est soupçonné de tentative de meurtre sur Bran, une dague lui appartenant ayant été retrouvée sur les lieux de l’accident. Clamant en vain son innocence, Tyrion est emmené captif par Catelyn jusqu’aux Eyriés, dans la région du Val d’Arryn, gouvernée par sa sœur Lysa qui est également hostile aux Lannister, pour y être jugé. Une fois sur place, Tyrion est immédiatement emprisonné. Craignant pour sa vie, il réussit à négocier avec Mord, son geôlier qui le brutalise, afin de transmettre un message à Lysa : il est prêt à confesser ses crimes, bien qu’il ne sache pas de quoi on l’accuse. Il apprend alors qu’il sera jugé pour le meurtre de Jon Arryn, l’époux de Lysa et ancienne main du roi, décédé avant le début de la série, et que son juge sera le fils attardé de Lysa, Robin. Méfiant, Tyrion demande alors un procès par ordalie qui lui est accordé. Le jour du combat, un certain Bronn se propose de défendre le nain et remporte son duel contre le champion de Lysa. Cela permet à Tyrion, à la grande fureur de la veuve et au grand désarroi de Catelyn, présente dans l’assemblée, de quitter libre les Eyriés en compagnie de Bronn, qu’il décide de garder à son service comme mercenaire. En chemin, les deux hommes sont capturés par une tribu locale ; Tyrion use alors de son influence (et de son argent) pour les convaincre de les amener à son père Tywin, basé dans le Conflans avec son armée. Sur place, Tyrion est informé de la bataille à venir face aux Stark, et apprend qu’il devra également combattre en première ligne. Furieux, le nain se saoule le soir même en compagnie de Bronn et d’une prostituée, Shae, présente sur le camp. On apprend alors que Tyrion a été marié jadis avec une femme qu’il a passionnément aimée : mais tout cela n’était en fait qu’une vaste mise en scène orchestrée par Tywin afin d’ôter à son fils sa virginité. Le lendemain, Tyrion fait partie des forces lancées en 1re ligne dans la bataille. Rapidement assommé, il est sauvé par Bronn qui l’informe de la victoire de leur camp. Ramené à son père, le nain apprend le décès de Ned Stark, exécuté par le nouveau roi, Joffrey, et se voit confier le poste de main afin de tenter de contrôler son neveu, ce que Tywin, pris par le conflit, n’est pas en mesure de faire. Il part donc pour la capitale avec Bronn, et désobéit à son père en choisissant d’emmener discrètement Shae avec eux. À Port-Réal, Tyrion se heurte à l’hostilité immédiate du roi Joffrey et de sa mère Cersei, désormais reine régente. Dès sa prise de fonction, la nouvelle main va chercher à accroitre son influence à la Cour tout en diminuant celle de sa sœur : il congédie Janos Slynt, le capitaine du Guet qu’il envoie au Mur, et nomme Bronn à sa place. Au grand dam de Cersei, il expédie sa fille Myrcella à Dorne pour la fiancer au prince héritier. Par une habile manœuvre, il démasque Mestre Pycelle comme étant l’espion de sa sœur, l’expulse du Conseil Restreint et le fait emprisonner ; et lorsqu’il découvre que celle-ci couche avec leur cousin Lancel, l’ancien écuyer du roi Robert, il le fait chanter afin que celui-ci espionne Cersei pour le compte de Tyrion. Il essaie de protéger Shae, dont il tombe peu à peu amoureux, en la faisant entrer au service de Sansa Stark, la promise de Joffrey. Mais ce dernier n’est pas si facile à contrôler, et lorsqu’il apprend que Stannis Baratheon, le frère de Robert, marche sur la capitale avec son armée pour s’emparer du trône, il laisse à son oncle la charge d’assumer seul la défense de la ville. Peu au fait des choses militaires, Tyrion décide de se tourner vers la communauté des Alchimistes, afin de défendre la cité avec le feu grégeois, un liquide fluorescent hautement explosif avec lequel Aerys II Targaryen, le « Roi fou », projetait de détruire la capitale avant le début de la série. Ce plan permettra à Tyrion, lors de la bataille de la Néra, de détruire l’intégralité de la flotte de Stannis. Joffrey choisissant de se retrancher dans le château, c’est son oncle qui exhortera les soldats à se battre jusqu’au bout devant les portes de la cité. Mais Tyrion sera trahi par un homme à la solde de Cersei, qui l’assomme et l’aurait achevé sans l’intervention d’un apprenti écuyer, Podrick Payne, présent sur les lieux et qui lui sauve la vie. À son réveil, le nain, le visage défiguré par une cicatrice, retrouve Shae, qui lui apprend que la victoire a été remportée grâce à l’armée de Tywin, revenue in extremis du Conflans, et que Stannis est en déroute. Il retrouve également Varys, le « Maitre des Chuchoteurs » du Conseil Restreint, qui lui explique qu’il a été déchu de ses pouvoirs par son père, que Pycelle a été rétabli dans ses fonctions et que sa participation à la défense de la ville a été oubliée par Joffrey. Ulcéré, Tyrion tente de faire valoir ses mérites à son père, qui consent à le nommer Grand Argentier du royaume à la place de Petyr Baelish, envoyé en mission au Val d’Arryn, et lui rend sa place au Conseil Restreint. Ne connaissant rien à la gestion financière, Tyrion soupçonne son père de vouloir l’humilier davantage en lui confiant une tâche à laquelle il n’entend rien, ce que lui confirme Cersei. Par ailleurs, Tywin ordonne à son fils d’épouser Sansa Stark, dont il a rompu les engagements avec Joffrey au profit de Margaery Tyrell. Tyrion n’a pas d’autre choix que d’accepter, ce qui lui vaut l’hostilité de la jeune fille, mais aussi de Shae, jalouse de la situation. Le nain lui promet alors de ne jamais consommer cette union. Malgré tout le malaise entre eux reste présent, et s’accroit encore après les noces, Tyrion vivant mal le fait de voir Shae brûler de jalousie alors qu’il lui a juré fidélité. Pour la protéger et bien que cela le rend très malheureux, il lui ordonne de quitter Port-Réal et de refaire sa vie ailleurs, mais elle refuse et met un terme à leur relation. Malgré l’aide de Bronn et de Podrick Payne, que Tyrion, reconnaissant, engage comme écuyer, le nouveau Grand Argentier peine à accomplir sa mission, mais découvre néanmoins que la Couronne doit énormément d’argent, à la fois à sa famille, mais également à la banque de fer de Braavos. Il s’oppose ainsi à Joffrey dans son projet d’organiser un grand mariage avec Margaery, en vain. Il retrouve également Jaime et compatit face au sort de son frère, amputé d'une main. Pour l’aider, Tyrion lui arrange des séances d'entraînement discrètes et privées avec Bronn. Lors du Mariage Violet (The Purple Wedding), où il est publiquement et longuement humilié en public par Joffrey qui le traite comme son domestique, c'est Tyrion qui sert à son neveu la coupe empoisonnée qui lui sera fatale. Immédiatement emprisonné sur ordre de Cersei, il reçoit la visite régulière de Podrick Payne qui l’informe de la situation : il sera jugé pour meurtre par un tribunal composé de Tywin Lannister, Mace Tyrell, le Seigneur de Hautjardin et père de Margaery, et Oberyn Martell, le prince de Dorne envoyé à Port-Réal pour assister à la cérémonie. Podrick explique à Tyrion que Tywin cherche à recueillir le maximum de témoins à charge, n’hésitant pas à les corrompre, et lui apprend qu’il a lui-même été sollicité mais a refusé. Le nain congédie alors son écuyer et lui enjoint de quitter la capitale avant d’avoir des problèmes. Il reçoit également la visite de Jaime, qui assure à son frère que leur père bluffe et qu’il s’arrangera pour l’envoyer discrètement au Mur si Tyrion plaide coupable. Le jour du procès, le nain assiste impuissant au ballet des faux témoins qui « dénoncent » sa culpabilité, dont Cersei, Pycelle ou encore Varys. Mais tout bascule au moment où Shae arrive pour témoigner : elle raconte toute leur histoire et l’accuse davantage encore que les personnes précédentes. Pour Tyrion, c’en est trop : oubliant les conseils de Jaime, il se lance dans une diatribe d’une rare violence et tout en hurlant son innocence, insulte l’assemblée, Shae, sa famille et le roi Joffrey, expliquant qu’il aurait été ravi de le tuer lui-même, et exige un jugement par ordalie, qui lui sera accordé. Renvoyé en prison, il sollicite l’aide de Bronn pour le duel, mais ce dernier refuse, expliquant que Cersei l’a acheté en le fiançant à l’héritière de la Maison Castelflower, puissante vassale des Lannister. Le mercenaire lui apprend également le nom de l’opposant : Gregor Clegane, un chevalier brutal et sanguinaire, fidèle à Tywin, au gabarit et à la force hors du commun. Mais à sa grande surprise, Tyrion se trouve un nouveau défenseur : Oberyn Martell lui-même, motivé par la perspective d’affronter celui que l’on nomme « La Montagne ». Malheureusement pour le nain, Martell, après avoir été sur le point de gagner, finit par mourir des mains du géant ; Tyrion est donc condamné à mort. Il échappe malgré tout à l'exécution grâce à une évasion organisée par Jaime, qui ne peut se résoudre à abandonner son frère, et Varys, qui l’aide à sortir de la ville. Pendant sa fuite, Tyrion passe à proximité des appartements de son père, et a le malheur d’y trouver Shae, nue dans le lit. Surprise, elle essaie de le tuer mais le nain, mû par la rage et la tristesse, l’étrangle. Il s’empare ensuite d’une arbalète et trouve Tywin dans les latrines. Après une brève discussion, Tyrion l’assassine avec son arme. Il quitte ensuite Port-Réal par bateau, caché dans une caisse et accompagné de Varys qui avait tout arrangé. Les deux hommes débarquent à Pentos, de l’autre côté du détroit. Tyrion décide alors de suivre Varys jusqu’à Meereen afin de se mettre au service de Daenerys Targaryen, seul moyen pour lui d’échapper au courroux de sa sœur. Il devra cependant rester caché durant tout le long périple, sa tête ayant été mise à prix. Il décide par ailleurs de laisser pousser sa barbe, ce qui masquera un peu sa cicatrice. Mais Tyrion ne supporte pas cette situation bien longtemps : une fois arrivés à Volantis, il craque et sort en ville, faussant compagnie à Varys, et se réfugie dans un bordel. Il est alors reconnu et capturé par Jorah Mormont, présent par hasard au même endroit, qui décide de le livrer à Daenerys. Tyrion est donc à nouveau fait prisonnier et vogue avec son ravisseur jusqu’à l’ancienne Valyria, où ils sont attaqués par des « hommes de pierre » atteints par la Grise-Écaille, une léprose irréversible. Tyrion s’en sort indemne alors que Jorah est contaminé, mais le cadet des Lannister l’ignore. Poursuivant leur route à pied, les deux hommes sympathisent peu à peu, le nain réalisant que son compagnon est amoureux de Daenerys et que c’est pour ça qu’il a mis fin à ses activités d’espionnage pour la Couronne. Ils sont plus tard capturés par des marchands d’esclaves pour être vendus à Meereen. Grâce à une plaidoirie de Tyrion qui leur permet de rester ensemble, les deux hommes sont incorporés dans un groupe de gladiateurs au sein d’une des arènes de la ville, tous justes rouvertes par Daenerys, où la reine assiste en personne aux combats. Tyrion se dévoile alors à elle et se présente en tant que « cadeau » offert par Jorah. Obtenant une audience, il la convainc de ne pas tuer Mormont et la persuade de le prendre comme conseiller, argumentant sur sa très grande connaissance des affaires royales, et sur le fait qu’ayant tué ses deux parents, il n’est plus considéré par sa famille comme l’un d’entre eux. Tyrion est donc présent aux côtés de Daenerys lors de l’embuscade tendue par les Fils de la Harpie, une secte esclavagiste qui commet de nombreuses exactions dans la ville, le jour de l’ouverture des combats dans la grande arène. Il essaie de défendre la reine et dans l’agitation générale, sauve la vie de Missandei, sa suivante. Sur le point d’être exécuté avec elles, il assiste ébahi au retour inattendu de Drogon, qui brûle tous les assaillants, et à l’envol de Daenerys sur son dos. Se retrouvant sans soutien dans une cité au bord du chaos, Tyrion accueille avec soulagement l’arrivée de Varys, et décide, avec son appui, d’aider Ver Gris, le chef des Immaculés, et Missandei à rétablir le calme, pendant que Jorah et Daario Naaris partent à la recherche de la reine. La première action de Tyrion – en dépit du fait qu’il maitrise très mal leur langue – est d'approcher le peuple et d'analyser la situation. Il remarque que les Fils de la Harpie sont toujours là et bien en colère : ils ont brûlé le port de Meereen et terrorisent le peuple, dans le but de jeter le discrédit sur la Mère des Dragons. Missandei lui apprend également que les cités précédemment conquises par Daenerys sont retombées aux mains des esclavagistes, les privant de tout soutien. Il décide alors de libérer Rhaegal et Viserion, les deux dragons enchainés sous la pyramide. Fasciné autant que craintif, Tyrion parvient à les approcher et leur ôte leurs chaines sous le regard admiratif de Varys, mais ils rechignent à quitter leur prison. Le nain, qui a entretemps appris par l’eunuque qui finançait les Fils de la Harpie, doit se résoudre à négocier avec les Maîtres : ils auront sept ans pour mettre fin à l’esclavage ; en échange, tous les massacres doivent cesser. Ce pacte déclenche la colère de Missandei et de Ver Gris, qui reprochent à Tyrion de ne pas comprendre ce qu’on vit en étant un esclave. Malgré tout, le calme finit par revenir dans la cité. Tyrion passe alors à la seconde phase de son plan : restaurer la confiance du peuple en Daenerys. Pour cela, il fait appel à la seule chose qui unit encore la population de Meereen : la religion. Par l’intermédiaire de Kinvara, une prêtresse de R’hllor, le Maître de la Lumière, qu’il a rencontré à Volantis, et de ses relais, Tyrion parvient à redonner foi au peuple, qui croit de nouveau en sa reine. Mais cet état sera de très courte durée : Meereen est attaquée par les armées des cités esclavagistes voisines, en même temps que les Fils de la Harpie relancent une grande offensive, et la ville retombe dans le chaos. Tyrion voit alors revenir Daenerys sur le dos de Drogon, qui lui reproche la situation désastreuse de la cité. Défendu par Missandei et Ver Gris, il lui rétorque que jusque-là, ils étaient parvenus à rétablir la paix. Le nain convainc sa reine de ne pas attaquer les esclavagistes frontalement, mais de leur tendre une embuscade en feignant vouloir négocier : ce plan réussira parfaitement et conduira à l’éradication totale des Fils de la Harpie, et à la défaite finale des Maîtres, auxquels il conseille de ne plus jamais tenter de se rebeller contre la Mère des Dragons. La bataille terminée, Tyrion est reçu en audience privée par Daenerys : afin de maintenir durablement la paix dans la baie des Serfs, il lui conseille de placer Meereen sous la responsabilité de Daario Naaris et de ses Puinés, laissant entendre qu’emmener un amant à Westeros pourrait être mal perçu au moment où elle devra forger des alliances, afin de gouverner. Une fois Daario congédié, Daenerys cherche du réconfort auprès du nain ; celui-ci lui avoue qu’il est plus doué pour le cynisme, mais qu’il admire l’abnégation de la jeune femme, lui jurant allégeance. Appréciant son honnêteté, elle choisit de nommer Tyrion au poste de Main de la reine. Et lorsqu’elle décide de prendre la mer vers Westeros, avec ses alliés, ses dragons et toute son armée, Tyrion est présent à ses côtés sur le bateau. Une fois à Peyredragon, Tyrion élabore un plan pour conquérir Westeros. Il dissuade Daenerys et ses alliés d'attaquer directement la capitale, pour ne pas faire trop de pertes civiles et lever la population contre Daenerys. Tyrion élabore donc un plan où les armées de Dorne et des Tyrell assiègent la capitale pendant que l'armée de Daenerys attaque Castral Rock, la demeure ancestrale des Lannister. Tyrion accueille ensuite Jon à Peyredragon, et l'invite à rencontrer Daenerys. Bien qu'il soit sceptique sur l'existence des marcheurs blancs, il ne croit pas Jon fou, et fait le maximum pour se rapprocher de lui pour gagner un allié, à la suite de la débâcle de Yara Greyjoy et Ellaria Sand. Il convainc Daenerys d'autoriser Jon à extraire du verredragon sur l'île. Il assiste à la défaite de son frère Jaime devant les forces Dothrakis et Drogon chevauché par Daenerys. Ému devant le massacre de l'armée Lannister, il n'arrive pas à empêcher la mise à mort de Randyll Tarly et de son fils Dickon, tous deux consumés par le feu du dragon. Il part ensuite en mission à Port-Réal où, aidé par Davos Mervault, il rencontre Jaime pour lui proposer une trêve de la part de Daenerys en attendant une preuve de l'existence des marcheurs blancs. Il demande à Jon de ramener un mort pour prouver à Cersei que les marcheurs blancs existent réellement. Pendant le périple au Nord, il reste à Peyredragon avec Daenerys et la confronte pour son attirance pour Jon Snow, ce qu'elle réfute, et la mort des Tarly, qu'il ne jugeait pas nécessaire. Ils discutent ensuite de la succession au trône et lui demande de choisir un successeur, ce qu'elle refuse dans l'immédiat. Il essaye par ailleurs de l'empêcher d'aller sauver le groupe parti au Nord, sans succès. Alors que le groupe revient et se dirige vers Port-Réal, il mène les discussions face à sa sœur Cersei, son frère Jaime et Euron Greyjoy. Lorsque Jon refuse de ployer le genou devant Cersei, il se décide à aller convaincre sa sœur lui-même. La discussion commence mal lorsque Cersei l'accuse du meurtre de leur père et de ses deux enfants, Myrcella et Tommen. Il lui demande alors de l'exécuter, ce qu'elle se refuse à faire. Il découvre qu'elle est enceinte. Il revient finalement à Fossedragon après avoir réussi à convaincre Cersei de les aider. En route pour Winterfell, il est témoin du rapprochement entre Jon et Daenerys. Il retrouvera son frère Jaime plus tard à Winterfell et apprend de ce dernier que Cersei a menti et veut envahir le Nord après la bataille de la Nuit qui s'annonce, ce qui met sa reine en colère. Il se réfugie dans la crypte avec Sansa Stark, Varys et les nordiens qui ne veulent pas se battre. Pourtant, quand le Roi de la Nuit réveillera les morts pendant la bataille (y compris les ancêtres Stark enterrés dans la crypte, dont Rickon), il se cachera avec Sansa pour la protéger plus loin dans la crypte. Après la bataille de Winterfell, Sansa lui confie la vérité sur Jon Snow, rapportant cette nouvelle à Varys. Lors de son retour à Port-Réal, il tente une dernière fois de persuader Cersei de renoncer au trône et de libérer Missandei. Cette dernière refuse et fait exécuter Missandei, faisant sombrer Daenerys dans la démence. Continuant à croire en sa Reine, il dénonce Varys, qui fut sur le point de divulguer la vérité sur les origines de Jon Snow, à sa reine, le condamnant indirectement. Apprenant par sa Reine que Jaime Lannister s'est fait capturer, il le libère en secret, s’acquittant ainsi de sa dette envers son frère. Lors de la Bataille Finale, il assiste horrifié au massacre de la population de Port-Réal par Daenerys. Alors qu'elle se proclame Reine des Sept Royaumes et compte continuer ses conquêtes dans un délire mégalomane, il jette publiquement sa broche de Main du roi. Arrêté pour trahison, il parvient à convaincre Jon Snow de tuer la reine pour prévenir d'autres carnages. Toujours en détention, il finit convoqué à Fossedragon devant les derniers seigneurs et Tyrion leur propose de nommer Brandon Stark comme Roi, car son histoire personnelle est celle qui saura rallier le plus de soutien populaire. Tyrion est libéré, malgré la haine de Ver Gris qui réclame justice pour la mort de Daenerys, et retrouve le poste de Main du Roi. Il est le dernier membre de la Maison Lannister encore en vie. |                                                            |                         |                            |  |
| | |                                                            |                         |                            |  |
| | Lancel Lannister | Eugene Simon                                               | VF : Nathanel Alimi     | 1, 2, 5, 6 (✝)             |  |
| Lancel est le fils aîné de Kevan Lannister, et le cousin de Cersei, Jaime et Tyrion Lannister. Il est d'abord l'écuyer du roi Robert Baratheon, mais celui-ci le déteste profondément en raison de sa maladresse et de son incompétence. Cersei l'adoube pour sa participation à la mort de Robert. Lorsque Jaime part à la guerre, Cersei prend Lancel comme amant pour sa ressemblance avec son jumeau. Tyrion le découvre finalement et fait chanter Lancel pour qu'il espionne la reine à son compte. Il est blessé pendant le siège de Port-Réal, attaché à la garde personnelle du roi Joffrey. Plusieurs mois plus tard, il réapparaît après le décès de Tywin Lannister, après avoir intégré la secte des Moineaux. Il participe à l'arrestation d'illustres personnalités de Port-Réal pour agissements jugés déviants, notamment le grand Septon, Loras Tyrell et bien sur Cersei, dont Lancel a révélé les agissements à son égard. Il est chargé par le Grand Moineau, dans la saison 6, de surveiller Cersei Lannister et ses vassaux, et il essaie notamment de l'emmener de force devant le tribunal religieux. Coincé par un « oisillon » qui le poignarde à la jambe, il meurt désintégré par le feu grégeois en essayant d'éteindre la flammèche qui fit exploser les caves du Grand Septuaire. | |                                                            |                         |                            |  |
| | |                                                            |                         |                            |  |
| | Kevan Lannister | Ian Gelder                                                 | VF : Jean-Pierre Leroux | 1, 2, 5, 6 (✝)             |  |
| Kevan est le frère cadet de Lord Tywin Lannister et Capitaine de sa Garde personnelle. Éclipsé par son frère, il est cependant un combattant talentueux, mais contrairement à Tywin, Kevan choisit le bonheur des membres de sa famille, même si cela signifie l'humiliation de l'honneur familial. Il vient à Port-Réal dans la saison 5 après la mort de Tywin, mais, critique de la mainmise de Cersei sur le pouvoir, il repart à Castral Roc avant d'être rappelé par Mestre Pycelle quand sa nièce est emprisonnée par le Grand Moineau. Alors qu'il est Main du roi Tommen, il repousse d'abord Cersei et Jaime du conseil restreint mais il est d'accord pour affronter le Grand Moineau et récupérer son fils Lancel, enrôlé par les moineaux. La tentative ayant échoué, il se rallie du côté du roi Tommen une fois que ce dernier a montré son allégeance à la Foi et garde son rôle de Main du roi. Cependant, coincé dans le Grand Septuaire, il meurt désintégré par le feu grégeois, en assouvissant ainsi la vengeance de Cersei. | |                                                            |                         |                            |  |
| | |                                                            |                         |                            |  |
| | Alton Lannister | Karl Davies                                                |                         | 2 (✝)                      |  |
| Cousin de Cersei, Jaime et Tyrion Lannister, il est captif de Robb Stark en même temps que Jaime, qui l'assassine brutalement pour tenter de s'échapper. Il n'existe pas de personnage de ce nom dans les romans. Alton peut se rapprocher de Cleos Frey, également cousin des Lannister, arrêté par les Stark et libéré par les Lannister. | |                                                            |                         |                            |  |
| | |                                                            |                         |                            |  |
| | Martyn Lannister Willem Lannister | Patrick Fitzsymons Dennis Stokes puis Dean-Charles Chapman |                         | 3 (✝)                      |  |
| Fils de Kevan, frères de Lancel et cousins de Cersei, Jaime et Tyrion Lannister. Tous deux adolescents, ils sont assassinés par les hommes de Rickard Karstark alors qu'ils étaient captifs de Robb Stark en vengeance de la fuite de Jaime. Dean-Charles Chapman interprète Willem Lannister avant d'obtenir le rôle de Tommen Baratheon à partir de la saison 4. | |                                                            |                         |                            |  |

#### Maisonnée et bannerets
| Photo | Nom                        | Acteur                                                                                      | Doublage francophone | Saisons                     |  |
| --- | -------------------------- | ------------------------------------------------------------------------------------------- | -------------------- | --------------------------- |  |
| |                            |                                                                                             |                      |                             |  |
| | Gregor Clegane             | Conan Stevens (saison 1) Ian Whyte (saison 2) Hafthór Júlíus Björnsson (depuis la saison 4) | VF : Gérard Maillet  | 1, 2, 4 (✝), 5, 6, 7, 8 (✝) |  |
| Ser Gregor Clegane, dit « la Montagne » (The Mountain That Rides) est un immense chevalier et le frère aîné de Sandor Clegane. Il est réputé pour être particulièrement cruel et incontrôlable, bien qu'il ait prêté allégeance à Tywin Lannister. Sa taille et sa force en font un guerrier redoutable et craint, alors que sa brutalité envers ses cibles est totale, y compris envers les civils. Dans la saison 1, Tywin l'envoie dans le Conflans y semer la terreur, et il est nommé à la tête d'Harrenhall en l'absence de Tywin. Il a également pour mission d'anéantir la Fraternité sans bannière. Il est sélectionné par Cersei pour être le champion de l'accusation lors du duel judiciaire visant à déterminer la culpabilité de Tyrion dans le meurtre de Joffrey Baratheon. Blessé, il parvient malgré tout à vaincre Oberyn Martell, son adversaire, en lui crevant les yeux puis en lui explosant le crâne, avant de s'évanouir à la suite de ses blessures. Son corps est pris en charge par Qyburn, et le mestre déchu fait de lui une réelle machine à tuer qui ne prononcera aucun mot tant que Cersei Lannister n'obtiendra pas vengeance. Il sert alors dans la Garde royale. Il est donc le garde du corps de Cersei qu'il suit partout en ne manquant pas d'effrayer les autres membres de la cour. Lors de la bataille de Port-Réal, il abandonne Cersei et tue d'un geste Qyburn pour affronter son frère. Devenu insensible à la douleur, il le domine et le blesse gravement mais est finalement emporté dans le vide avec lui. |                            |                                                                                             |                      |                             |  |
| |                            |                                                                                             |                      |                             |  |
| | Amory Lorch                | Fintan McKeown                                                                              |                      | 2 (✝)                       |  |
| Ser Amory Lorch est un chevalier loyal mais brutal, banneret de la maison Lannister. Il menait l'attaque contre le convoi de Yoren où il capture Arya Stark, Gendry, Tourte-Chaude, Jaqen H'Ghar... À Harrenhall, il surprend Arya Stark en train de voler des parchemins contenant des ordres militaires et décide de la dénoncer à Tywin Lannister. Elle réussit à s'échapper et demande à Jaqen H'ghar de le tuer avant qu'il n'arrive à Tywin. |                            |                                                                                             |                      |                             |  |
| |                            |                                                                                             |                      |                             |  |
| | Polliver                   | Andy Kellegher                                                                              |                      | 2, 4 (✝)                    |  |
| Soldat d'Amory Lorch, Polliver a volé l'épée d'Arya Stark, Needle (Aiguille). Il finit assassiné par Arya qui lui reprend son bien avant de la lui enfoncer dans la gorge, comme il l'avait fait pour Lommy. |                            |                                                                                             |                      |                             |  |
| |                            |                                                                                             |                      |                             |  |
| | Le Titilleur (The Tickler) | Anthony Morris                                                                              |                      | 2 (✝)                       |  |
| Soldat d'Amory Lorch, « Le Titilleur » est l'un des hommes qui torture les prisonniers à Harrenhal ; il est tué par Jaqen H'ghar. |                            |                                                                                             |                      |                             |  |

### Maison Martell
Lieu-clé : Lancehélion à Dorne.
La Maison Martell était une puissante Maison basée à Dorne dans le l'extrême sud de Westeros. Ennemi de la Maison Lannister en raison des crimes de l'un des bannerets (La Montagne) contre un des membres, la Maison Martell disparait progressivement en deux temps : d'abord les princes Trystane et Doran sont tués par Ellaria Sand, ancienne compagne d'Oberyn Martell qui rêve de vengeance contre les Lannister (mais ni Trystane ni Doran veulent partir en guerre), puis Ellaria et ses filles sont tuées par Cersei Lannister aidée par Euron Greyjoy. Depuis, la Maison a disparu.
| Photo | Nom | Acteur                    | Doublage francophone  | Saisons                           |  |
| --- | --- | ------------------------- | --------------------- | --------------------------------- |  |
| | |                           |                       |                                   |  |
| Portrait (buste). | Oberyn Martell | Pedro Pascal,             | VF : Loïc Houdré      | 4 (✝)                             |  |
| Portrait (buste). | Oberyn Martell est un prince de Dorne, surnommé « la Vipère Rouge » (Red Viper). Impétueux frère cadet de Doran Martell, le seigneur de Lancehélion (Lord of Sunspear), il a huit filles bâtardes, appelées « les Aspics des sables » (The Sand Snakes). Il se rend à Port-Réal au début de la saison 4 pour assister au mariage de Joffrey, officiellement pour y représenter son frère aîné malade, officieusement pour profiter de l'occasion pour venger sa sœur, Elia Targaryen, violée et assassinée par Gregor Clegane pendant le sac de Port-Réal des années plus tôt. Il veut non seulement tuer Clegane mais aussi confronter celui qui lui a donné l'ordre, qu'il suspecte être venu de Lord Tywin Lannister. Durant son séjour à Port-Réal, on le voit souvent en compagnie de sa concubine Ellaria Sand. Après l'assassinat de Joffrey Baratheon, Tywin Lannister le convainc d'être le troisième juge du procès de Tyrion Lannister, en échange d'une entrevue avec la Montagne et une place au Conseil Restreint. Il accepte de combattre pour le compte de Tyrion Lannister à l'issue de son procès lorsqu'il apprend que Ser Gregor serait son adversaire. À l'issue d'un combat violent, alors qu'Oberyn semblait sur le point de remporter la victoire, Clegane reprend le dessus et lui éclate le crâne. |                           |                       |                                   |  |
| | |                           |                       |                                   |  |
| | Ellaria Sand | Indira Varma              | VF : Claire Guyot     | 4, 5, 6, 7 (✝ durant la saison 8) |  |
| Ellaria est une concubine d'Oberyn Martell, la mère des quatre plus jeunes « Aspics ». Elle accompagne Oberyn à Port Réal où elle assistera impuissante à la mort violente du prince, tué au combat par Gregor Clegane. Criant vengeance et bien décidée à partir en guerre, elle empoisonne Myrcella Baratheon, puis lassée de la diplomatie de Doran, elle le tue, lui reprochant de n'avoir eu aucune réaction agressive face aux meurtres d'Elia et Oberyn Martell. Après la destruction du septuaire de Port-Réal par Cersei, Ellaria Sand invite Olenna Tyrell à Dorne pour lui proposer une alliance contre les Lannister avec Daenerys Targaryen. On la retrouve à Peyredragon avec Daenerys Targaryen, Yara Greyjoy et Olenna Tyrell, complotant pour renverser Cersei du trône. Tyrion la confronte pour la mort de Myrcella. Elle regrette qu'Oberyn soit mort pour lui. Alors que Yara et elle veulent attaquer Port-Réal, Daenerys refuse et veut encercler Cersei à la place ce qu'elles acceptent. Ellaria Sand et sa fille, Tyene, se font capturer par Euron Greyjoy lorsque ce dernier attaque la flotte de sa nièce, Yara. Euron livre Ellaria à Cersei. Cette dernière, pour venger la mort de Myrcella, empoisonne Tyene et force Ellaria à la voir mourir sous ses yeux. Son sort est inconnu par la suite, mais il est évident qu'elle décèdera dans son cachot durant la destruction de Port-Réal, un nouveau prince la remplace à Dorne part la suite. | |                           |                       |                                   |  |
| | |                           |                       |                                   |  |
| | Tyene Sand | Rosabell Laurenti Sellers | VF : Nastassja Girard | 5, 6, 7 (✝)                       |  |
| Tyene Sand est la troisième fille bâtarde du prince Oberyn Martell, et sa première avec Ellaria Sand. Dans la saison 5, elle attaque Jaime et Bronn lorsque ses derniers débarquent à Dorne afin de sauver Myrcella et empoisonne Bronn en le blessant avec une dague empoisonnée. Cependant, tombant sous le charme du mercenaire, elle lui remet l'unique antidote et lui sauve la vie. Elle assassine Areo Hotah tandis que sa mère se charge de tuer le prince Doran. Dans les romans, Tyene n'est pas la fille d'Ellaria, mais d'une septa. Lors de la bataille navale entre Euron et Yara, Tyene reste auprès de sa mère pour la défendre, mais finit par être assommée sous le nombre et faite prisonnière. Elle est livrée en même temps que sa mère à Cersei. Cette dernière décide de venger la mort de Myrcella en empoisonnant Tyene sous les yeux de sa mère. | |                           |                       |                                   |  |
| | |                           |                       |                                   |  |
| | Nymeria Sand | Jessica Henwick           | VF : Cindy Tempez     | 5, 6, 7 (✝)                       |  |
| Nymeria Sand est la deuxième fille bâtarde du prince Oberyn Martell. Sa mère était une femme noble d'Essos, qui a éduqué Nymeria à être cultivée, gracieuse et redoutable avec un fouet. Elle suivra sa "mère" Ellaria et rejoindra Daenerys, avant d'accompagner sous son ordre les Greyjoy dans la saison 7 pour préparer et effectuer le siège de Port-Réal. Elle se fait briser la nuque avec son propre fouet par Euron Greyjoy durant la bataille navale avec Yara et finira pendue à la proue du navire du roi des îles de Fer. | |                           |                       |                                   |  |
| | |                           |                       |                                   |  |
| Portrait, souriante | Obara Sand | Keisha Castle-Hughes      | VF : Valérie Decobert | 5, 6, 7 (✝)                       |  |
| Portrait, souriante | Redoutable guerrière, Obara Sand est la fille aînée des bâtardes d'Oberyn Martell. Sa mère était une paysanne de Dorne qui a un jour attiré l’œil du prince. C'est elle qui assassine le prince Trystane d'un coup de lance dans la tête. Elle suivra sa « mère » Ellaria et rejoindra Daenerys, avant d'accompagner sous son ordre les Greyjoy dans la saison 7 pour préparer et effectuer le siège de Port-Réal. Elle sera transpercée par sa propre lance par Euron Greyjoy lors de la bataille navale contre Yara et finira clouée à la proue du bateau comme trophée et symbole de la victoire des Fer-nés. |                           |                       |                                   |  |
| | |                           |                       |                                   |  |
| Portrait, souriant | Doran Martell | Alexander Siddig          | VF : Pierre Tissot    | 5, 6 (✝)                          |  |
| Portrait, souriant | Doran Martell est le seigneur de Dorne, et le frère aîné de feu le prince Oberyn Martell. À l'inverse de son frère, il est calme et posé. Il envoie Oberyn le représenter au mariage de Joffrey Baratheon et Margaery Tyrell, touché par une crise de goutte. Après qu'Oberyn est tué au cours d'un combat contre Gregor Clegane, tout Dorne attend de connaître sa réaction à la mort de son frère. À la grande déception d'Ellaria Sand, Doran, toujours diminué par la goutte, il préfère rester sur la diplomatie avec les Lannister ce que Ellaria n'accepte pas. Après avoir empoisonné Myrcella Baratheon, Ellaria assassine Doran d'un coup de poignard dans le cœur tout en lui reprochant de n'avoir rien fait après les meurtres de sa sœur Elia et de son frère Oberyn. |                           |                       |                                   |  |
| | |                           |                       |                                   |  |
| | Trystane Martell | Toby Sebastian            | VF : Clément Moreau   | 5, 6 (✝)                          |  |
| Trystane Martell est le fils de Doran Martell et héritier de Dorne. Son père lui a promis la main de Myrcella Baratheon afin de renforcer l'alliance avec Tywin Lannister, alors Main du roi. Il est assassiné par les Aspics des sables d'une lance à l'arrière de la tête. | |                           |                       |                                   |  |
| | |                           |                       |                                   |  |
| | Areo Hotah | DeObia Oparei             |                       | 5, 6 (✝)                          |  |
| Areo Hotah est le capitaine des gardes du palais de Doran Martell, reconnu et respecté pour sa loyauté et ses aptitudes à manier sa hache. Il est tué par Tyene Sand d'un coup de poignard dans le dos en même temps que le prince Doran. | |                           |                       |                                   |  |

### Maison Stark
Lieu-clé : Winterfell dans le Nord.
La Maison Stark est la plus puissante Maison de Westeros basée à Winterfell. Pendant longtemps elle dominait le Nord de Westeros et faisait partie des 7 Couronnes jusqu'à l'exécution d'Eddard Stark.Juste avant son exécution, la Maison avait connu une très grande ascension au pouvoir avec ce dernier Main du Roi et sa fille Sansa Stark était promise au futur roi Joffrey. Par la suite, la Maison rentre en Sécession et le fils d'Eddard, Robb Stark, devint Roi du Nord jusqu'aux Noces Pourpres où il fut assassiné avec sa mère. La Maison Bolton, banneret des Stark qui fut responsable de cette trahison, prit le pouvoir dans le Nord qui refaisait partie des 7 Couronnes. Plus tard, les représentants de la Maison Stark (Sansa Stark et le bâtard Jon Snow) reprirent Winterfell aux Bolton et redevint puissante au point de diriger la défense de tout Westeros contre l'Armée des Marcheurs Blancs, dont le Roi de la Nuit fut tué par Arya Stark, mettant fin à l'invasion. Durant cette guerre contre les morts, la Maison était alliée avec Daenerys, l'une des dernière Targaryen (avec Jon Snow dont ses véritables origines viennent en partie de la Maison Targaryen). Après la mort de Daenerys, Sansa devint la reine du Nord indépendante tandis que son frère Bran, qui posséda la mémoire de l'histoire de l'Homme, fut couronné Roi des 6 Couronnes (sans le Nord) et Arya s'en alla découvrir des terres à l'ouest.

#### Famille
| Photo | Nom | Acteur                                                           | Doublage francophone                                                | Saisons                    |  |
| --- | --- | ---------------------------------------------------------------- | ------------------------------------------------------------------- | -------------------------- |  |
| | |                                                                  |                                                                     |                            |  |
| Portrait en photoshot | Eddard Stark | Sean Bean Sebastian Croft (enfant) Robert Aramayo (jeune adulte) | VF : François-Éric Gendron                                          | 1 (✝), 6, 7                |  |
| Portrait en photoshot | Eddard « Ned » Stark, Seigneur de Winterfell (Lord of Winterfell) et Gouverneur du Nord (Warden of the North), devient Main du Roi après la mort de Lord Jon Arryn. Réputé pour son sens de l'honneur et de la justice, il a pris part à la rébellion de Robert Baratheon après que sa sœur, Lyanna, ait été capturée par le prince Rhaegar Targaryen. Ned et Robert renversent le « Roi Fou » Aerys II. Alors que Ned Stark semble satisfait de la tranquillité de sa vie quotidienne à Winterfell, il finit par accepter la requête de Robert pour servir en tant que Main du Roi. Désintéressé par la politique, il préfère faire régner la justice et suivre les commandements de l'honneur des chevaliers. Alors qu'il enquête sur la mort suspecte de Jon Arryn, il découvre que les trois enfants que Robert a eus avec la reine Cersei sont en fait ceux du frère de celle-ci, Jaime. Lorsqu'il confronte la reine avec ces nouvelles informations, celle-ci l'emprisonne et l'accuse de trahison après qu'il a publiquement dénoncé l'illégitimité du prince Joffrey. Lord Varys convainc Ned que mourir dans l'honneur porterait préjudice à ses deux filles, Arya et Sansa ; Ned décide alors de sacrifier son honneur et déclare publiquement qu'il a comploté contre le nouveau roi Joffrey dans l'espoir de lui voler son Trône. Mais alors que Cersei lui a promis de lui laisser la vie sauve et de l'envoyer rejoindre la Garde de Nuit, Joffrey ordonne l'exécution de Ned. Dans la saison 2, les ossements de Ned sont remis à sa femme qui les fait ramener à Winterfell par Rodrick Cassel. Dans la saison 6, le corps de son fils Rickon Stark repose à ses côtés dans la crypte. Dans la saison 6, on en apprend plus sur son enfance et son intervention à la tour de la Joie grâce aux visions de Bran. On découvre qu'il a promis à sa sœur Lyanna Stark de protéger son fils qui est aussi celui de Rhaegar Targaryen contre Robert Baratheon, un fils qui n'est autre que Jon Snow. On le revoit dans la saison 7 dans une vision de Bran où on apprend que Jon s'appelle en réalité Aegon. |                                                                  |                                                                     |                            |  |
| | |                                                                  |                                                                     |                            |  |
| | |                                                                  |                                                                     |                            |  |
| Portrait, souriante | Catelyn Tully | Michelle Fairley                                                 | VF : Ninou Fratellini                                               | 1, 2, 3 (✝)                |  |
| Portrait, souriante | Catelyn Stark (née Tully), Dame de Winterfell (Lady of Winterfell), est la femme de Lord Eddard Stark. Née à Vivesaigues, elle est la sœur aînée de Lysa Arryn et d'Edmure Tully. Après avoir découvert que les Lannister sont derrière la tentative de meurtre de son fils Bran, elle va jusqu'à Port-Réal prévenir Ned, et à son retour, capture Tyrion Lannister, sans savoir que celui-ci n'avait rien à voir avec ce crime. Elle l'amène auprès de sa sœur Lady Arryn pour qu'il soit jugé, mais Tyrion est déclaré innocent après un procès par combat. Lorsque son époux est arrêté, elle rejoint le conseil de son fils Robb, qu'elle aide à lutter contre les Lannister. Mais elle reste inquiète pour ses deux filles, toujours retenues en otage à Port-Réal après la mort de Ned. Pour tenter de les récupérer, elle libère « Le Régicide », Jaime Lannister, et le renvoie escorté jusqu'à la capitale par Brienne de Torth (Brienne of Tarth), une combattante chargée de la protection de Renly Baratheon avant qu'il ne soit assassiné par son frère Stannis. Catelyn est ensuite emprisonnée par son propre fils qui voit en cet acte une trahison à son autorité de nouveau roi du Nord. Après les funérailles de son père à Vivesaigues, elle va au mariage d'Edmure au jumeaux mais remarque que Roose Bolton porte une cotte de mailles et comprend que les Stark ont été trahis. Avant qu'elle n'ait le temps de réagir, Walder ordonne l'exécution de tous les Stark et elle est contrainte de se cacher sous les tables tandis que son fils est criblé de carreaux d'arbalète. Alors qu'on s'apprête à exécuter Robb, elle prend un couteau et s'empare de l'épouse de Walder Frey en menaçant de l'égorger s'il ne laisse pas partir son fils en promettant qu'il n'y aura pas de vengeance. Walder lui explique alors qu'ici-même, Robb lui avait promis d'épouser une de ses filles et ordonne donc l'éxécution de Robb Stark qui est faite par Roose Bolton sous les yeux de Catelyn. Abattue de désespoir, elle exécute son otage et se fait plus tard trancher la gorge à son tour par Walder River au cours du massacre des Noces Pourpres (The Red Wedding Massacre) des Jumeaux. |                                                                  |                                                                     |                            |  |
| | |                                                                  |                                                                     |                            |  |
| Portrait en intérieur | Robb Stark | Richard Madden                                                   | VF : Stéphane Fourreau                                              | 1, 2, 3 (✝)                |  |
| Portrait en intérieur | Robb Stark est le fils aîné d'Eddard et Catelyn Stark, et l'héritier de Winterfell. Lorsque son père est arrêté par les Lannister à Port-Réal, Robb appelle le ban et constitue une armée du Nord pour lutter contre les forces de la capitale et marche sur le Conflans. Il traverse la rivière aux Jumeaux, un point stratégique contrôlé par Lord Frey en échange de la promesse de Robb d'épouser l'une de ses filles. Robb, pourtant novice en matière militaire, remporte une large victoire contre les Lannister et capture Jaime. Lorsque Ned est exécuté, le Nord et le Conflans déclarent leur indépendance vis-à-vis de la Couronne de Port-Réal et proclament Robb Stark leur nouveau roi, le Roi du Nord. Il remporte une succession de batailles, lui valant le surnom de « Jeune Loup » (Young Wolf), mais semble être étranger à l'aspect politique de la guerre. Il envoie son frère adoptif, Theon Greyjoy, vers son fief d'origine, les Îles de Fer, espérant une alliance avec Balon Greyjoy, le père de Theon. Il envoie également sa mère négocier avec Renly Baratheon afin que celui-ci s'allie avec son frère – et néanmoins actuel ennemi – pour lutter contre les Lannister. Mais Theon et Catelyn échouent tous les deux dans leurs missions : Renly est assassiné par son frère qui part seul assiéger Port-Réal et Balon lance une attaque sur le Nord, laissé sans grande protection à cause de la guerre dans le Conflans. Entre-temps, Robb tombe amoureux de Talisa Maegyr, une guérisseuse venue de Volantis dont il admire la détermination et la gentillesse, et l'épouse, annulant ainsi son engagement avec les Frey. Il propose que ce soit son oncle Edmure Tully qui se marie avec la fille de Waldon Frey. Au cours du mariage il assiste au meurtre de sa jeune épouse mais avant qu'il n'ait le temps de réagir, il est criblé de carreaux d'arbalètes et meurt achevé par Roose Bolton d'un coup de poignard dans le coeur. Après sa mort, Roose Bolton devient le nouveau Gouverneur du Nord. |                                                                  |                                                                     |                            |  |
| | |                                                                  |                                                                     |                            |  |
| | |                                                                  |                                                                     |                            |  |
| Portrait au cours d'un photoshot, souriant | Jon Snow, né Aegon Targaryen | Kit Harington                                                    | VF : Benjamin Penamaria                                             | 1, 2, 3, 4, 5 (✝), 6, 7, 8 |  |
| Portrait au cours d'un photoshot, souriant | Jon Snow est le fils bâtard que Ned Stark aurait eu avec une nourrice. Combattant habile, il s'engage dans la Garde de Nuit. Il réalise rapidement que la Garde n'est plus l'ordre émaillé de gloire que racontent les légendes, mais un groupe composé de rejets de la société, principalement des criminels et des exilés. Éprouvant d'abord du mépris pour ses nouveaux compagnons, il devient peu à peu ami avec plusieurs d'entre eux, tels qu'Edd, Grenn et Pypar, mais surtout avec Sam Tarly. Après avoir prêté serment de servir la Garde jusqu'à sa mort, Jon est nommé intendant du Lord Commandant Jeor Mormont, nomination qu'il perçoit d'abord comme une insulte à ses talents de guerrier, avant de réaliser qu'il était ainsi entraîné à commander. Il sauve la vie de son supérieur, attaqué par un cadavre ramené à la vie par les Marcheurs Blancs et reçoit en retour « Grand-Griffe » (Longclaw), une épée en acier valyrien, lame ancestrale de la Maison Mormont. Lorsque son père est arrêté et exécuté, Jon tente de rejoindre l'armée de son frère Robb, faisant de lui un déserteur puni par la peine de mort s'il était capturé. Sam et ses nouveaux amis l'en dissuadent, et tous partent peu après de l'autre côté du Mur pour une grande expédition lancée par le Lord Commandant. Membre d'un petit commando chargé de découvrir leurs plans, il est fait prisonnier par les Sauvageons, qui le conduisent auprès du Roi au-delà du Mur, Mance Rayder. Celui-ci décide de croire en son apparente défection de la Garde et Jon voyage avec eux vers le Mur pour envahir les Sept Royaumes. Au cours du voyage, il est séduit par une jeune femme aux cheveux de feu, Ygritte, mais alors qu'il la suit dans une expédition contre la Garde de Nuit, il choisit la loyauté et part prévenir ses camarades. De retour à la Garde de Nuit, il apprend que des Mutins de la Garde de Nuit se trouvent encore dans le Manoir de Craster ; ces derniers risquant d'être capturés par Mance Rayder et de communiquer toutes les informations nécessaires à une prise du Mur, Jon organise une expédition pour les faire taire. Il doit faire face à une attaque contre le Mur par l'armée sauvageonne de Mance Rayder. Menacé par Ygritte, il se fait sauver par Olly, un jeune garçon venu se réfugier au Mur, qui tue la sauvageonne d'une flèche. Tandis que les Sauvageons tués se font incinérer collectivement, Jon prépare un bûcher privé pour Ygritte. Se rendant ensuite dans le camp sauvageon pour passer un marché avec Mance Rayder, l'armée de Stannis Baratheon arrive et décime le camp. Stannis demande ensuite à Jon de conclure un marché avec Mance Rayder : ce dernier doit marcher sur les Bolton avec l'armée de Stannis ou mourir. Mance refusant, il se fait brûler vif, mais Jon abrège ses souffrances d'une flèche dans le cœur. Stannis propose de faire de lui le Lord de Winterfell et de lui offrir le nom qu'il a toujours souhaité (Jon Stark) en échange de son allégeance. Fidèle à la Garde de Nuit, Jon refuse et sera élu 998e commandant de la Garde de Nuit. Il dirige ensuite une expédition pour aller sauver les Sauvageons de l'autre côté du Mur, décision qui sera très critiquée par une majorité des Patrouilleurs hostiles aux Sauvageons. Après être arrivé au village sauvageon de Durlieu, il arrive à convaincre une partie des habitants de les suivre jusqu'au Mur. Mais l'armée de Marcheurs Blancs attaque et transforme une grande partie des Sauvageons en Autres. Lors de la bataille, Jon arrive à tuer un Marcheur Blanc grâce à son épée en acier valyrien. Battant en retraite, il se rend compte de l'immensité de l'armée des Marcheurs Blancs. Il revient au Mur avec les survivants. Après avoir autorisé Sam et Vère à partir pour Villevieille, Jon se fait piéger par des Patrouilleurs qui le poignardent. Après un dernier coup donné par Olly, Jon s'effondre et se vide de son sang. Il est ressuscité par Mélisandre et décide de quitter la Garde de nuit. Ensuite, il retrouve Sansa et décide de reconquérir Winterfell, occupé par Ramsay Bolton. Jon rassemble tous ceux qui sont encore fidèles aux Stark, mais les principales familles du nord soutiennent les Bolton. Bien qu’ils soient moins nombreux, Jon et ses hommes attaquent dans ce qui sera appelé la bataille des bâtards. Alors que la bataille tourne à l'avantage de Ramsay, les hommes du Val d'Arryn, conduits par Petyr Baelish, arrivent en renforts et permettent à Jon de triompher de Ramsay. Proclamé roi du Nord, Jon se prépare à l'arrivée imminente des marcheurs blancs. Contrairement à Sansa, il refuse de faire payer les maisons qui se sont ralliés aux Bolton, ne voulant pas punir les enfants Omble et Karstarck pour les erreurs de leur père. Jon reçoit par la suite un corbeau de Sam, lui informant de la présence de verre dragon à Peyredragon. Il reçoit en même temps un corbeau de Tyrion Lannister, qui l'informe de l'arrivée de Daenerys Targaryen et l'invite à la rencontrer. À la recherche d'alliés et d'armes contre les Marcheurs blancs, Jon décide de quitter Winterfell avec Davos, et laisse la régence du nord à Sansa. Jon arrive à Peyredragon et rencontre Daenerys. Il refuse de plier le genou devant elle et décide de la mettre en garde contre les marcheurs blancs. Cette dernière ne le croyant pas, il cherche alors un moyen de convaincre de l'existence de ces derniers. Il parvient à obtenir de la part de Daenerys, grâce à Tyrion, qu'il puisse extraire du verre dragon afin de fabriquer des armes pour l'armée des morts. Finalement le plan de Jon est de capturer un mort afin de démontrer l'existence de l'armée des morts à Daenerys et à Cersei. Un groupe formé de Jon, Jorah Mormont, Davos Mervault et Gendry rejoint Fort-Levant par la mer avec une petite caisse de verre dragon. Ils y trouvent dans les geôles trois membres de la Fraternité sans bannière : Sandor Clegane, Thoros de Myr et Beric Dondarrion. Laissant Davos à Fort-Levant, Ils s'unissent et partent au-delà du mur avec Tormund et d'autres sauvageons. Au-delà du mur, ils sont attaqués par un ours mort-vivant, puis tombent sur un marcheur blanc et quelques soldats. Alors que Jon réussit à tuer le marcheur blanc, les soldats sont détruits instantanément, sauf un. Ils réussissent à le capturer mais le soldat crie pour alerter les autres morts. Jon ordonne à Gendry de retourner à Fort-Levant pour prévenir Daenerys de la situation. Gendry part et le reste du groupe se retrouve piégé par les morts au milieu d'un lac gelé. Alors que tout semble perdu, Daenerys arrive pour les sauver avec ses trois dragons. Pendant que Jon tente de faire diversion, le reste du groupe grimpe sur Drogon. Viserion est tué et Daenerys est contrainte de s'envoler avec Drogon et le reste du groupe, laissant Jon se noyer dans le lac. Plus tard, il réussit à revenir à la surface mais est épuisé et gelé. Seul, il se retrouve face à une partie de l'armée des morts. Il est sauvé in-extremis par son oncle, Benjen Stark, qui l'ordonne de rentrer. Sain et sauf à Fort-Levant, il tombe inconscient. Daenerys arrive et découvre ses cicatrices sur le corps. Peu de temps après, il se réveille et voit Daenerys à son chevet. Il lui dit qu'il est désolé pour la mort de son dragon et qu'il aurait voulu qu'ils y soient pas allés. Il l'appelle Dany puis se résout à accepter Daenerys comme étant sa reine. Les deux se rapprochent. Tout le clan Targaryen/Stark se rend à Port-Réal pour convaincre les Lannister de se joindre à la guerre contre les morts. Alors que le Limier libère le soldat face à Cersei, Jon leur révèle la vérité et leur montre comment les tuer. Cersei accepte de les aider à condition que Jon ploie le genou face à elle. Il refuse et tient ses engagements envers Daenerys. Tyrion lui demande pourquoi n'a-t-il pas menti pour convaincre Cersei. Il se refuse à mentir car les mots sont forts de sens pour lui surtout pour la guerre à venir. Pendant que Tyrion essaye de convaincre Cersei, Jon et Daenerys ont une discussion à propos de Fossedragon et que ce lieu signifiait le début de la fin de l'ère Targaryen. Jon lui dit qu'elle est spéciale et que sa famille n'est pas encore éteinte puisqu'elle est toujours là. Daenerys lui répète qu'elle ne peut pas avoir d'enfant mais Jon en doute. Tyrion revient avec Cersei qui accepte à contre-cœur de les aider. Revenus à Peyredragon, Jon étudie l'arrivée des armées de Daenerys à Winterfell. Il dit qu'il serait mieux pour elle qu'ils voyagent ensemble par bateau pour montrer aux Nordiens qu'ils sont unis contre les morts. Elle accepte. À Winterfell, Sam arrive et découvre avec l'aide de Bran que Jon n'est pas le fils de Ned Stark mais celui de Rhaegar Targaryen et de Lyanna Stark. Alors que Bran croit que Jon est un bâtard né à Dorne et de ce fait nommé Sand, Sam le contredit et lui apprend que Rhaegar et Lyanna se sont mariés en secret. Bran revoit le mariage dans une vision. Dans le même temps, sur leur bateau, Jon et Daenerys succombent l'un à l'autre et couchent ensemble. On apprend alors qu'il ne s'appelle pas Jon Snow mais Aegon Targaryen (neveu de Daenerys) et qu'il est l'héritier légitime du trône de fer. En arrivant à Winterfell, Jon retrouve Bran, Arya et Sansa à qui il présente Daenerys. Lors du conseil avec les seigneurs du Nord, Jon doit faire face aux mécontentements des Lords et de Lady Sansa à la suite de la perte de son titre de roi du Nord, auquel il a renoncé pour Daenerys sans l'accord de ses bannerets. Dans la crypte, Sam lui apprend qu'il a toujours été roi et qu'il est en réalité le fils de Rhaegar Targaryen et de Lyanna Stark. Lors du procès de Jaime Lannister, il n'intervient qu'à la demande de Daenerys pour confirmer la décision de Sansa de le laisser en vie car ils ont besoin d'aide. Un peu plus tard, Jon voit l'arrivée de la Garde de Nuit qui lui apprend la chute d'Âtre-lès-Confins et l'arrivée imminente de l'armée des morts. Jon réunit alors les dirigeants et les conseillers et établit un plan avec eux. Il s'oppose d'abord au plan de Bran mais finit par accepter. La nuit, dans la crypte, Jon est rejoint par Daenerys. Là, il lui révèle la vérité sur la relation entre Lyanna et Rhaegar Targaryen, leur amour, leur enfant et la vérité sur sa naissance. Daenerys s’inquiète alors de sa possible revendication du trône quand retentit la corne d'alarme. Jon et Daenerys commencent la bataille de la longue nuit par un combat aérien entre les trois dragons et contre le Roi de la nuit. Jon et le Roi finissent à terre. Voulant l'affronter à l'épée, Jon se retrouve au milieu de marcheurs blancs réanimés par le Roi, Daenerys le sauve avec les flammes de Drogon. Jon tente alors de rejoindre Bran mais Viserion garde l'accès au jardin de l'Arbrecœur et Jon est impuissant face au dragon. Désespéré, il finit par lui faire face juste au moment où Arya parvient à éliminer le Roi de la nuit et tous les marcheurs blancs dont Viserion. Quand Jon arrive à Peyredragon, Varys, qui craint désormais Daenerys et ce qu'elle pourrait devenir, tente de le convaincre de monter à sa place sur le Trône de Fer, considérant Jon comme le mieux à même de gouverner. Mais ce dernier refuse de trahir sa reine. Plus tard, il renouvelle devant elle son serment d'allégeance ainsi que l'expression de son amour, mais celle-ci lui explique qu'à cause de la divulgation du secret de ses origines, elle a perdu la confiance du peuple et n'a plus d'autre choix que de gouverner par la peur. Lors de l'assaut de Port-Réal, il charge avec les dothrakis et les immaculés sur Port-Réal quand Daenerys, à dos de Drogon, ouvre une brêche dans les remparts de la capitale. Il est en première ligne quand les derniers soldats de l'armée Lannister jettent les armes et que les cloches de la ville retentissent. Quand Daenerys fond sur la capitale en répandant le feu et la destruction et que les immaculés et les dothrakis exécutent civils et soldats désarmés, Jon est désemparé et observe le massacre avec horreur. Il ordonne un peu plus tard le retrait des troupes alors que Port-Réal n'est plus que ruines. Quand Tyrion finit par trahir Daenerys et se fait emprisonner, Jon lui rend visite dans sa cellule. Grâce au discours avisé de Tyrion, il prend conscience de la folie irrémédiable de sa reine, et qu'il est le seul à pouvoir encore agir. Malgré ces conseils, Jon refuse toujours de trahir la femme qu'il aime mais avant qu'il ne quitte la cellule, Tyrion insiste sur le sort des Stark si Daenerys reste au pouvoir. Plus tard, quand il retrouve sa reine contemplant le Trône de Fer, il tente de lui faire ouvrir les yeux sur la gravité des évènements passés, et de la faire renoncer aux guerres et aux conquêtes. Mais Daenerys n'émet aucun remords et se montre inflexible quant à ses actions futures. Alors, Jon lui exprime une dernière fois sa loyauté et son amour et, tandis qu'il l'embrasse, la poignarde en plein cœur. Drogon, qui a perçu l'agonie de sa maîtresse, arrive sur les lieux et constate avec tristesse sa mort. En colère mais ne pouvant se résoudre à tuer Jon, le dernier de la famille des Targaryen, il fait fondre le Trône de Fer de son souffle puis s'envole en emportant de corps de Daenerys vers l'est. Jon est peu après emprisonné par les immaculés pour l'assassinat de sa reine. Quand Bran est finalement nommé Roi des Six Couronnes, il fait libérer Jon mais devant le désir de Ver Gris d'obtenir justice et afin d'éviter tout conflit, il décide de l'exiler dans la Garde de la Nuit pour le restant de ses jours. Jon retrouve ainsi au mur son ami Thormund ainsi que son loup blanc Fantôme. A la tête du peuple des sauvageons, Jon part vers le nord pour devenir le Roi-au-delà-du-mur. |                                                                  |                                                                     |                            |  |
| | |                                                                  |                                                                     |                            |  |
| | Sansa Stark | Sophie Turner                                                    | VF : Kelly Marot                                                    | 1, 2, 3, 4, 5, 6, 7, 8     |  |
| Sansa Lannister (née Stark) est la première fille et deuxième enfant d'Eddard et Catelyn Stark. Naïve, elle veut vivre la vie d'une princesse de conte de fée, et est, à l'inverse de sa jeune sœur Arya, incapable de voir les dures réalités de la politique du Royaume. Ses rêves commencent à voler en éclats lorsque son loup-géant, Lady, est tué. Emmenée à Port-Réal par son père, elle est promise à Joffrey Baratheon, l'héritier de la Couronne. Lorsque Ned Stark est arrêté et accusé de trahison, elle devient l'otage des Lannister, un moyen pour eux de revendiquer de façon légitime le Nord. Sa naïveté est anéantie lorsque Joffrey fait exécuter son père malgré ses promesses de l'épargner. Elle est alors la cible privilégiée de la cruauté du jeune roi, jusqu'à ce que l'oncle de ce dernier, Tyrion, ne mette fin à ses tourments. Joffrey rompt leurs fiançailles à la fin de la saison 2 pour choisir d'épouser Margaery Tyrell, mais Sansa reste otage à Port-Réal. Elle est finalement contrainte d'épouser Tyrion, sur les ordres de Tywin Lannister. Son époux refuse cependant de consommer le mariage. Elle retrouve peu avant le mariage de Joffrey Ser Dontos, un chevalier qu'elle avait sauvé lors de l'anniversaire du roi. Celui-ci lui offre un collier, qu'elle porte durant le mariage de Joffrey. Elle ignore que les perles sont en réalité empoisonnées et qu'elles seront utilisées par Lady Olenna Tyrell pour empoisonner Joffrey. Pendant l'agitation suivant l'assassinat du Roi, ser Dontos l'aide à s'éclipser de Port-Réal et à rejoindre un bateau sur lequel se trouve Littlefinger, qui la transporte immédiatement aux Eyriés. Après s'être teint les cheveux, Petyr l'emmène vers l'ouest, pour la marier à Ramsay Snow, alors reconnu par son père et qui porte désormais le nom de Bolton. Mariée de force à Ramsay, elle est bientôt violée et maltraitée par celui-ci. Mais alors que les troupes de Stannis Baratheon attaquent celles des Bolton aux portes de Winterfell, elle s'enfuit avec Theon Greyjoy en sautant par-dessus les murs de Winterfell. Alors qu'elle se fait rattraper par les limiers de Bolton, elle et Theon sont sauvés par Brienne de Torth qui lui prête allégeance. Elle rejoint ensuite Château-Noir pour retrouver son frère Jon fraîchement ressuscité, en compagnie de Brienne et Podrick (sans Theon qui rejoint les Îles de Fer). Là-bas, elle convainc son frère qu'ils ont le devoir de reprendre Winterfell des mains de Ramsay Bolton, avec l'aide de l'armée des sauvageons. Celui-ci est d'abord réticent mais lorsqu'ils reçoivent une lettre de Ramsay en personne, ils décident tous les deux de prendre leur revanche. Elle retrouve Petyr Baelish mais refuse son aide. Ils essayent de trouver des soldats dans les maisons du Nord mais en voyant qu'il n'y en a pas assez, Sansa demanda l'aide de Baelish. À l'aide des sauvageons et des troupes du Val d'Arryn, ils gagnent la bataille dite Bataille des Batards et reprennent Winterfell. Elle fait tuer Ramsay Bolton en le faisant dévorer par ses propres chiens. Sansa reste par la suite avec Jon, proclamé roi du nord, mais conteste plusieurs de ses décisions. Lorsque Jon décide de partir à Peyredragon pour rencontrer Daenerys Targaryen, elle est nommée régente du Nord en attendant son retour. Alors qu'elle gouverne le Nord, Sansa retrouve Bran qui est rentré à Winterfell. Ce dernier refuse de reprendre la gouvernance du nord, étant désormais devenu la corneille à trois yeux. Bran fait une démonstration de ses pouvoirs en rappelant à Sansa la journée de son mariage avec Ramsay, et elle en sort troublée. Littlefinger lui demande d'être prudente et de garder des yeux partout, que ce soit sur la guerre contre Cersei ou celle contre les morts, pour ne jamais être surprise. Elle retrouve ensuite Arya, rentrée à Winterfell. Les trois enfants Stark se retrouvent devant le regard de Brienne, fière d'avoir pu les voir réunis. De son côté, Littlefinger essaye de retourner Sansa contre Arya. Il manigance d'abord pour qu'Arya découvre le message que Sansa avait écrit à Robb, lui ordonnant de ployer le genou face à Joffrey. Sansa et Arya se disputent à propos de ce message. Arya ne comprend comment elle a pu être aussi bête pour trahir Robb. Littlefinger conseille ensuite à Sansa de demander à Brienne de la protéger et de se debarasser d'Arya. Sansa envoie Brienne à Port-Réal pour la représenter lors de la rencontre entre toutes les maisons à Fossedragon. Alors qu'Arya est persuadée que Sansa va trahir Jon, elle la menace et lui montre ses pouvoirs de Sans-Visages. Sansa est surprise que Jon ait ployé le genou face à Daenerys, disant qu'il ne lui a jamais demandé son avis. Littlefinger en profite pour tourner Sansa contre Jon. Alors que Sansa a convoqué Arya dans la grande salle, elle décide de se retourner contre Littlefinger et lui fait avouer tous ses crimes : le meurtre de Jon et Lysa Arryn, le complot visant à retourner les Stark contre les Lannister, la trahison contre Ned Stark qui lui a valu d'être exécuté, le complot visant à faire tuer Bran dans la première saison et la trahison contre Sansa en la vendant aux Bolton. On comprend alors que Sansa ne s'est jamais retournée contre Jon ou Arya, et s'était entretenue avec Bran pour confirmer ou non les manigances de Littlefinger. Elle condamne Littlefinger à mort, le remercie pour les leçons qu'il lui a données, et le fait exécuter par sa soeur. Sansa et Arya se retrouvent ensuite et discutent de l'avenir de leur famille. Elles sont d'accord sur le fait que leur père leur manque terriblement. L'armée Targaryen arrive à Winterfell peu avant la guerre imminente contre le Roi de la Nuit, ce qui pose de nouveaux défis pour diriger Winterfell, notamment la gestion des stocks de nourriture pour nourrir l'ensemble de l'armée en plein hiver. Cependant, Sansa est méfiante envers Jon Snow (qui est en réalité son cousin) et envers la reine Daenerys Targaryen, devant qui Jon a plié le genou en sacrifiant la couronne pour la rallier à sa cause. Une conversation privée entre la reine Daenerys et Sansa montre leurs divergences quant à la place du Nord dans le royaume des Sept Couronnes. Lors de la bataille de la Nuit, sa sœur Arya lui ordonne de se réfugier dans la crypte avec les Nordiens et Tyrion. Elle y sera confrontée aux ancêtres Stark (enterrés dans la crypte) transformés en morts-vivants par le Roi de la Nuit durant la bataille, et se cachera avec Tyrion. Après le conseil de Fossedragon, elle sera proclamée reine du Nord, qu'elle aura souhaité devenir indépendant. | |                                                                  |                                                                     |                            |  |
| | |                                                                  |                                                                     |                            |  |
| | Arya Stark | Maisie Williams                                                  | VF : Alice Orsat                                                    | 1, 2, 3, 4, 5, 6, 7, 8     |  |
| Arya Stark est la plus jeune fille et le troisième enfant d'Eddard et Catelyn Stark. Garçon manqué, Arya est plus intéressée par le maniement des armes que par l'art de la couture. Son frère Jon Snow lui fait d'ailleurs forger une épée pointue, qu'elle nommera Aiguille. Elle accompagne son père à Port-Réal, où son « maître danseur » Syrio Forel lui apprend à se battre à l'épée. Lorsque son père, Ned Stark, est arrêté pour trahison, Syrio l'aide à s'échapper, déguisée en orphelin et renommée Arry, pour fuir la capitale. Le convoi qui l'emmène vers Winterfell, mené par Yoren, un recruteur de la Garde de Nuit, est attaqué par des hommes fidèles aux Lannister qui sont à la recherche du dernier bâtard du roi Robert Baratheon. Jeune fille fougueuse et brave, elle protège Gendry, le bâtard en question devenu son ami et sauve d'une mort certaine trois prisonniers, dont un homme nommé Jaqen H'ghar. Tous sont finalement capturés par les Lannister et conduits à Harrenhal, la forteresse dirigée par Gregor Clegane, dont le passe-temps favori est la torture et le meurtre de prisonniers. Lorsque Tywin Lannister débarque à Harrenhal, il met de l'ordre dans la forteresse et fait d'Arya son échanson après avoir remarqué qu'elle était une fille. Tywin est en guerre contre Robb Stark, mais il noue avec Arya une amitié aussi inattendue que précaire, impressionné par son intelligence tout en ignorant sa véritable identité. Arya y retrouve Jaqen, qui lui offre trois vies en échanges de celles qu'elle a sauvées. Alors qu'Arya s'échappe d'Harrenhal avec Gendry et Tourte-Chaude (Hot Pie) pour se rendre à Vivesaigues où se trouve Lady Stark, la mère d'Arya, ils sont de nouveau capturés par un groupe nommé la Fraternité sans bannière. Là, Arya est réunie avec le vil Sandor Clegane, prisonnier de la Fraternité, mais qui réussit à s'en tirer malgré les suppliques de la jeune fille pour qu'il soit exécuté en réponse à tous ses crimes. Finalement, après que Gendry est livré à Mélisandre, Arya s'échappe et elle est récupérée par Clegane, qui la convainc qu'il va la ramener auprès de sa mère et de son frère Robb. Mais au moment où ils vont être réunis, le clan de Robb est massacré par les hommes de Walder Frey. Clegane récupère Arya et s'enfuit avec elle. Le but de Clegane est de vendre Arya à Lysa Arryn, sa tante vivant aux Eyriés. Après un duel entre Brienne et Clegane, ce dernier est mortellement blessé ; alors qu'il demande à Arya de l'achever, Arya refuse et s'enfuit, le laissant mourir de ses blessures. Jaqen H'ghar lui avait promis qu'elle le retrouverait à Braavos : Arya décide de s'y rendre pour devenir une Sans Visage. Son entraînement consiste à devenir personne et donc abandonner tout ce qui fait d'elle Arya Stark (notamment sa liste et Aiguille). Mais elle se détourne d'une mission pour tuer Ser Meryn Trant qui avait tué Syrio Forel. Jaqen la punit donc en la rendant aveugle et en la chassant de la demeure des Sans-Visages. Dans la saison 6, elle est une mendiante aveugle à Braavos mais continue de recevoir la visite des Sans-Visages. Jaqen se rend compte qu'elle est prête à tout pour devenir personne et l'autorise à revenir parmi eux. Elle poursuit son entraînement en devenant même agile au combat malgré sa cécité. Jaqen H'Ghar lui rend alors l'usage de la vue, et lui donne par la suite une nouvelle mission : celle de tuer dame Cigogne, une artiste d'une troupe de théâtre. Constatant l'innocence de cette dernière, Arya refuse de la tuer et s'apprête à fuir la ville. L'orpheline, une gamine au service des Sans Visages, la retrouve et la blesse gravement. Arya trouve refuge chez Dame Cigogne, qui se fait tuer par l'orpheline. Après une course-poursuite dans les rues de Braavos, Arya retourne à son repaire et détruit l'unique bougie présente pour profiter de son aptitude à combattre sans voir pour tuer l'orpheline. Arya retourne ensuite voir Jaqen pour lui annoncer qu'elle rentre chez elle. De retour à Westeros, Arya se rend aux Jumeaux, déguisée en servante. Elle tue alors Walder Frey en réponse aux Noces Pourpres, après lui avoir donné des tourtes contenant les restes de ses fils. Elle prendra par la suite l'apparence de Walder Frey pour organiser un banquet où elle empoisonnera tous les derniers membres de la famille Frey et définitivement venger les Noces Pourpres, avant de prendre la route pour Port-Réal afin de tuer Cersei. Elle apprend en chemin, en retrouvant Tourte-Chaude, que Winterfell n'est plus aux Bolton mais à son frère Jon. Arya décide de retourner alors pour Winterfell. En chemin, elle croise une meute de loups, dont la dominante n'est autre que Nymeria, sa louve dont elle s'était séparée dans la saison 1. Elle arrive à Winterfell et retrouve Sansa et Bran, qui lui confie la dague de Littlefinger. Elle se méfie cependant de lui. Arya veut s'entraîner pour la guerre à venir et demande à Brienne de l'entraîner. Elle lui montre à quel point elle a progressé grâce à l'entraînement des Sans-Visages sous le regard médusé de Sansa et Littlefinger. Elle découvre le message que Sansa a écrit pour demander à Robb de ployer le genou face à Joffrey et la confronte. À cause des manigances de Littlefinger, Arya se retourne contre Sansa et la menace de la tuer si elle les trahit. Finalement, Sansa se retourne contre Littlefinger lorsqu'elle découvre que c'est lui qui a manigancé cette dispute, et surtout qu'il est responsable de la mort de Ned Stark. Elle le condamne à mort et c'est Arya qui l'exécute avec sa propre dague devant les chevaliers du Val. Après l'arrivée de l'Armée Targaryen à Winterfell pour la défendre contre les Marcheurs blancs, Arya retrouve le limier et son ami Gendry en train de forger des armes en verredragon, matière qui neutralise les morts-vivants de l'armée du Roi de la Nuit. Elle demandera à ce dernier de forger une arme spécialement pour elle, une lance à double-lame en verredragon. Devant la périlleuse bataille qui l'attend, Arya ne souhaite pas mourir sans avoir connu les plaisirs charnels et les deux jeunes gens font l'amour pour la première fois. Lorsque les marcheurs ont escaladé les remparts, elle se défend à l'aide de sa lance en verredragon avant de s'enfuir, débordée par le nombre. Elle sera sauvée par le limier et Béric. Ce dernier perd définitivement la vie une fois arrivés dans la grande Salle, où elle retrouve Mélisandre. Cette dernière lui annonce que Béric a accompli sa mission confiée par le Maître de la Lumière, et lui fait comprendre qu'elle est destinée également à tuer en plus de ses ennemis (dont Walder Frey ou Cersei Lannister) le Roi de la Nuit. Au moment où le Roi de la Nuit (qui vient de tuer Théon Greyjoy) s'apprête à remporter la guerre en exécutant Bran, Arya surgit et le poignarde avec le couteau de Littlefinger en acier Valyrien, ce qui le désintègre instantanément ainsi que son armée et son dragon. Grâce à elle, le Nord et les Targaryen remportent la bataille. Elle partira dans le sud avec le Limier pour tuer Cersei à Port-Réal. Mais lorsque Daenerys commence à brûler la ville, le Limier lui dira de partir pour qu'elle reste en vie, et elle tentera de sauver des habitants de la ville, sans succès, du carnage. Après la bataille, elle voudra tuer Daenerys, mais Jon l'en empêche et s'en chargera lui-même. Plus tard, elle sera à la réunion des seigneurs où son frère Bran est proclamé Roi des Six Couronnes sur conseil de Tyrion et sa sœur Sansa, Reine du Nord indépendant. Elle militera pour libérer Jon enfermé pour régicide, mais Vers-Gris refuse. Finalement Jon est envoyé à la Garde de Nuit et les Stark se disent adieu sur le quai de Port-Réal, car Arya s'en va découvrir les terres à l'Ouest de Westeros. | |                                                                  |                                                                     |                            |  |
| | |                                                                  |                                                                     |                            |  |
| Portrait au cours d'une conférence de presse | Bran Stark | Isaac Hempstead-Wright                                           | VF : Valentin Maupin (saison 1) Maeldan Wilmet (depuis la saison 2) | 1, 2, 3, 4, 6, 7, 8        |  |
| Portrait au cours d'une conférence de presse | Bran Stark est le deuxième fils et quatrième enfant d'Eddard et Catelyn Stark. Il tient son prénom de son défunt oncle, Brandon. Son loup-garou se nomme Été. Lors de la visite du roi Robert Baratheon à Winterfell, il est le témoin d'une relation sexuelle entre Cersei et Jaime Lannister, avant qu'il ne soit précipité par la fenêtre par ce dernier, la chute lui faisant perdre l'usage de ses jambes de façon permanente. Alors qu'il guérit peu à peu sans aucun souvenir de ce qui a précédé sa chute, un assassin tente de l'éliminer, mais il est sauvé par son loup-géant Été (Summer), qui tue le meurtrier. Sa condition le force à se déplacer sur le dos de Hodor, mais il découvre peu à peu qu'il parvient à contrôler l'esprit de certains animaux, devenant un « Change-peau » (Warg), ainsi que de quelques humains, faisant de lui un être exceptionnel. Il fait aussi des rêves récurrents au sujet d'une corneille à trois yeux. Après que son frère aîné, Robb, se proclame Roi du Nord, Bran devient son héritier et le seigneur de Winterfell. Quand Theon Greyjoy s'empare de la cité, Bran est contraint de fuir vers le Nord à la recherche de Jon Snow, en compagnie de Rickon, son frère cadet, Hodor et Osha. Dans la saison 3, il rencontre Jojen et Meera Reed avec qui il franchit le Mur pour y découvrir des réponses malgré les dangers qui l'y attendent. Une fois le Mur traversé, il demande à Osha d'emmener Rickon et de veiller sur lui. Un soir où le groupe s'est installé trop près du Manoir de Craster occupé par des Mutins, il se fait capturer. Il arrive finalement au bout de son parcours et rencontre la corneille à trois yeux, qui a pris l'apparence d'un vieillard. Ce dernier lui apprend qu'à la fin de sa quête, il pourra voler. On le retrouve dans la saison 6 où il explore le passé avec l'aide de la corneille à trois yeux. Il a une première vision à Winterfell durant l'enfance de son père, de son frère Benjen et de leur sœur Lyanna, ainsi que celle d'Hodor qui apparemment savait parler et s'appelait Wylis. Ensuite il observe l'épisode de la Tour de la Joie, ou Ned, jeune adulte, Howland Reed, le père de Meera et leurs compagnons vont à la rescousse de Lyanna Stark, enlevée par Rhaegar Targaryen (frère de Daenerys). Alors que Ned et Howland, seuls survivants du combat, s'apprêtent à rentrer dans la tour, Bran interpelle son père et celui-ci se retourne mystérieusement. Bran tente ensuite de retourner seul dans le passé mais se fait repérer par le roi de la nuit qui dépose une marque sur ce dernier. Les marcheurs blancs attaquent quelque temps plus tard la caverne, plus protégée magiquement à cause de la marque. Bran et Meera parviennent à s'enfuir grâce au sacrifice d'Hodor, et la corneille à trois yeux est tuée par le roi de la nuit. Une fois dehors, l'armée des morts rattrape rapidement Bran et Meera, et ils sont alors sauvés par Benjen Stark, qui est toujours en vie. Il les dépose par la suite près du mur et repart. Bran parvient alors à retourner dans le passé pour suivre l'épisode de la tour de la Joie. Il découvre alors que Lyanna Stark, mourante, venait d'accoucher du fils de Rhaegar Targaryen et que ce fils n'est autre que Jon Snow. Toujours accompagné de Meera, Bran franchira alors le mur à Châteaunoir pour retourner à Winterfell. Une fois de retour, il retrouve Sansa, régente du nord en l'absence de Jon. Bien qu'il soit l'héritier légitime, il se détourne de cette fonction étant devenu la corneille à trois yeux. Il lui fait découvrir ses pouvoirs. Littlefinger lui donne la dague qui aurait dû être utilisée pour le tuer lors de la première saison. Meera lui dit au revoir. Alors que Bran retrouve Arya, il lui confie la dague que Littlefinger lui a donné. Il a des visions où il voit l'armée des morts en marche vers Fort-Levant, l'un des châteaux de la garde de nuit. Il prévient les mestres de Villevieille et Jon par corbeau. Sansa et Arya étant en désaccord, il met un terme aux manigances de Littlefinger en révélant ses crimes aux chevaliers du Val avec Sansa et Arya. Une nouvelle vision lui permet de voir la chute du Mur, détruit par Viserion maintenant mort-vivant et sous les ordres du Roi de la nuit. C'est également lui qui révèle avec l'aide de Sam que Jon est en réalité Aegon Targaryen, fils de Lyanna Stark et Rhaegar Targaryen et héritier légitime du trône de fer. Lors de la bataille contre l'armée des morts, Bran se place volontairement dans le Bois sacré, seulement protégé de Theon et quelques hommes, afin d'attirer les Marcheurs blancs pour les éliminer, un stratagème qui réussit. Le garçon révèle ensuite à ses sœurs la véritable identité de Jon avec l'aval de ce dernier. Après la chute de Port-Réal, Bran se retrouve parmi les seigneurs pour juger Tyrion et le sort de Jon, mais aucun consensus n'est trouvé. Tyrion propose alors d'élire Bran comme nouveau monarque de par ses pouvoirs de corneille à trois yeux, sans descendance possible, un choix approuvé par tous. Bran, dit désormais « Brandon le Brisé », accorde à Sansa l'indépendance du Nord, et demande Tyrion comme main du roi ; il consent également aux Immaculés la libération de Jon et son exil au Mur. Lors de son premier conseil en tant que monarque officiel, Brandon le Brisé accordera liberté à ses conseiller pour reconstruire Port-Réal, tandis que lui-même se concentrera pour retrouver Drogon. |                                                                  |                                                                     |                            |  |
| | |                                                                  |                                                                     |                            |  |
| | Rickon Stark | Art Parkinson                                                    | VF : Antoine Fonck                                                  | 1, 2, 3, 6 (✝), 8 (✝)      |  |
| Fils cadet de Ned et Catelyn Stark. Il est déterminé, comme l'est son loup-géant Broussaille (Shaggydog). Après que Winterfell est mis à sac par Theon Greyjoy, Rickon, Bran, Hodor et Osha fuient vers le Nord. Bran, pour le protéger, demande à Osha de quitter le groupe avec Rickon. Dans la saison 6 les Omble le trahissent et le livrent lui et Osha à Ramsay Bolton, à Winterfell. À la fin de la saison 6, lorsque les troupes de Jon Snow et celles de Ramsay Bolton se font face, ce dernier relâche et ordonne au jeune Stark de rejoindre son frère en courant, le plus vite possible. Durant sa course, des flèches tirées par Ramsay Bolton percutent le sol à quelques centimètres de Rickon. Dans le même temps, Jon Snow rejoint à cheval son frère afin de le protéger des tirs de Ramsay. Au moment où Jon et Rickon se rejoignent, une flèche transperce le torse de Rickon, provoquant sa mort, quasi instantanée. Son corps sera entreposé dans la crypte de Winterfell, à côté du corps de son défunt père. Au cours de la longue bataille de Winterfell, son corps et tous ses ancêtres dans la crypte rejoignent l'Armée des morts et s'en prennent à toutes les personnes venues se réfugier dans la crypte. Ce maléfice prendra fin avec la destruction du Roi de la Nuit par Arya. | |                                                                  |                                                                     |                            |  |
| | |                                                                  |                                                                     |                            |  |
| | Talisa Maegyr | Oona Chaplin                                                     | VF : Sylvie Jacob                                                   | 2, 3 (✝)                   |  |
| Talisa Stark (née Maegyr) est guérisseuse sur le champ de bataille de la Guerre des Cinq Rois (War of the Five Kings). Elle dit venir de la Cité libre de Volantis. Elle épouse Robb en secret et tombe enceinte peu après. Mais elle meurt sauvagement et traitreusement poignardée au ventre ainsi que son enfant à naitre par Lothar au cours du massacre des Noces Pourpres (Red Wedding Massacre). Aucun personnage de ce nom n'apparaît dans les romans. Talisa devait à l'origine s'appeler Jeyne, ce qui renvoie au personnage de Jeyne Westerling de la saga littéraire, la fille d'un banneret des Lannister qui soigne Robb lorsqu'il a attaqué leur château. | |                                                                  |                                                                     |                            |  |

#### Maisonnée et bannerets
| Photo | Nom | Acteur                                | Doublage francophone          | Saisons           |
| --- | --- | ------------------------------------- | ----------------------------- | ----------------- |
| | |                                       |                               |                   |
| | Mestre Luwin | Donald Sumpter                        | VF : Jean-Claude Donda        | 1, 2 (✝)          |
| Luwin est le mestre de Winterfell et le conseiller en chef de Lord Stark. Il est l'un des rares mestres à avoir étudié la magie et les sciences occultes. Lorsque le nouveau Seigneur de Winterfell, Robb Stark, quitte la capitale du Nord, Luwin et Rodrik Cassel sont chargés de la gestion de la cité tant que Bran n'est pas en âge de régner. Luwin est contraint d'aider Theon Greyjoy lorsque celui-ci envahit Winterfell puisqu'il est dans ses fonctions de conseiller les souverains de la capitale. Mais lorsqu'il essaye de venir en aide à Theon après la rébellion de ses hommes, Luwin est poignardé par Dagmer. Après avoir difficilement et douloureusement rejoint Bran et Rickon et leur avoir déclaré sa loyauté et son amour pour la famille, Osha abrège ses souffrances. Avant de mourir, le Mestre leur avait demandé de fuir Winterfell vers Chateaunoir avant qu'"ils" reviennent. Les "ils" en question ne sont pas les Fer-Nés, mais les Bolton qui ont incendié Winterfell. La trahison des Bolton contre les Stark avaient commencé à ce moment là.                  | |                                       |                               |                   |
| | |                                       |                               |                   |
| | Rodrik Cassel | Ron Donachie                          | VF : Sylvain Lemarié          | 1, 2 (✝), 6       |
| Ser Rodrik Cassel est le maître d'arme (Master-at-Arms) de Winterfell. Après avoir découvert l'origine du poignard ayant servi dans la tentative d'assassinat sur Bran, il accompagne Lady Stark jusqu'à Port-Réal. À leur retour, lorsqu'elle décide de rejoindre l'armée de Robb, elle nomme Ser Rodrick châtelain de Winterfell. Il est exécuté par Theon Greyjoy, dégoûté par la trahison de la pupille de Ned Stark lorsqu'il a envahi la capitale du Nord. Dans la saison 6, on le voit entraîner les jeunes Ned et Benjen Stark à Winterfell dans une vision de Bran. | |                                       |                               |                   |
| | |                                       |                               |                   |
| | Jory Cassel | Jamie Sives                           | VF : Gérard Sergue            | 1 (✝)             |
| Capitaine de la Garde de Winterfell, Jory est le neveu de Rodrick Cassel. Il accompagne Lord Stark à Port-Réal lorsqu'il y est fait Main du roi, et il est tué par Jaime Lannister au cours d'un combat entre les hommes de Jaime et Ned après la capture de Tyrion Lannister par Lady Stark. | |                                       |                               |                   |
| | |                                       |                               |                   |
| Portrait en conférence de presse | Hodor | Kristian Nairn                        | VF : Julien Meunier           | 1, 2, 3, 4, 6 (✝) |
| Portrait en conférence de presse | Arrière-petit-fils de Vieille Nan, Hodor est un immense garçon d'écurie, physiquement très fort, mais mentalement attardé dont les seules paroles sont « Hodor ». Il est dévolu au service de Bran Stark qu'il transporte sur son dos après que celui-ci a perdu l'usage de ses jambes. Avec Osha, il aide Bran et Rickon à s'échapper de Winterfell pour aller vers le Nord. Un soir où le groupe s'est installé trop près du Manoir de Craster occupé par des Mutins, il se fait capturer. Ils sont libérés grâce à l'intervention de Jon Snow et de la garde de nuit, et Bran l'utilise même pour tuer Locke. Ils parviennent jusqu'au repère de la corneille à trois yeux où ils se font attaquer par des Marcheurs Blancs. Ils sont alors sauvés grâce aux Enfants de la forêt. On le retrouve aux côtés de Bran dans la saison 6. On apprend dans une vision de celui-ci qu'Hodor a eu une enfance normale, s'appelait en fait Wylis, savait parler et passait son temps à jouer avec Ned, Benjen et Lyanna Stark. « Hodor » fait référence au dernier ordre qui lui est donné par Bran « Hold the door! » (« Tiens la porte, qu'ils n'aillent pas au dehors ! »), lui permettant de sauver une dernière fois la vie de Bran et Meera lors de l'attaque des Marcheurs Blancs. |                                       |                               |                   |
| | |                                       |                               |                   |
| | Vieille Nan (Old Nan) | Margaret John Annette Tierney (jeune) |                               | 1 (✝), 6          |
| Vieille Nan est la servante de la Maison Stark et elle raconte aux enfants des histoires venues d'au-delà du mur. C'est l'arrière-grand-mère de Hodor. Elle apparaît donc dans une vision de Bran où elle refuse qu'Hodor joue avec les Stark. L'actrice Margaret John est morte avant le tournage de la saison 2, et les scénaristes ont également fait mourir son personnage entre les deux saisons plutôt que de prendre une autre actrice pour jouer son rôle. | |                                       |                               |                   |
| | |                                       |                               |                   |
| | Septa Mordane | Susan Brown                           |                               | 1 (✝)             |
| Septa Mordane est une prêtresse de la Foi des Sept Dieux (Priestess of the Faith of the Seven Gods) et elle est affectée au service et à l'éducation des jeunes filles de Winterfell, Sansa et Arya. Elle aide Sansa à se cacher mais est tuée par les Lannister après la trahison de Ned Stark. | |                                       |                               |                   |
| | |                                       |                               |                   |
| | |                                       |                               |                   |
| Portrait en intérieur, souriante | Osha | Natalia Tena                          | VF : Céline Ronté             | 1, 2, 3, 6 (✝)    |
| Portrait en intérieur, souriante | Osha est une sauvageonne en fuite, capturée par Robb et retenue prisonnière à Winterfell. Elle travaille aux cuisines, et s'occupe également de Bran. Lorsque la cité est prise par Theon Greyjoy, elle aide les deux enfants Stark à fuir vers le Nord avec Hodor et leurs loups-géants. Ils sont à la recherche de Jon Snow, mais après avoir rencontré Jojen et Meera Reed, Bran décide de traverser le Mur. Osha refuse de retourner au-delà du Mur et elle emmène Rickon se cacher chez un banneret du Nord. Elle se fait livrer à Ramsay par le nouveau Lord Omble avec Rickon dans la saison 6. Ayant pour projet de l'assassiner, elle tente de le séduire, mais Ramsay avait été informé par Theon des techniques de la Sauvageonne. Il lui plante un couteau dans la gorge alors qu'elle allait lui planter un poignard dans la tête. |                                       |                               |                   |
| | |                                       |                               |                   |
| | Rickard Karstark Torhen Karstark | John Stahl Duncan Lacroix             | VF : Achille Orsoni           | 1, 2, 3 (✝) 2 (✝) |
| Rickard Karstark est le Seigneur de Karhold (Lord of Karhold), banneret du Nord et membre du conseil de guerre de Robb Stark. Cousins éloignés des Stark, Rickard est anéanti par la mort de son fils Torhen, assassiné par le « Régicide » dans une tentative d'évasion. Déçu par la façon dont Robb a géré les choses et de ne pouvoir venger la vie de son fils, il trahit le Roi du Nord qui l'exécute lui-même. | |                                       |                               |                   |
| | |                                       |                               |                   |
| Portrait en représentation théâtrale | Jon Omble (Jon Umber) | Clive Mantle                          | VF : Michel Vigné             | 1 (✝)             |
| Portrait en représentation théâtrale | Jon Omble, surnommé « le Lard-Jon » (the Greatjon), est le Seigneur d'Âtre-les-Confins (Lord of Last Hearth), banneret du Nord et vassal des Stark. Il recueille Rickon Stark après la mort du roi du Nord, Robb Stark. Il est annoncé mort par son fils dans la saison 6 lors de la remise de Rickon Stark à Ramsay Bolton. |                                       |                               |                   |
| | |                                       |                               |                   |
| | Jojen Reed | Thomas Sangster                       | VF : Gabriel Bismuth-Bienaimé | 3, 4 (✝)          |
| Jojen est le fils cadet d'Howland Reed, Seigneur de Griseaux et ami d'Eddard Stark pendant la Rébellion de Robert Baratheon. Alors que sa sœur est chargée de le protéger, Jojen est un jeune garçon qui possède certains pouvoirs et dont les connaissances sur la magie sont très développées. Il décide de quitter ses terres pour rejoindre Bran et de l'aider à accomplir sa quête. Un soir où le groupe s'est installé trop près du manoir de Craster occupé par des Mutins, il se fait capturer. Il meurt lors d'une attaque de Marcheurs blancs et son corps est détruit par un Enfant des forêts avant qu'il ne revienne à la vie sous la forme de l'un d'eux. | |                                       |                               |                   |
| | |                                       |                               |                   |
| | Meera Reed | Ellie Kendrick                        | VF : Céline Rotard            | 3, 4, 6, 7        |
| Meera est la grande sœur de Jojen, et elle a pour mission de veiller sur lui. Un soir où le groupe s'est installé trop près du Manoir de Craster occupé par des Mutins, elle se fait capturer. Elle perd son frère lors d'une attaque de marcheurs blancs et est forcée de pulvériser son corps pour éviter qu'il ne revienne à la vie sous la forme de l'un d'eux. Cette mort l'anéantit complètement. Dans la saison 6 elle est fatiguée de devoir rester au repère de la corneille à trois yeux et pense que Bran ne peut pas sauver le monde en y restant. Feuille lui explique alors que Bran Stark ne restera pas éternellement ici et que son destin est de retourner à Westeros. Lors de l'attaque du roi de la nuit contre la cave de la corneille à trois yeux, Meera parvient à s'enfuir avec Bran grâce au sacrifice d'Hodor, et ils sont ensuite récupérés par Benjen Stark qui les amène au mur. Meera passera alors le mur avec Bran pour le reconduire à Winterfell. Ensuite, elle rentre chez elle pour aider sa famille à se préparer pour la guerre contre les marcheurs blancs. | |                                       |                               |                   |
| | |                                       |                               |                   |
| | Lyanna Mormont | Bella Ramsey                          |                               | 6, 7, 8 (✝)       |
| Lyanna Mormont est une jeune fille de 10 ans qui dirige la famille Mormont. Malgré son âge, c'est une jeune fille avec un fort caractère. John, Sansa et Davos se rendent sur l'île aux ours pour demander son aide pour reprendre Winterfell. Elle refuse dans un premier temps mais finit par accepter quand Davos lui parle de la menace des marcheurs blancs qui arrivent. Une fois Winterfell reprise, Lyanna Mormont est la première à proclamer Jon Snow roi du Nord. Bientôt suivie par le reste des bannerets des Stark. Lors de la bataille de Winterfell, elle est grièvement blessée par un géant mais parvient à tuer ce dernier en lui enfonçant une lance de verredragon dans l'œil. Elle succombe des suites de ses blessures. Le roi de la nuit la réanime puis elle se désintègre en même temps que lui. | |                                       |                               |                   |
| | |                                       |                               |                   |
| | Mestre Volkan | Richard Rycroft                       |                               | 6, 7, 8           |
| Mestre Volkan est un membre de l'ordre de mestres au service de la maison Bolton. Il voit Ramsay tuer son père, et convoque à contre-cœur Walda à Ramsay. Après la bataille des bâtards et la défaite de Ramsay, il sert les Stark. Il crée un fauteuil roulant pour Bran, et sert Sansa du mieux qu'il peut. | |                                       |                               |                   |
| | |                                       |                               |                   |
| | Harald Karstark | Paul Rattray                          |                               | 6 (✝)             |
| Harald Karstark est le fils de Rickard Karstark et seigneur de Karhold après la mort de son père. Après la fuite de Sansa de Winterfell, il se rallie aux Bolton et combattra du côté de Ramsay lors de la bataille des bâtards. Il trouve la mort durant cette bataille. Bien que sa mort ne soit pas montrée, elle est confirmée par Jon Snow dans la saison 7. | |                                       |                               |                   |
| | |                                       |                               |                   |
| | Jon Omble (Jon Umber) | Dean S. Jagger                        |                               | 6 (✝)             |
| Jon Omble, surnommé « P'tit-Jon » (Smalljon) est le fils du Greatjon. Il livre Rickon et Osha à Ramsay mais refuse de prêter allégeance à ce dernier. Il finit cependant par devenir le chef de son arrière-garde lors de la Bataille des Bâtards, et chargera après l'encerclement. Il sera tué par Tormund Fléau d'Ogres qui lui arrache la gorge à coup de dents lors de cette même bataille. Dans les romans, P'tit-Jon Omble, fidèle soldat de Robb Stark, est tué aux Jumeaux lors des Noces pourpres, alors qu'il tentait désespérément de protéger le Jeune Loup. | |                                       |                               |                   |
| | |                                       |                               |                   |
| | Ned Omble | Harry Grasby                          |                               | 7, 8 (✝)          |
| Ned Omble est un jeune garçon qui succède à la tête de la maison Omble après la mort de P'tit-Jon lors de la bataille des bâtards. Jon Snow décide de gracier sa maison en échange de l'allégeance de Ned. Après que les marcheurs blancs aient percé une brèche dans le mur, la maison Omble à Âtre-lès-Confins est la première à subir l'attaque et le jeune Ned est tué dans son château lors de l'attaque. Réanimé en marcheur blanc, il sera définitivement tué par Béric Dondarrion. Ainsi s'éteint la Maison Omble. | |                                       |                               |                   |
| | |                                       |                               |                   |
| | Alys Karstark | Megan Parkinson                       |                               | 7, 8 (✝)          |
| Alys Karstark est une jeune fille qui succède à la tête de la maison Karstark après la mort de Harald Karstark lors de la bataille des bâtards. Comme pour la maison Omble, Jon Snow décide de gracier cette maison qui s'était ralliée à Ramsay Bolton en échange de l'allégeance d'Alys. Au début de la saison 8, Alys Karstark et ses troupes trouvent refuge à Winterfell en prévention de la bataille qui s'annonce contre l'armée des morts. Elle protège Bran aux côtés de Theon lors de la bataille de la longue nuit et meurt probablement lorsque les marcheurs blanc et spectres envahissent le bosquet sacré. | |                                       |                               |                   |

### Maison Targaryen
Lieux-clés : Essos.
La Maison Targaryen était la plus puissante Maison de Westeros basée à Peyredragon. Elle avait longtemps régné en dynastie à la tête du Royaume (dont elle avait même connu une guerre civile surnommée "Danse des dragons" deux cents ans plus tôt, voir la série dérivée House of the Dragon) dont les derniers représentant furent les rois Aerys Targaryen (surnommé le roi fou), puis Daenerys Targaryen. Après l'assassinat du roi Aerys par Jaime Lannister (surnommé le régicide), les Targaryen furent tous assassinés à l'exception de Maestre Aemon (membre de la Garde de Nuit à Châteaunoir), Viserys Targaryen et sa sœur Daenerys Targaryen tous deux exilés sur le continent Essos. Une fois la guerre terminée, un autre Targaryen vint au monde, mais longtemps caché sous l'identité de Jon Snow. À la mort de son frère et après la naissance de ses dragons (200 ans après la disparition des derniers dragons lors de la Danse des dragons), Daenerys connait une ascension de pouvoir et rassemble progressivement des partisans et libère des villes et les esclaves, tout en rassemblant les Dothraki, hordes sauvages. Gagnant progressivement de l'influence sur les deux continents, elle se lance au bout de quelques années de conquêtes à Westeros avec pour objectif de prendre le Trône de Fer. Mais sa rencontre avec Jon Snow change ses plans et part dans le Nord s'allier avec la Maison Stark pour contrer l'invasion des Marcheurs Blancs. Là-bas, elle apprend la véritable identité de Jon Snow et le fait que ce dernier est l'héritier légitime du Trône de Fer (et pas elle). Par la suite, elle détruit Port-Réal, tuant la reine Cersei et ses habitants et devient reine de Westeros. Mais elle ne compte pas s'arrêter là et a l'intention de conquérir le monde entier. Elle est ensuite poignardée par son neveu Jon Snow avant de pouvoir s'asseoir sur le Trône de Fer. Après sa mort, son dernier dragon fond le Trône et emporte sa dépouille à Essos, tandis que Jon, dernier représentant Targaryen, est envoyé au Mur. Ce dernier devient par la suite Roi d'au-delà-du-Mur.

#### Famille
| Photo | Nom | Acteur        | Doublage francophone    | Saisons                                                              |  |
| --- | --- | ------------- | ----------------------- | -------------------------------------------------------------------- |  |
| | |               |                         |                                                                      |  |
| | Daenerys Targaryen | Emilia Clarke | VF : Marie Tirmont      | House of the Dragon : 2 Game of Thrones : 1, 2, 3, 4, 5, 6, 7, 8 (✝) |  |
| Daenerys Targaryen est la princesse exilée de la dynastie Targaryen. Surnommée Daenerys « du Typhon » (the Stormborn), elle et son frère Viserys sont envoyés incognito à Essos à la fin de la rébellion menée par Robert Baratheon contre leur père, Aerys II, le « Roi fou ». Pendant 17 ans, elle a été placée sous l'autorité de son frère, uniquement désireux de récupérer le Trône de fer quel qu’en soit le prix. En échange d'une armée, celui-ci la marie au chef Dothraki, Khal Drogo, faisant d'elle une « Khaleesi », reine des Dothraki. D'abord effrayée par son nouvel époux, Daenerys apprend à l'aimer, en même temps qu'elle découvre la culture et la langue Dothraki. Elle finit par se rebeller contre son frère, fatiguée de ses menaces, et laisse son époux l'assassiner sous ses yeux. Elle tombe enceinte de Drogo, un fils sur le lequel une prophétie Dothraki dit qu'il sera « L’Étalon qui monte le Monde » (The Stallion Who Mounts the World). Mais lorsque Drogo tombe malade, une sorcière prénommée Mirri Maz Duur, propose à la jeune princesse d'échanger la vie de son enfant à naître contre celle de son époux. Mais la sorcière s'est jouée de Daenerys qui perd à la fois son époux et son fils. Mirri est condamnée au bûcher et Daenerys décide de se fier aux œufs de dragons reçus en cadeau de mariage en entrant dans le brasier. La Khaleesi survit aux flammes tandis que naissent les trois dragons. Cette séquence apparait dans les visions de son ancêtre Daemon Targaryen dans l'épisode 8 de la saison 2 de la série House of the Dragon 210 ans plus tôt. Désormais autoproclamée « Mère des Dragons » (Mother of Dragons), elle commence un long et difficile périple en quête d'une armée et d'un moyen de traverser la mer pour reprendre le Trône de Westeros qui lui revient de droit. Elle voyage aux côtés de ceux qui lui sont restés fidèles : le reste des Dothrakis qui ne l'ont pas abandonnée, ainsi que Jorah Mormont. Obligée de se tourner vers l'est pour éviter les territoires Dothrakis, elle arrive dans la ville de Qarth, seul espoir d'échapper au désert. Bien que les dirigeants de la ville lui refusent d'abord l'entrée, elle est finalement prise sous l'aile d'un riche marchand du nom de Xaro Xhoan Daxos. Ce dernier lui propose de lui donner son or pour acquérir bateaux et armée, en échange de sa main. Daenerys hésite mais finit par refuser. Ses dragons se font alors enlever par un sorcier du nom de Pyat Pree, complice de Daxos qui s’autoproclame roi de Qarth. Daenerys parvient à retrouver ses dragons dans une mystérieuse tour, et tue Pyat Pree avec l'aides de ses jeunes dragons. Elle retrouve ensuite Xaro Xhoan Daxos et le fait enfermer vivant dans son coffre avec sa complice, avant de piller la villa et de quitter la ville. Daenerys se tourne alors vers les marchands d'esclaves de La Baie des serfs pour acheter de redoutables soldats eunuques soumis appelés « Les Immaculés » à Astapor. Elle y rencontre Barristan Selmy qui se met à son service après avoir été rejeté par Joffrey Baratheon. Elle rencontre également Kraznys mo Naklaz, maître esclavagiste des immaculés, et Missandei, esclave et traductrice. L'homme refuse d'abord de vendre ses soldats, mais finit par accepter contre un dragon. Daenerys parvient cependant à se débarrasser de Kraznys juste après s'être emparé des immaculés, qui éliminent les autres maîtres esclavagistes de la ville. Daenerys libère ensuite les immaculés de l'esclavagisme, mais tous décident de rester la servir, tout comme Missandei. Daenerys s'arrête ensuite à Yunkaï, autre ville esclavagiste, qu'elle réussit à prendre avec l'aide de Daario Naharis, chef d'un groupe de mercenaires, qui devient par la suite un proche confident. Elle abroge l'esclavage dans la ville, où elle se fera acclamer par la foule. Daenerys part faire de même à Meeren, ville voisine, qu'elle prend en provoquant une révolte des esclaves, à qui elle fournit les armes. Choquée sur le chemin de Meereen par les 163 enfants esclaves morts crucifiés, elle décide de faire justice en crucifiant un nombre égal de Grands Maîtres esclavagistes, décision que Barristan Selmy conteste. Mais elle apprend rapidement que Yunkaï a renoué avec la tradition esclavagiste à la suite du manque d'autorité. Elle décide de diriger Meereen comme reine mais découvre que régner est difficile et a de plus en plus de mal à contrôler ses dragons. Après avoir appris que Drogon a tué un enfant et disparu par la suite, elle décide d'enfermer Viserion et Rhaegal par précaution. Tandis qu'elle succombe au charme de Daario, elle apprend que Jorah était à l'origine un espion au service de Robert Baratheon. Elle lui demande alors de quitter immédiatement la ville de ne plus jamais croiser son chemin. Par la suite, elle doit faire face aux Fils de la Harpie, une secte esclavagiste qui s'attaque aux soldats Immaculés. Lors d'une embuscade de ces derniers, Ver Gris, commandant des immaculés, est blessé, et Barristan Selmy est tué. Consciente qu'elle n'arrive pas à gérer les tensions de la population, Daenerys décide d'accepter de rouvrir les arènes, malgré son dégoût pour les jeux, et d'épouser un riche citoyen de Meereen : Hizdhar zo Loraq. Elle recroise lors d'une tournée dans différentes arènes la route de Jorah Mormont, qui lui amène Tyrion Lannister en cadeau. Elle décide de garder Tyrion comme conseiller, mais bannit à nouveau Jorah, ne lui ayant toujours pas pardonné de l'avoir espionnée. Lors d'un combat dans l'arène de Meereen, Jorah se montre une nouvelle fois face à sa reine en tant que gladiateur, et lui sauve in-extremis la vie en tuant un assassin du Fils de la Harpie. Mais celui-ci n'est pas seul et d'autres tueurs apparaissent. Hizdhar est tué. Les Immaculés, Jorah, Tyrion et Daario encerclent Daenerys pour la protéger mais les ennemis se rapprochent. Drogon réapparaît soudainement et brûle plusieurs assaillants. Daenerys finit par chevaucher le dragon et parvint à s'enfuir de l'embuscade. Elle arrive cependant en plein Territoire Dotrak et se fait enlever par les Dothrakis du Khal Moro. Elle apprend qu'elle doit finir ses jours au Dosh Khalleen comme toutes les veuves de Khals, ou les Khals lui réserveront un destin bien moins aimable. Jorah et Daario la retrouvent et tous trois conviennent d'un plan. Alors que destin se décide lors d'une réunion de tous les Khals, elle insulte ceux-ci avant d'incendier le bâtiment d'où elle ressort indemne, le reste du peuple Dothraki à ses pieds. Plus tard, Jorah lui révèle sa maladie, ainsi que son amour pour elle. Daenerys finit alors par lui pardonner et lui ordonne de trouver un remède avant de revenir la servir loyalement comme il l'a toujours fait. Elle retourne ensuite à Meereen pour y découvrir la ville assiégée. Elle parvient néanmoins à vaincre une nouvelle fois ses ennemis à l'aide de ses dragons et de l'armée dothraki. Elle reçoit ensuite la visite de Yara et Theon Greyjoy et les deux femmes tombent d'accord pour s'aider mutuellement à reconquérir leur trône respectif. Avant de partir, elle demande à Daario de rester à Meereen pour y préserver la paix, puis nomme Tyrion au poste de Main de la reine. Daenerys met ensuite les voiles sur Westeros grâce à la flotte combinée des esclavagistes vaincus et des Greyjoy. Daenerys décide d'accoster à Peyredragon, lieu de sa naissance, pour lancer sa conquête de Westeros. Avec l'aide de Tyrion, elle élabore un plan : ses alliés assiégeront la capitale tandis que les immaculés, menés par Ver Gris, attaqueront Castral Rock, demeure ancestrale des Lannister. Daenerys reçoit également la venue de Mélisandre qui lui informe de la présence de John Snow comme nouveau roi dans le Nord. Estimant qu'il ferait un bon allié, Tyrion décide de l'inviter à venir rencontrer Daenerys. Ceci fait, Jon refuse néanmoins de plier le genou devant elle et évoque la menace des Marcheurs blancs qui pèsent sur tout le royaume, à laquelle elle reste sceptique quant-à leur existence. Sous les conseils de Tyrion, elle se rapproche tout de même de Jon en lui permettant d'extraire le verre dragon de l'île. Elle apprend par Varys la défaite de Yara et Ellaria Sand face à Euron Greyjoy et la mort d'Olenna Tyrell, et souhaite se lancer seule à la poursuite de ce dernier avec ses dragons, ce que ses conseillers lui dissuadent de faire. Sur le conseil de Jon, elle décide de ne pas brûler les châteaux. Néanmoins, elle part avec Drogon et les Dothrakis affronter l'armée Lannister. Son intervention permet une victoire décisive en brûlant soldats et cargaisons de nourriture malgré une flèche tirée par Bronn avec le Scorpion de Qyburn qui met Drogo et sa mère à terre. L'intervention du mercenaire permet également à Jaime de s'enfuir. La bataille terminée, elle demande aux rescapés de ployer le genou. Seuls Randyll et Dickon Tarly refusent et ils sont brûlés vifs. Revenue de la bataille sur le dos de Drogon, elle est surprise quand ce dernier tente un rapprochement avec Jon. Elle retrouve aussi Jorah Mormont, fraîchement guéri. Après avoir reçu un corbeau de Bran les alertant de la progression des marcheurs blancs au-delà du Mur, elle accepte à contre-cœur de laisser Jon partir en expédition afin de ramener un mort comme preuve de leur existence. Alors que Jon, Jorah, Gendry et Davos ont quitté Peyredragon pour Fort-Levant, elle reste avec Tyrion. Ils ont une discussion sur son attirance pour Jon, sur la mort des Tarly et sur son successeur, ne pouvant pas avoir d'enfant. Alertée par corbeau du danger que courent Jon et les autres, elle décide de partir pour Fort-Levant avec Drogon, Rhaegal et Viserion bien que Tyrion le lui déconseille. Elle arrive à temps pour sauver le groupe mais perd dans cette nouvelle bataille Viserion, tué par le Roi de la nuit. Alors que Jon est encore à terre et que les autres ont pu grimper sur Drogon, elle est contrainte de partir pour éviter qu'un autre de ses dragons meurent. Jon parviendra tout de même à revenir, et la reine découvrira avec stupeur les cicatrices sur son corps. Elle restera au chevet de Jon jusqu'à son réveil et alors que ce dernier s'excuse et lui prête allégeance, ils se rapprochent. En route pour Port-Réal pour la rencontre avec Cersei, elle arrive à Fossedragon sur le dos de Drogon. Tyrion mène la discussion et elle témoigne de ce qu'elle a vu au-delà du mur. Alors que Jon réitère son allégeance pour Daenerys, mais cette fois devant tout le monde, elle lui raconte l'histoire de Fossedragon, pendant que Tyrion est en discussion avec Cersei. Elle lui rappelle une fois encore qu'elle ne peut pas avoir d'enfant, mais Jon en doute. Revenus à Peyredragon pour établir le plan de combat pour protéger le Nord, elle décide contre l'avis de ses conseillers de voyager avec Jon en bateau où ils finissent par succomber l'un à l'autre. En arrivant à Winterfell, Daenerys reçoit un accueil froid des Nordiens. Elle se rend avec Jorah Mormont au devant de Samwell Tarly pour le remercier d'avoir sauvé la vie de son ami. Mais Daenerys comprend qu'il est le fils de Randyll Tarly et lui avoue sans détour qu'elle l'a exécuté ainsi que son frère Dickon car ils ont refusé de se soumettre. Peu après son arrivée, Jaime Lannister est jugé par Daenerys, Sansa et Jon : Jaime a jadis tué son père le « roi fou » et Daenerys s'était promis de le venger. Elle lui fait également remarquer que Cersei n'a pas tenu sa parole puis s'énerve contre Tyrion qui tente de défendre son frère. Bienne intervient cependant et vante les qualités humaines et chevaleresques de Jaime ; Sansa décide de lui faire confiance également, tout comme Jon. Daenerys se soumet mais fulmine contre Tyrion qu'elle juge incompétent. Plus tard, alors qu'elle est seule dans ses appartements, Jorah lui rend visite et plaide la cause de Tyrion auprès d'elle. Par la suite et sur conseil de Jorah, Daenerys tente de se rapprocher de Sansa, mais à sa grande surprise, Sansa défend également le nain. Les tensions reviennent quand Sansa veut savoir quel est l'avenir du Nord. Elles sont interrompues par Theon Greyjoy qui propose ses services et lui apprend que Yara Greyjoy est libre et en route pour reconquérir les Îles de Fer pour elle. Lors du conseil de guerre avant la Grande Bataille de Winterfell, Daenerys écoute le plan des Stark et intervient uniquement pour convaincre Tyrion de rester caché. Durant la nuit, elle trouve Jon dans la crypte face à la statue de Lyanna Stark. Daenerys mentionne la réputation de son frère Rhaegar Targaryen, puis récite alors ses actes de bonté avant d'être dégoûtée d'avouer qu'il a violé cette dernière. Jon lui révèle alors que Rhaegar n'a fait aucun mal à Lyanna et qu'ils se sont en réalité aimés, puis mariés et qu'ils ont eu un fils, lui-même, et que son véritable nom est Aegon Targaryen. Daenerys est abasourdie par cette révélation et clame que désormais, Jon pourrait réclamer le Trône de Fer. Mais la corne d'alarme retentit et les deux amants rejoignent leur dragon. Lors de la bataille, Daenerys monte Drogon et Jon Rhaegal, mais un blizzard glacé gêne leurs attaques. Le Roi de la Nuit intervient, juché sur Viserion, et Jon se retrouve au sol avec le marcheur blanc. Ce dernier réanime les guerriers tombés sur le champ de bataille mais Daenerys sauve Jon grâce à Drogon dont les flammes ravagent les ennemis, mais restent sans effet sur le Roi la Nuit. Daenerys se retrouve à son tour désarçonnée et combat les morts-vivants aux côtés de Jorah, mais ce dernier est mortellement blessé et meurt dans les bras de sa reine peu avant la victoire de Winterfell. La menace au nord terminée, elle et son armée font route pour Port-Réal mais ils sont pris en embuscade par la flotte des Fer-Nés menée par Euron Greyjoy. Rhaegal est tué par des balistes, les bateaux des Immaculés sont détruits et Missandei est capturée. Quand Daenerys arrive devant les portes de Port-Réal, la reine Cersei l'attend en compagnie de sa prisonnière et la fait exécuter par Gregor Clegane (« la Montagne ») malgré les tentatives de négociation de Tyrion. Dès lors, les multiples actions des ennemis de Daenerys à son encontre ont raison de son humanité, et la divulgation du secret de l'identité de son amant, Jon Snow, finit de la rendre paranoïaque sur la fidélité de son propre entourage. Comprenant qu'elle n'est pas légitime aux yeux du peuple de Westeros pour siéger sur le Trône de Fer, elle explique à Jon qu'elle n'a plus d'autre choix que de gouverner par la peur. Elle fait exécuter par le feu de Drogon son conseiller Varys dont elle a appris la trahison, et veut la destruction massive de la capitale. Tyrion parvient Néanmoins à la convaincre une nouvelle fois de retarder l'assaut dans l'espoir d'obtenir la reddition pacifique de la ville. Sans attendre, Daenerys lance la première l'assaut contre Port-Réal à dos de Drogon. Après avoir réduit à néant la flotte des Fer-Nés, elle parvient à détruire l'ensemble des balistes de Qyburn et à ouvrir une brèche dans la muraille de la ville, tout en neutralisant la Compagnie Dorée postée en défense. Une fois les Immaculés et les Dothrakis en ville, l'armée Lannister finit par capituler. Mais, alors que les cloches de Port-Réal sonnent la reddition de Cersei, Daenerys, ivre de rage et de rancœur, entreprend la destruction par le feu de la ville tandis que son armée la suit et tue aveuglément, devant les yeux horrifiés de Tyrion et de Jon qui assistent en première ligne au massacre. À l'issue de la bataille, Port-Réal n'est plus que ruines et cendres, et sa population est décimée. Devenue maîtresse des lieux, Daenerys annonce à ses armées qu'elle continuera à libérer les peuples du monde entier, prolongeant de facto les conquêtes. Ayant eu vent de la libération de Jaime par Tyrion peu avant la bataille, Daenerys fait arrêter ce dernier qui lui jette son insigne de « Main de la Reine » pour avoir commis un génocide. Plus tard, elle arrive dans les ruines du palais et touche du doigt le Trône de Fer qu'elle a tant convoité. Jon la rejoint peu après pour essayer de la convaincre d'arrêter la guerre. Elle refuse mais Jon fait mine d'accepter sa décision avant de l'embrasser ; lors du baiser, il la poignarde en plein cœur, sauvant ainsi Westeros de la folie meurtrière de sa reine. Drogon emporte ensuite son corps vers Essos après avoir détruit le Trône de Fer et épargné Jon, le dernier des Targaryen. | |               |                         |                                                                      |  |
| | |               |                         |                                                                      |  |
| Portrait dans la rue, sous un parapluie | Viserys Targaryen | Harry Lloyd   | VF : Sébastien Desjours | 1 (✝)                                                                |  |
| Portrait dans la rue, sous un parapluie | Viserys Targaryen est le prince exilé de la dynastie Targaryen. Surnommé « le Roi mendiant » (The Beggar King) en raison de sa quête désespérée d'une armée pour reconquérir le Trône de fer, il est narcissique et égocentrique. Il sous-estime les autres, en particulier sa petite sœur Daenerys. Il la marie de force à un puissant seigneur de guerre Dothraki, Khal Drogo, en échange de son soutien militaire. Mais au cours de leur voyage jusqu'à la capitale Dothraki, il devient évident que Viserys ne possède pas les compétences d'un chef et encore moins d'un roi, alors que son manque de respect et son arrogance pour les Dothrakis ne l'avantagent pas. Si Daenerys a toujours eu peur de lui, elle commence à résister à son autorité alors qu'elle devient de plus en plus aimée de son peuple d'adoption. Il réalise que son neveu à naître est amené à « réunir le monde », et que c'est sa sœur et non lui qui semble la plus à même d'hériter du Trône. Ivre, il menace Drogo de tuer sa sœur enceinte, et par là-même son fils, si le Khal ne lui donne pas immédiatement sa « Couronne d'or » tant désirée. Drogo, fatigué des extravagances de Viserys, fait couler sur la tête de l'héritier des Targaryen le contenu d'un chaudron où chauffe de l'or fondu. |               |                         |                                                                      |  |

#### Maisonnée et bannerets
| Photo | Nom | Acteur                                                   | Doublage francophone                                              | Saisons                    |
| --- | --- | -------------------------------------------------------- | ----------------------------------------------------------------- | -------------------------- |
| | |                                                          |                                                                   |                            |
| Portrait, souriant | Jorah Mormont | Iain Glen                                                | VF : Patrick Bethune (saison 1 à 7) Loïc Houdré (saison 8)        | 1, 2, 3, 4, 5, 6, 7, 8 (✝) |
| Portrait, souriant | Ser Jorah Mormont est un chevalier en exil au service de Daenerys Targaryen. Il est le fils du commandant de la Garde de nuit, Jeor Mormont. Pour financer le style de vie extravagant de sa femme à Westeros, il se lança jadis dans le commerce d'esclaves, activité interdite aux Sept Royaumes. Plutôt que de subir la sanction de Lord Stark, il fuit à Essos et est accueilli par la tribu des Dothraki, devenant Jorah « l'Andal » (Jorah The Andal). Il devient conseiller des Targaryen sur les sujets politiques et culturels de Westeros et Essos. Il est d'abord un espion de Lord Varys en échange du pardon pour ses crimes. Mais à mesure qu'il côtoie Daenerys, il devient de plus en plus impressionné par sa force de caractère et tombe amoureux d'elle. Lorsqu'elle devient veuve, il décide de la protéger et de l'aider à regagner le Trône de fer, et devient le premier chevalier de la Garde de la Reine. Daenerys finit par apprendre que Jorah n'était à l'origine qu'un espion au service de Robert Baratheon. Elle ordonne à Jorah de partir immédiatement, malgré les protestations de celui-ci, affirmant avoir changé. Il finit par faire prisonnier Tyrion Lannister pour l'offrir en cadeau à Daenerys. Mais pour rejoindre Meereen, il doit passer près d'une île infestée de lépreux. Durant le combat, il attrape lui-même la léprose mais décide de ne le dévoiler à personne. Lui et Tyrion se font ensuite enrôler comme gladiateurs par un maître esclavagiste. Ils participent alors à un combat dans une petite arène auquel assiste Daenerys. Celle-ci ne veut plus le revoir mais il lui offre un présent : Tyrion Lannister en personne. Daenerys accepte de prendre Tyrion comme conseiller mais souhaite faire exécuter Jorah. Tyrion la convainc de juste l'exiler. Il participe alors aux combats dans la grande arène de Meereen et sort vainqueur, toujours sous les yeux de Daenerys. Il sauve ensuite celle-ci de l'attaque des fils de la Harpie. Lorsqu'elle s'envole sur le dos de Drogon, lui et Daario partent à sa recherche. Ils finissent par retrouver sa trace dans la saison 6 et l'aident à reconquérir le peuple Dothraki. Jorah révèle alors sa maladie à Daenerys, qui l'ordonne de trouver un remède avant de revenir la voir. Jorah Mormont se rend à la citadelle de Vieilleville pour trouver un remède contre la léprose qu'il a attrapée. Mais les mestres lui prédisent une mort certaine. Alors qu'il est quasiment condamné, il rencontre Samwell Tarly qui décide de tenter de le soigner avec une technique risquée et interdite décrite dans un livre d'un vieux mestre. Le lendemain, Jorah est guéri et peut donc quitter la citadelle. Il se prépare alors pour retrouver Daenerys, en remerciant chaleureusement Sam. De retour auprès de sa reine, il accompagne Jon Snow lors de l'expédition de ce dernier au nord du mur. Durant la bataille de Winterfell, Jorah sauve Daenerys alors qu'elle est tombée du dos de Drogon. Il la défend contre la horde de morts. Grièvement blessé, il meurt peu après la défaite du Roi de la nuit. |                                                          |                                                                   |                            |
| | |                                                          |                                                                   |                            |
| | Barristan Selmy | Ian McElhinney                                           | VF : Olivier Rodier (saison 1) Frédéric Cerdal (saison 3, 4 et 5) | 1, 3, 4, 5 (✝)             |
| Ser Barristan Selmy est le lord-commandant de la Garde royale (Lord Commander of the Kingsguard) et membre du Conseil restreint. Connu sous le nom de Barristan « Le Hardi » (the Bold), il est considéré comme étant l'un des chevaliers les plus célèbres des Sept Royaumes. Après la mort de Robert Baratheon, Joffrey devient roi à sa place et Ned Stark est arrêté, alors que celui-ci l'avait prévenu des véritables origines de Joffrey. Ce dernier, conseillé par sa mère Cersei dans l'espoir d'éliminer toutes les personnes au courant de sa descendance illégitime, congédie Ser Barristan à la fin de la saison 1, quand les membres de la Garde royale sont censés servir pour la vie. Il est remplacé par Jaime Lannister. Insulté dans son honneur de chevalier alors qu'il a juré de protéger les rois de Westeros, Barristan quitte Port-Réal pour offrir ses services à Daenerys. Lors de la prise de Meereen, Barristan conteste la décision de Daenerys de venger les enfants d'esclaves crucifiés en crucifiant des Grands Maîtres d'esclaves, prônant plutôt la conciliation. C'est lui qui annonce à Daenerys que Jorah était à la base un espion au service de Robert Baratheon. Il meurt dans une embuscade tendue par les Fils de la Harpie. | |                                                          |                                                                   |                            |
| | |                                                          |                                                                   |                            |
| Portrait en conférence de presse, souriant | Rakharo | Elyes Gabel                                              |                                                                   | 1, 2 (✝)                   |
| Portrait en conférence de presse, souriant | Rakharo est un sang-coureur dothraki ayant prêté allégeance à Daenerys Targaryen. Il lui restera fidèle même après la mort Khal Drogo. Alors que son groupe est isolé dans la mer Dothrak, en manque d'eau et de nourriture, il est envoyé par Daenerys chercher de l'aide parmi les autres clans Dothraki, mais son cheval ne revient qu'avec sa tête. |                                                          |                                                                   |                            |
| | |                                                          |                                                                   |                            |
| | Doreah | Roxanne McKee                                            | VF : Sandra Valentin                                              | 1, 2 (✝)                   |
| Doreah est l'une des esclaves attachées au service de Daenerys afin de lui apprendre l'art de l'amour et les coutumes Dothraki. Doreah trahit Daenerys à Qarth en révélant ses plans à Xaro Xoan Daxos. La Khaleesi les enfermera tous les deux vivants dans un coffre-fort. | |                                                          |                                                                   |                            |
| | |                                                          |                                                                   |                            |
| | Irri | Amrita Acharia                                           | VF : Bénédicte Bosc                                               | 1, 2 (✝)                   |
| Irri est une des esclaves rattachées au service de Daenerys ; elle lui apprendra le langage des Dothraki et lui fera remarquer sa grossesse. Irri est amoureuse de Rakharo qui sera tué lors d'une reconnaissance. Elle-même subira un sort identique à Qarth lors du vol des dragons. Une scène coupée la montrera en train de se faire étrangler par Doreah. | |                                                          |                                                                   |                            |
| | |                                                          |                                                                   |                            |
| | Kovarro | Steven Cole                                              |                                                                   | 2, 4                       |
| Kovarro est un sang-coureur dothraki ayant prêté allégeance à Daenerys Targaryen. Le personnage de Kovarro a été créé pour la série, il n'apparaît pas dans les romans. | |                                                          |                                                                   |                            |
| | |                                                          |                                                                   |                            |
| | Missandei | Nathalie Emmanuel                                        | VF : Audrey Sablé                                                 | 3, 4, 5, 6, 7, 8 (✝)       |
| Missandei est une esclave libérée par Daenerys Targaryen pour devenir sa servante. Elle servait d'interprète en haut valyrien au marchand Kraznys mo Naklaz au cours des négociations avec Daenerys pour l'achat de l'armée d'Immaculés à Astapor. Dans la saison 6, elle sert Tyrion à qui Daenerys a confié la charge de Meereen. Elle lui fait confiance après qu'il l'a sauvé des fils de la Harpie lors de l'attaque dans la grande arène mais reste en désaccord avec lui quant à ses stratégies pour avoir la paix avec les maîtres d'esclaves. Elle accompagne Daenerys à Westeros dans sa quête au trône. Alors que Daenerys et Jon ont triomphé des morts lors de la bataille de la longue nuit, ils subissent un revers de fortune lors de l'attaque surprise d'Euron sur Dragonstone. Missandei est faite capturée et est exécutée par La Montagne à Port-Réal, sous les yeux de Daenerys, Ver-Gris et Tyrion. | |                                                          |                                                                   |                            |
| | |                                                          |                                                                   |                            |
| | Ver Gris (Grey Worm) | Jacob Anderson                                           | VF : Namakan Koné                                                 | 3, 4, 5, 6, 7, 8           |
| Ver Gris est le capitaine des Immaculés, une armée de redoutables esclaves eunuques. Il tombe amoureux de Missandei, et est très loyal envers Daenerys depuis qu'elle a libéré les immaculés de l'esclavagisme. Lors d'une embuscade des fils de la harpie, il sera blessé et sauvé par Barristan Selmy, qui meurt lors de l'attaque. Dans la saison 6, il sert Tyrion qui s'est vu confier la charge de Meereen, à qui il fait confiance après que celui-ci ait sauvé Missandei lors de l'attaque dans l'arène. Il reste cependant en conflit sur les stratégies de Tyrion pour avoir la paix avec les maîtres d'esclaves. Il accompagne Daenerys sur Westeros dans sa quête de reprendre le trône de fer, et dirige les immaculés qui doivent prendre Castral Rock, la demeure ancestrale des Lannister. Grâce aux indications de Tyrion, Ver Gris et quelques immaculés parviennent à s'introduire dans Castral Rock, et le château est pris. Cependant, Euron Greyjoy profite de l'attaque pour détruire la flotte immaculée et les greniers, piégeant donc les soldats immaculés dans le château. On le retrouve plus tard aux portes de Port-Réal après avoir traversé le continent à pied, pour le sommet à Fossedragon. Puis, peu avant de se mettre en route avec les autres Immaculés pour Winterfell, il entame une liaison amoureuse avec Missandei, jusqu'ici sa seule faiblesse. Son armée d'Immaculés constitueront la seconde ligne de défense face aux armées des Marcheurs Blancs, et subira de lourdes pertes en assurant la retraite des survivants à l’intérieur des murs du château. Il suit de nouveau sa reine aux portes de Port-Réal sur sa flotte de navires mais ces derniers sont détruits en chemin par celle d'Euron Greyjoy où Missandei est capturée. Après avoir assisté impuissant à l'exécution de sa bien-aimée sous les ordres de Cersei, il suivra Daenerys dans sa folie meurtrière pour reprendre Port Real, n’épargnant aucun soldat ennemi prisonnier. Souhaitant la mort de Jon après le meurtre de sa reine, il convient d'un compromis avec le nouveau roi Bran Stark et ses conseillers pour l'exil du régicide à Châteaunoir. Il prendra ensuite la route pour l'île de Naath avec sa flotte et les derniers Immaculés. | |                                                          |                                                                   |                            |
| | |                                                          |                                                                   |                            |
| Portrait, souriant | Daario Naharis | Ed Skrein (saison 3) Michiel Huisman (saisons 4, 5 et 6) | VF : Jérémie Covillault puis Axel Kiener                          | 3, 4, 5, 6                 |
| Portrait, souriant | Ancien lieutenant des Puînés (Second Sons), Daario Naharis est un guerrier redoutable et séducteur, devenu confident de Daenerys après la prise de Yunkaï. Il tombe amoureux de Daenerys et cette dernière tombe sous son charme, ce qui agace Jorah Mormont, lui aussi amoureux d'elle. Il conseille à Daenerys, pour prendre le pouvoir de Meereen et le garder, d'apprendre les coutumes locales et de les respecter. À l'arrivée de Daenerys à Meereen, il vainc le champion de la ville, ce qui permet à la Reine de gagner l'attention des Meereeniens. Lorsque Daenerys apprend que Yunkaï a été reprise par les anciens Maîtres esclavagistes, Daario y est envoyé pour reprendre la ville et y installer un gouvernement antiesclavagiste durable. Il devient l'amant de Daenerys et aide celle-ci à gouverner Meereen. Quand elle s'enfuit sur le dos de Drogon, il part à sa recherche avec Jorah. Ils la retrouvent dans la saison 6 et l'aident à reconquérir le peuple Dothraki. Daario dirigera ensuite les troupes dothrakis contre les Fils de la Harpie pour reprendre Meereen. Une fois la ville reprise, Daenerys lui demandera de rester pour assurer la paix. |                                                          |                                                                   |                            |
| | |                                                          |                                                                   |                            |
| | Mossador | Reece Noi                                                |                                                                   | 4, 5 (✝)                   |
| Mossador est un ancien esclave qui a rejoint la rébellion contre les maîtres de Meereen à la suite de l'arrivée de Daenerys Targaryen. À la suite de la mort d'un immaculé provoqué par un fils de la Harpie, il plaide en faveur de leur traque et mort sans pitié. Après avoir tué un captif sans le consentement de Daenerys, il est exécuté sur ordre de cette dernière par Daario Naharis | |                                                          |                                                                   |                            |

### Maison Tully
Lieu-clé : Vivesaigues dans le Conflans.
La Maison Tully est une grande Maison basée à Vivesaigues dans le Conflans. Après la mort de Hoster Tully et les noces Pourpres avec l'assassinat de Catelyn Stark (anciennement Tully) lors du mariage d'Edmure Tully, la maison s'est fortement affaiblie au profit des Frey qui avaient organisé ces noces sanglantes. Après le massacre de la Maison Frey par Arya, Edmure Tully est le dernier représentant de cette Maison. Ce dernier a tenté d'être élu roi en vain lors de la réforme du régime proposé par Tyrion Lannister.
| Photo | Nom | Acteur             | Doublage francophone  | Saisons  |  |
| --- | --- | ------------------ | --------------------- | -------- |  |
| | |                    |                       |          |  |
| alt:Portrait assis en conférence de presse | Edmure Tully | Tobias Menzies     | VF : Frédéric Popovic | 3, 6, 8  |  |
| alt:Portrait assis en conférence de presse | Edmure est le frère cadet de Catelyn Stark et Lysa Arryn, et le seigneur de Vivesaigues après la mort de leur père Hoster Tully pendant la saison 3. Homme dur mais bienveillant, Edmure fait un piètre tacticien mais un politicien doué. Pour restaurer l'alliance avec Walder Frey, Edmure est fiancé à l'une des filles de Frey, Roslin. Edmure et Roslin sont mariés et portés vers la « cérémonie du coucher », après quoi les Frey massacrent la famille Stark lors des Noces Pourpres. Il est depuis prisonnier des Frey. Walder Frey tente de l'utiliser comme otage contre Brynden Tully afin de reprendre Vivesaigues, mais ce dernier reste inflexible. Jaime Lannister finit par libérer Edmure Tully afin qu'il récupère Vivesaigues par héritage, mais se rend immédiatement aux Lannister. Edmure accepte, et le château est donc repris, ce qui entraînera la mort de Brynden. |                    |                       |          |  |
| | |                    |                       |          |  |
| Portrait en intérieur | Brynden Tully | Clive Russell      | VF : Patrick Raynal   | 3, 6 (✝) |  |
| Portrait en intérieur | Communément appelé « le Silure » (The Blackfish), Ser Brynden est l'oncle de Catelyn Stark, Lysa Arryn et Edmure et un vétéran de guerre. Il retourne à Vivesaigues pendant la saison 3 avant la mort de son frère ainé pour s'amender. Il sert à la fois de conseiller et de confident pour sa nièce Catelyn et son petit-neveu, le roi du Nord Robb Stark. Lors de la trahison des Frey au mariage de son neveu Edmure, Brynden échappe au massacre parce qu'il était déjà parti avant son début. Il réussit cependant à reprendre par surprise Vivesaigues lors de la saison 6 et subit rapidement un siège conjoint des Frey et des Lannister. Trahi par son neveu Edmure qui fait ouvrir les portes du château à ses hommes, il se sacrifie au combat pour que Brienne et Podrick, venus le recruter dans l'armée de Sansa, puissent s'en sortir sains et saufs.                           |                    |                       |          |  |
| | |                    |                       |          |  |
| | |                    |                       |          |  |
| | Roslin Frey | Alexandra Dowling  |                       | 3        |  |
| Roslin Tully (née Frey) est la cinquième fille de Lord Walder Frey. Elle est mariée à Edmure Tully lors des Noces Pourpres. Après la trahison des Frey envers les Stark, son sort est inconnu. | |                    |                       |          |  |
| | |                    |                       |          |  |
| | Hoster Tully | Christopher Newman |                       | 3 (✝)    |  |
| Hoster Tully est le père de Catelyn et Edmure. Il meurt de cause naturelle au début de la saison 3.                                                                                            | |                    |                       |          |  |

### Maison Tyrell
Lieu-clé : Hautjardin dans le Bief.
La Maison Tyrell était une grande Maison de Westeros basée à Hautjardin. Elle connut une grande ascension dans la sphère du pouvoir grâce à Margaery Tyrell qui épousa trois rois Baratheon (Renly, Joffrey (mort au mariage) et Tommen). Grâce à elle et aux nombreuses ressources de richesses (venant principalement de l'agriculture), elle devint l'une des deux plus puissantes Maisons avec les Lannister au pouvoir. Mais la lignée fut brisée lors de l'explosion du septuaire par la reine Cersei. Olenna Tyrell, dernière représentante de sa maison, se rallia aux Targaryen avant de se suicider lors de la reprise de Hautjardin par les Lannister. La Maison a disparu définitivement.
| Photo | Nom | Acteur                 | Doublage francophone | Saisons              |  |
| --- | --- | ---------------------- | -------------------- | -------------------- |  |
| | |                        |                      |                      |  |
| | Loras Tyrell | Finn Jones             | VF : Paolo Domingo   | 1, 2, 3, 4, 5, 6 (✝) |  |
| Ser Loras Tyrell, surnommé « le Chevalier aux fleurs » (Knight of Flowers), est un talentueux chevalier et jouteur. Connu dans tout le royaume pour sa beauté, il est l'ancien écuyer de Renly Baratheon et son amant. Lorsque Renly annonce son intention de reconquérir le Trône, ce à quoi Loras l'a poussé, les Tyrell rejoignent l'armée du jeune roi pour unir leurs deux familles grâce au mariage de Renly et Margaery, la sœur de Loras. Le mariage n'empêche cependant pas Renly et Loras de se retrouver en secret, mais le chevalier pousse son amant à consommer son union avec Margaery. Après l'assassinat de Renly par Stannis Baratheon, le frère de Margaery est fou furieux, et porte en son honneur l'armure de Renly après que les Tyrell se soient alliés aux Lannister à la bataille de la Néra. Dans la saison 3, à la cour, les Tyrell prévoient de le marier avec Sansa Stark, mais lorsqu'il révèle ses plans à son nouvel écuyer et amant Olyvar, Tywin Lannister décide que c'est la reine Cersei que Loras doit épouser. Après l'assassinat de Tywin Lannister, ce projet de mariage semble être définitivement tombé à l'eau et il espère pouvoir repartir à Hautjardin. Il n'en aura pas le temps, dès lors qu'il est arrêté et emprisonné avec sa sœur par la Foi militante pour son homosexualité, le témoignage d'Olyvar le compromettant. Dans les prisons du septuaire, il est longuement torturé au point de supplier sa sœur de coopérer sagement avec le Grand Moineau afin que ses souffrances cessent. Le jour du procès, détruit, il accepte de coopérer et de devenir un Fils du Guerrier, entrant ainsi dans l'armée du Grand Septon qui lui fait graver une étoile à sept branches sur le front. Cependant, coincé dans le Grand Septuaire, il meurt désintégré par le feu grégeois, en assouvissant ainsi la vengeance de Cersei. | |                        |                      |                      |  |
| | |                        |                      |                      |  |
| | |                        |                      |                      |  |
| | Margaery Tyrell | Natalie Dormer         | VF : Sandra Valentin | 2, 3, 4, 5, 6 (✝)    |  |
| Margaery Tyrell est la fille de Lord Mace Tyrell, Seigneur de Hautjardin (Lord of Highgarden), qu'il a mariée au frère de l'ancien roi Robert, Renly Baratheon, affichant le soutien du Bief à sa tentative de récupérer le Trône de fer. Contrairement à ce qu'elle cherche à laisser paraître, elle est rusée et astucieuse. Elle est au fait de l'homosexualité de son nouvel époux, celui-ci entretenant une relation amoureuse avec son frère, Loras Tyrell. Lorsque Renly est assassiné, les Tyrell s'allient avec les Lannister et elle est promise au roi Joffrey. Ce dernier est également assassiné lors de leur mariage et Margaery apprend assez vite que sa grand-mère est une des coupables. Margaery Tyrell est promise au successeur de Joffrey, Tommen. Suivant les conseils de sa grand-mère, Margaery tente d'amadouer le plus vite possible Tommen avant que Cersei ne le monte contre elle. Margaery n'est guère appréciée par Cersei, cette dernière étant consciente que sa popularité et son pouvoir diminuent au profit de Margaery. Elle finit emprisonnée pour avoir nié sa connaissance de la relation homosexuelle de son frère, Loras. Après des semaines d'emprisonnement, elle échappe à la marche d'expiation qu'a subie Cersei en ralliant le Roi à la cause du grand Moineau. Elle s'applique alors à suivre tous les préceptes du grand Moineau et de l'Étoile à Sept Branches, au grand désespoir de sa grand-mère. Elle fait cependant comprendre à cette dernière qu'il est urgent qu'elle quitte Port-Réal, risquant d'être arrêtée à son tour. Olenna comprend alors que sa petite-fille n'est pas réellement dévouée à la foi militante, mais cherche à protéger les siens. Il sera montré clairement dans le dernier épisode que Margaery jouait la comédie devant le Grand Septon et elle devine le piège de Cersei, enjoignant tout le monde à quitter les lieux. Cependant, coincée dans le Grand Septuaire, elle meurt désintégrée littéralement par le feu grégeois, en assouvissant ainsi la vengeance de Cersei. Alors que ses motivations personnelles ne sont pas claires dans les romans, la série rend plus évidentes ses ambitions. | |                        |                      |                      |  |
| | |                        |                      |                      |  |
| Diana Rigg signing an autograph in 2011 | Olenna Tyrell | Diana Rigg             | VF : Cathy Cerda     | 3, 4, 5, 6, 7 (✝)    |  |
| Diana Rigg signing an autograph in 2011 | Lady Olenna Tyrell, surnommée « la Reine aux Épines » (The Queen of Thorns), est la veuve de Luthor Tyrell, la mère de Mace et la grand-mère de Loras et Margaery. Ayant l'esprit vif, elle est considérée comme l'équivalent féminin de Tywin Lannister, Olenna est une matriarche à la tête de la Maison Tyrell. Elle a des idées très progressistes sur la façon dont une femme doit s'impliquer dans la politique, ainsi que sur l'homosexualité de son petit-fils. Après avoir appris les abus du roi Joffrey sur la personne de Sansa Stark, elle tente de protéger cette dernière tout en consolidant une alliance forte avec les Lannister, et souhaite également empêcher sa petite-fille de subir le même sort lorsqu'elle sera mariée au roi. Son plan secret de fiancer Loras et Sansa échoue après être venu aux oreilles de Tywin. C'est elle, avec la complicité de Petyr Baelish, qui organise le meurtre de Joffrey lors du mariage de ce dernier, car elle ne pouvait supporter de voir sa petite-fille se marier avec un tel monstre : son rôle était de récupérer une perle empoisonnée d'un collier préparé par Littlefinger et transmis à Sansa, puis de profiter de ce que l'attention était détournée pour empoisonner la coupe de Joffrey ; Joffrey venant d'humilier publiquement Tyrion et Sansa portant le collier aux perles empoisonnées, cela permettait à Olenna d'avoir les suspects idéaux. Avant de quitter Port-Réal, elle fait comprendre à Margaery son rôle dans la mort de Joffrey. Elle conseille également à Margaery d'amadouer le plus vite possible Tommen avant que ce dernier ne soit conditionné contre elle par Cersei. Elle revient à Port-Réal durant la saison 5 lorsque le Grand Moineau fait emprisonner Loras pour son homosexualité. Devinant qu'il s'agit d'une manœuvre de Cersei, elle assiste impuissante à l'incarcération de Margaery pour s'être parjurée en protégeant son frère. Elle échoue à soudoyer le Grand Moineau et rencontre Petyr Baelish qui lui confère l'information que Cersei et Lancel Lannister ont eu une liaison, ce qui donne lieu à l'arrestation de la mère du roi. Dans la saison 6, elle participe au conseil restreint avec la ferme intention de faire libérer ses petits-enfants, Margaery et Loras, des cellules du Grand Moineau. Elle accompagne Jaime et Mace Tyrell dans l'attaque de l'armée Tyrell visant à empêcher la marche d'expiation de Margaery, mais est prise de court par l'annonce de Tommen qui forge une alliance entre la Couronne et la Foi. À la libération de cette dernière, Olenna est sidérée par le lavage de cerveau que lui ont fait subir les membres de la foi militante, mais comprend par l'intermédiaire d'un dessin de Margaery que sa petite-fille ne fait que jouer la comédie pour sauver les siens. Elle décide alors de lui obéir et de quitter au plus vite Port-Réal dès lors que le Grand Moineau a pour intention de l'arrêter elle aussi, laissant Cersei, qui souhait une alliance, à son sort. Après la mort de la quasi-totalité de sa famille dans le Septuaire de Baelor, Olenna forge une alliance avec Ellaria Sand et Daenerys Targaryen (par l'intermédiaire de Varys) contre Cersei Lannister, qui est responsable de la mort de son fils et de ses petits-enfants. Le plan de Tyrion pour conquérir Westeros, un siège simultané des Tyrell et Dorniens de la capitale tombe rapidement à l'eau lorsque Euron Greyjoy attaque la flotte de sa nièce transportant les Dorniens, et que les Lannister attaquent Haut-Jardin, fief des Tyrell. Grâce au soutien des Tarly, Haut-Jardin est pris. Olenna Tyrell retrouve alors Jaime Lannister, qui lui donne un poison afin qu'elle évite une mort atroce imaginée par Cersei. Olenna boit d'une traite le poison, et meurt juste après avoir avoué à Jaime qu'elle est responsable de la mort de Joffrey. |                        |                      |                      |  |
| | |                        |                      |                      |  |
| Portrait au cours du tournage de Bright Star en 2008, souriant | Mace Tyrell | Roger Ashton-Griffiths | VF : Michel Voletti  | 4, 5, 6 (✝)          |  |
| Portrait au cours du tournage de Bright Star en 2008, souriant | Lord Mace Tyrell est le seigneur de la Maison Tyrell, le suzerain du Bief et le gouverneur de l'Est. Il se rallie tout d'abord à Renly Baratheon puis, après la mort de celui-ci, fait alliance avec la Maison Lannister par l'intermédiaire de Petyr Baelish. Il a tendance à se soumettre complètement aux seigneurs qu'il sert ; c'est la raison pour laquelle Tywin Lannister lui demande d'être le second juge du procès de Tyrion Lannister, car il sait que Mace suivra automatiquement et sans discussion la sentence qu'il prononcera. Il devient aussi membre du conseil restreint en tant que Grand Amiral. Durant la saison 5, il propose sa candidature aux fonctions de Main du roi à Cersei, mais celle-ci fait de lui le nouveau Grand Argentier. Voulant l'éloigner de la capitale pendant qu'elle fomente un complot contre Margaery, Cersei l'envoie à Braavos pour qu'il renégocie la dette royale avec la Banque de fer accompagné de Ser Meryn Trant qui est assassiné par Arya. Dans la saison 6, il dirige aux côtés de Jaime l'armée Tyrell partie au septuaire confronter la foi militante afin de délivrer Margaery et Loras, mais est pris de court par le Roi qui prononce l'alliance solennelle de la Couronne et la Foi. À la suite de cela, il se range dans le rang et soutient la Foi, tout en affichant malgré tout une profonde indignation en réponse à la scarification de Loras. Cependant, coincé dans le Grand Sanctuaire, il meurt désintégré littéralement par le feu grégeois, en assouvissant ainsi la vengeance de Cersei. |                        |                      |                      |  |

### Peuple de Westeros

#### Membres de la Cour et officiels
| Photo | Nom | Acteur         | Doublage francophone                               | Saisons                    |  |
| --- | --- | -------------- | -------------------------------------------------- | -------------------------- |  |
| Portrait en extérieur | Petyr Baelish | Aidan Gillen   | VF : Yann Guillemot                                | 1, 2, 3, 4, 5, 6, 7 (✝)    |  |
| Portrait en extérieur | Lord Petyr Baelish, surnommé « Littlefinger » est le Grand-argentier des Sept Couronnes et membre du Conseil restreint du Roi. Il a grandi avec Catelyn Tully dans le Conflans et s'est battu en duel avec le frère d'Eddard Stark, Brandon, pour obtenir sa main, mais c'est finalement Ned qui l'épousa. Maître en manipulations, il est au fait de toutes les affaires en cours du royaume, grâce à un réseau d'espions basé dans la maison de passe qu'il possède et qui rivalise avec celui de Lord Varys. Bien qu'il affirme vouloir aider la nouvelle Main du Roi, Lord Stark, il lui en veut secrètement d'avoir conquis le cœur de Catelyn, et le trahit lorsque celui-ci tente d'arrêter Cersei et Joffrey. Petyr souhaite récupérer le Trône de fer afin de punir tous les nobles qui l'ont toujours regardé de haut. Dans la saison 2, il convainc Catelyn de libérer Jaime Lannister en échange de ses deux filles, et est à l'origine de l'alliance entre les Lannister et les Tyrell. Il est récompensé en étant nommé Seigneur de Harrenhal dans la saison 3. Il organise l'assassinat du Roi Joffrey avec Lady Olenna Tyrell, car Joffrey est un roi qu'il ne parvient pas à manipuler, tout en préparant l'évasion de Sansa Stark de Port-Réal. Il engage pour cela Ser Dontos, un chevalier devenu fou du roi, à qui il confie le prétendu héritage de la famille Dontos, un faux collier dont les perles contiennent le poison nécessaire pour assassiner Joffrey et qui seront récupérées par Lady Olenna Tyrell. Le jour du mariage et de l'assassinat de Joffrey, Petyr attend sur un bateau au large de Port-Réal l'arrivée de Sansa et de Ser Dontos. Il fait immédiatement exécuter Ser Dontos pour éviter qu'il ne témoigne. Lysa Arryn est profondément amoureuse de Petyr, mais voit d'un très mauvais œil l'arrivée de Sansa, la considérant comme une « concurrente » ; Petyr, quant à lui, ne voit dans cette relation avec Lysa que de l'intérêt stratégique et finit par la tuer en la projetant depuis la Porte de la Lune, prenant ainsi le pouvoir sur les Eyriés, en manipulant le jeune Robin, et en faisant croire que la chute de Lysa était un accident. Il emmène ensuite Sansa à Winterfell, désormais occupé par les Bolton, pour la marier à Ramsay Bolton afin d'allier le Nord et les Eyrié à nouveau. Lors de la bataille des bâtards, Petyr Baelish arrivera en renfort avec l'armée du val d'Arryn, permettant à John Snow de vaincre l'armée de Ramsay Bolton. Il avouera plus tard à Sansa que son objectif est d'avoir le Trône de fer, avec elle à ses côtés. Désormais installé à Winterfell, il complote pour monter les sœurs Stark réunies l'une contre l'autre. Sansa, informée des actions de Baelish par les visions du passé de Bran, le confond devant les seigneurs du Nord et les soldats du Val. Bien qu'il nie avoir fomenté l'assassinat de Jon Arryn et trahi Ned Stark, il supplie à genoux la dame de Winterfell de le laisser vivre. Arya lui tranche alors la gorge avec sa dague (voir plus bas). Il était un des principaux antagonistes de la série. |                |                                                    |                            |  |
| Portrait en conférence de presse | Varys | Conleth Hill   | VF : Alain Flick                                   | 1, 2, 3, 4, 5, 6, 7, 8 (✝) |  |
| Portrait en conférence de presse | Lord Varys, surnommé « l'Araignée » (The Spider) est un eunuque. Il est le Maître des chuchoteurs (Master of Whisperers), le chef des espions royaux et un membre du Conseil restreint du Roi. Mime sous Aerys II, il devint peu à peu le conseiller du roi, et le reste sous les règnes de Robert puis Joffrey Baratheon. Rien n'arrive à Westeros qui lui soit étranger, et ses véritables intentions et allégeances restent un mystère. Lui et Tyrion Lannister, lorsque ce dernier est Main du Roi, s'entendent plutôt bien. Varys organise d'ailleurs l'évasion de Tyrion alors que ce dernier allait être condamné à mort pour le meurtre de Joffrey Baratheon. Les deux hommes se réfugient à Pentos. Varys décide alors de se rendre à Meeren pour retrouver Daenerys Targaryen afin de ramener les Targaryen sur le Trône de Fer et invite Tyrion à le suivre. Une fois à Meereen, il aidera Tyrion en découvrant qui finance les Fils de la Harpie, puis partira à Westeros pour forger une alliance avec Ellaria Sand et Olenna Tyrell. Il retourne ensuite auprès de Daenerys et accompagne cette dernière dans sa quête du trône de fer. Une fois arrivé à Peyredragon, il continue à la conseiller, tant bien que mal. Il participe à la réunion à Fossedragon. Varys survit à la bataille de Winterfell, caché dans les cryptes. Après, il apprend de Tyrion que Jon est l'héritier légitime du trône de fer et, constatant la démence de sa reine, complote contre Daenerys, pensant qu'il ferait un meilleur roi. Lorsque Tyrion révèle cette information à Daenerys, elle le condamne à mort et le fait brûler vif par Drogon. |                |                                                    |                            |  |
| | |                |                                                    |                            |  |
| Portrait | Grand Mestre Pycelle | Julian Glover  | VF : Jean Lescot, Frédéric Cerdal puis Michel Ruhl | 1, 2, 3, 4, 5, 6 (✝)       |  |
| Portrait | Pycelle, Grand Mestre du Donjon Rouge et des Sept Royaumes (Grand Maester of the Seven Kingdoms), est un conseiller et membre du Conseil restreint du roi. En public, il se présente comme un vieil homme diminué et sénile, mais il est en réalité bien moins faible que ne le laissent penser ses apparences. Pycelle est un espion des Lannister, en particulier de la reine Cersei, bien que la Reine et le vieux Mestre finissent par se détester personnellement. Il a découvert l'enquête que menait Jon Arryn sur la liaison de la reine avec Jaime, ce qui a conduit à la mort de l'ancienne Main du Roi. Lorsque Tyrion Lannister remplace Ned Stark à ce poste, il arrête Pycelle afin de s'assurer que cela ne lui arriverait pas. Mais le Grand Mestre est libéré par Cersei et restauré dans ses fonctions après le retour de Tywin Lannister à Port-Réal. Il s'oppose aux expériences de Qyburn. Quand Cersei est emprisonnée par la Foi, c'est lui qui convoque Kevan Lannister pour lui proposer la fonction de Main du Roi. Il devient ensuite un conseiller privilégié du jeune roi Tommen, en le retournant contre sa mère avec l'accord du Grand Moineau. Ce dernier n'étant pas présent dans le Grand Septuaire lors du procès de Loras, Qyburn le convoqua dans son antre et laissa les "oisillons" le poignarder à mort. |                |                                                    |                            |  |
| | |                |                                                    |                            |  |
| | Ilyn Payne | Wilko Johnson  |                                                    | 1, 2                       |  |
| Ser Ilyn, le Premier juge du roi (The King's Justice), est le bourreau muet de la Cour. Il a perdu sa langue pour avoir été insolent avec Aerys II. C'est lui qui décapite Lord Stark sur les ordres de Joffrey, et il porte depuis à sa ceinture l'épée de Ned, Glace (Ice). | |                |                                                    |                            |  |
| | |                |                                                    |                            |  |
| Portrait | Meryn Trant | Ian Beattie    |                                                    | 1, 2, 3, 4, 5 (✝)          |  |
| Portrait | Ser Meryn Trant est un membre obéissant de la Garde royale. Lors du massacre des hommes de Ned Stark par les Lannister, il est envoyé récupérer Arya Stark, mais cette dernière parvient à s'enfuir grâce au sacrifice de son maître d'arme : Syrio Forel, que Meryn Trant tue. Cette action lui vaut d'être parmi les premiers à figurer sur la liste d'Arya. Il devient par la suite un garde personnel de Joffrey Baratheon, et accepte tout ordre de ce dernier, aussi vil soit-il, n'hésitant pas à frapper la jeune Sansa Stark, ce qui lui vaudra des menaces de la part de Tyrion. Lorsque Joffrey est tué et Tyrion accusé, il n'hésite pas à témoigner contre lui, et par la suite, continue de servir la couronne. Il est envoyé à Braavos escorter Mace Tyrell qui est parti négocier avec la banque de fer. Là-bas, Arya Stark retrouve sa trace et découvre ses penchants pédophiles dans un bordel. Arya s'infiltre dans le bordel et tue sauvagement Meryn Trant afin de venger son ancien maître d'arme. |                |                                                    |                            |  |
| | Dontos Hollard | Tony Way       | Bertrand Nadler                                    | 2, 4 (✝)                   |  |
| Ser Dontos Hollard est un chevalier au service de la Cour. Il est sauvé de l'exécution par Sansa Stark après être apparu ivre devant le roi Joffrey ; celui-ci, magnanime, décide d'en faire son bouffon. Engagé par Littlefinger pour faire échapper Sansa de Port-Réal, il retrouve la jeune fille peu avant le mariage de Joffrey et lui offre un collier familial, que Sansa portera durant le mariage. Il ignore cependant que les perles du collier sont en réalité empoisonnées et seront utilisées par Lady Olenna Tyrell pour tuer Joffrey. Juste après l'assassinat, il aide Sansa à s'éclipser de Port-Réal pour qu'elle prenne un bateau sur lequel se trouve Littlefinger. Ce dernier fait exécuter Dontos pour qu'il garde le silence. | |                |                                                    |                            |  |
| | |                |                                                    |                            |  |
| | Le Grand Septon (The High Septon) | Paul Bentley   |                                                    | 2 (✝), 3, 4, 5             |  |
| Le Grand Septon est à la tête de la religion des Sept. Le deuxième est devenu Grand Septon après le massacre du précédent par la foule de Port-Réal en colère contre le roi Joffrey dans la saison 2. Le second Grand Septon sera emprisonné par Cersei dans la saison 5, et son rôle sera confié au Grand Moineau. | |                |                                                    |                            |  |
| Portrait | Hallyne | Roy Dotrice    |                                                    | 2                          |  |
| Portrait | Hallyne est le Maître des Alchimistes (Wisdom of the Order of Pyromancers). Les Alchimistes sont regroupés en guilde et sont à l'origine du feu grégeois, une arme chimique redoutable et hautement inflammable. Tyrion Lannister utilise les services d'Hallyne pour défendre Port-Réal au cours de la bataille de la Néra. |                |                                                    |                            |  |
| Portrait au cours d'un photoshot, de face | Qyburn | Anton Lesser   | VF : Mario Pecqueur                                | 3, 4, 5, 6, 7, 8 (✝)       |  |
| Portrait au cours d'un photoshot, de face | Qyburn est un mestre déchu trouvé à Harrenhal par l'armée de Robb Stark et mis au service de Roose Bolton. Il a perdu son titre de mestre après avoir fait des expériences sur des patients vivants, qu'il justifie par le besoin de connaissance médicale. Il soigne le moignon de Jaime et lui évite l'infection, espérant ainsi retrouver son titre à leur retour à Port-Réal. Il continuera à s'occuper de Jaime jusqu'à sa guérison et participera également à la forge d'une main métallique pour ce dernier. Une fois à Port-Réal, il sympathise avec Cersei et devient son confident et mestre personnel. Il réanimera La Montagne après que ce dernier fut empoisonné lors de son combat contre Oberyn Martell. Après le départ de Varys, il prend sa place au conseil restreint et prend le contrôle sur son réseau d'informations. Il restera fidèle à Cersei une fois cette dernière emprisonnée et l'aidera à se débarrasser de ses ennemis en provoquant la mort du grand mestre Pycelle. Une fois les ennemis de Cersei vaincus, il proclamera cette dernière reine de Westeros et sera nommé main de cette dernière. Il participe au sommet à Fossedragon où il découvre l'existence des marcheurs blancs en prenant la main tranchée de l'un d'eux qui bouge encore. Lors de la bataille de Port-Réal, il est tué par La Montagne qui refuse ses ordres pour attaquer son frère. |                |                                                    |                            |  |
| Portrait | Le Grand Moineau (The High Sparrow) | Jonathan Pryce | VF : Philippe Ariotti                              | 5, 6 (✝)                   |  |
| Portrait | Le Grand Moineau est un homme dévot et pieux, venu à Port-Réal afin de rendre service à ceux qui sont oubliés du monde - les pauvres, les opprimés et les difformes - et a rapidement constitué un large cercle. Convoqué par Cersei, il accepte de devenir le nouveau Grand Septon et arrête rapidement Loras, puis Margaery Tyrell avant de se retourner contre la reine et de l'enfermer pour avoir couché avec Lancel. Une fois que cette dernière a avoué, il la force à marcher nue dans les rues de Port Réal pour se confesser (cet événement est appelé "La Marche de la Honte"). Une fois Cersei écartée, il devient de plus en plus proche du jeune roi Tommen et le manipule afin d'obtenir l'union entre la Foi et la Couronne, et de par ce fait, le pouvoir. Il met ensuite tout en œuvre pour exécuter Cersei, tout en gardant sa nature pieuse et fanatique. Cependant, coincé dans le Grand Sanctuaire lors du procès de Loras, il meurt désintégré littéralement par le feu grégeois, en assouvissant ainsi la vengeance de Cersei. |                |                                                    |                            |  |

#### Autres
| Photo | Nom | Acteur                                           | Doublage francophone       | Saisons                 |
| --- | --- | ------------------------------------------------ | -------------------------- | ----------------------- |
| | Ros | Esmé Bianco                                      | VF : Marie Diot            | 1, 2, 3 (✝)             |
| Ros est une prostituée aux cheveux roux originaire de Winterfell. Elle travaille dans un lupanar, où elle est la favorite de Theon Greyjoy. Dans la saison 1, elle voyage jusqu'à Port-Réal pour être embauchée dans un bordel appartenant à Littlefinger de qui elle gagne peu à peu la confiance et qui la charge de la gestion quotidienne de la maison close. Par la suite, elle insulte le roi Joffrey et est sauvagement battue par les hommes de Cersei qui l'accusent d'être l'amante de Tyrion Lannister. Dans la saison 3, elle noue une alliance avec Lord Varys ; elle est alors assassinée par Joffrey après que Lord Baelish a découvert qu'elle a espionné pour Varys. Le personnage de Ros n'apparaît pas dans les romans. Il permet aux scénaristes de révéler les récits secondaires et les motifs que les personnages principaux lui confient après l'amour. Elle remplace notamment plusieurs personnages sans rapport les uns avec les autres qui apparaissent dans les romans, facilitant la compréhension du public en n'utilisant qu'un seul visage familier. | |                                                  |                            |                         |
| Portrait en intérieur, souriant | Sandor Clegane | Rory McCann                                      | VF : Guillaume Orsat       | 1, 2, 3, 4, 6, 7, 8 (✝) |
| Portrait en intérieur, souriant | Sandor Clegane, surnommé « Le Limier » (The Hound), est le Bouclier lige (Sworn Shield) du roi Joffrey et serviteur des Lannister. Il est le frère de Ser Gregor Clegane, à qui il doit la grande brûlure sur la moitié droite de son visage après que Gregor a perdu son sang-froid lorsqu'ils étaient enfants et l'a projeté dans les flammes. Lorsque Joffrey devient roi, Sandor devient membre de la Garde royale. Malgré sa loyauté à Joffrey, il prend régulièrement la défense de Sansa Stark, victime de la cruauté physique et psychologique du jeune roi. Pendant le siège de Port-Réal, lorsque le feu grégeois anéantit la flotte de Stannis Baratheon, il succombe à sa peur panique du feu et quitte le service du roi. Sandor est par la suite capturé par la Fraternité sans bannière où il retrouve Arya Stark. Celle-ci l'accuse de nombreux meurtres d'innocents et lui voue une haine féroce. Mais lorsqu'elle s'enfuit de la Fraternité, Sandor la récupère et la ramène auprès de sa mère. Il continue à la protéger après le massacre de Catelyn et Robb Stark juste avant leurs retrouvailles. Son objectif est de la vendre à Lysa Arryn, la tante d'Arya, afin de gagner l'argent nécessaire pour se retirer à Essos. Il fera la rencontre de Brienne de Torth, à la recherche d'Arya, mais il refuse de lui confier la jeune fille. Cela déclenchera un duel entre Brienne et Sandor, dont Brienne sortira victorieuse. Mortellement blessé, Sandor ordonne à Arya de l'achever, mais celle-ci refuse et s'enfuit en le laissant mourir. Le Limier réapparaît dans un village, sauvé par un ancien soldat devenu prêtre appelé le frère Ray. Alors qu'il s'adapte et aide le village, des renégats de la fraternité sans bannière attaquent les villageois et tuent tout le monde y compris Ray. Le Limier, qui était à l'écart pour couper du bois, a échappé au massacre. Furieux, il attrape une hache et part retrouver les renégats pour les éliminer. Il tombe en chemin sur Béric Dondarrion et Thoros de Myr qui pendent les traîtres. Ils lui proposent ensuite de se joindre à eux pour se repentir de ses fautes : hésitant, il finit par accepter. Accompagnant désormais la fraternité sans bannière au nord, ces derniers se reposent dans une cabane dont les occupants sont morts, et le Limier finit par voir dans une vision Fort-Levant et l'armée des morts le traversant. Arrivé à Fort-Levant, il est fait prisonnier avec le reste de la fraternité par les sauvageons, mais il finit par accompagner l'expédition de Jon Snow au nord du mur. Après avoir capturé un marcheur blanc, il est avec le reste de la troupe piégé au milieu d'un lac de glace entouré de l'armée des marcheurs blancs. Il déclenchera involontairement la bataille qui s'achèvera par l'arrivée de Daenerys venue les chercher. Une fois rentré à Fort-Levant, Clegane dit adieu à Berric pour suivre la reine des Dragons. Il participe à la réunion à Fossedragon où il arrive avec une malle contenant le marcheur blanc qu'il déballe devant tout le monde. Il remonte ensuite à Winterfell avec Daenerys, Jon et les autres. À Winterfell, il participe à la bataille de la Nuit où, effrayé par le feu, il sauve finalement Arya Stark avec son compagnon d'infortune Béric, qui se sacrifie pour de bon. Lors de la Bataille Finale, il parvient à persuader Arya de renoncer à sa vengeance contre Cersei et la Montagne pour la protéger une dernière fois. Il est grièvement blessé par son frère mais finit par l'emporter dans le vide avec lui, accomplissant ainsi sa vengeance. Ainsi s'éteint la Maison Clégane avec ce duel fraticide auquel aucun des deux ne survivra. |                                                  |                            |                         |
| | Mycah | Rhodri Hosking                                   |                            | 1 (✝)                   |
| Fils d'un boucher de la Cour, voyageant avec les Stark lorsque ceux-ci rejoignent Port-Réal, il devient l'ami d'Arya. Lorsque celle-ci provoque Joffrey, le prince ordonne à Sandor Clegane d'exécuter Mycah ainsi que le loup-géant d'Arya, Nymeria. Le loup s'échappe et c'est celui de Sansa, Lady, qui est tué à la place par Ned Stark en punition. | |                                                  |                            |                         |
| Portrait au cours d'un photoshot | Bronn | Jerome Flynn                                     | VF : Richard Leroussel     | 1, 2, 3, 4, 5, 6, 7, 8  |
| Portrait au cours d'un photoshot | Bronn est un mercenaire avec un sens de l'humour sardonique, serviteur et confident de Tyrion Lannister depuis qu'il a été son champion lors d'un duel judiciaire aux Eyriés, sauvant ainsi le nain de la mort. Ayant particulièrement brillé lors de la Bataille de la Néra, il devient "Ser Bronn de la Néra". Peu après leur arrivée à Port-Réal ses services lui valent d'être nommé Commandant du Guet, position qui lui est retirée lorsque Tywin reprend sa fonction de Main du Roi. Lors du retour de Jaime Lannister, désormais amputé d'une main, c'est Bronn qui se charge de lui réapprendre à se battre. Lors du procès de Tyrion pour l'assassinat du Roi Joffrey, Bronn refuse d'être le champion de l'accusé lors d'un nouveau duel judiciaire, craignant de combattre la Montagne. Après la libération de Tyrion, il accompagne Jaime Lannister pour retrouver Myrcella Baratheon. Lors d'une bataille contre les aspics des sables, il est blessé et empoisonné par la lame de Tyene Sand, qui finira cependant par lui remettre le remède, étant tombée sous le charme de Bronn. Après avoir récupéré Myrcella, il continue de suivre Jaime dans les campagnes militaires des Lannister. Lors de la bataille dans les rapides de la Nera, il blesse Drogon, le dragon de Daenerys, puis sauve Jaime du dragon en le plongeant dans l'eau. Plus tard, il est envoyé par la reine Cersei pour tuer ses frères. Bronn se rendra à Winterfell mais préférera trouver un autre arrangement avec Tyrion, qui lui offrira Hautjardin et la régence du Bief si Daenerys l'emporte. Après l'avènement du roi Bran, Bronn est fait Grand argentier du Royaume, et est devenu le seigneur de Hautjardin, créant ainsi sa propre Maison. |                                                  |                            |                         |
| | Marillion | Emun Elliott                                     |                            | 1                       |
| Marillion est un ménestrel qui divertit les voyageurs avec sa musique. Il est aux Eyrié lorsque Tyrion Lannister est capturé par Lady Stark. Par la suite, Marillion voyage jusqu'à Port-Réal, où il est chargé de composer une chanson sur la mort du roi Robert pour la Cour. Alors que la chanson désigne la reine Cersei comme meurtrière du roi, Joffrey l'accuse de trahison, et lui donne le choix entre perdre ses doigts ou sa langue. Il choisit la langue par mégarde et Ser Ilyn se charge de la lui trancher malgré les supplications du chanteur. | |                                                  |                            |                         |
| | Syrio Forel | Miltos Yerolemou                                 | VF : Michel Mella          | 1 (✝)                   |
| Syrio Forel, ancienne Première Lame de Braavos (First Sword of the Sealord of Braavos), est le Maître d'arme d'Arya Stark à Port-Réal. Engagé par Eddard Stark sous le titre de Maître-danseur, il lui apprend l'escrime et les techniques de combat à l'épée. Il lui enseigne également comment se déplacer et penser comme un guerrier : être à l'écoute de ses sens, se mouvoir avec grâce et contrôler sa peur. Lorsque Cersei Lannister ordonne que tous les Stark soient arrêtés ou tués, Syrio ordonne à Arya de s'enfuir pendant qu'il retient les hommes des Lannister, seulement armé d'une épée d'exercice en bois. | |                                                  |                            |                         |
| | Shae | Sibel Kekilli                                    | VF : Nadine Girard         | 1, 2, 3, 4 (✝)          |
| Shae est une jeune prostituée à laquelle Tyrion Lannister s'est particulièrement attaché. Elle est originaire de la Cité libre de Lorath de l'autre côté du détroit. Tyrion tombe amoureux d'elle et l'emmène – contre les ordres de son père – à Port-Réal lorsqu'il y est envoyé. Afin de cacher son existence aux Lannister et à la Cour, elle devient la suivante de Sansa Stark, dont elle gagne rapidement la confiance. En échange, Shae a une attitude protectrice envers la jeune fille et lui vient en aide quand elle le peut. Par la suite, Tyrion est contraint d'épouser Sansa Stark, ce qui rend Shae jalouse, bien que Tyrion refuse de consommer le mariage. Elle se fait finalement repérer par une espionne de Cersei. Afin de la protéger, Tyrion rompt avec elle et la force à quitter Port-Réal. Effondrée, Shae n'hésite pas à trahir Tyrion lors de son procès pour le meurtre du roi Joffrey,. Tyrion retrouve Shae dans le lit de son père lorsqu'il est libéré de son cachot par Jaime. S'ensuit une lutte dans laquelle Shae meurt étranglée par Tyrion. | |                                                  |                            |                         |
| | Béric Dondarrion | David Scott (saison 1) Richard Dormer (saison 3) | VF : Bruno Dubernat        | 1, 3, 6, 7, 8 (✝)       |
| Ser Béric Dondarrion, surnommé « le Seigneur la Foudre » (The Lightning Lord) est le Seigneur de Havrenoir (Lord of Blackhaven). Il est envoyé par la Main du Roi dans le Conflans capturer Ser Gregor Clegane qui y fait régner la terreur. Béric est tué par Gregor, mais il est ressuscité par son ami Thoros, un adepte du Dieu Rouge. Béric forme alors un groupe de hors-la-loi autoproclamé la Fraternité sans bannière (Brotherhood without Banners) et lui et ses compagnons se convertissent au Maître de la Lumière. La Fraternité devient peu à peu une épine dans le pied des Lannister, étant donné que Béric ressuscite à chaque fois qu'il est tué. Lorsqu'ils trouvent Arya et Gendry, Béric décide d'utiliser la jeune fille pour obtenir un financement de la part des maisons Stark et Tully, poursuivant ainsi leur campagne contre ceux qui ont commis des injustices contre le peuple. Mais Arya s'enfuit lorsque la Fraternité a vendu Gendry à Lady Mélisandre sur les ordres de leur Dieu commun. Béric, capable de faire jaillir du feu de son épée, perd cependant de plus en plus de souvenirs à chaque fois qu'il ressuscite (il est mort six fois après la saison 3). Béric et Thoros croisent la route du Limier dans la saison 6 et proposent à ce dernier de se joindre à eux. Ils partent par la suite vers le nord, convaincus que leur mission est d'arrêter l'armée des morts. Arrivé à Fort-Levant, il est fait prisonnier avec le reste de la fraternité par les sauvageons, mais il finit par accompagner l'expédition de Jon Snow au nord du mur. Il est également présent lorsque le roi de la nuit fait s’effondrer le mur à Fort-Levant. Présent à la bataille de Winterfell, Béric meurt pour la dernière fois en protégeant Arya Stark, qui finira par la suite par tuer le Roi de la nuit et détruire ainsi l'armée des morts. Il termine ainsi la mission qui lui avait continuellement permis de ressusciter. | |                                                  |                            |                         |
| | Tobho Mott | Andrew Wilde                                     |                            | 1                       |
| Forgeron de Port-Réal, maître de Gendry. | |                                                  |                            |                         |
| | |                                                  |                            |                         |
| Portrait, souriant | Gendry Waters, puis Baratheon (saison 8) | Joe Dempsie                                      | VF : Pascal Nowak          | 1, 2, 3, 7, 8           |
| Portrait, souriant | Gendry est un apprenti forgeron, élève de Tobho Mott et bâtard de Robert Baratheon. Il est questionné par Lord Stark sur ses origines, et lorsque celui-ci est exécuté, Yoren le récupère, estimant d'après les informations de Ned Stark que la Garde de Nuit constituait pour le jeune homme le seul endroit sûr. Gendry se retrouve dans le convoi qui emmène les futurs membres de la Garde, ainsi qu'Arya Stark, déguisée en jeune garçon. Tous les deux deviennent amis, ayant découvert qu'elle était une fille, mais ils sont rattrapés par les Manteaux d'or qui exigent de Yoren qu'il remette Gendry à la Couronne. Les hommes à la solde des Lannister, menés par Ser Amory Lorch, tuent Yoren et capturent Gendry, Arya et d'autres prisonniers qu'ils emmènent à Harrenhal, après avoir été dupés par Arya sur l'identité du bâtard de Robert, qui leur a fait croire qu'il était mort. Grâce à l'ami d'Arya, Jaqen H'ghar, Gendry, Arya et Tourte-Chaude s'échappent et sont récupérés par la Fraternité sans bannière. Inspiré par leurs idées, il décide de rejoindre leurs rangs, mais ils le trahissent en le vendant à Mélisandre. Celle-ci, qui obéit au Maître de la Lumière, ramène Gendry auprès de son oncle Stannis Baratheon et lui révèle ses origines royales. La sorcière Mélisandre lui prélève un peu de sang et lance une malédiction contre les usurpateurs du trône, Joffrey, Robb Stark et Balon Greyjoy. Mais avant qu'elle ne sacrifie le jeune garçon au dieu de la Lumière, un chevalier de Stannis, Ser Davos Seaworth, le libère et l'aide à s'échapper de Peyredragon. Davos retrouve Gendry dans la saison 7, à Port-Réal. Forgeron au service des Lannister pour passer inaperçu, il accepte sans hésiter de suivre l'homme, prenant avec lui un marteau de guerre. Il rencontre Jon Snow à Peyredragon et décide de l'accompagner dans son expédition au nord du mur. Lorsque la troupe rencontre les marcheurs blancs, Jon lui demande de retourner au mur en courant pour envoyer un corbeau à la reine Daenerys pour venir les sauver. Peu avant l'ultime bataille contre l'armée des morts, il forgera une lance pour Arya et partagera une nuit d'amour avec elle. Après les combats, Gendry Waters deviendra Gendry Baratheon sur ordre de la reine Daenerys afin de recréer cette maison dont tous les membres sont morts à part lui et de créer les alliances futures avec le trône. Il demandera également la main d'Arya mais celle-ci déclinera poliment. Après la chute de Port-Réal et en tant que seigneur de Westeros, Gendry fera partie du conseil extraordinaire qui éluera Bran Stark comme nouveau souverain. |                                                  |                            |                         |
| | Tourte-Chaude (Hot Pie) | Ben Hawkey                                       | VF : Jean-Philippe Pertuit | 1, 2, 3, 4, 7           |
| Tourte-Chaude est un orphelin de Port-Réal recruté par Yoren pour rejoindre la Garde de nuit. Lorsque le convoi de Yoren est attaqué par les Lannister, il fait partie des survivants avec Arya, Gendry et Lommy. Ils sont capturés par les soldats de Ser Gregor Clegane et Lommy est tué. Avec les deux autres, ils s'échappent de Harrenhal, et lorsqu'ils sont recueillis par la Fraternité sans bannière, il décide de rester dans une auberge locale pour devenir cuisinier, regrettant cependant d'abandonner ses amis. Arya le retrouve dans la saison 7 alors qu'elle retourne vers Port-Réal pour achever Cersei, et il lui apprend ici que les Bolton sont morts et que Jon a repris la tête du Nord, ce qui fait changer de direction à la jeune Stark qui décide de retourner à Winterfell. | |                                                  |                            |                         |
| | Lommy Main-Verte (Lommy Greenhands) | Eros Vlahos                                      |                            | 1, 2 (✝)                |
| Lommy est un orphelin de Port-Réal. Apprenti teinturier, il est surpris en train de voler et est envoyé avec Yoren jusqu'à la Garde de Nuit. Lorsque le convoi est attaqué par Ser Amory Lorch, Lommy est blessé à la jambe et plutôt que de devoir le porter, Poliver transperce son cou avec Needle, l'épée d'Arya. Profitant de leur méconnaissance, celle-ci leur annonce que Lommy était en fait le bâtard de Robert Baratheon que les soldats des Lannister recherchaient, sauvant ainsi la vie de Gendry. | |                                                  |                            |                         |
| Portrait en conférence de presse | Brienne de Torth (Brienne of Tarth) | Gwendoline Christie                              | VF : Vanina Pradier        | 2, 3, 4, 5, 6, 7, 8     |
| Portrait en conférence de presse | Brienne de Torth est la fille de Lord Selwyn Torth, Seigneur de La Vesprée et un membre de la Garde royale de Renly Baratheon. Hautement entraînée et guerrière féroce, elle est sous-estimée par les hommes qui la combattent. Avec son apparence androgyne et sa grande taille, elle remporte souvent la victoire, étant plus forte physiquement et meilleure au combat que beaucoup de ses opposants masculins. Elle souhaite par-dessus-tout être reconnue et respectée et tombe sous le charme de Renly Baratheon qui la traite avec gentillesse et courtoisie, et l'accepte dans sa Garde personnelle après qu'elle a battu Ser Loras Tyrell en tournoi. Lorsque l'ombre meurtrière déferle sur Renly, Brienne, impuissante, est terrassée de tristesse et de honte de n'avoir pu protéger son roi, et elle est accusée à tort de son meurtre. Catelyn Stark, l'autre témoin de la mort de Renly, la persuade d'entrer à son service et de s'enfuir avec elle. Lorsque Lady Stark libère Jaime Lannister en échange de ses filles retenues à Port-Réal, Brienne est chargée de l'escorter jusqu'à la capitale. Au cours de leur périple, chacun apprend à connaître l'autre, mais ils sont capturés par le terrible Roose Bolton à Harrenhal,. Ils sont finalement relâchés en échange de la reconnaissance des Lannister. Arrivés à Port-Réal, Brienne rappelle à Jaime son serment de retrouver Sansa et Arya, ce qu'il refuse étant donné la mort de leur mère. Après que Jaime lui a offert une épée en acier valyrien qu'elle baptise « Féale » (Oathkeeper), elle part à la recherche de Sansa Stark, accompagnée de son nouvel écuyer, Podrick Payne. Sur le chemin, ils rencontrent Tourte-Chaude (Hot Pie) qui leur apprend qu'Arya Stark est toujours en vie. Elle retrouve finalement Arya, en compagnie de Sandor Clegane. Mais Sandor refusant de lui confier la jeune fille, Sandor et Brienne se battent en duel. Brienne en sort victorieuse, blessant mortellement Sandor, mais perdant la trace d'Arya qui en a profité pour s'enfuir. Elle rencontre par la suite Sansa Stark dans le Val, aux côtés de Petyr Baelish et lui propose ses services avant d'être repoussé par Littlefinger. Elle décide malgré tout de suivre Sansa à distance jusqu'à Winterfell où la jeune fille est mariée à Ramsay Bolton. Elle assiste à la bataille opposant Stannis Baratheon aux Bolton où le massacre de l'armée de Stannis permet à Brienne de retrouver le roi, blessé et épuisé. Prenant l'occasion de venger Renly, dont la mort a été provoquée par la « magie du sang » créant l'« Esprit-Fantôme » de Stannis, Brienne le condamne à la mort et l'exécute. Par la suite, elle retrouve Sansa qui s'est échappée de Ramsay Bolton, et la sauve des hommes de ce dernier, avant de lui prêter allégeance. Elle escorte Sansa à Winterfell, puis est envoyée auprès de Brynden Tully pour obtenir le soutien de la famille Tully contre les Bolton. Elle n'arrivera cependant pas à le convaincre et prendra cela comme un échec. Brienne et Podrick parviennent à s'enfuir de justesse avant que les Lannister ne reprennent le château, et retourne alors auprès de Sansa. Plus tard, après que Winterfell a été reprise, elle continue de protéger Sansa en constatant qu'il y a des tractations autour de certains lords du nord et Baelish. Plus tard, Arya Stark, qui vient de rentrer à Winterfell, décide de s'entraîner contre Brienne qu'elle bat redoutablement à chaque fois. Puis Sansa l'envoie à Port-Real pour participer au sommet à Fossedragon qu'elle assiste au nom de Sansa. Après le sommet, elle retourne dans le nord à Winterfell avec Jon Snow, Daenerys et les autres. Elle sera adoubée chevalier par Jaime Lannister lorsque ce dernier arrivera à Winterfell avant la Bataille de la Nuit, auquel elle participera. Après la bataille, elle aura une relation sexuelle avec Jaime, avant que ce dernier ne la quitte pour retourner à Port-Réal. Plus tard, elle est présente à la réunion pour élire sur conseil de Tyrion Bran Stark comme nouveau roi de Westeros (sans le Nord). Elle devient membre du conseil restreint en tant que chef des armées. |                                                  |                            |                         |
| Portrait de Portman portant des lunettes de soleil en intérieur, souriant. | Podrick Payne | Daniel Portman                                   | VF : Benjamin Gasquet      | 2, 3, 4, 5, 6, 7, 8     |
| Portrait de Portman portant des lunettes de soleil en intérieur, souriant. | Podrick est le jeune écuyer de Tyrion Lannister. Il est très fidèle envers Tyrion et combat aux côtés de ce dernier au cours de la bataille de la Néra, et le sauve in extremis de la tentative d'assassinat perpétré par un membre de la Garde royale. Peu avant le procès de Tyrion pour le meurtre de Joffrey Baratheon, un homme mystérieux demande à Podrick de témoigner contre le Nain en échange du titre de Ser ; après en avoir informé Tyrion, ce dernier libère Podrick de ses fonctions et lui ordonne de s'éloigner le plus possible de Port-Réal afin de se protéger des représailles pour avoir refusé de témoigner. Il profite du départ de Brienne de Torth partie retrouver les filles Stark pour se joindre à elle en tant qu'écuyer. Malgré sa maladresse, il se lie d'amitié avec Brienne. Formé par Brienne pendant leurs longues aventures, il deviendra garde royal auprès du roi Bran Stark après la destruction de Port-Réal. |                                                  |                            |                         |
| | Rorge Biter | Andy Beckwith (en) Gerard Jordan                 |                            | 2, 4 (✝)                |
| Criminels de Port-Réal, condamnés à servir la Garde de Nuit. Ils sont libérés avec Jaqen H'ghar par Arya Stark, et rejoignent le service des Lannister à Harrenhal comme mercenaires. Durant la saison 4, Biter attaquera Sandor Clegane par derrière. Mais celui-ci lui brisera la nuque. Rorge, qui était avec Biter, sera tué par Arya. | |                                                  |                            |                         |
| | Thoros de Myr (Thoros of Myr) | Paul Kaye                                        | VF : Mathieu Buscatto      | 3, 6, 7 (✝)             |
| Thoros est un Prêtre Rouge, adepte de la même religion que Mélisandre, et un membre de la Fraternité sans bannière. Thoros est un fier guerrier qui a combattu pendant la Rébellion des Greyjoy où il maniait une épée enflammée. Originaire de Myr à Essos, il est envoyé à Westeros afin de convertir le Roi des Sept Couronnes au Dieu de la Lumière. Il échoue dans sa mission et devient alcoolique, retrouvant la foi au cours de la guerre des Cinq Rois où il a pu ressusciter son ami Beric Dondarrion en utilisant le pouvoir du Dieu Rouge. Béric et Thoros croisent la route du Limier dans la saison 6 et proposent à ce dernier de se joindre à eux. Ils partent par la suite vers le nord, convaincus que leur mission est d'arrêter l'armée des morts. Arrivé à Fort-Levant, il est fait prisonnier avec le reste de la fraternité par les sauvageons, mais il finit par accompagner l'expédition de Jon Snow au nord du mur. Sur le chemin pour capturer un spectre, il tombe sur un ours blanc géant transformé en spectre, qui réussit à le blesser. Beric Dondarrion cautérise les plaies avec son épée enflammée, mais Thoros finira par mourir de froid peu de temps après. | |                                                  |                            |                         |
| | Anguy | Philip McGinley                                  |                            | 3                       |
| Anguy, simplement désigné par le titre « L'Archer » (The Archer), est un roturier du Conflans, devenu membre de la Fraternité sans bannière. | |                                                  |                            |                         |
| | Olyvar | Will Tudor                                       | VF : Vincent de Bouard     | 3, 4, 5                 |
| Olyvar est un espion et un prostitué à la solde de Lord Baelish. Il est l'amant de Loras Tyrell. Lorsque Loras est arrêté, il témoigne contre lui et Margaery devant le Grand Moineau. | |                                                  |                            |                         |
| | Septa Unella | Hannah Waddingham                                |                            | 5, 6 (✝)                |
| Unella est une septa de la foi des sept et une adepte dévouée du Grand Moineau. Elle enferme Cersei Lannister dans un cachot sous le septuaire de Baelor et lui commande à plusieurs reprises d'avouer ses péchés. Lorsque cette dernière finit par le faire, Unella et plusieurs septas lui coupent les cheveux, et la suivent durant la marche de la honte, répétant "infamie". Le jour du procès de Loras Tyrell, elle est capturée par les forces de Cersei, puis torturée et tuée par Gregor Clegane sur ordre de cette dernière. | |                                                  |                            |                         |
| | Frère Ray | Ian McShane                                      |                            | 6 (✝)                   |
| Ray est un ancien mercenaire qui sert maintenant la foi des sept. Il crée une nouvelle communauté dans le Conflans et sauve Sandor Clegane de la mort à la suite de son combat brutal face à Brienne de Torth. Lui et le reste de la communauté sont cependant tués par des membres de la fraternité sans bannière, dirigés par Lem Lemoncloak. Clegane repart au combat pour le venger... | |                                                  |                            |                         |
| | Lem Lemoncloak | Jóhannes Haukur Jóhannesson                      |                            | 6 (✝)                   |
| Lem Lemoncloak est un membre de la fraternité sans bannière. Il commande l'attaque de la communauté du frère Ray, provoquant notamment la mort de ce dernier. Il est pour cela condamné à mort par les dirigeants de la fraternité et pendu par Sandor Clegane, seul survivant de l'attaque. | |                                                  |                            |                         |
| | |                                                  |                            |                         |
| | Randyll Tarly | James Faulkner                                   |                            | 6, 7 (✝)                |
| Randyll Tarly est le seigneur de Corcolline et chef de la maison Tarly, une maison vassale des Tyrell. Il est l'un des plus grands soldats de Westeros et le père de Samwell Tarly. C'est un homme sévère et intimidant. Estimant que son fils aîné, Sam, n'est pas digne d'hériter, il l'envoie à la garde de la nuit sous peine d'être tué s'il refuse. Il n'est pas heureux de revoir Sam quand ce dernier vient le revoir, d'autant qu'il est accompagné de Vère (Gilly en anglais), une sauvageonne. Malgré sa haine pour les sauvageons, Randyll accepte que Vère reste et aide en cuisine à condition que Sam ne revienne jamais le voir. Sam finit cependant par partir avec Vère à la citadelle. Lorsque Cersei tente de ramener le plus possible de seigneurs de Westeros dans son camp, Randyll Tarly refuse dans un premier temps de trahir la famille Tyrell qu'il sert depuis longtemps. Mais il finit par changer d'avis lorsque Jaime lui parle de l'allégeance à la couronne et des barbares dohtrakis que Daenerys Targaryen a amené avec elle, Olenna Tyrell étant désormais alliée avec cette dernière. Il participe à ce titre à la prise de Hautjardin avec l'armée Lannister. Capturé avec son fils cadet Dickon par Daenerys à l'issue de la bataille de la Route de l'Or, ils refusent de se soumettre et sont en conséquence brûlés vifs ensemble par Drogon. | |                                                  |                            |                         |
| | |                                                  |                            |                         |
| | Dickon Tarly | Freddie Stroma (saison 6) Tom Hopper (saison 7)  |                            | 6, 7 (✝)                |
| Dickon Tarly est le fil cadet de Randyll Tarly. Il devient l'héritier de Corcolline après l'envoi au Mur de son frère aîné Samwell, jugé trop faible par son père. Il accompagne ce dernier dans la guerre contre Daenerys Targaryen aux côtés des Lannister et participe à la prise de Hautjardin, à l'issue de laquelle il éprouve des remords d'avoir combattu d'anciens camarades. Il est capturé avec son père à l'issue de la bataille de la Route de l'Or où l'armée royale est écrasée. Lorsque celui-ci refuse de se soumettre, il choisit de le suivre et meurt avec lui brûlé vif par Drogon. | |                                                  |                            |                         |
| | Archimestre Ebrose | Jim Broadbent                                    | VF : Jean-Pol Brissard     | 7                       |
| L'archimestre Ebrose est un mestre haut placé de la Citadelle. Il rencontre Samwell Tarly alors que ce dernier se forme pour devenir mestre et trouver un moyen de lutter contre les Marcheurs blancs. Bien qu'Ebrose croit Sam sur l'existence des Marcheurs blancs, il n'est cependant pas inquiet de leur menace grâce au mur qui protège Westeros. C'est également lui qui s'occupe de la maladie de Jorah Mormont. Estimant qu'il est condamné, il déconseille à Sam de tenter un rituel dangereux qui permettrait de le sauver. En dépit de ses avertissements, Sam décide de tenter le rituel pour sauver Jorah et, malgré les risques, ce dernier est sauvé, suscitant l'admiration de l'archimestre. | |                                                  |                            |                         |

### Peuple d'Essos
Lieu-clé : Essos.
| Photo | Nom | Acteur          | Doublage francophone    | Saisons     |
| --- | --- | --------------- | ----------------------- | ----------- |
| Portrait en intérieur, souriant | Illyrio Mopatis | Roger Allam     | VF : Bernard Métraux    | 1           |
| Portrait en intérieur, souriant | Illyrio Mopatis, Prince de Pentos, est un riche magistrat influent. Hôte des Targaryen après leur fuite de Westeros, il arrange le mariage entre Daenerys et Khal Drogo et conspire avec Lord Varys pour le retour des Targaryen sur le Trône de fer. |                 |                         |             |
| Portrait, souriant | Khal Drogo | Jason Momoa     | VF : Sylvain Lemarié    | 1 (✝), 2    |
| Portrait, souriant | Khal Drogo est un seigneur de guerre Dothraki. Jamais vaincu au combat, il épouse Daenerys Targaryen pour permettre à son frère, Viserys de bénéficier de son armée lors de son invasion de Westeros. Sous des apparences rustres et féroces, Drogo s'avère être un mari et un amant sensible pour Daenerys qui tombe finalement amoureuse de lui. Après avoir tué Viserys dont le comportement devenait trop instable, il a toujours pour objectif d'envahir Westeros et mettre sa femme sur le Trône de fer, espérant que son fils sera un jour « l'Étalon qui monte le Monde » (The Stallion Who Mounts the World). Lorsqu'il est blessé au cours d'un combat contre un autre Khal, il devient trop faible pour monter à cheval, ce qui implique dans la tradition dothraki qu'il n'est plus apte à être le Khal de son khalasar ; son clan qui, pour la plupart de ses membres, l'abandonne. Désespérée de perdre son époux, Daenerys se tourne vers la sorcière Mirri Maz Duur pour le sauver, mais celle-ci, voulant venger la destruction de son village, ne lui donne qu'une apparence de la vie, un corps sans âme, l'ombre de ce qu'il était. Prise de pitié pour cette forme de vie, Daenerys l'étouffe. Elle nomme son dragon préféré, le plus puissant, Drogon. |                 |                         |             |
| | Qotho | Dar Salim       |                         | 1 (✝)       |
| Qotho est le sang-coureur le plus fier et coléreux de Khal Drogo. Lorsque celui-ci, blessé, devient trop faible pour monter à cheval, et que Daenerys demande à Mirri Maz Duur de le soigner, Qotho et d'autres sang-coureurs refusent. Il s'ensuit un combat, et Qotho est tué par Ser Jorah Mormont. | |                 |                         |             |
| | Mirri Maz Duur | Mia Soteriou    |                         | 1 (✝)       |
| Mirri Maz Duur est une « Maegi », une sorcière retenue captive par Daenerys. Avant sa capture, elle était une prêtresse et épouse divine du Pâtre Suprême (Great Shepherd). Après avoir interdit aux guerriers Dothrakis de la violer, Daenerys accepte que Mirri soigne son époux Khal Drogo qui souffrait d'une blessure infectée. Mirri explique à la Khaleesi que pour sauver sa vie, elle a besoin de prendre la vie de son fils à naître en échange. Mais elle trahit Daenerys pour venger le sac de son village, puisque Drogo a perdu son âme dans le processus, n'étant qu'un corps en état végétatif, et que le fils de Daenerys, Rhaego, est mort dans son ventre. La Khaleesi condamne Mirri à être brûlée vive dans le bûcher funéraire de Khal Drogo. | |                 |                         |             |
| Portrait en extérieur, souriant | Jaqen H'ghar | Tom Wlaschiha   | VF : Laurent Larcher    | 2, 5, 6     |
| Portrait en extérieur, souriant | Jaqen H'ghar est un Sans-Visage (Faceless) originaire de Braavos. Rusé, énigmatique et dangereux criminel, Jaqen est l'un des trois prisonniers recrutés par Yoren pour qu'ils servent la Garde de Nuit. Il parle de lui à la troisième personne, se référant à sa personne par « Un homme » (A man). Pendant le voyage depuis Port-Réal, il fait la connaissance d'Arya Stark. Lorsque le convoi est attaqué par les bannerets des Lannister, Arya le libère ainsi que ses deux compagnons de l'incendie qui allait réduire leur cellule en cendres. Il se fait engager comme mercenaire dans la garnison de Ser Gregor Clegane à Harrenhal où il retrouve Arya, prisonnière de Tywin Lannister. Reconnaissant, il lui propose de lui donner trois noms en échange des trois vies qu'elle a sauvées, refusant de l'aider d'une autre manière. Arya nomme d'abord deux de ses ennemis immédiats, Amory Lorch et le Titilleur, regrettant par la suite de ne pas avoir nommé des cibles plus cruciales dans la guerre. Puis, alors qu'elle est en colère, elle nomme Jaqen comme troisième cible. Il tente de la dissuader, expliquant qu'il est son ami, mais elle reste obstinée. Elle accepte de retirer son nom s'il l'aide, elle et ses amis, à s'échapper d'Harrenhal, ce qu'il accepte finalement. Après leur évasion, Jaqen la retrouve et lui offre une pièce de fer, lui expliquant de prononcer les mots braavosi « Valar Morghulis » si elle avait à nouveau besoin de son aide. Avant de s'éloigner, il change son visage par magie, assumant ainsi une nouvelle identité. Arya retrouve Jaqen H'ghar bien plus tard à Braavos, voulant devenir une sans-visage. Il accepte de la prendre et commence sa formation pour qu'elle devienne "Personne". Quand Arya se détourne de sa mission pour tuer Meryn Trant, il la rend aveugle et la chasse du temple. Plus tard, voyant sa détermination, il accepte de la reprendre et lui rend sa vue. Il lui offre une deuxième chance en lui ordonnant de tuer une artiste du nom de dame Cigogne. Devant le refus d'Arya de la tuer, l'orpheline est envoyée pour tuer Arya, mais c'est finalement cette dernière qui la tue. Arya retrouve alors Jaqen au temple, qui lui dit que sa formation est terminée et qu'elle est enfin devenue "Personne". Arya lui répond alors qu'elle est « Arya Stark de Winterfell » et qu'elle rentre chez elle. |                 |                         |             |
| Portrait en intérieur, souriant | Salladhor Saan | Lucian Msamati  |                         | 2, 3, 4     |
| Portrait en intérieur, souriant | Salladhor Saan, Prince de la Mer Étroite (Prince of the Narrow Sea), est un pirate, marchand et contrebandier originaire de Lys. Vieil ami de Davos, et contre la promesse du butin de Port-Réal, il rejoint l'armée de Stannis sur son navire, le Valyrian, et avec sa flotte de trente bateaux. |                 |                         |             |
| | Le Roi des Épices (The Spice King) | Nicholas Blane  |                         | 2 (✝)       |
| Prince de Qarth, le Roi des Épices est le leader de l'Ancienne Guilde des Épices (Ancient Guild of Spicers), l'un des groupes marchands rivalisant pour le contrôle de la cité de Qarth. Il est souvent impoli avec Daenerys Targaryen et il est tué lorsque le reste des Treize princes de Qarth est assassiné par la conspiration entre Pyat Pree et Xaro Xoan Daxos Dans les romans, il n'existe aucun personnage de ce nom, mais la Guilde existe bel et bien à Qarth où son influence est majeure. | |                 |                         |             |
| | Xaro Xhoan Daxos | Nonso Anozie    | VF : Thierry Desroses   | 2 (✝)       |
| Xaro Xhoan Daxos est l'un des Treize princes de Qarth. Riche marchand, il tente de se rapprocher de la Mère des Dragons, Daenerys Targaryen en lui proposant de l'épouser. Lorsque Daenerys refuse, il conspire avec les Conjurateurs de la cité et la trahit, après s'être autoproclamé Roi de Qarth. Lorsqu'elle a récupéré ses dragons et éliminé Pyat Pree, Daenerys se venge de Daxos en l'enfermant vivant dans son propre coffre-fort. | |                 |                         |             |
| | Pyat Pree | Ian Hanmore     | VF : Vincent Violette   | 2 (✝)       |
| Pyat Pree est le Maître des Conjurateurs (Warlock) de Qarth. Il tente d'attirer Daenerys Targaryen à l'Hôtel des Nonmourants (House of the Undying) – le repaire des Conjurateurs –, en volant ses dragons. Mais sa magie semble cependant moins puissante que celle de Daenerys, qui ordonne à ses dragons de le brûler vif. | |                 |                         |             |
| | Quaithe | Laura Pradelska |                         | 2           |
| Quaithe, larve-noue de Qarth, est une énigmatique prêtresse d'Asshaï. | |                 |                         |             |
| | Kraznys mo Naklaz | Dan Hildebrand  |                         | 3 (✝)       |
| Kraznys mo Naklaz est un riche marchand d'esclaves de la cité d'Astator, dans la région de la Baie des serfs. Sexiste et grossier, il insulte continuellement Daenerys Targaryen en haut valyrien, ignorant qu'elle en comprend chaque mot. Après avoir vendu 8 000 Immaculés en échange de l'un de ses dragons, Daenerys lui révèle qu'elle parle valyrien depuis l'enfance et, après avoir ordonné à ses nouveaux soldats de tuer chaque esclavagiste de la ville. Kraznys est brûlé vif par son dragon, Drogon, qui rejoint sa « mère ». | |                 |                         |             |
| | Razdal mo Eraz | George Georgiou |                         | 3, 6 (✝)    |
| Razdal mo Eraz est un maître esclavagiste de Yunkaï. Lorsque Daenerys Targaryen arrive près de la ville, il vient comme représentant lui offrir de l'or pour qu'elle puisse se payer flotte et armée si en échange elle se détourne de la ville. Désireuse de sauver les esclaves, Daenerys refuse et parvient à prendre la ville grâce à Daario Naharis. Razdal finance alors par la suite secrètement les Fils de la Harpie pour qu'ils renversent Daenerys de Meereen. Varys finit par découvrir la supercherie et Tyrion invite alors Razdal et deux autres représentants d'autres villes pour négocier la paix. Malgré un accord, les esclavagistes finissent par attaquer Meereen. Alors qu'ils sont sûrs de leur victoire, Daenerys écrase leur armée grâce à ses dragons et à l'arrivée des renforts dothrakis. Les serviteurs de Razdal et des autres représentants les abandonnent alors rapidement à leur sort. Razdal est alors tué par Ver Gris, pour ne pas avoir respecté l'accord. | |                 |                         |             |
| | Prendahl na Ghezn | Ramon Tikaram   |                         | 3 (✝)       |
| Prendahl na Ghezn est le capitaine des Puînés. Il manque de respect à Daenerys Targaryen lorsque celle-ci lui demande de rejoindre son armée pour libérer la cité de Yunkaï. Il est assassiné, ainsi que son premier lieutenant Sollir, par Daario Naharis qui décide de rejoindre la Mère des Dragons. | |                 |                         |             |
| | Hizdahr zo Loraq | Joel Fry        | VF : Jean-Alain Velardo | 4, 5 (✝)    |
| Hizdahr zo Loraq est un esclavagiste de Meereen. Alors que son père a été crucifié par les hommes de Daenerys Targaryen, il lui demande la permission de lui offrir des funérailles décentes. Par la suite, il conseille à Daenerys de rouvrir les arènes afin de calmer les tensions provoquées par la fin de l'esclavagisme. Elle finit par accepter après la mort de Barristan Selmy. Lors de l'embuscade de l'arène, il est tué par les Fils de la Harpie. | |                 |                         |             |
| Portait en conférence de presse, en train de parler | Tycho Nestoris | Mark Gatiss     |                         | 4, 5, 7     |
| Portait en conférence de presse, en train de parler | Tycho Nestoris est un représentant de la Banque de fer (Iron Bank) de Braavos. Il refuse dans un premier temps de prêter de l'argent à Stannis Baratheon, afin qu'il ne lève une armée, mais accepte finalement après l'insistance de Davos Mervault. Durant la saison 5, il reçoit Mace Tyrell à Braavos pour renégocier la dette royale. Dans la saison 7, il retrouve Cersei Lannister, désormais reine des 7 royaumes, et lui rappelle alors l'énorme dette de la couronne envers la banque. Cersei leur demande 15 jours pour tout rembourser. Grâce à l'or des Tyrell, la banque est remboursée et prête alors ses services à Cersei, ce qui lui permet d'acheter une célèbre compagnie mercenaires : "la compagnie dorée". |                 |                         |             |
| | Yezzan | Enzo Cilenti    |                         | 5, 6        |
| Yezzan était un marchand d'esclaves très influent, avant que Daenerys Targaryen ne prenne la ville de Mereen et n'interdise le commerce d'esclaves. Il devient ensuite l'un des représentants de Maîtres, et le seul survivant lors de la reprise de Mereen par les dragons de Daenerys. | |                 |                         |             |
| | L'orpheline | Faye Marsay     | VF : Lucille Boudonnat  | 5, 6 (✝)    |
| L'orpheline ("The Waif" en anglais) est une jeune femme sadique vivant dans le temple du dieu Multi-Face à Braavos. Elle participe à la formation d'Arya, mais estime à plusieurs reprises que cette dernière n'est pas digne de devenir une sans-visage. Quand Arya devient aveugle, l'orpheline bat plusieurs fois Arya si bien que cette dernière apprend à se battre sans voir. Quand Arya refuse de tuer Dame Cigogne, l'orpheline est envoyée pour la tuer. Elle parvient au port à la blesser gravement. Elle retrouve ensuite la trace d'Arya et tue Dame Cigogne, avant de poursuivre Arya dans les rues de Braavos jusque dans sa cachette. Arya éteint alors la seule bougie présente et utilise ses capacités de combat dans le noir pour tuer l'orpheline. | |                 |                         |             |
| | Dame Cigogne | Essie Davis     |                         | 6 (✝)       |
| Dame Cigogne (Lady Crane en anglais) est l'actrice principale de la troupe de théâtre de Braavos. Elle devient une cible des sans-visages, à la demande d'une autre actrice de la troupe. Arya est envoyée pour la tuer, mais cette dernière finit par la prévenir en voyant son innocence. Quand Arya est blessée, c'est elle qui la recueille et prend soin d'elle. Elle est tuée par l'orpheline qui a été envoyée pour tuer Arya. | |                 |                         |             |
| | Qhono | Staz Nair       |                         | 6, 7, 8 (✝) |
| Qhono est un féroce guerrier dothraki appartenant au khalassar du khal Moro. Il capture Daenerys Targaryen après que cette dernière se soit échappée de Meereen sur le dos de Drogon, et l'amène à son khal. Après la mort de Moro et des autres khals, il prête allégeance à Daenerys comme les autres dothrakis, et dirige les troupes dothrakis pour elle. Il accompagne cette dernière au-delà du détroit, et assistera notamment à la victoire des dothrakis sur l'armée Lannister. Il est également présent lors du sommet de Fossedragon. Qhono est tué lors de la bataille de Winterfell par l'armée des morts. Le roi de la nuit le réanime puis il se désintègre en même temps que lui. | |                 |                         |             |
| | Belicho Paenymion | Eddie Jackson   |                         | 6 (✝)       |
| Belicho Paenymion est un noble important de la ville de Volantis, descendant des premiers colons de la ville. Il est impliqué dans le commerce d'esclaves et le financement des fils de la Harpie pour résister à Daenerys Targaryen, qui tente d'abolir l'esclavage. Après l'échec de la tentative de prendre Meereen, il est exécuté par Ver Gris pour avoir rompu un pacte passé avec Tyrion Lannister. | |                 |                         |             |
| | Harry Strickland | Marc Rissmann   |                         | 8 (✝)       |
| Harry Strickland est le leader de la compagnie dorée, la plus célèbre et redoutable armée de mercenaires d'Essos, comprenant notamment des éléphants. La compagnie dorée est engagée par Cersei Lannister dans sa guerre contre Daenerys Targaryen, grâce à l'or des Tyrell, et transportée sur Westeros par la flotte d'Euron Greyjoy. Lors de la bataille de Port-Réal, il est tué par Ver-Gris. | |                 |                         |             |

### Le Mur et au-delà

#### La Garde de Nuit
Lieux-clés : le Mur et Châteaunoir dans le Nord.
| Photo | Nom | Acteur                             | Doublage francophone                                        | Saisons                 |
| --- | --- | ---------------------------------- | ----------------------------------------------------------- | ----------------------- |
| | |                                    |                                                             |                         |
| | |                                    |                                                             |                         |
| | Waymar Royce | Rob Ostlere                        |                                                             | 1 (✝)                   |
| Waymar Royce est le fils cadet de Yohn Royce, devenu patrouilleur de la Garde de nuit. Arrogant et orgueilleux, bien que relativement nouveau dans la Garde, il mène ses deux compagnons Gared et Will en patrouille au-delà du Mur dans le prologue. Incapable de reconnaître la menace posée par les Marcheurs blancs, il se fait tuer par l'un d'eux sous les yeux de Gared. | |                                    |                                                             |                         |
| | |                                    |                                                             |                         |
| | Gared | Dermot Keaney                      |                                                             | 1 (✝)                   |
| Gared est un vétéran de la Garde de Nuit envoyé poursuivre un groupe de sauvageons au-delà du Mur, sous les ordres de ser Waymar Royce. Prudent, il suggère de retourner au Mur mais se heurte à son leader. Il assistera impuissant à la mort de ce dernier et se fera lui-même décapiter dans sa fuite par un Marcheur blanc. | |                                    |                                                             |                         |
| | |                                    |                                                             |                         |
| | Will | Bronson Webb                       |                                                             | 1 (✝)                   |
| Will est un ancien braconnier envoyé purger sa peine dans la Garde de Nuit. Lors de la patrouille effectuée par Waymar et Gared, il tombe sur des cadavres de Sauvageons affreusement mutilés. Témoin de la résurrection de l'un d'entre eux, il s'enfuit et sera témoin du meurtre de Gared. Il déserte la Garde de nuit et condamné à mort et exécuté par Ned Stark. | |                                    |                                                             |                         |
| | |                                    |                                                             |                         |
| | Benjen Stark | Joseph Mawle Matteo Elezi (enfant) | VF : Renaud Marx                                            | 1 (✝), 6, 7 (✝)         |
| Benjen Stark, Premier Patrouilleur de la Garde de Nuit, est le frère cadet d'Eddard Stark. Au début de la série, il mène un groupe d'hommes au-delà du Mur enquêter sur les activités sauvageonnes. Il n'est jamais revenu. Cependant, il sauve Bran des Marcheurs Blancs durant la saison 6 et le ramène au Mur tout en lui révélant qu'il est un Marcheur Blanc, toutefois sauvé par les Enfants de la Forêt qui ont sauvé sa conscience avant qu'il ne tombe sous le joug du Roi de la Nuit. À la suite du voyage, il laisse son neveu devant le Mur et décide de retourner en arrière dans les rangs des Marcheurs blancs pour les surveiller. Il apparaît après le départ de Daenerys et ses deux dragons, alors que Jon Snow est resté en arrière. Il brûle quelques spectres avec son fléau enflammé, avant d'en descendre et de le donner à Jon pour lui permettre de fuir vers le Mur, mais est très rapidement débordé par le nombre de spectres. | |                                    |                                                             |                         |
| | |                                    |                                                             |                         |
| Portrait, souriant | Jeor Mormont | James Cosmo                        | VF : Yves-Henry Salerne                                     | 1, 2, 3 (✝)             |
| Portrait, souriant | Jeor Mormont est le 997e Lord commandant de la Garde de Nuit (Lord Commander of the Night's Watch) et le père de Ser Jorah. Il a renoncé à ses terres pour servir la Garde de Nuit après que son fils a apporté la honte sur sa famille. Il prend Jon Snow comme son intendant personnel, ayant repéré le potentiel de leader du jeune homme, et lui donne l'épée de la maison Mormont, « Grand-Griffe » (Longclaw). Il met sur pied une expédition de l'autre côté du Mur pour enquêter sur la disparition de plusieurs patrouilleurs de la Garde et sur des rumeurs faisant état d'une armée de Sauvageons. Dans la saison 3, devant le mécontentement de ses hommes, il est tué par Rast alors qu'ils étaient stationnés chez Craster. |                                    |                                                             |                         |
| | |                                    |                                                             |                         |
| | Alliser Thorne | Owen Teale                         | VF : Paul Borne                                             | 1, 4, 5, 6 (✝)          |
| Ser Alliser Thorne est le Maître d'arme de Châteaunoir. Il a combattu pour Aerys II pendant la Rébellion de Robert et est envoyé au Mur après la mort du Roi. Homme cruel et aigri, il a patrouillé de l'autre côté du Mur pendant le dernier hiver, obligé de manger ses compagnons morts pour sa propre survie. Il déteste Jon Snow. Conscient que ce dernier pourrait être élu Lord Commandant, il soutient son projet d'aller éliminer les mutins du manoir de Craster, espérant secrètement qu'il se fasse éliminer pendant l'attaque. Il participe au meurtre de Jon Snow à Châteaunoir après le retour de celui-ci de l'expédition de sauvetage des Sauvageons. Il prend les rênes de la Garde de nuit dans la saison 6 et veut éliminer Ser Davos et les derniers partisans de Jon. Cependant, les Sauvageons menés par Edd prennent Châteaunoir et emmènent Alliser en cellule. Il finira pendu avec les autres responsables du meurtre de Jon Snow, après avoir dit qu'il n'hésiterait pas à le refaire et en restant fier. | |                                    |                                                             |                         |
| | |                                    |                                                             |                         |
| | |                                    |                                                             |                         |
| | Mestre Aemon | Peter Vaughan                      | VF : Frédéric Cerdal                                        | 1, 3, 4, 5 (✝)          |
| Aemon Targaryen est le vieux mestre de la Garde de Nuit. Aveugle, il est l'arrière grand-oncle de Viserys et Daenerys Targaryen. Il échappa au massacre de sa famille après la Rébellion de Robert en restant stationné au Mur. Il meurt de vieillesse dans la saison 5, âgé de 104 ans. | |                                    |                                                             |                         |
| | |                                    |                                                             |                         |
| | |                                    |                                                             |                         |
| | Janos Slynt | Dominic Carter                     | VF : Michel Prud'homme (saison 2, 4 et 5)                   | 1, 2, 4, 5 (✝)          |
| Janos Slynt, Commandant du Guet (Commander of the City Watch), est chargé de la protection de Port-Réal. Il trahit Lord Stark lorsque celui-ci tente d'arrêter Cersei et Joffrey pour l'usurpation du Trône de fer. Comme Ser Meryn, il obéit aveuglément aux ordres du nouveau roi, y compris celui de l'assassinat controversé de tous les bâtards de Robert Baratheon. En récompense de son forfait, Slynt est nommé membre du Conseil restreint du roi ; il est aussi anobli et élevé à la dignité de Sire d'Harrenhal, ce qui est contesté par Tywin Lannister, compte tenu des origines roturières de Slynt. Lorsque Tyrion Lannister est nommé Main du roi, l'une de ses premières décisions est de révoquer Slynt de sa fonction de Commandant du Guet. En effet, Tyrion a été ulcéré de constater la joie avec laquelle Slynt avait exécuté les bâtards de feu Robert Baratheon, signe d'un sens pervers de la loyauté, et craint la fidélité excessive de Slynt à l'égard de Cersei. Tyrion, avec l'accord de Tywin Lannister, se débarrasse de Slynt et l'envoie rejoindre la Garde de Nuit. Slynt est remplacé à la tête du Guet par Bronn. Au Mur, Slynt se lie avec Alliser Thorne (maître d'armes de la Garde). Ils accusent ensuite Jon Snow de trahison et de forfaiture, expliquant que celui-ci avait trahi ses camarades lors de l'expédition chez les sauvageons et qu'il avait violé ses vœux en ayant une aventure avec la sauvageonne Ygrid. Jon est incarcéré et ne doit la vie sauve que grâce à l'intercession de Mestre Aemon. Lorsque le vieux Lord Commandant Jeor Mormont décède et que des élections ont lieu pour choisir son successeur, Slynt présente sa candidature, expliquant qu'il est un ami de la Maison Lannister et que les Lannister n'enverront des renforts au Mur que s'il est élu Lord Commandant. Aucun candidat ne recueillant la majorité prévue, et face à ce blocage, Samwell Tarly propose la candidature de Jon Snow, qui est élu Lord Commandant à la surprise de tous (y compris de celle de Janos Slynt). Slynt refuse l'autorité du nouveau Lord-commandant, estimant que le jeune âge de Jon Snow ne lui confère pas la légitimité pour diriger la Garde de Nuit. Snow fait taire sa haine à l'égard de Slynt (qui avait trahi son père et avait tenté de le faire exécuter) et lui ordonne de prendre la tête d'une escouade pour rouvrir un fort de surveillance le long du Mur. Le but de Snow est de profiter de l'expérience de Slynt, redoutable meneur d'hommes, mais aussi de le séparer de son acolyte Alliser Thorne. Slynt refuse cependant de quitter Chateaunoir et de diriger l'escouade. Jon lui donne une nuit pour réfléchir et changer d'avis. Le lendemain, Slynt maintient fermement son refus et défie publiquement Jon Snow. Celui-ci ordonne alors l'arrestation de Slynt et procède dans la minute qui suit à son exécution : il ordonne à ses compagnons de pendre Slynt ; puis changeant d'avis, il décide de faire subir à Slynt le sort des déserteurs et des personnes coupables d'insubordination. Slynt est décapité des propres mains de Snow, aucun des autres membres de la Garde de Nuit n'ayant pris la défense de Slynt. De ce fait, Jon a indirectement vengé Ned Stark. | |                                    |                                                             |                         |
| | |                                    |                                                             |                         |
| Portrait au cours d'un photoshot | Samwell Tarly | John Bradley                       | VF : Emmanuel Gradi                                         | 1, 2, 3, 4, 5, 6, 7, 8  |
| Portrait au cours d'un photoshot | Samwell Tarly, surnommé « Sam », est le fils aîné et ancien héritier de Lord Randyll Tarly. Il est envoyé rejoindre la Garde de Nuit par son père qui le désavoue, l'accusant de lâcheté. Il devient l'ami de Jon Snow qui le protège pendant leurs entraînements. Bien qu'il soit un piètre guerrier, lui valant de nombreuses moqueries de ses camarades, Sam est intelligent et cultivé. Après avoir prêté serment, il est attribué au service de mestre Aemon, et participe à l'expédition de l'autre côté du Mur à sa place. Lors de leur étape sur les terres de Craster, il tombe amoureux de l'une de ses filles, Gilly (Vère en VF), et épouse. Par la suite, il découvre un lot de lames d'obsidienne appelées « Verredragon » (Dragon glass), seules armes capables de tuer les Marcheurs Blancs. Après avoir échappé à l'armée des Marcheurs Blancs au Poing des Premiers Hommes (Fist of the First Men), il parvient à fuir avec quelques survivants de la Garde. À la mort du Lord Commandant, il s'échappe avec Gilly et son bébé et retournent jusqu'au Mur où ils croisent la route du groupe de Bran Stark. Afin de protéger Gilly et son bébé des autres hommes de la Garde de Nuit, il les emmène se protéger à la Mole. Mais certains sauvageons ayant déjà franchi le Mur vont attaquer le village et Gilly, ayant réussi à se cacher et à s'enfuir, retourne au Mur. Durant l'attaque du Mur, Sam les cache dans un sous-sol. Il retourne ensuite au village et fournit à Pyp des carreaux d'arbalète avant de le voir mourir dans ses bras. Avec l'aide d'Olly, il parvient à prévenir Jon de ce qui se passe au village puis libère Fantôme afin qu'il puisse aider les soldats dans la lutte. Il désapprouve Jon lorsque ce dernier décide de partir capturer Mance Raider mais le laisse y aller et Jon lui confie son épée. Sam restera après la défaite des sauvageons au chevet de mestre Aemon jusqu'à sa mort. Une fois Jon élu nouveau lord commandant, il demande à Sam d'être formé mestre pour remplacer Aemon et l'aider du mieux qu'il peut dans la bataille à venir contre les marcheurs blancs. Sam part donc avec Gilly à la Citadelle. En chemin, il retourne chez lui où il retrouve sa famille. Il part le soir en volant l'épée de son père, pour se venger de ce dernier, et se rend à la citadelle où il est admis pour devenir mestre. À la citadelle, Sam consulte beaucoup d'ouvrages pour tenter de trouver de quoi affronter les marcheurs blancs. Il se rend alors compte qu'une grande quantité de verre dragon, roche capable de tuer les Marcheurs blancs, est situé à Dragonstone, et prévient Jon par corbeaux. Il rencontre également Jorah Mormont, venu pour trouver un remède à sa maladie. Sam découvre dans les livres de la bibliothèque un moyen de sauver Jorah Mormont, mais le rituel est dangereux et l'archimestre Ebrose refuse de le faire. Sam décide cependant la nuit de tenter de sauver Jorah. Malgré les risques, Jorah guérit et quitte la citadelle en remerciant chaleureusement Sam. Déçu par le comportement des mestres devant la menace des marcheurs blancs et par ses tâches, Sam quitte la citadelle en emportant avec lui tous les livres qu'il peut. De retour à Winterfell, il apprend par une conversation avec Bran et un document qu'il a trouvé à la Citadelle, que Jon Snow est en réalité le fils de Rhaegar Targaryen et Lyanna Stark, et le véritable héritier du trône de fer. Une fois Jon revenu à Winterfell en compagnie de Daenerys, Sam expliquera la vérité à son ami sur ses origines. Par la suite, il participe à la bataille de la Nuit où il sera sauvé par Edd qui périt. Il accompagne Jon à Port-Réal avant la Bataille finale. Pendant le conseil qui verra l'élection de Bran comme roi des Six Royaumes, Sam tentera de faire élire le gouvernant par voie démocratique mais se fera rire au nez par les seigneurs présents. Il devient par la suite Grand Mestre et membre du Conseil restreint. |                                    |                                                             |                         |
| | |                                    |                                                             |                         |
| | Othell Yarwyck | Brian Fortune                      |                                                             | 1, 4, 5, 6 (✝)          |
| Othell Yarwyck est le Premier ingénieur (First Builder) de la Garde de nuit. Il est également un des participants au meurtre de Jon Snow et sera pendu par ce dernier lors de la saison 6. | |                                    |                                                             |                         |
| | |                                    |                                                             |                         |
| | Bowen Marsh | Michael Condron                    |                                                             | 1, 5, 6 (✝)             |
| Bowen Marsh est le Premier intendant (First Stewart) de la Garde de nuit. Il participe au meurtre de Jon Snow dans la saison 5 et finit pendu par ce dernier dans la saison 6 à la suite de la résurrection du bâtard de Ned Stark. | |                                    |                                                             |                         |
| | |                                    |                                                             |                         |
| | Yoren | Francis Magee                      | VF : Jean-Claude Sachot , Patrick Messe                     | 1, 2 (✝)                |
| Yoren est un recruteur de la Garde de nuit. Alors à Port-Réal pour ramener des prisonniers, il est le témoin de l'exécution de Ned Stark. Ayant repéré Arya dans la foule, il la protège de vision de la décapitation de son père. Avant de la mélanger avec ses recrues, il lui coupe ses cheveux et lui donne l'identité de l'orphelin Arry, la protégeant ainsi des hommes de Cersei Lannister. Mais le convoi est rattrapé par les Manteaux d'or menés par Ser Amory Lorch à la recherche de Gendry, et Yoren est tué en combattant courageusement. | |                                    |                                                             |                         |
| | |                                    |                                                             |                         |
| | Grenn | Mark Stanley                       | VF : Julien Meunier                                         | 1, 2, 3, 4 (✝)          |
| Grenn est un courageux, mais pas très vif, frère de la Garde de Nuit. Abandonné par son père lorsqu'il était enfant, il a dû voler pour survivre, et se retrouve condamné à servir la Garde. Emprisonné dans le manoir de Craster par les mutins qui s'y sont installés, il parvient à s'échapper et prévient la Garde de nuit. Il participe à l'expédition visant à les exécuter. Lors de la bataille de Châteaunoir, il commande un groupe de 6 personnes pour vaincre un géant ayant réussi à entrer dans la forteresse. Ils sont tous tués par le Géant, qui meurt également avant de pénétrer dans le fort. | |                                    |                                                             |                         |
| | |                                    |                                                             |                         |
| | Rast | Luke McEwan                        | VF : Pascal Casanova                                        | 1, 3, 4 (✝)             |
| Rast, surnommé « le Rat », est une recrue particulièrement méchante de la Garde de nuit. Arrêté pour viol, il choisit de servir la Garde comme punition. Il prend part à la mutinerie contre le lord-commandant Mormont et le tue. Il parvient à s'échapper du manoir de Craster lorsque Jon et son groupe parviennent à déloger les mutins mais il est tué lors de sa fuite par Fantôme, le loup de Jon. | |                                    |                                                             |                         |
| | |                                    |                                                             |                         |
| | Pypar | Josef Altin                        | VF : Philippe Bozo                                          | 1, 3, 4 (✝)             |
| Pypar, surnommé « Pyp », est une recrue de la Garde de nuit. Ancien mime, il est condamné au Mur après avoir refusé les avances sexuelles de son ancien Seigneur. Nommé intendant, il ne participe pas à l'expédition au-delà du mur. Lors de la bataille de Châteaunoir, il est tué par Ygritte d'une flèche dans la gorge et meurt dans les bras de Sam. | |                                    |                                                             |                         |
| | |                                    |                                                             |                         |
| | Qhorin | Simon Armstrong                    | VF : Frédéric Cerdal                                        | 2 (✝)                   |
| Qhorin est un célèbre Patrouilleur de Fort Levant (Shadow Tower). Il est surnommé « Qhorin Mi-Main » (Qhorin Halfhand) pour avoir perdu les doigts de sa main droite à l'exception de son pouce et de son index, coupés par une hache sauvageonne. Forcé de combattre de la main gauche, il devient aussi doué qu'il l'était de la main droite. Lorsqu'il rencontre le groupe du lord-commandant Mormont au Poing des Premiers hommes (Fist of the First Men), Qhorin lui conseille d'envoyer des éclaireurs dans les montagnes pour découvrir ce que fait Mance, le Roi de l'autre côté du Mur et emmène Jon Snow avec lui. Lorsqu'ils sont capturés par les Sauvageons, il se sacrifie en provoquant Jon, afin que celui-ci le tue et gagner la confiance des Sauvageons. | |                                    |                                                             |                         |
| | |                                    |                                                             |                         |
| | Eddison Tallett | Ben Crompton                       | VF : Mathieu Uhl                                            | 2, 3, 4, 5, 6, 7, 8 (✝) |
| Eddison Tallett, surnommé « Edd la Douleur » (Dolorous Edd) pour son apparence sévère et froide, est patrouilleur de la Garde de Nuit. Malgré sa continuelle tristesse, il est apprécié des autres Frères et n'a que peu d'ennemis. Il est également très ami avec Jon et aide ce dernier à neutraliser les mutins du manoir de Craster dans la saison 4. Il l'accompagne même au village de Durlieu, échappant à la horde de Marcheurs blancs. Dans la saison 6, il protège le corps sans vie de Jon et va prévenir Tormund et les Sauvageons. Après la résurrection et le départ de Jon, il devient le 999e lord-commandant de la Garde de nuit. Durant la bataille de Winterfell, Edd est tué par un spectre en protégeant Sam. Le roi de la nuit le réanime puis il se désintègre en même temps que lui. Il était le dernier lord-commandant de la garde, qui n'a plus de raison d'exister à la suite de la chute du Mur. | |                                    |                                                             |                         |
| | |                                    |                                                             |                         |
| | Karl Tanner | Burn Gorman                        | VF : Michel Barbey (saison 3) et Emmanuel Karsen (saison 4) | 3, 4 (✝)                |
| Karl est un patrouilleur de la Garde de nuit et un assassin particulièrement redoutable, connu pour son habileté aux couteaux. Alors que les tensions entre Craster et les Frères de la Garde s'accroissent, Karl l'insulte et le tue, avant de déclencher la mutinerie contre le lord-commandant Mormont. Il reste stationné avec ses dix complices au manoir de Craster où ils violent et maltraitent régulièrement les femmes de Craster. Dans la saison 4, Jon, commandant une troupe d'une dizaine de corbeaux, vient déloger Karl et les mutins pour éviter qu'ils ne livrent des informations concernant Châteaunoir à Mance Rayder. Il est alors tué lors d'un duel avec Jon Snow. | |                                    |                                                             |                         |
| | |                                    |                                                             |                         |
| | Olly | Brenock O'Connor                   |                                                             | 4, 5, 6 (✝)             |
| Olly est un jeune garçon qui vivait avec ses parents dans un village du Don. Leur village ayant été attaqué par les Sauvageons et ses parents ayant été tués par Ygrid, il est envoyé par eux pour prévenir Châteaunoir de leur arrivée, dans l'espoir d'attirer la Garde de Nuit à découvert. Lors de l'attaque du château, Olly tire une flèche dans le dos d'Ygrid, vengeant ainsi le meurtre de ses parents. Supportant mal de voir Jon Snow soutenir les Sauvageons, il finit par participer au meurtre de celui-ci ; c'est lui qui le poignarde en dernier. Dans la saison 6, il se fit mettre en cellule par les Sauvageons après avoir essayé d'attaquer Tormund et sera pendu par Jon avec les autres responsables du meurtre du lord-commandant de la Garde de nuit. | |                                    |                                                             |                         |

#### Les Sauvageons
Lieu-clé : de l'autre côté du Mur dans le Nord.
| Photo | Nom | Acteur                                                      | Doublage francophone                                                                         | Saisons             |
| --- | --- | ----------------------------------------------------------- | -------------------------------------------------------------------------------------------- | ------------------- |
| | |                                                             |                                                                                              |                     |
| | Craster | Robert Pugh                                                 | VF : Jean-Claude Sachot Patrick Borg                                                         | 2, 3 (✝)            |
| Craster est un Sauvageon, garde forestier de l'autre côté du Mur, qui entretient une « amitié » très relative avec la Garde de Nuit. Colérique, il est un polygame incestueux qui épouse chacune de ses filles. Lorsque celles-ci donnent naissance à des garçons, Craster sacrifie ses fils aux Marcheurs blancs immédiatement après leur naissance. Il accueille de mauvaise grâce l'expédition de Lord Mormont, en insultant et narguant les membres de la Garde. Au cours de leur voyage de retour, certaines recrues aigries par la fatigue, le froid et la faim, perdent patience. L'un d'eux, Karl Tanner l'insulte une fois de trop et Craster se jette sur lui hache à la main, mais Tanner le tue avant. | |                                                             |                                                                                              |                     |
| | |                                                             |                                                                                              |                     |
| | Vère (Gilly) | Hannah Murray                                               | VF : Astrid Adverbe                                                                          | 2, 3, 4, 5, 6, 7, 8 |
| Gilly est l'une des filles-épouses de Craster. Elle donne naissance à un fils, mais avant que son père ne le donne aux Marcheurs blancs, Craster est tué et Samwell emmène Gilly loin de ses anciens camarades mutins. Il fait enfin montre de courage lorsqu'un Marcheur Blanc tente en chemin de s'emparer du bébé de Gilly et elle devient de plus en plus impressionnée par les connaissances du jeune homme. Lorsqu'ils arrivent à Châteaunoir, mestre Aemon autorise Gilly et son fils à y rester, et elle décide de prénommer ce dernier Sam en reconnaissance de l'aide du Garde de la Nuit. Gilly et son fils se réfugient au Mur, mais Sam craint qu'elle ne soit la victime des pulsions des autres hommes de la Garde Nuit ; pour les protéger, Sam les emmène alors se réfugier à la Mole. Ce village se fait cependant attaquer par des sauvageons ayant réussi à franchir le Mur ; mais Gilly est épargnée par Ygrid lors de l'attaque. Elle revient ensuite se réfugier au Mur. Durant l'attaque sauvageonne, elle se cache dans un sous-sol. Gilly reste ensuite avec Samwell Tarly, et apprendra à lire grâce à Shireen Baratheon, bien que la mère de cette dernière y soit opposée. Lorsque Sam décide de partir à la citadelle pour devenir mestre, elle l'accompagne. À Winterfell, elle se réfugie dans la crypte avec son fils parmi les habitants du Nord lors de la Bataille de la Longue Nuit. Elle reste dans le Nord avant la Bataille finale, découvrant sa grossesse. | |                                                             |                                                                                              |                     |
| | |                                                             |                                                                                              |                     |
| Portrait au cours d'un photoshot | Ygrid (Ygritte) | Rose Leslie                                                 | VF : Karine Foviau                                                                           | 2, 3, 4 (✝)         |
| Portrait au cours d'un photoshot | Ygritte est une sauvageonne aux cheveux roux (« kissed by fire », un signe de chance chez les Sauvageons) et un membre de l'armée de Mance Rayder. Elle est capturée par Jon Snow et Qhorin, mais s'échappe après que Jon ne parvint pas à la tuer. Elle le capture alors à son tour et l'emmène auprès de Mance Rayder. Lorsque le roi de l'autre côté du Mur entreprend d'attaquer le Mur, elle voyage aux côtés de Jon et ils tombent amoureux. Après que la trahison de Jon soit révélée, Ygritte le retrouve et lui tire 3 flèches dans le corps, sans parvenir à le tuer. Elle reste ensuite dans la troupe de Tormund et participe à l'attaque de villages, dont la Mole, où elle épargne Gilly en la voyant avec son bébé. Lors de l'attaque de Châteaunoir, elle retrouve Jon, mais, incapable de le tuer, est transpercée d'une flèche dans la poitrine par Olly et meurt dans les bras de Jon, lui remémorant les moments qu'ils ont passés ensemble. Jon emmènera plus tard son corps au nord du mur pour le brûler. |                                                             |                                                                                              |                     |
| | |                                                             |                                                                                              |                     |
| | Clinquefrac (Rattleshirt) | Edward Dogliani (saisons 2 et 3) Ross O'Hennessy (saison 5) |                                                                                              | 2, 3, 5 (✝)         |
| Clinquefrac, s'appelant lui-même le Seigneur des Os (The Lord o' Bones), est un chef sauvageon sans pitié qui utilise les os de ses ennemis comme armure et le crâne d'un géant comme casque. Il capture Jon Snow et le conduit auprès de Mance Rayder. Lorsque Jon veut rallier les Sauvageons dans la saison 5, le Seigneur des Os s'y oppose et se fait exploser le crâne à coup de hache par Tormund. | |                                                             |                                                                                              |                     |
| | |                                                             |                                                                                              |                     |
| | Tormund « Fléau-d'Ogres » (Giantsbane) | Kristofer Hivju                                             | VF : Michel Bedetti (saison 3, épisodes 1 à 3) Boris Rehlinger (depuis l'épisode 5 saison 3) | 3, 4, 5, 6, 7, 8    |
| Tormund est un chef sauvageon surnommé de nombreuses manières, mais principalement qualifié de « Fléau d'Ogres » (Giantsbane). Fort et sociable, il est l'un des généraux de Mance Rayder. Il se prend d'affection pour Jon, lui donnant même des conseils pour sa relation avec Ygrid. Tormund est blessé et capturé après la bataille de Château noir. Une fois devenu lord commandant, Jon Snow lui propose une alliance entre les sauvageons et la garde de nuit pour arrêter les Marcheurs blancs. Tormund finit par accepter et conduit Jon à Durlieu pour escorter une grande partie des sauvageons présents. Lorsque Jon est tué, il dirigera une attaque sur Châteaunoir pour reprendre la place à Alliser Thorne. Il aidera par la suite Jon à reprendre Winterfell aux mains de Ramsay Bolton. Une fois John proclamé roi du Nord, Tormund est envoyé à Fort-Levant pour guetter l'arrivée des Marcheurs blancs qui se dirigent vers le mur. Il accompagne Jon Snow lors de l'expédition que ce dernier mène au-delà du mur. Il est également présent lorsque le roi de la nuit fait s’effondrer le mur à Fort-Levant. Par la suite, accompagné de Béric et des sauvageons ayant survécu à Fort-Levant, il retrouve la garde de nuit dans le château des Ombles massacré par l'armée de Morts. Ensemble ils partent pour Winterfell. Là-bas, il participe à la bataille de la Nuit. Après la bataille et avoir essuyé un revers sentimental de la part de Brienne, Tormund et les Sauvageons repartent vers le Nord avec Fantôme, le loup de Jon Snow. Ils le retrouveront à la fin de la série à Châteaunoir lorsque ce dernier y est envoyé par le nouveau roi Bran Stark pour avoir assassiné la reine Daenerys. Ils repartent vivre ensemble au nord du Mur. | |                                                             |                                                                                              |                     |
| | |                                                             |                                                                                              |                     |
| | Mance Rayder | Ciarán Hinds                                                | VF : Thierry Murzeau                                                                         | 3, 4, 5 (✝)         |
| Mance est un ancien Patrouilleur de la Garde de nuit autoproclamé Roi de l'autre côté du Mur et devenu leader des Sauvageons. Ancien orphelin sauvageon élevé par la Garde, il est l'un des meilleurs Patrouilleurs que celle-ci ait compté, et a déserté pour rejoindre son peuple d'origine. Utilisant les techniques d'entraînement et de stratégie apprises avec la Garde, il tente de mener son peuple en sécurité, derrière le Mur, avant que les Marcheurs blancs ne l'atteignent. Après avoir mené une attaque contre le Mur, son armée se fait massacrer par les troupes de Stannis Baratheon. Stannis tente, par l'intermédiaire de Jon Snow, de conclure avec lui un marché : Mance et son armée doivent marcher avec lui sur les Bolton, contrôlant le Nord, ou mourir. Par amour de la liberté et honneur, Mance refuse et se fait incinérer vivant. Ses souffrances sont abrégées par Jon Snow, qui lui tire une flèche dans le cœur. Après la mort de Mance, Jon Snow deviendra au fur et à mesure le nouveau leader des Sauvageons. | |                                                             |                                                                                              |                     |
| | |                                                             |                                                                                              |                     |
| Portrait, souriant, porte une casquette | Orell | Mackenzie Crook                                             | VF : François Delaive                                                                        | 3 (✝)               |
| Portrait, souriant, porte une casquette | Orell est un zoman sauvageon, un humain capable d'entrer dans l'esprit des animaux. Très sceptique à propos de la loyauté de Jon Snow, celui-ci essaye de le tuer lorsque ses doutes sont confirmés et que Jon refuse d'exécuter un éleveur de chevaux innocent, mais ce dernier réussi à le tuer. |                                                             |                                                                                              |                     |
| | |                                                             |                                                                                              |                     |
| | Styr | Yuri Kolokolnikov                                           | VF : Serge Biavan                                                                            | 4 (✝)               |
| Styr est « The Magnar » (le Seigneur) de la Langue des Premiers hommes (Old Tongue of the First Men) et un des lieutenants de Mance Rayder et le chef des Thenn, un clan de Sauvageons. Il est tué par John Snow lors de l'attaque sauvageonne au Mur. | |                                                             |                                                                                              |                     |
| | |                                                             |                                                                                              |                     |
| | Wun Wun | Ian Whyte                                                   |                                                                                              | 5, 6 (✝)            |
| Wun Wun est un géant sauvageon, mesurant une taille imposante et possédant une force remarquable. Il aide les Sauvageons menés par Edd la Douleur et Tormund à reprendre Châteaunoir des mains d'Alister Thorne, puis participe à la Bataille des Bâtards aux côtés de Jon et des Sauvageons contre Ramsay Bolton. Ayant encaissé de nombreux coups, il parviendra dans un dernier effort et criblé de flèches, à enfoncer la porte de Winterfell avant d'être achevé par Ramsay d'une flèche dans l'œil. | |                                                             |                                                                                              |                     |

#### Autres
| Photo | Nom                                              | Acteur                                                              | Doublage francophone | Saisons                                            |
| --- | ------------------------------------------------ | ------------------------------------------------------------------- | -------------------- | -------------------------------------------------- |
| | Roi de la nuit (Night King)                      | Richard Brake (saisons 4 et 5) Vladimir Furdik (depuis la saison 6) |                      | Game of Thrones : 4, 5, 6, 7, 8 (✝)                |
| Le Roi de la nuit est le chef des Marcheurs blancs. Sa première apparition a lieu dans l'épisode 8 de la saison 2 de la série dérivée House of the Dragon dans une vision du prince Daemon Targaryen 210 ans plus tôt. Dans la saison 4 de la série Game of Thrones, il convertit les fils de Craster pour son armée de Marcheurs blancs, et mènera plus tard un assaut sur Durlieu, campement de sauvageons, où il assistera à la mort d'un de ses lieutenants, tué par Jon Snow. Après la bataille, alors que Jon s'enfuit, le Roi de la nuit réanime sous les yeux de ce dernier les sauvageons tués pour qu'ils rejoignent eux aussi son armée. Dans la saison 6, Bran apprend par une vision que les Marcheurs blancs (et donc le Roi de la nuit) étaient jadis des êtres humains (qui faisaient partie des premiers hommes à avoir colonisé le continent de Westeros), enlevés par les « Enfants de la forêt » (habitants originels de Westeros) qui les ont transformés en « Marcheurs Blancs » (le Roi de la nuit étant le premier d'entre eux), afin de les utiliser comme arme contre les humains durant la guerre qui les opposèrent à ceux-ci. À la suite d'une vision où Bran est touché par Le Roi de la nuit, ce dernier mène par la suite un assaut contre la caverne de la Corneille à Trois Yeux et tue personnellement ce dernier. Le Roi de la nuit et les Marcheurs blancs font par la suite route vers le sud, vers le Mur. Le roi de la nuit réapparaît lors de l'expédition que lance Jon Snow au-delà du mur. Lors de l'arrivée de Daenerys Targaryen pour secourir les membres de l'expédition, le roi de la nuit tue Viserion, un des dragons de Daenerys, avec un javelot de glace. Il ressuscite par la suite le dragon et l'utilise alors comme monture. Plus tard, il attaque le mur à Fort-Levant, et parvient à le briser grâce au souffle du dragon réanimé. Lors de l'épisode 3 de la saison 8, il chevauche Viserion dans le but d'éliminer Bran dans le bois sacré de Winterfell durant la Grande Bataille. Daenerys tente de le tuer avec le feu de Drogon, mais le Roi de la Nuit est insensible au feu du dragon. Plus tard, Theon Grejoy, qui a pour mission de protéger Bran, tente avec l'énergie du désespoir de transpercer le Roi de la Nuit avec sa lance, mais ce dernier le tue sans difficulté. Alors que le Roi de la Nuit arrive près de Bran avec la ferme intention de l'éliminer, Arya surgit par-derrière avec sa dague d'acier Valyrien, le Roi de la Nuit tente de la maitriser, mais elle lui enfonce sa lame dans le ventre. Le Roi de la nuit meurt, ainsi que les marcheurs blancs et toute l'armée des morts. |                                                  |                                                                     |                      |                                                    |
| | La Corneille à Trois Yeux (The Three Eyed Raven) | Struan Rodger (saison 4) Max Von Sydow (saison 6)                   | VF : Achille Orsoni  | House of the Dragon : 2 Game of Thrones : 4, 6 (✝) |
| La Corneille à Trois Yeux apparaît dans les rêves de Bran Stark à la suite de sa chute et de ses blessures. Dans les rêves, la corneille entraîne Bran vers le nord, au-delà du Mur. Bran finit par le rencontrer à la fin de la saison 4, où la corneille a pris la forme d'un vieil homme, et celui-ci promet à Bran qu'il pourra un jour voler. Il commence à le former dans les saisons 5 et 6 en lui montrant des visions du passé, sur les Marcheurs Blancs ou encore sur Lyanna Stark. Il sera cependant forcé de lui inculquer toutes ses connaissances rapidement à la suite du moment où Bran se fit marquer par le Roi de la nuit. Coincé dans l'arbre lors de l'attaque des Marcheurs blancs, il meurt coupé en deux par son ennemi et disparaît en poussière dans la vision de Bran. Il apparait en version jeune dans l'épisode 8 de la saison 2 de la série House of the Dragon dans une vision de Daemon Targaryen. Dans la traduction française des romans, il s'agit d'une corneille à trois yeux, non d'un corbeau. |                                                  |                                                                     |                      |                                                    |
| | Feuille (Leaf)                                   | Octavia Alexandre (saison 4) Kae Alexander (saison 6)               |                      | 4, 6 (✝)                                           |
| Feuille est un enfant de la forêt et apparaît pour guider Bran jusqu'à la Corneille à Trois Yeux. Une fois arrivée dans ses lieux, Feuille fait office de gardienne et d'amie pour Meera. C'est auprès d'elle que Bran se voit confirmer que les Enfants de la forêt sont les créateurs des Marcheurs blancs. Lors de l'attaque de ces derniers et de leurs morts-vivants, elle se sacrifie en se faisant sauter avec son ultime grenade alors qu'elle se faisait poignarder à mort, afin de retenir suffisamment longtemps les troupes des morts. |                                                  |                                                                     |                      |                                                    |

### Créatures
| Nom | Saisons                        |
| --- | ------------------------------ |
| |                                |
| Drogon | 1, 2, 3, 4, 5, 6, 7, 8         |
| Drogon est le dragon noir de Daenerys, le plus grand des trois. Il est le dragon préféré de Daenerys, nommé ainsi en mémoire de Khal Drogo, son mari défunt. Loyal envers sa mère, c'est notamment lui qui brûle vivant Kraznys sur ordre de cette dernière lorsqu'elle achète les immaculés à Astapor. Drogon montre dans la saison 4 un caractère moins docile, et Daenerys est forcée de constater qu'elle a perdu le contrôle sur ses dragons, après que Drogon a décimé un troupeau de moutons et brûlé vive la fille d'un fermier âgée de trois ans. Alors qu'elle enferme ses deux autres dragons, Drogon reste en liberté en Essos, et sera notamment aperçu par Tyrion Lannister et Jorah Mormont lors de leur voyage vers Meereen. Lors de l'embuscade des Fils de la Harpie dans l'arène, Drogon resurgit alors et sauve Daenerys, qui le monte pour la première fois pour s'enfuir. De retour à Meereen avec des milliers de Dothrakis, Daenerys chevauche Drogon et attaque les navires d'Astapor et de Yunkaï qui assiègent la ville. Drogon accompagne ensuite Daenerys et son armée à Westeros, et participera à la bataille de la Route de l'Or, où il causera terreur et carnage, mais sera également blessé par un tir de baliste de Bronn. Il sauve Daenerys d'une charge de Jaime Lannister, et après la bataille, tuera Randyll et Dickon Tarly sur ordre de Daenerys. Lorsque cette dernière reçoit l'appel de l'aide de Jon Snow, bloqué au nord du Mur, il l'accompagne à nouveau et attaque l'armée des morts avec Rhaegal et Viserion. Drogon sera témoin de la liaison entre Jon et Daenerys. Chevauché par la reine, il participe à la bataille de la nuit en tentant de tuer les morts et son frère défunt Viserion, que le roi de la nuit chevauche. Plus tard, il est témoin impuissant de la mort de son autre frère Rhaegal tué par Euron Greyjoy. Puis il exécute Varys sur ordre de sa maitresse lorsque ce dernier s’apprête à l'empoisonner afin que Jon devienne le Roi des Sept Couronnes. Par la suite, il est acteur principal du massacre de Port-Réal en brûlant la flotte d'Euron, puis la porte de la ville tuant la Compagnie Dorée, et finalement toute la ville avant de démolir le Donjon Rouge, tuant ainsi la reine Cersei. Après la bataille, il brûlera le Trône de Fer par colère lorsqu'il retrouvera sa maîtresse morte et emportera son corps vers Essos. Aux dernières nouvelles, il est à Essos et est traqué par le nouveau roi de Westeros, Bran Stark. |                                |
| |                                |
| Rhaegal | 1, 2, 3, 4, 5, 6, 7, 8 (✝)     |
| Rhaegal est le dragon vert de Daenerys. Il est ainsi nommé d'après son grand frère décédé, Rhaegar Targaryen. Lorsqu'elle commence à perdre le contrôle sur ses dragons, notamment Drogon, elle enferme Rhaegal et Viserion dans les catacombes de Meereen. À la suite de la disparition de Daenerys et aux rébellions des villes d'Astapor et Yunkaï, Tyrion décide de les libérer. De retour à Meereen avec des milliers de Dothrakis, Daenerys chevauche Drogon et attaque les navires d'Astapor et de Yunkaï qui assiègent la ville. C'est à ce moment que Viserion et Rhaegal s'échappent de la pyramide et rejoignent leur frère dans la bataille, qui aboutit rapidement à la capitulation de la flotte ennemie. Rhaegal accompagne ensuite l'armée de Daenerys à Westeros. Il reste à Peyredragon pendant la bataille de la Route-de-l'Or. Lorsque Daenerys reçoit l'appel de l'aide de Jon Snow, bloqué au nord du Mur, il l'accompagne à nouveau et attaque l'armée des morts avec Drogon et Viserion. Rhagal participe à la bataille de la longue nuit et survit malgré une grave blessure. Cependant, il est tué par Euron Greyjoy lors de l'embuscade de ce dernier sur Peyredragon, par 3 tirs de scorpion. |                                |
| |                                |
| Viserion | 1, 2, 3, 4, 5, 6, 7 (✝), 8 (✝) |
| Viserion est le dragon jaune de Daenerys. Il est ainsi nommé d'après son grand frère décédé, Viserys Targaryen. Lorsqu'elle commence à perdre le contrôle sur ses dragons, notamment Drogon, elle enferme Rhaegal et Viserion dans les catacombes de Meereen. À la suite de la disparition de Daenerys et aux rébellions des villes d'Astapor et Yunkaï, Tyrion décide de les libérer. De retour à Meereen avec des milliers de Dothrakis, Daenerys chevauche Drogon et attaque les navires d'Astapor et de Yunkaï qui assiègent la ville. C'est à ce moment que Viserion et Rhaegal s'échappent de la pyramide et rejoignent leur frère dans la bataille, qui aboutit rapidement à la capitulation de la flotte ennemie. Viserion accompagne ensuite l'armée de Daenerys à Westeros. Il reste à Peyredragon pendant la bataille de la Route-de-l'Or. Lorsque Daenerys reçoit l'appel de l'aide de Jon Snow, bloqué au nord du Mur, il l'accompagne à nouveau et attaque l'armée des morts avec Drogon et Rhaegal. C'est là qu'il trouve la mort, atteint en plein vol par un javelot lancé par le Roi de la Nuit. Il s'effondre sur un lac gelé et coule à pic. Le corps de Viserion est ensuite ramené à la surface et amené devant le Roi de la Nuit, qui le fait revenir à la vie. Le roi de la nuit l'utilise ensuite comme monture, et détruit le mur à Fort-Levant grâce à son nouveau souffle bleu. Durant la bataille de Winterfell, lorsque le Roi de la nuit est tué, Viserion s'écroule avec le reste de l'armée des morts. |                                |
| |                                |
| Fantôme (Ghost) | 1, 2, 3, 4, 5, 6, 8            |
| Fantôme est le loup géant (direwolf) de Jon Snow, l'un des six de la portée. Découvert avec ses frères dans le premier épisode de la série, il est le loup albinos, de couleur blanche. Comme ses frères, il devient un compagnon loyal et féroce de son maître, et il accompagnera Jon à Châteaunoir. Le loup reste avec la patrouille lorsque Jon part en infiltration chez les Sauvageons. Après la mutinerie de la Garde de nuit dans la saison 3, il est capturé par Karl et Rast, avant d'être libéré par Bran Stark afin de retrouver Jon. Lors de la bataille de Château Noir, il est libéré par Sam et aide la garde de nuit à repousser les sauvageons. Lorsque Jon est tué, c'est son hurlement qui attire Davos et lui permet de récupérer son corps. Fantôme participe à la première charge lors de la bataille de la Nuit. Il y perdra une oreille. Après la bataille, Jon quitte Winterfell pour Port-Réal et dit adieu à Fantôme qu'il confie à Tormund pour le ramener vers le grand Nord. Le loup et Tormund retrouveront Jon à Châteaunoir à la fin de la série lorsque ce dernier y a été envoyé par le nouveau roi (Bran Stark) pour avoir assassiné la reine Daenerys. Ensemble ils repartent définitivement au nord du Mur à leur place. |                                |
| |                                |
| Été (Summer) | 1, 2, 3, 4, 6 (✝)              |
| Été est le loup géant de Bran Stark, l'un des six de la portée. Découvert avec ses frères dans le premier épisode de la série, il est particulièrement calme et protecteur envers son maître. Il tue l'homme qui tentait de l'assassiner alors que Bran était alité. Été et Broussaille survivent au sac de Winterfell et accompagnent Bran, Rickon et leur petit groupe dans leur voyage vers le Nord. Bran réalise peu à peu qu'il peut entrer dans l'esprit de son loup, devenant ainsi un zoman (warg). Un soir où le groupe s'est installé trop près du Manoir de Craster occupé par des Mutins, il se fait capturer. Il suit ensuite Bran jusque dans l'antre de la Corneille, et meurt poignardé à mort par les Marcheurs Blancs alors qu'il se jette sur eux pour sauver son maître. |                                |
| |                                |
| Broussaille (Shaggydog) | 1, 2, 3, 6 (✝)                 |
| Broussaille est le loup géant de Rickon Stark. Le plus sauvage des six loups de la portée, il est découvert avec ses frères dans le premier épisode de la série. Été et Broussaille survivent au sac de Winterfell et accompagnent Bran, Rickon et leur petit groupe dans leur voyage vers le Nord. Il suit Rickon et Osha lorsqu'ils se réfugient chez Jon Omble, lorsque le voyage vers le Mur devient trop dangereux pour le jeune Rickon. Il est décapité et sa tête empalée sur un croc de boucher par le nouveau Lord Omble afin de prouver l'identité de Rickon à Ramsay dans la saison 6. |                                |
| |                                |
| Nymeria | 1, 7                           |
| Nymeria est la louve géante d'Arya Stark. Pendant le trajet vers Port-Réal, Nymeria mord Joffrey Baratheon alors qu'il allait attaquer Arya, et elles fuient toutes les deux. Se doutant que Joffrey persuaderait sa mère de se venger, Arya force Nymeria à s'en aller afin d'éviter d'être exécutée. Dans la saison 7, alors qu'Arya est en route pour Winterfell, elle recroise la route de Nymeria, qui est désormais à la tête d'une meute de loups. |                                |
| |                                |
| Vent gris (Grey Wind) | 1, 2, 3 (✝)                    |
| Vent gris est le loup géant de Robb Stark. Il accompagne Robb dans sa guerre contre la Couronne, afin de venger l'exécution de son père Ned Stark. Lors des Noces pourpres, lorsque les Stark sont trahis et assassinés par leur hôte Walder Frey et leur banneret Roose Bolton, Vent gris est tué. Robb et son loup sont par la suite décapités, et la gueule de ce dernier est fixée au corps de Robb, portée en triomphe par les hommes de Frey. |                                |
| |                                |
| Lady | 1 (✝)                          |
| Lady est la louve géante de Sansa Stark. Plus petite et plus douce de la portée, elle est exécutée à la place de Nymeria qui a disparu, malgré les supplications de Sansa. Ned Stark, malgré ses objections, décide de l'exécuter lui-même. |                                |

### Principaux objets
Certains objets dans la série ont une histoire.
| Nom | Saisons |
| --- | --- |
| | |
| Glace, l'épée de la famille Stark | House of the Dragon : 2 Game of Thrones : 1, 4 (✝) (cette épée est fondue pour en engendrer deux nouvelles) |
| Glace est le nom de l'épée en acier valyrien appartenant à la famille Stark depuis des siècles. L'un des propriétaires est Cregan Stark dans la série dérivée House of the Dragon. Le dernier propriétaire officiel est Eddard Stark. L'épée fait son apparition dès le début du premier épisode de la série pour exécuter un membre de la Garde de Nuit qui a déserté après avoir rencontré des Marcheurs Blancs qui ont tué son équipe de patrouille. L'épée est utilisée par son propriétaire en duel contre Jaime Lannister quand ce dernier l'agresse dans la rue en représailles du kidnapping de Tyrion par Catelyn. Mais le duel sera interrompu par un soldat Lannister qui blesse Ned, et Jaime s'en va avec ses hommes en le laissant en vie. Son épée lui sera confisquée après son arrestation pour "trahison" lorsqu'il a tenté de faire valoir les dernières volontés de Robert Baratheon à Joffrey qui est devenu le nouveau roi (en réalité, Ned avait été trahi par Baelish). Glace sera par la suite entre les mains du bourreau Ilyn Payne pour décapiter son propriétaire devant la foule sur ordre du roi. Bien plus tard, Tywin fait fondre Glace pour former deux nouvelles épées : Féale et Pleurs-de-veuves, qu'il offrira respectivement à Jaime Lannister et au roi Joffrey à son mariage. L'épée Féale sera par la suite offerte à Brienne de Torth par Jaime, tandis que Pleurs-de-veuves changera rapidement de propriétaire pour cause de décès (elle ira au roi Tommen Baratheon), puis à Jaime après le décès du second. Ces deux nouvelles épées seront beaucoup utilisées par la suite par Brienne et Jaime. Pour Féale, Brienne s'en servira de nombreuses fois, en particulier pour combattre le Limier en combat singulier, ou encore lors de la bataille de Winterfell contre les Marcheurs Blancs, tout comme sa sœur Pleurs-de-Veuves par Jaime Lannister à la même bataille. Plus tard, Jaime se servira de cette épée une dernière fois contre l'amant de la reine Cersei Euron Greyjoy lors de la destruction de Port-Réal. Après la mort de son propriétaire, le sort de cette épée est inconnu, tandis que Féale reste en possession du chevalier Brienne de Torth. | |
| | |
| Dague de Petyr Baelish | 1, 2, 3, 4, 6, 7, 8                                                                                         |
| La « dague de Petyr Baelish » est une dague d'acier valyrien à la poignée en os de dragon. Malgré la rareté de ses matériaux, elle est d'aspect simple et anodin. La dague fait son apparition à Winterfell, entre les mains d'un mystérieux individu qui tente d'assassiner Bran Stark et qui s'en sert pour frapper lady Catelyn, sa mère, lui entaillant profondément les mains. La mort de l'assassin sous les crocs d'Été laisse inconnue l'identité de son commanditaire, mais ce dernier est nécessairement riche, l'acier valyrien étant extrêmement rare et précieux. Lady Stark décide alors de partir retrouver son mari à Port-Réal avec la dague comme pièce à conviction. Sur place, ser Rodrik Cassel, qui l'escorte, se propose de montrer l'arme à ser Aron Santagar, maître d'armes du roi, qui devrait pouvoir l'identifier. Avant que ser Rodrik ne soit revenu, des hommes du Guet trouvent lady Catelyn et l'emmènent devant lord Petyr Baelish et Varys, le maître des chuchoteurs. Tous deux sont alors informés de l'existence et du rôle de la dague, et lord Petyr dit la reconnaître dès qu'il la voit : elle lui a appartenu, mais il l’a perdue dans un pari lors du tournoi donné en l’honneur de l'anniversaire du prince Joffrey en misant sur ser Jaime Lannister, lequel fut défait par ser Loras Tyrell. Lord Petyr prétend alors que le gagnant du pari n’était autre que le « Lutin », Tyrion Lannister. Retrouvant ensuite son mari, lady Catelyn lui laisse la dague, qu'il garde désormais à sa ceinture. Elle y reste sans plus faire parler d'elle, jusqu'à ce que Littlefinger la récupère, lors de l'arrestation de lord Eddard, pour la placer sous la gorge de ce dernier. Quelque temps plus tard, elle réapparait à Winterfell quand Baelish l'offre à Bran Stark qui vient de rentrer. Ce dernier, se méfiant de Baelish, l'offre à sa sœur Arya, qui aura l'occasion de se servir de la dague par deux fois : la première fois sera l'exécution de lord Baelish lors de son procès pour meurtres et trahisons, puis quelques mois plus tard contre les Marcheurs Blancs lors de la bataille de Winterfell en tuant le Roi de la Nuit qu'elle trompera en changeant la dague de main. Depuis, la dague est restée en possession avec Arya. | |
| | |
| Grand-Griffe, l'épée de Jon Snow | 1, 2, 3, 4, 5, 6, 7, 8                                                                                      |
| Grand-Griffe est une épée en acier valyrien qui appartenait auparavant à la maison Mormont, dont l'emblème est l'Ours, comme le rappelle le pommeau. Le dernier propriétaire de la famille était Jeor Mormont, Lord Commandant de la Garde de Nuit, qui voulait la destiner à son fils Jorah Mormont. Mais ce dernier est exilé de Westeros pour avoir vendu des braconniers comme esclaves. Un soir, le nouvel intendant Jon Snow sauve le commandant en tuant un Marcheur Blanc dans son appartement. En récompense et constatant les capacités du jeune homme, Jeor Mormont lui offre son épée, après avoir remplacé le pommeau par une tête de loup blanc. Par la suite, l'épée sera le plus grand compagnon de combats pour Jon qui s'en servira très régulièrement dans la série, que ce soit dans les duels (Qorin Mimain, un lieutenant Marcheur Blanc, Karl...) ou dans les nombreuses batailles (Châteaunoir en fin de saison 4, Durlieu dans la saison 5, la Bataille des Bâtards à Winterfell dans la saison 6, la capture d'un Marcheur Blanc dans la saison 7, la bataille de Winterfell et la destruction de Port-Réal dans la dernière saison). Après tous ces évènements, l'épée reste avec son propriétaire quand ce dernier est exilé au Mur par le nouveau régime mis en place par Tyrion et Bran. | |
| | |
| Aiguille, l'épée d'Arya Stark | 1, 2, 4, 5, 6, 7, 8                                                                                         |
| Juste avant le départ de Winterfell pour Port-Réal à la nomination de Ned Stark Main du Roi, Jon Snow a fait forger une fine épée pour sa demi-sœur Arya. Cette dernière la baptise "Aiguille" et la cache dans ses affaires, jusqu'à ce qu'elle soit découverte par son père à l'arrivée à Port-Réal. Ce dernier décide de prendre alors un entraîneur pour sa fille. Durant sa fuite vers le nord, Arya est capturée par des soldats Lannister, dont l'un d'eux vole son épée. Elle retrouvera ensuite ce soldat quelques mois plus tard qu'elle tuera et récupèrera son épée. À Braavos, pendant son entraînement chez les Sans-Visages, elle plaque son épée dans un mur en pierre. Elle le récupèrera quand elle sera en danger et tuera son assassin avant de repartir à Westeros. | |
| | |
| Le Trône de Fer | House of the Dragon : 1, 2 Game of Thrones : 1, 2, 3, 4, 5, 6, 7, 8 (✝)                                     |
| Bati avec deux cents épées environs, le Trône de Fer est le siège du Roi dans la grande salle du Donjon à Port-Réal. C'est l'objet de toutes les convoitises et la cause de certaines guerres et de trahisons. Le trône est l'objet de conflit au sein de la Maison Targaryen dans la série dérivée House of the Dragon. En effet, le roi Viserys I voulait que sa fille Rhaenyra soit la reine, mais c'est finalement son fils Aegon II Targaryen de son deuxième mariage avec la jeune Alicent Hightower qui y siège, comme voulait le père de la reine Otto Hightower, alors Main du Roi. Ce conflit conduit au début de la fin de la Maison Targaryen. Le dernier roi sera Aerys II, surnommé "le roi fou", tué par son garde royal Jaime Lannister au moment de la rébellion. Récupérée aux Targaryen par Robert Baratheon, il y siège jusqu'à sa mort. Le roi suivant sera son fils Joffrey. Malheureusement, les Mains du Roi Jon Arryn et Ned Stark découvrent tous deux que Joffrey est en réalité le fils de son oncle Jaime Lannister, frère de la reine et non Robert, mais sont tous deux assassinés. Ainsi, à la mort de Robert, le Trône est revendiqué par ses frères Stannis et Renly Baratheon (considérant que Joffrey est illégitime), tandis que Robb Stark veut venger son père et Daenerys Targaryen veut retourner à Westeros pour que sa maison reprenne le pouvoir. Mais Renly et Robb meurent, et Stannis, puis Daenerys partent vers le Nord pour préparer l'invasion des Marcheurs Blancs, tandis que Tommen Baratheon (lui aussi véritable fils de Jaime Lannister et non Robert) succède à Joffrey (mort empoisonné à son mariage), jusqu'à son suicide. Sa mère Cersei devient la reine et s'assoit sur le Trône. Mais son règne est marqué par les guerres sanglantes contre le Nord menées par Jon Snow et Daenerys Targaryen. Cependant, aux cours des guerres, Bran Stark et Samwell Tarly ont découvert que Jon (de son vrai nom Aegon Targaryen) est l'héritier légitime du Trône de Fer (il est le petit-fils d'Aerys Targaryen, le roi fou renversé par Robert). En fin de série, le règne de Cersei se termine par la destruction de Port-Réal, de son donjon et de ses habitants à la fois par le feu des dragons de Daenerys et par le feu griegeois que Cersei a placé à de nombreux endroits dans la ville. Après la mort de Cersei, Daenerys se rend dans la grande salle en ruine et enneigée (comme dans ses visions de la saison 2) et touche le Trône de Fer. Mais elle n'aura pas l'occasion de s'assoir dessus, car elle est tuée par son neveu Jon Snow pour l'empêcher de repartir en guerre contre Westeros. Le dragon de Daenerys, voyant sa mère morte, crache le feu sur le Trône de Fer au point de le fondre quasi instantanément avant de s'en aller en emportant son corps. Daenerys était la dernière à posséder le Trône de Fer avant sa disparition et la réforme du régime par Tyrion. | |